# История архитектуры

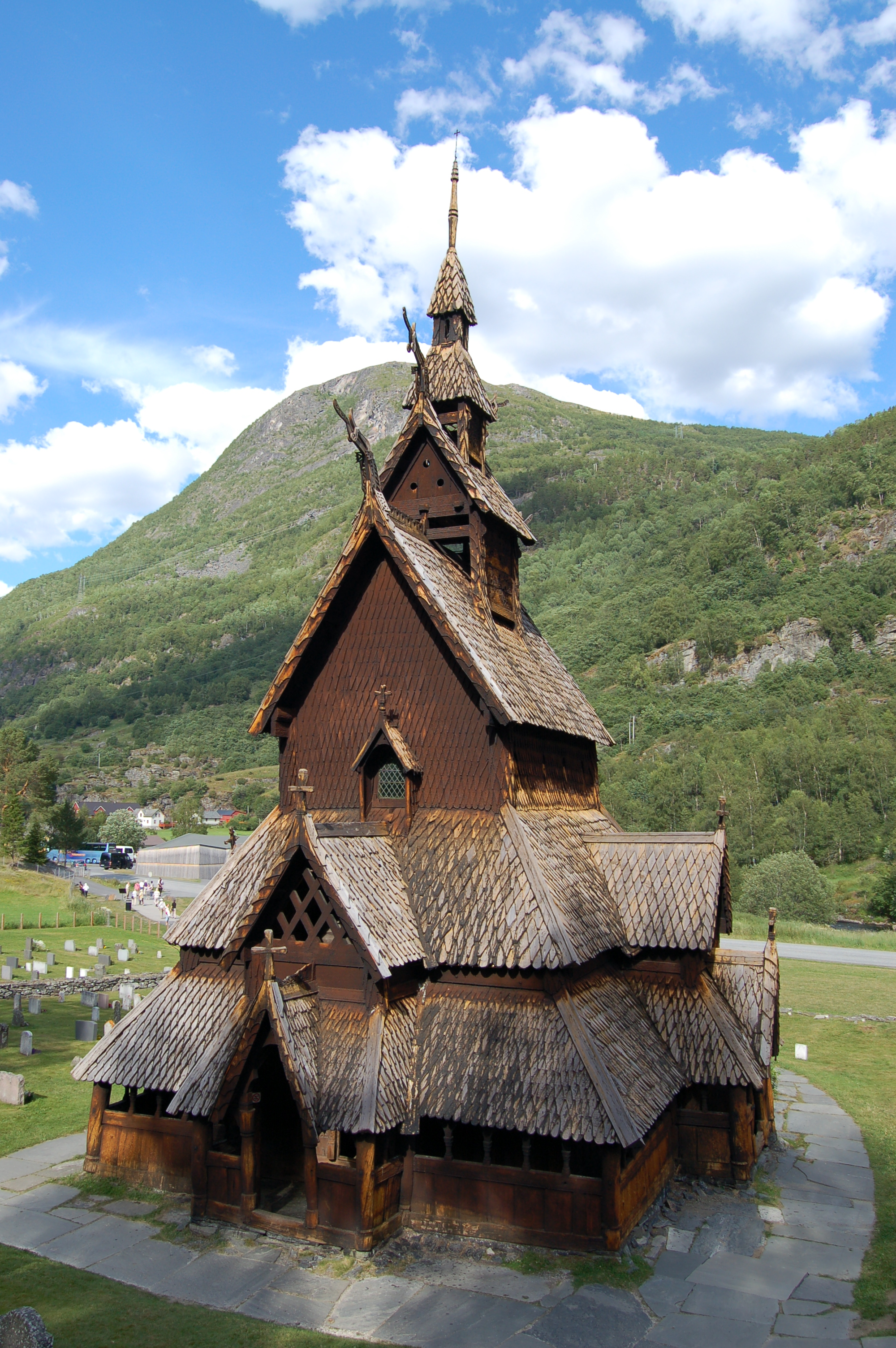
Ставкирка в Боргунне. Норвегия. 1150—1180 годы

История архитектуры — наука и академическая дисциплина, предметом которой является изучение функционального, конструктивного и эстетического развития искусства архитектуры во времени и пространстве в соответствии с социальными потребностями и научно-техническими условиями.
История архитектуры охватывает изучение закономерностей развития архитектуры в связи с общими закономерностями исторического процесса культуры и общества.
Более широкое понятие, охватывающее помимо истории также теорию, методологию архитектурного творчества и аспекты краеведения — архитектуроведение. Смежные дисциплины — теория архитектурной композиции, методика архитектурного проектирования, история и теория архитектурных стилей, история и теория градостроительства, материаловедение, организация и технология строительства, архитектурная критика и публицистика.
Однако специфика архитектуры как одного из важнейших видов художественного творчества предполагает взаимодействие предмета и метода истории и теории архитектуры, методики архитектурной композиции, а также наблюдение таких общих черт и признаков архитектуры определённого времени и места, которые позволяют выделять архитектурные стили.

## История архитектуры как науки

### Палеолит
Палеолит (древнекаменный век) — первый исторический период каменного века с начала использования каменных орудий (около 2,5 млн лет назад) до появления земледелия приблизительно в 10 тысячелетии до н. э. Палеолит занимает большую часть (около 99 %) времени существования человечества и совпадает с двумя большими геологическими эпохами кайнозойской эры — плиоценом и плейстоценом.
Палеолит условно разделяется на периоды: нижний, средний и верхний.
Из-за холодного климата люди проживали в пещерах. Пещера Шове (Франция), Пещера Ласко (Франция). Пещера Кро-Маньон (Франция).
Зарождение искусства (как осмысленной деятельности) относят к эпохе верхнего палеолита, что соответствует периоду около 35 000—10 001 годам до н. э.

#### Протоархитектура
Протоархитектура (др.-греч. protos — первая часть слов, означающая первенство, первооснову чего-либо, давность) подразумевает древность, первичность сооружений, созданных руками человека, являющихся не просто предметом утилитарной строительной деятельности по созданию укрытий, но ещё и несущих базовые качества архитектурного объекта, связанные с духовной культурой. Этими качествами являются:
1. наличие устойчивых «идеальных представлений», определяющих возможность развития человеческой культуры, проявляющихся в системности и гармоничности построения объекта;
2. наличие устойчивых форм наследования социального опыта и их материальное закрепление в структуре объекта[4][5].

Наземные поселения носили характер общинных домов, где вокруг очага размещалось несколько семей. В домах размером до 15 × 35 м ряд центральных опор поддерживал коньковую жердь, на которую опирались стропила, врытые в землю. Меньшие дома (7 × 8 м) имели такую же конструкцию и иногда делались из костей мамонта с очагом в центре. Село Тимоновка, Гагарино, Костёнковское городище. Землянки и полуземлянки с укреплёнными стенами и лазом через крышу, который одновременно служил дымоходом.

Памятники ранней культуры и первые произведения искусства
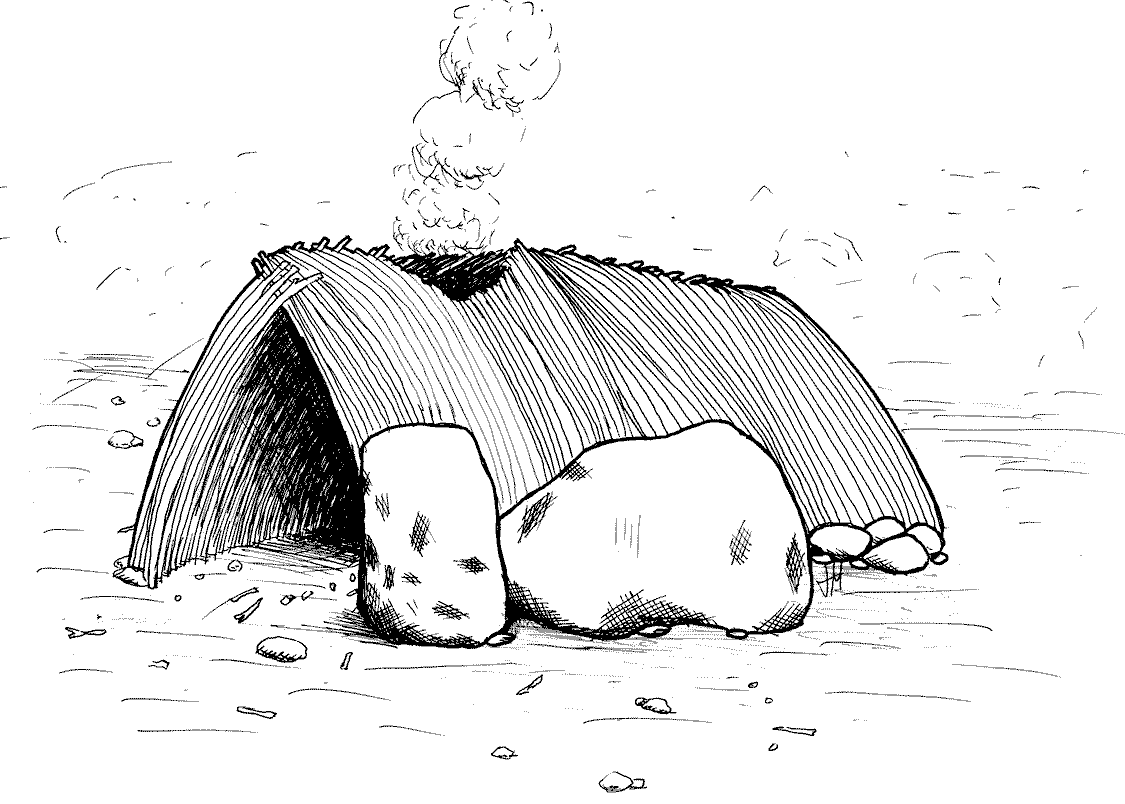
Реконструкция шалаша из Терра-Аматы, 400 тыс. лет до н.э.
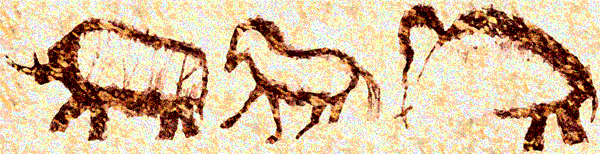
Наскальные рисунки в Каповой пещере, Башкортостан
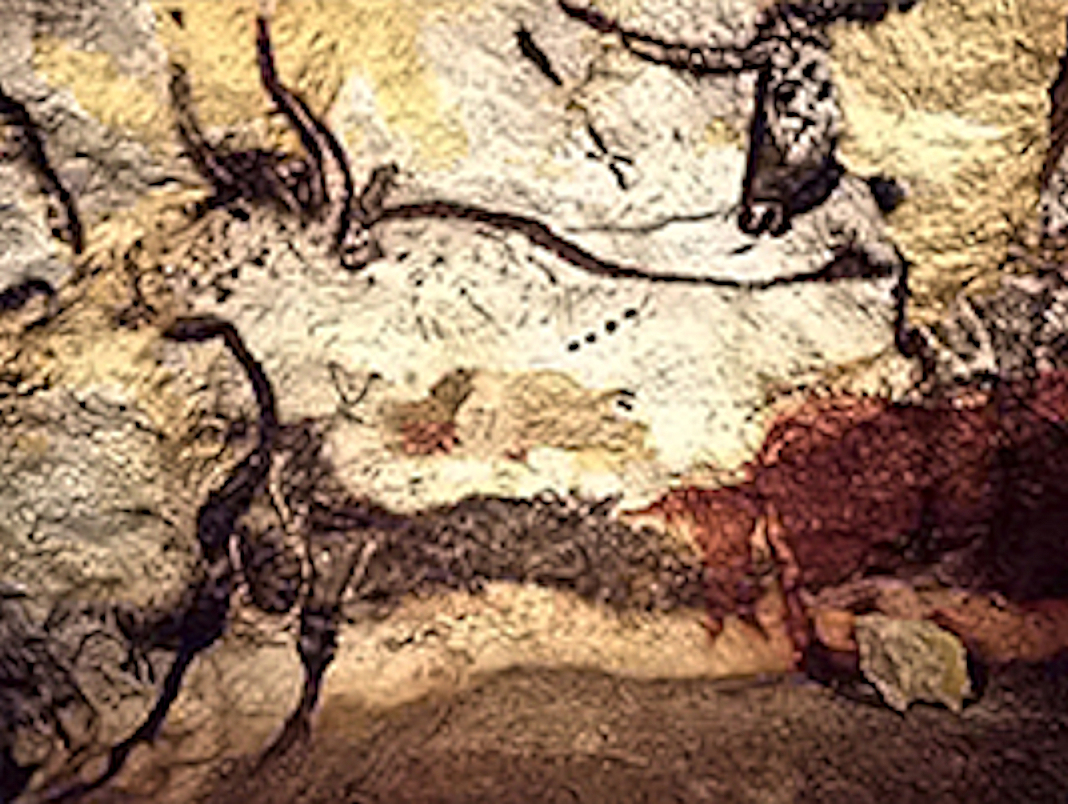
Наскальные рисунки в пещере Ласко, Франция
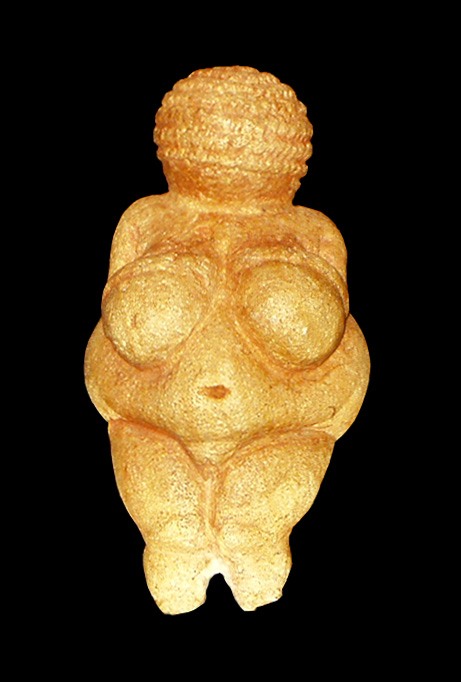
Венера Виллендорфская

### Культура мезолита
Люди в эпоху мезолита вели полуоседлую жизнь: на зиму селились в пещерах и искусственных убежищах из камня, а летом рассеивались по территории.
Мезолит в Европе
В эпоху мезолита строились длинные родовые дома, которые делились перегородками на помещения для отдельных семей.
Мезолит в Передней Азии
В Передней Азии в IX—VII тыс. лет. до н. э. складываются поселения оседлого комплексного хозяйства (земледелие и скотоводство).
Мезолит на Ближнем Востоке
Дома натуфийцев представляли собой полуземлянки, часто с каменным основанием, облицованным смесью глины и песка. Над поверхностью земли сооружалась столбовая конструкция, поддерживающая камышовую кровлю.
Мезолит в Японии
В течение всего периода Дзёмон жители Японского архипелага жили в землянках и полуземлянках, традиционных жилищах докерамической эпохи. Жильё было погружено в землю, имело земляные стены и пол, а также каркас из деревянных столбов, который поддерживал крышу из шкур животных, травы и хвороста. Землянки периода Дзёмон различались по регионам. Больше всего их находят в Восточной Японии; меньше — в Западной.
Жилища начала периода Дзёмон имели простую конструкцию. Они были прямоугольные или круглые в плане. Центром жилья был очаг, который был нескольких типов: земляным, горшковым и каменным. Первый изготовляли путём простого выкапывания неглубокой ямки в полу, в которой жгли хворост и дрова; второй мастерили из нижней части горшка, который вкапывали в пол; третий сооружали из гальки или маленьких камней, которыми обкладывалось место для костра. Жильё регионов Тохоку и Хокурикудо этой эпохи отличались от остальных японских аналогов большими размерами. Начиная со среднего Дзёмона они имели сложную конструкцию, которая предусматривала использование нескольких очагов в одном доме.

Современная реконструкция древнейших японских построек
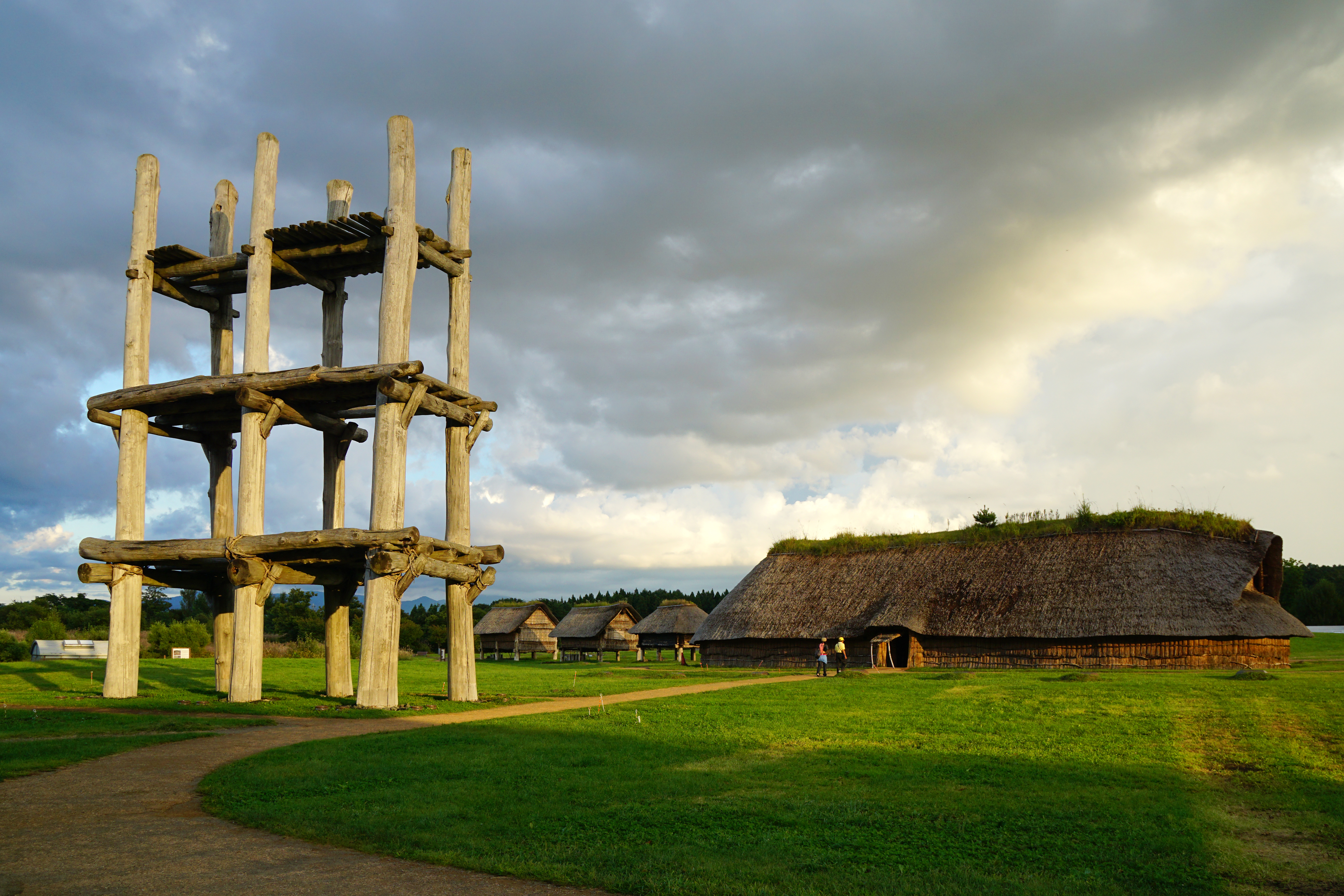
Стоянка Саннай-Маруяма
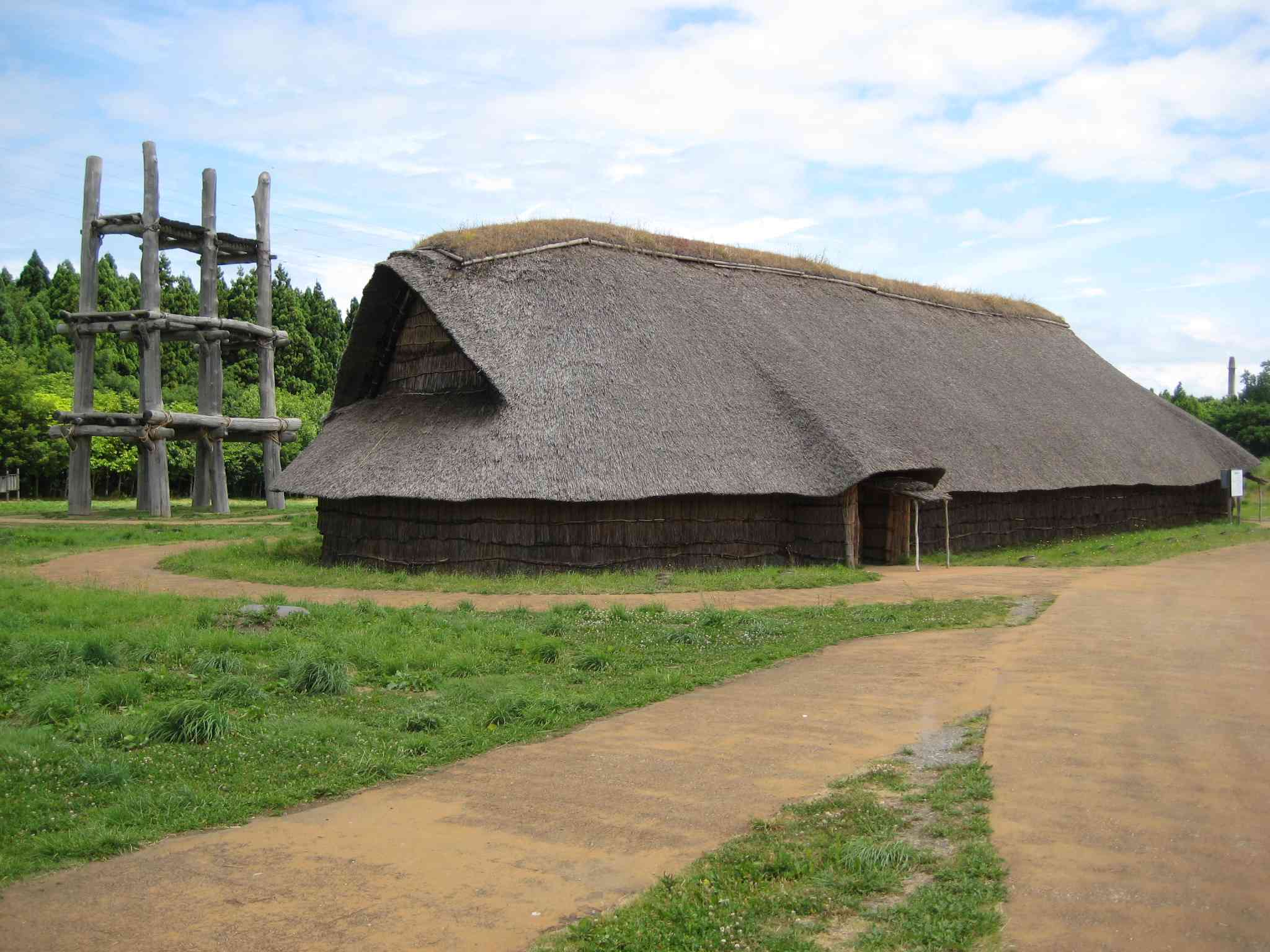
Стоянка Саннай-Маруяма
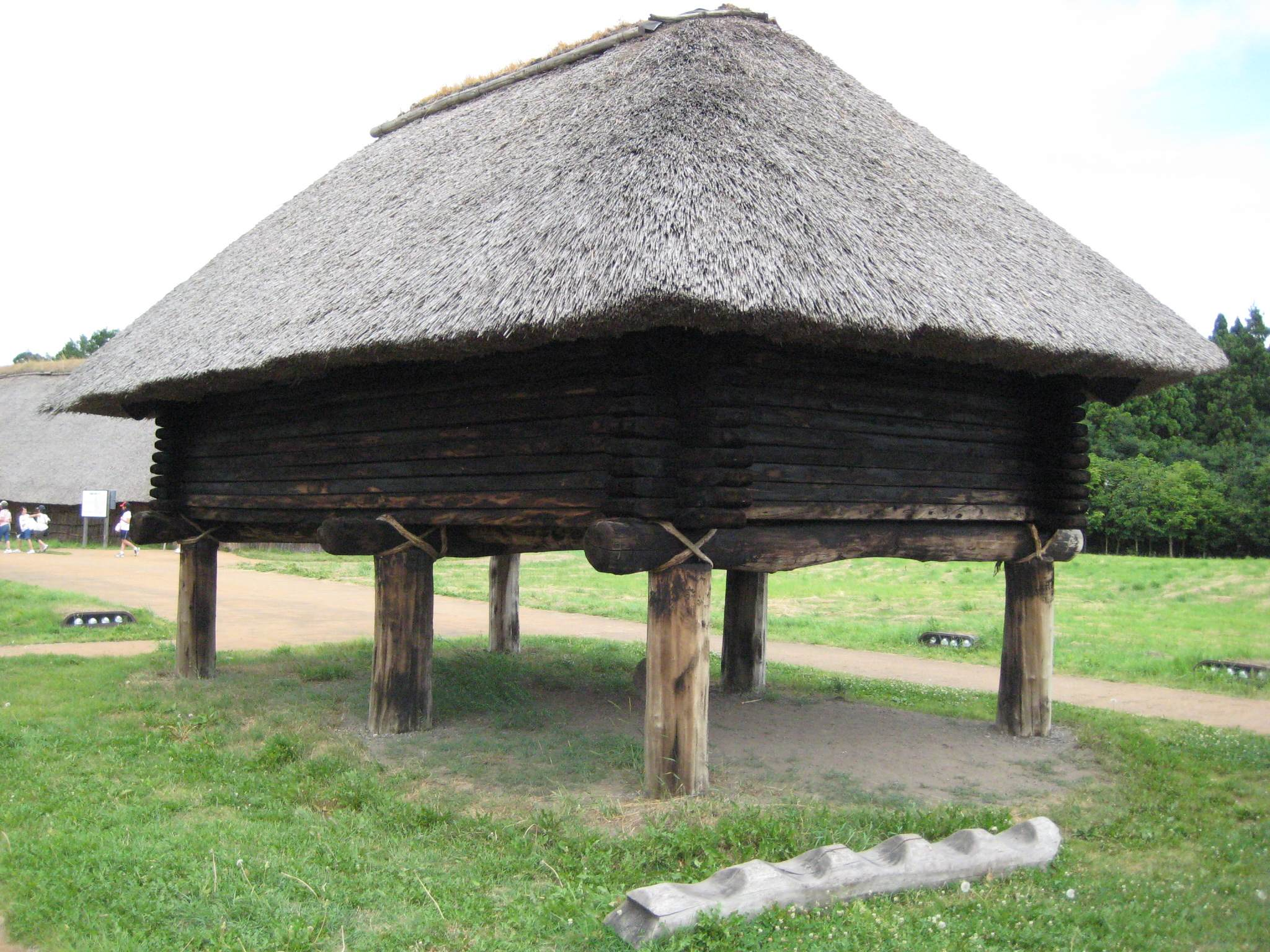
Стоянка Саннай-Маруяма

### Постройки неолита
Неолит — новый каменный век, 10 000—3300 лет до н. э., в Средней Европе — 5500—2200 лет до н. э.
Неолитическая революция ознаменовалась переходом человеческих общин от примитивного уклада охотников и собирателей к земледелию и животноводству. По данным археологии, одомашнивание животных и растений происходило в разное время независимо в 7—8 регионах. Самым ранним центром неолитической революции считается Ближний Восток, где одомашнивание началось не позднее, чем 10 000 лет назад.
Переход к оседлому образу жизни привёл к появлению керамики. В это время начинают строиться города. Одним из самых древних городов считается Иерихон, построенный одной из первых неолитических культур, развившейся непосредственно из местной предшествующей натуфийской культуры эпохи мезолита. Некоторые города были хорошо укреплены.
Неолит в Японии
Самые ранние стоянки культуры Яёй найдены в Западной Японии на островах Кюсю и Хонсю. Классический пример — городище Йосиногари (совр. префектура Сага). Археологи находят много укреплённых поселений с богатым археологическим материалом — керамическая посуда, бронзовые ритуальные изделия (украшения и колокольчики дотаку) и разнообразное металлическое оружие (мечи, наконечники стрел, наконечники гэ и копий). Историки считают, что перераспределение прибавочного продукта, полученного благодаря высоким для первобытного общества урожаям риса, привело к социальной стратификации Японского архипелага. Среди общинников выделились богатые слои шаманов и военных. Появились первые рабы.

Постройки неолита
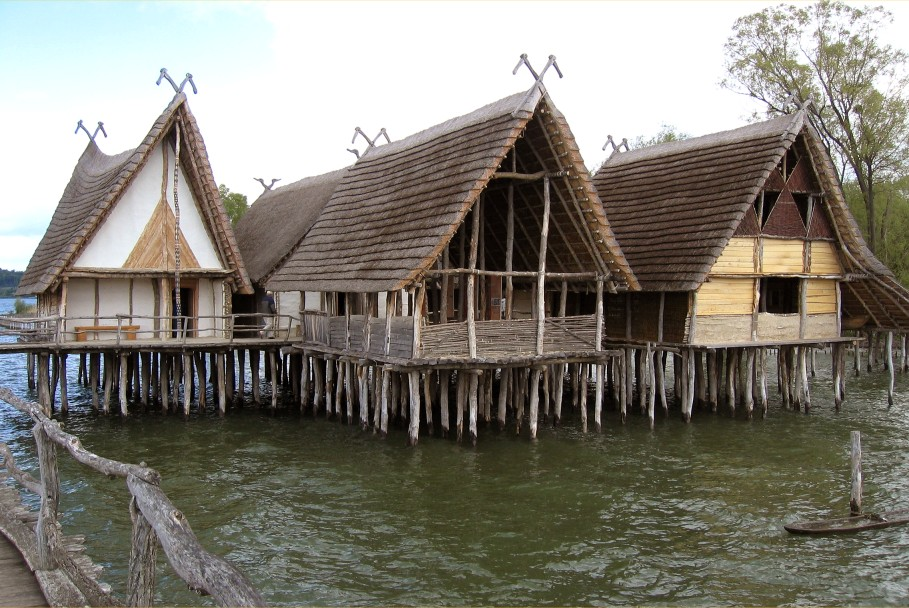
Доисторические свайные поселения в Альпах. Реконструкция
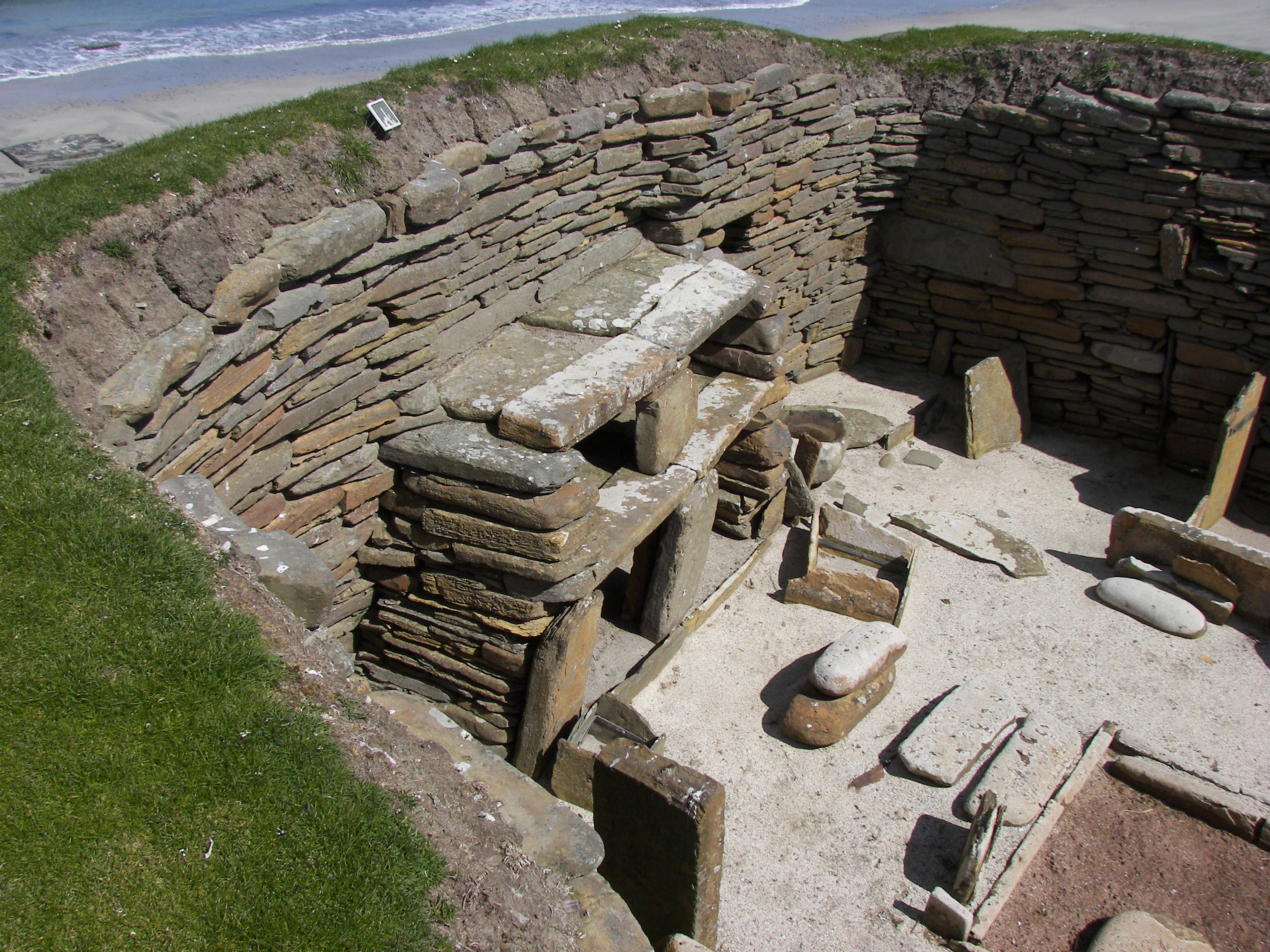
Памятники неолита на Оркнейских островах в Шотландии
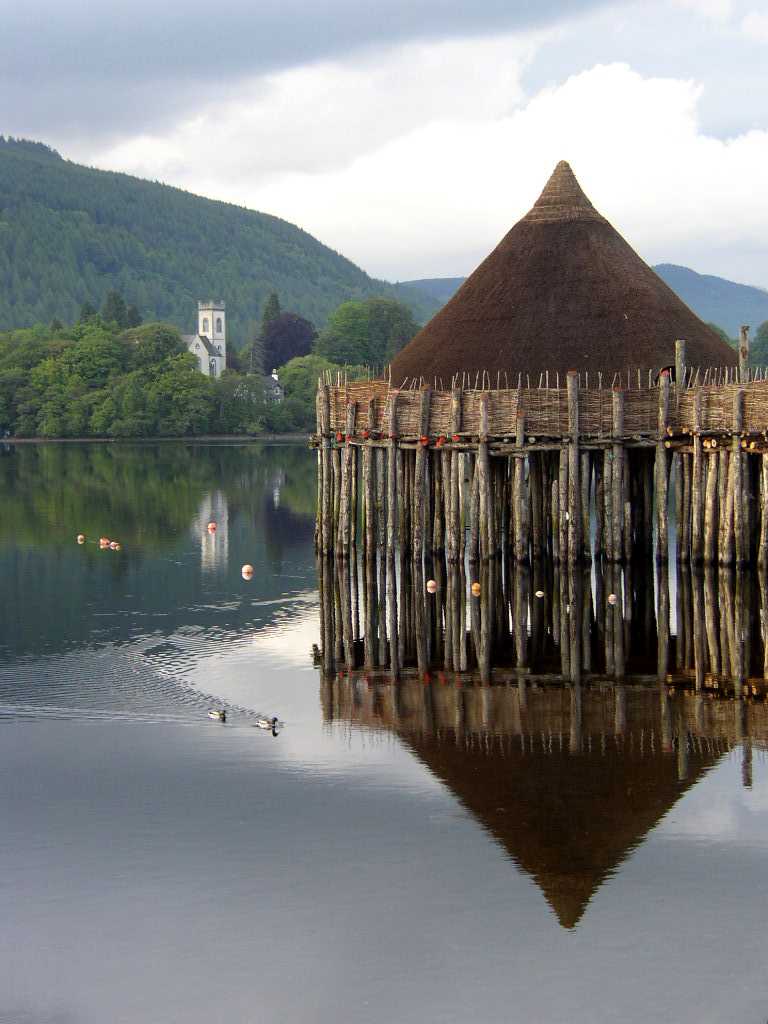
Реконструкция краннога на озере Лох-Тей в Шотландии
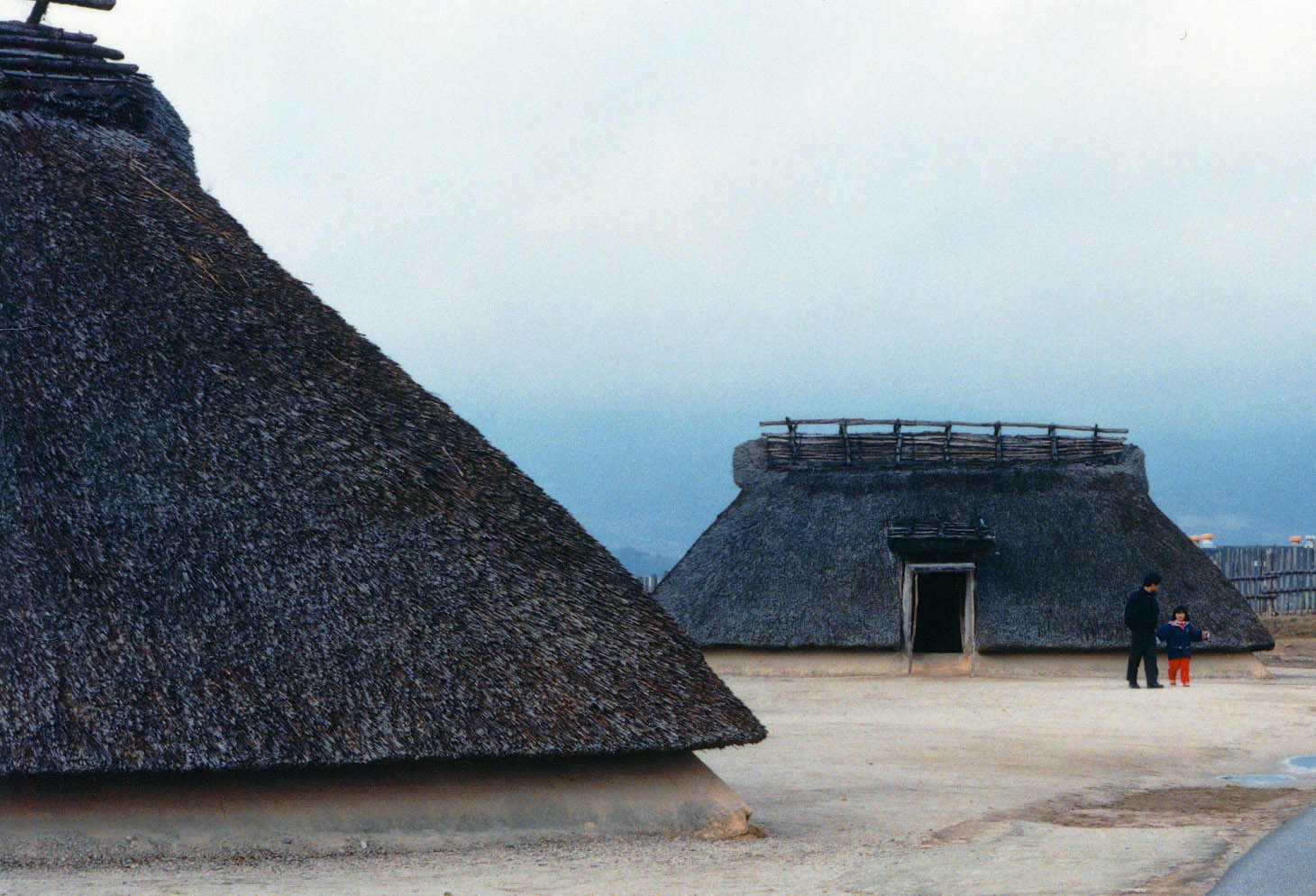
Жилище периода Яёй из городища Йосиногари

### Постройки бронзового века
Бронзовый век начинается с 3300 лет до н. э., в Средней Европе — около 1000 лет до н. э.
Каменные столбы — менгиры — высотой до 20 м (например, Карнакские камни в Бретани (Франция), Зорац-Карер (Армения)) несут в себе черты архитектуры и скульптуры.
Архитектурное начало сильнее всего выражено в дольменах. Это погребальные или культовые сооружения из двух-четырёх вертикально стоящих плит, перекрытых горизонтальной плитой (имеются опоры и перекрытия — основные составляющие архитектурной постройки). Дольмены широко распространены в Западной Европе, в Северной Африке, в Крыму.
Появление дольменов означает освоение стоечно-балочной системы в строительстве.

Дольмены
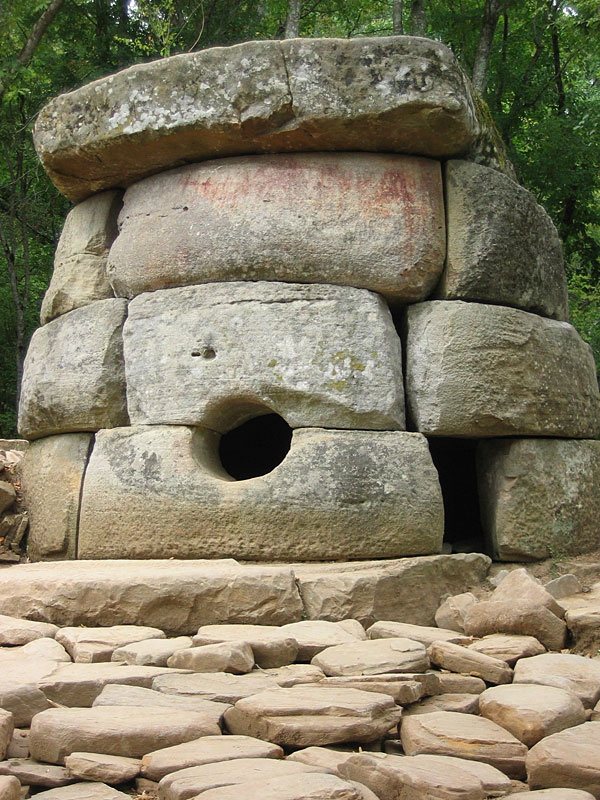
Составной дольмен из долины реки Жане 3 — вторая половина 2 тыс лет до н. э.
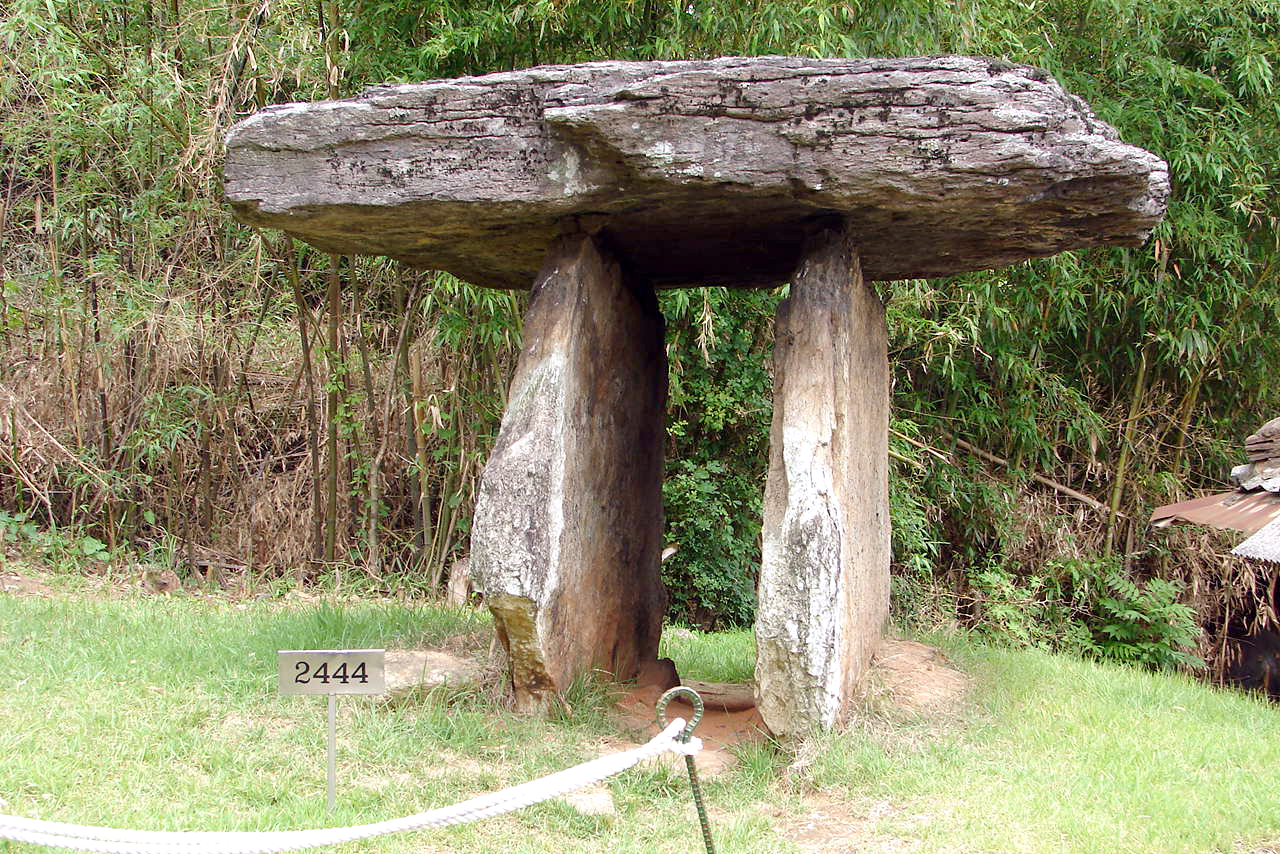
Дольмены в Кочхане, Хвасуне и на Канхвадо, VI—V века до н. э.
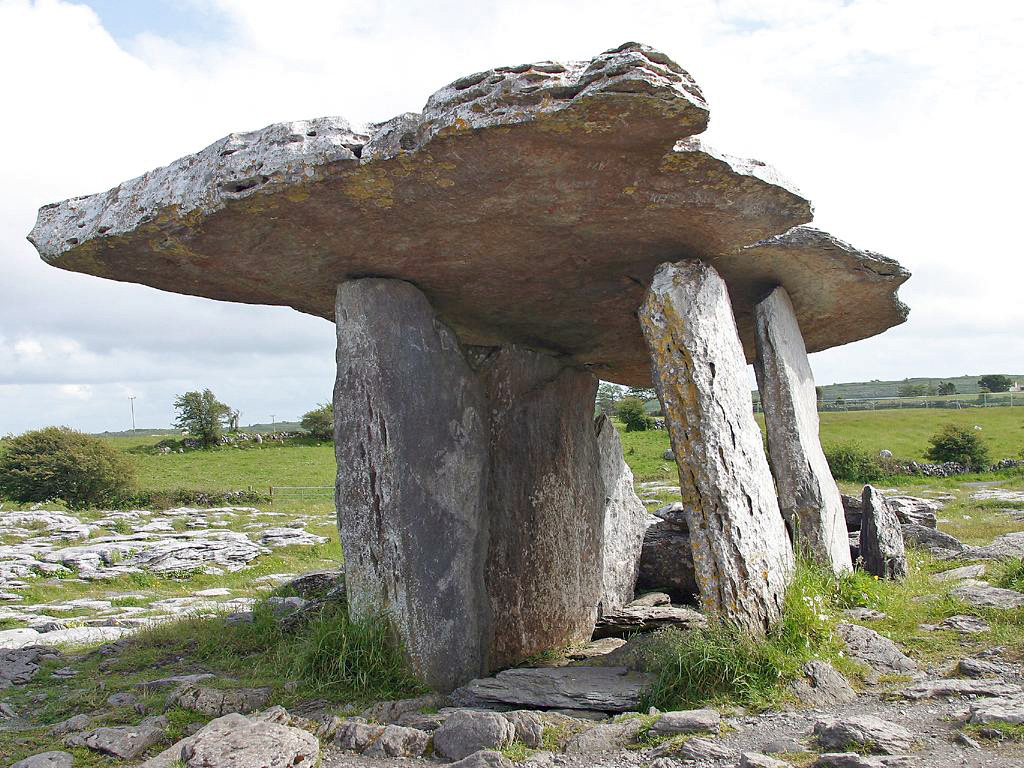
Дольмен в Буррене, Ирландия
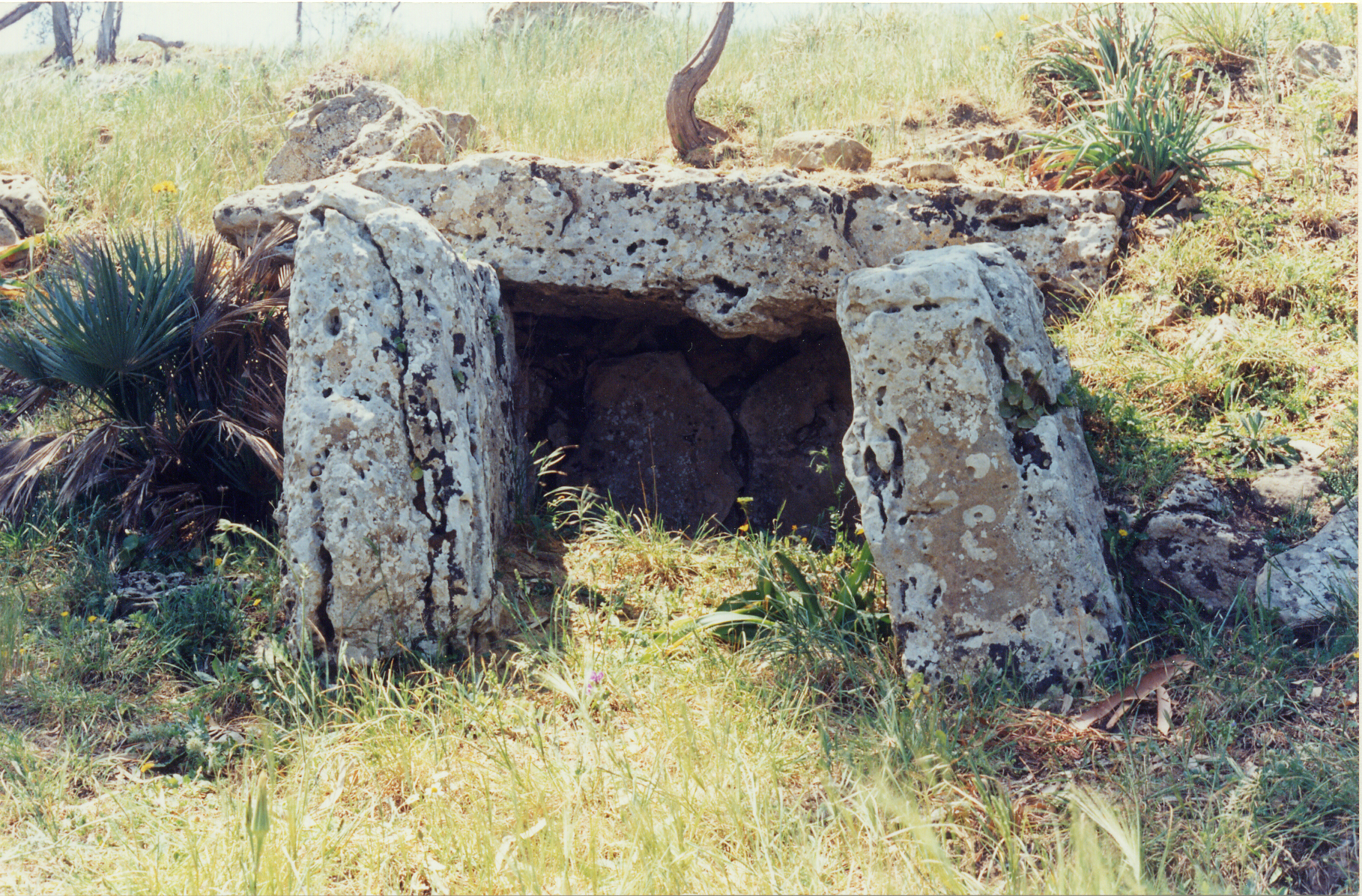
Дольмен из Monte Bubbonia, Сицилия

Кромлех — более сложная мегалитическая постройка. Самый грандиозный из них находится в Стоунхендже (графство Уилтшир Англия, 2-е тысячелетие до н. э.). В плане это круглая площадка диаметром в 30 метров, замкнутая кольцами вертикально стоящих камней, перекрытых плитами. Архитектурный замысел кромлеха прост, но исполнен символического смысла. Возможно, это была культовая постройка, посвящённая солнцу.

Стоунхендж до и после реставрации. Вид с северо-запада
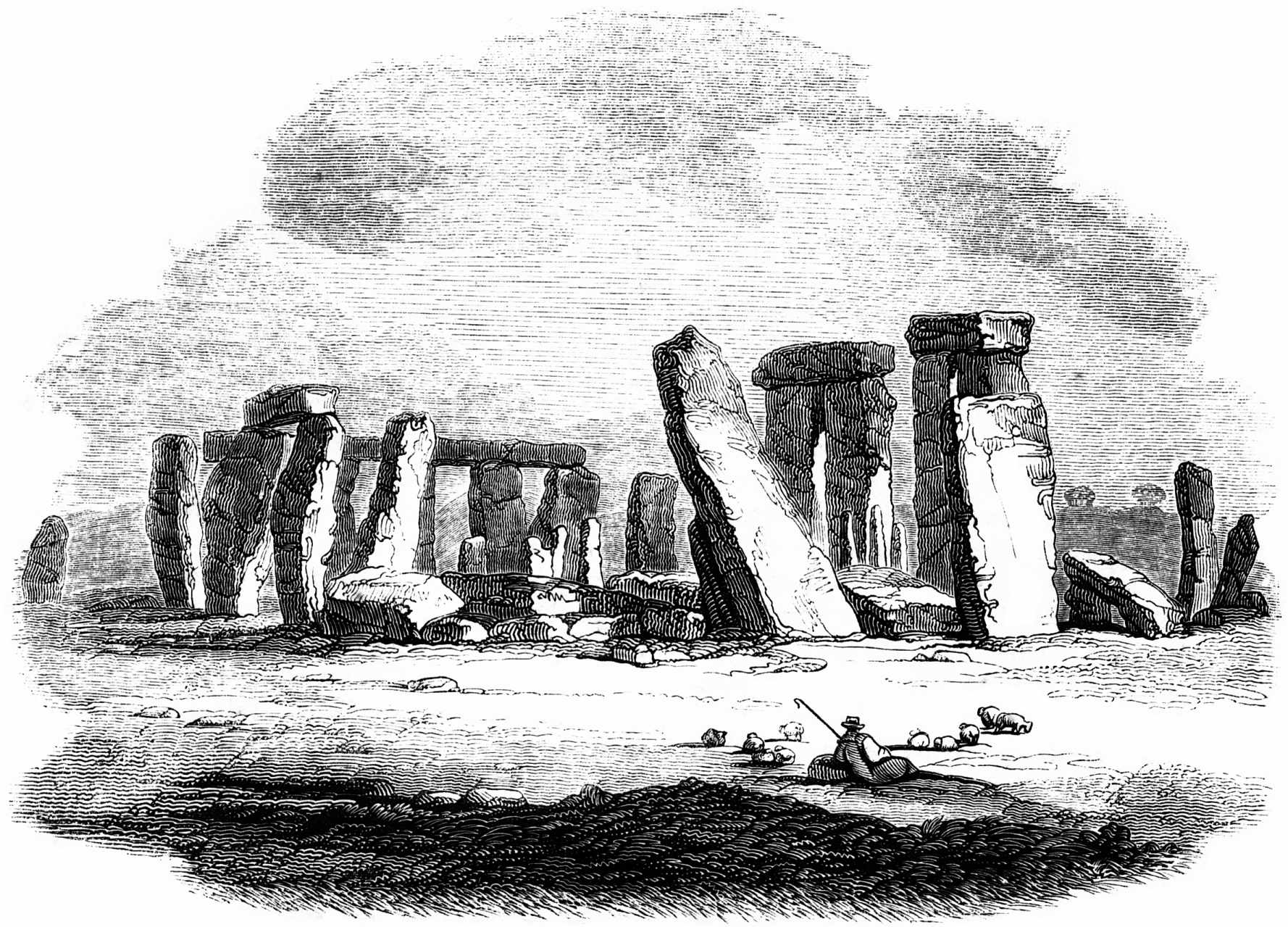
Начало XIX века
Конец XIX века
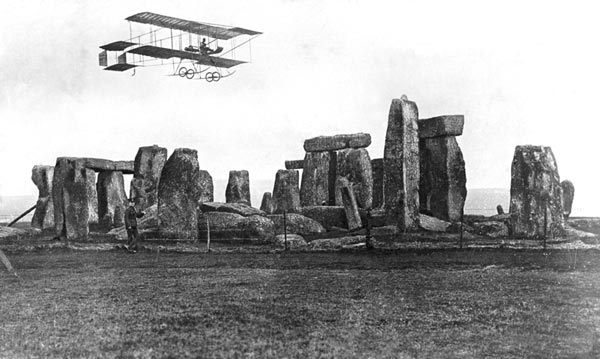
1911 год
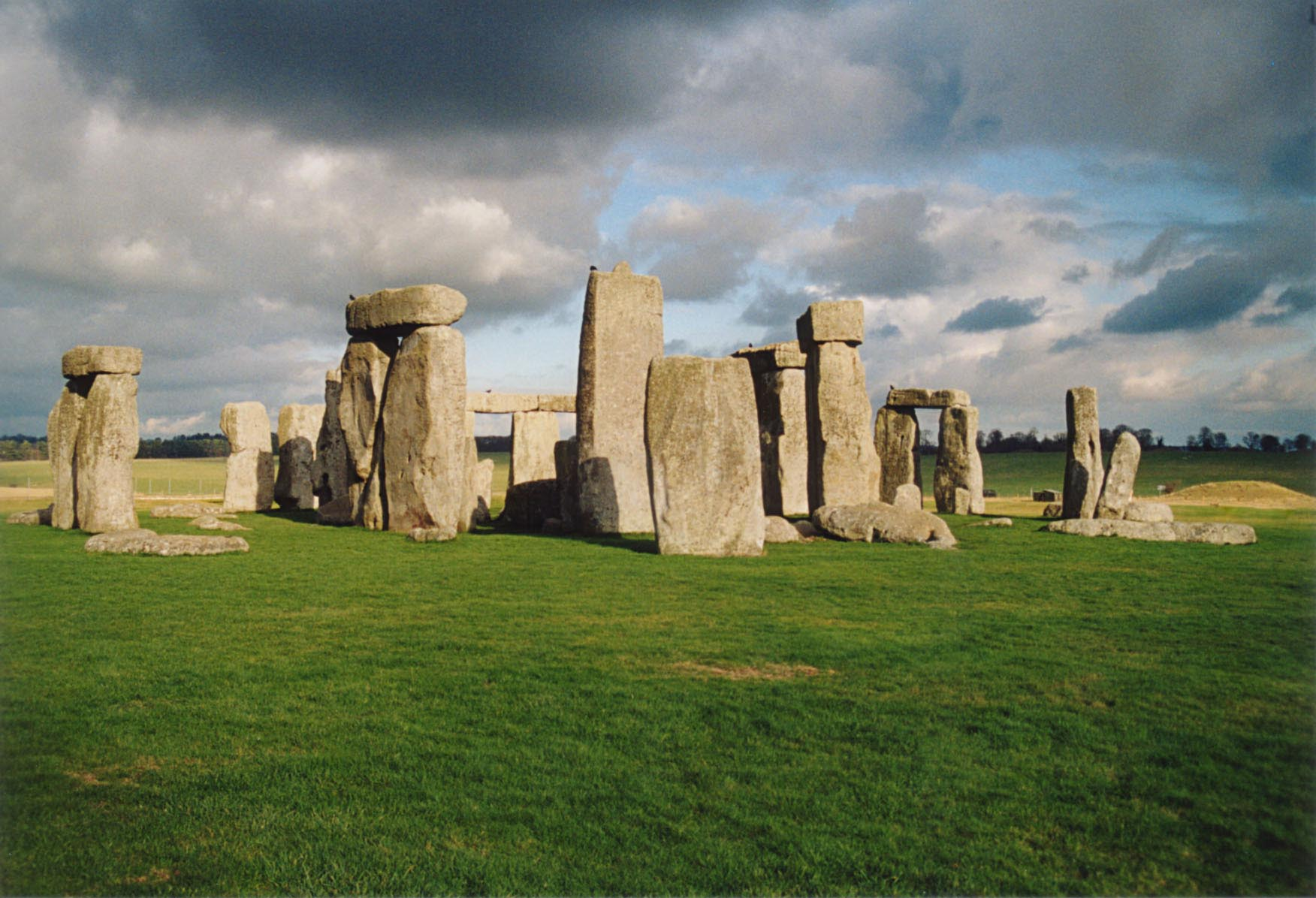
2004 год

### Железный век
Железный век на территории Ближнего и Среднего Востока приходится на период 1200—600 лет до н. э., в Средней Европе — 800 лет до н. э. — 600 лет н. э.
К культурам железного века относят, согласно классификации М. Б. Щукина, «культурные миры» народов Евразии вплоть до Великого переселения народов. Железный век завершается с появлением государства и права.
Переход к железному веку проходил через катастрофу бронзового века, которая выразилась в изменениях общественного уклада, утрате многих традиций, в том числе письменности, разрушении всех крупных государств и многих городов того времени. На большой территории наступает период «тёмных веков» (в Греции период известен как Греческие тёмные века).
Кризис завершился постепенным окончанием тёмных веков, а также возвышением Израильско-Иудейского царства, сиро-хеттских арамейских царств середины X века до н. э. и Новоассирийской империи.
Культура Древнего Египта, Эллинистической Греции и Древнего Рима, а также многие другие современные им культуры, относятся к данному периоду.

## Архитектура Древнего Египта
Территория Древнего Египта располагалась в Африке, где основная растительность — пальмы, дающие дерево плохого качества, и тростник. Основными строительными материалами были необожжённый кирпич-сырец и камень, главным образом, известняк, добываемый в Нильской долине, а также песчаник и гранит. Камень использовался в основном для гробниц и захоронений, кирпич шёл на постройку дворцов, крепостей, зданий в окрестностях храмов и городов, а также вспомогательных сооружений для храмов.
Древнеегипетские дома строили из грязи, добываемой в Ниле. Её оставляли на солнце, чтобы она высохла и стала пригодной для строительства.
Многие египетские города не сохранились до наших дней, так как располагались в зоне разливов Нила, уровень которого поднимался каждое тысячелетие, в итоге многие города были затоплены, или грязь, использованная для строительства, становилась удобрением для крестьянских полей. Новые города строились на месте старых, поэтому древние поселения и не сохранялись. Однако засушливый климат Древнего Египта сохранил некоторые сооружения из кирпича-сырца — деревня Дейр-эль-Медина, Кахун, город, достигший расцвета в Среднее царство (современный Эль-Лахун), крепостные сооружения в Бухене и Миргиссе.
Храмы и другие сооружения сохранились до наших дней, вследствие того, что они находились на недостижимой для нильских разливов высоте и были построены из камня.
Крупнейшие постройки имеют ритуальное значение: это гробницы и храмы.
Стоечно-балочная система в архитектуре Древнего Египта развивается: колонна получает эстетическое оформление.
Архитектуру Древнего Египта принято разделить на 5 периодов: архитектура Раннего царства, архитектура Древнего Царства, архитектура Среднего царства, архитектура Нового царства, архитектура Позднего царства.

### Додинастический период и Раннее Царство

Мастаба Шепсескафа в Саккаре

Памятники монументального зодчества практически не сохранились, поскольку основным строительным материалом в те дни был легко разрушавшийся кирпич-сырец. Использовались также глина, тростник и дерево, прич`м сочетание кирпичной облицовки и деревянных балочных перекрытий и декора является важным признаком, позволяющим отнести произведение к данному периоду. Камень применялся лишь как отделочный материал.
К этой эпохе относится тип дворцовых фасадов — «серех», изображения которых встречаются на стелах фараонов I династии. Черты этих сооружений нередко повторялись и в формах царских саркофагов. Культовые и мемориальные постройки сохранились лучше, чем дворцы: это, прежде всего, святилища, молельни и мастабы. Декорирование святилищ ещё сохраняет связь с эпохой деревянного зодчества, в котором использовался орнаментальный мотив тростниковой плетёнки.
В период Раннего Царства сложились такие приёмы оформления, как вогнутые карнизы, орнаментальные фризы (живописные или скульптурные) и оформление дверного проёма глубоким уступом.
Многие из традиций храмового зодчества отразились и в стиле мемориальных сооружений, которые были очень важны для древнеегипетской культуры в связи с решающей ролью в ней погребального культа. Погребения I—II династий сосредоточены в районе Мемфиса и Абидоса, ставшими центрами заупокойного культа. С ним связано, с одной стороны, широкое развитие типа гробниц — мастаб

### Древнее Царство

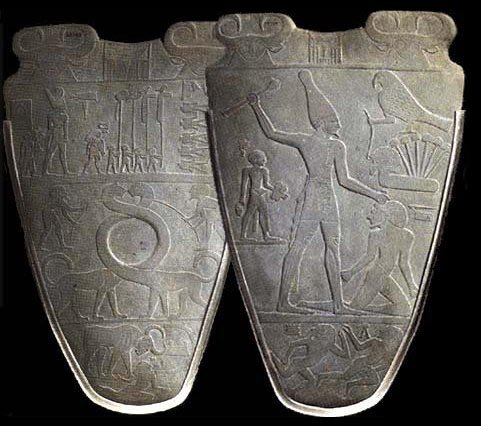
«Палетка Нармера». Справа: Нармер побивает правителя врагов

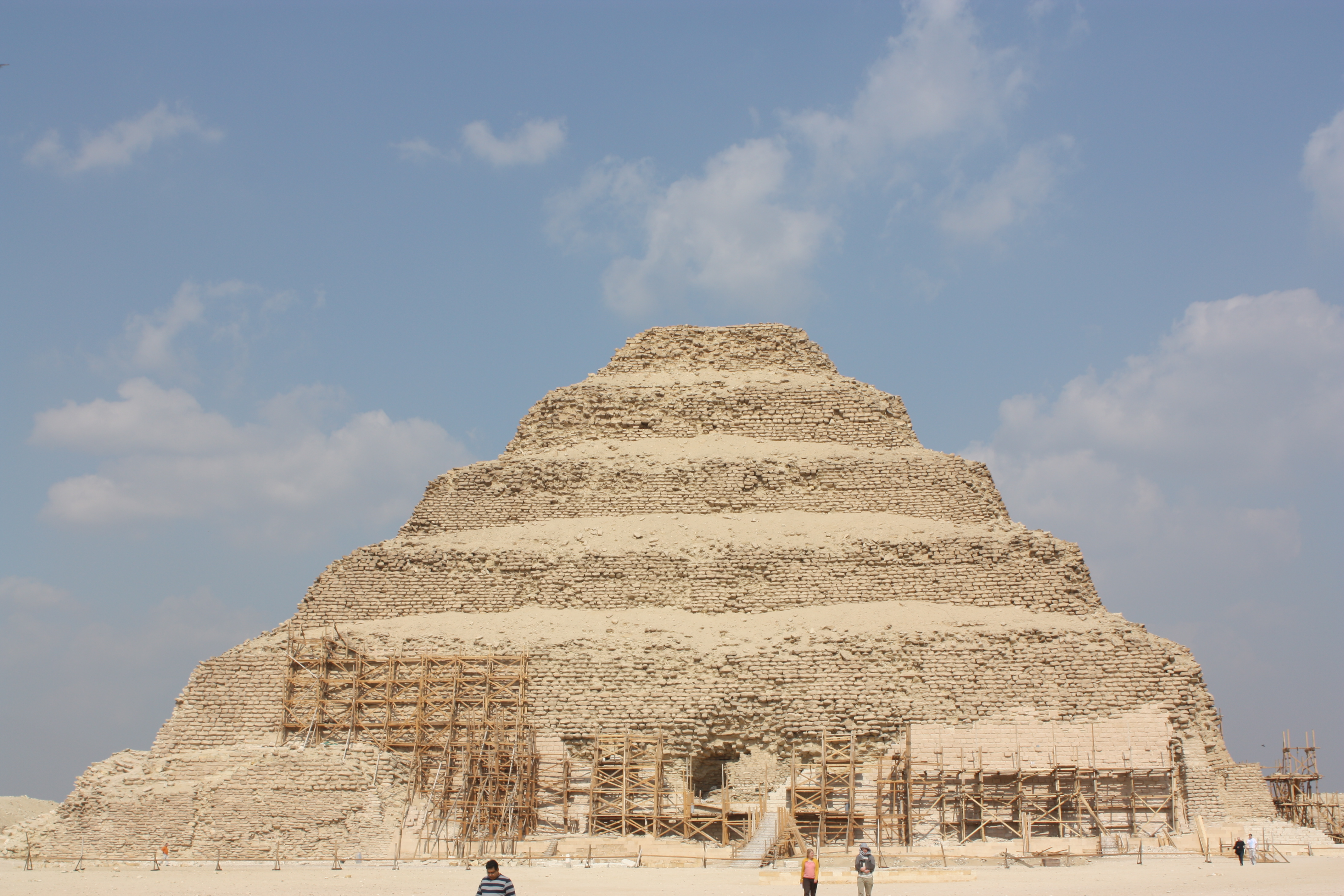
Пирамида Джосера

Приблизительно в XXX веке до н. э. фараоном I династии Нармером, или Менесом, были объединены в единое государство Северный и Южный Египет со столицей в Мемфисе.
Создание мощного централизованного государства под властью фараона, который считается сыном бога Ра, продиктовало и основной тип архитектурного сооружения — гробницу, внешними средствами передающую идею его божественности. Наивысшего подъёма Египет достигает при правителях III и IV династий. Создаются самые большие по размерам царские гробницы-пирамиды, над сооружениями которых десятками лет трудились не только рабы, но и крестьяне. Этот исторический период нередко называют «временем пирамид», и его легендарные памятники не были бы созданы без блестящего развития в Египте точных наук и ремёсел.
Одним из ранних памятников монументальной каменной архитектуры является ансамбль погребальных сооружений фараона III династии Джосера. Он был возведён под руководством египетского зодчего Имхотепа и отражал замысел самого фараона (замысел несколько раз претерпевал существенные изменения). Отказавшись от традиционной формы мастабы, Имхотеп остановился на пирамиде с прямоугольным основанием, состоящей из шести ступеней. Вход находился с северной стороны; под основанием были высечены подземные коридоры и шахта, на дне которой располагалась погребальная камера. В заупокойный комплекс Джосера входили также южная гробница-кенотаф с примыкающей к ней молельней и двор для обряда хеб-сед (ритуального возрождения жизненной силы фараона в беге).
Ступенчатые пирамиды возводили и другие фараоны III династии (пирамиды в Медуме и Дахшуре); одна из них имеет ромбовидные контуры.

Пирамиды Гизы
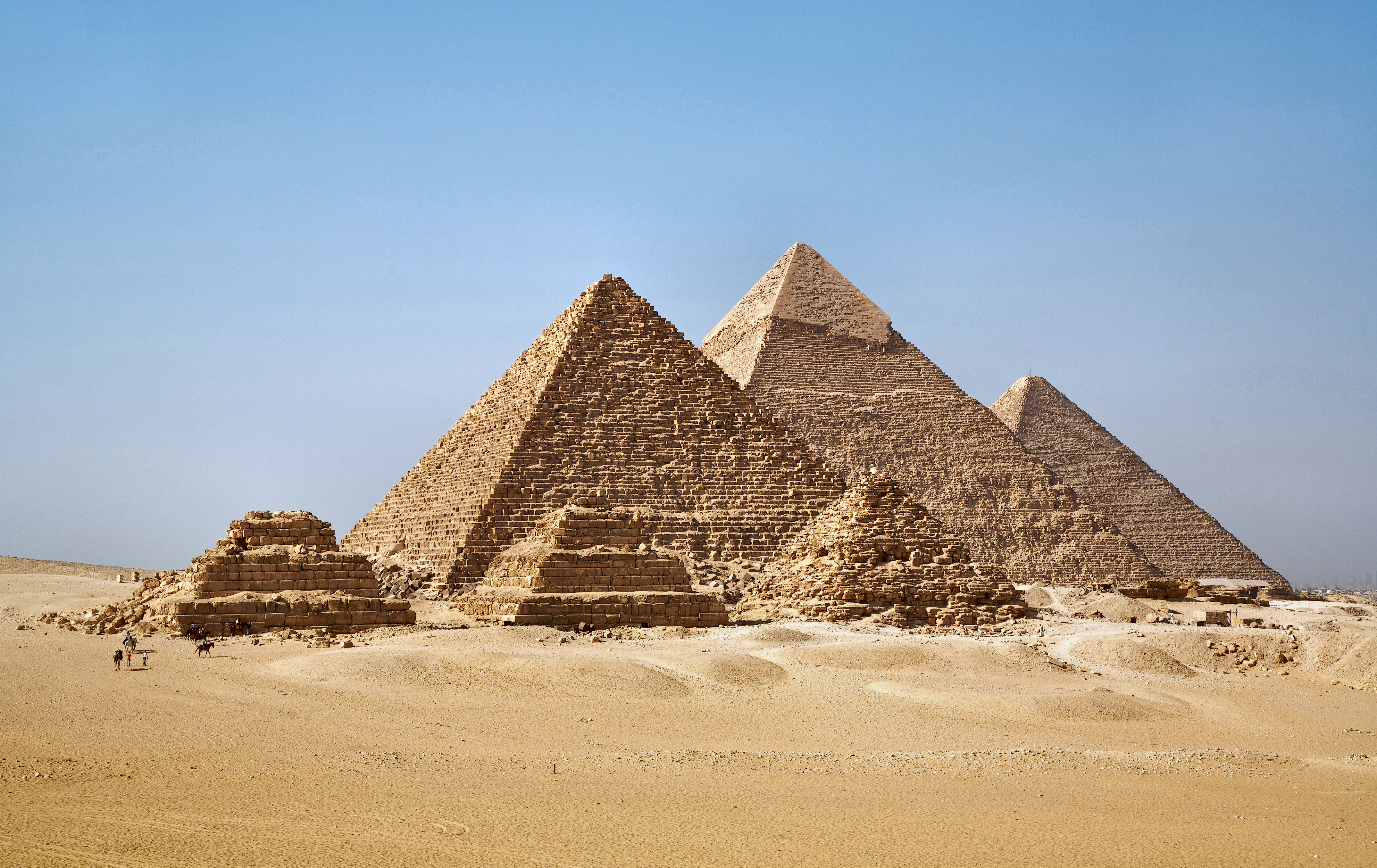
Все пирамиды Гизы
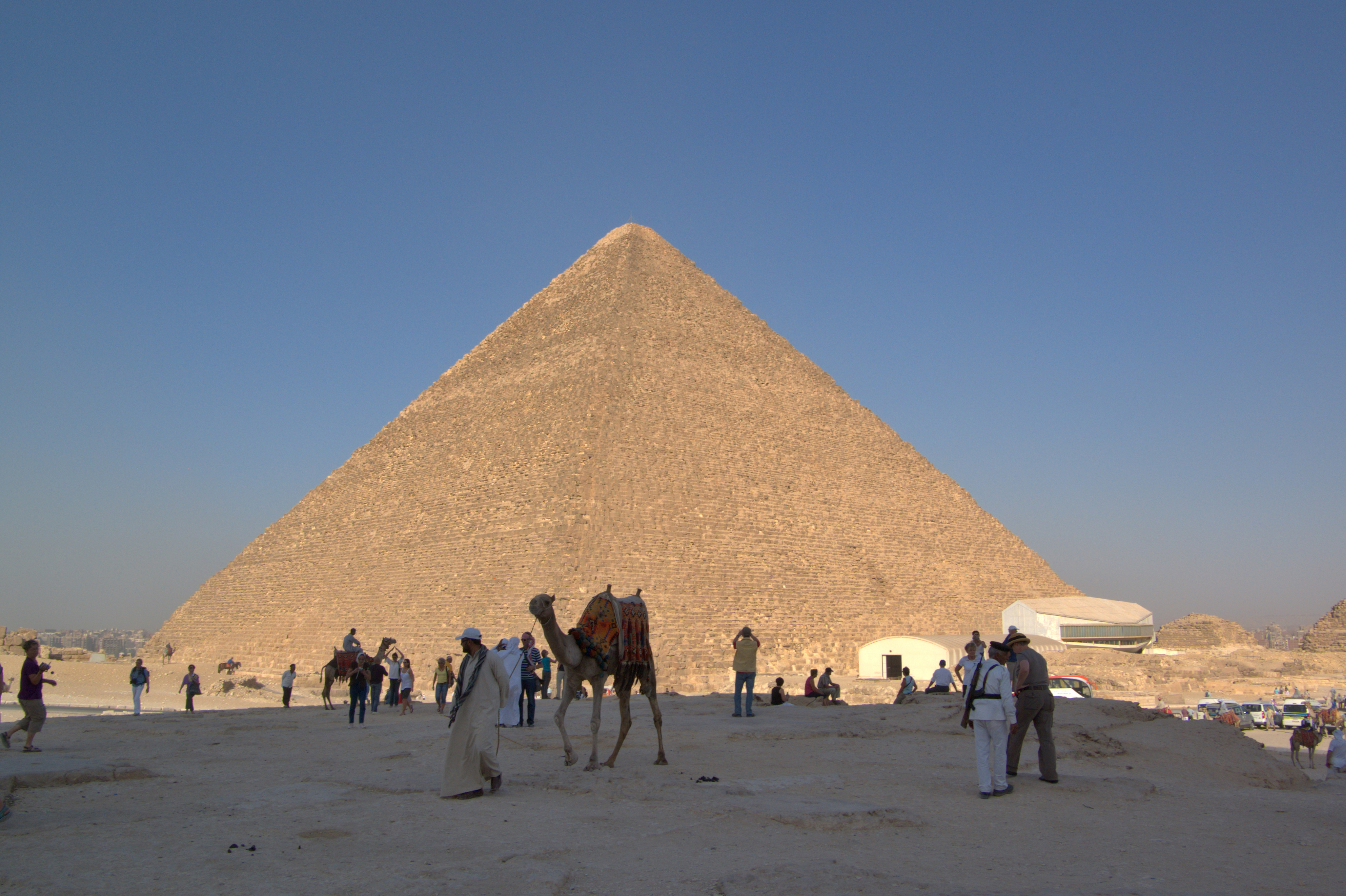
Пирамида Хеопса
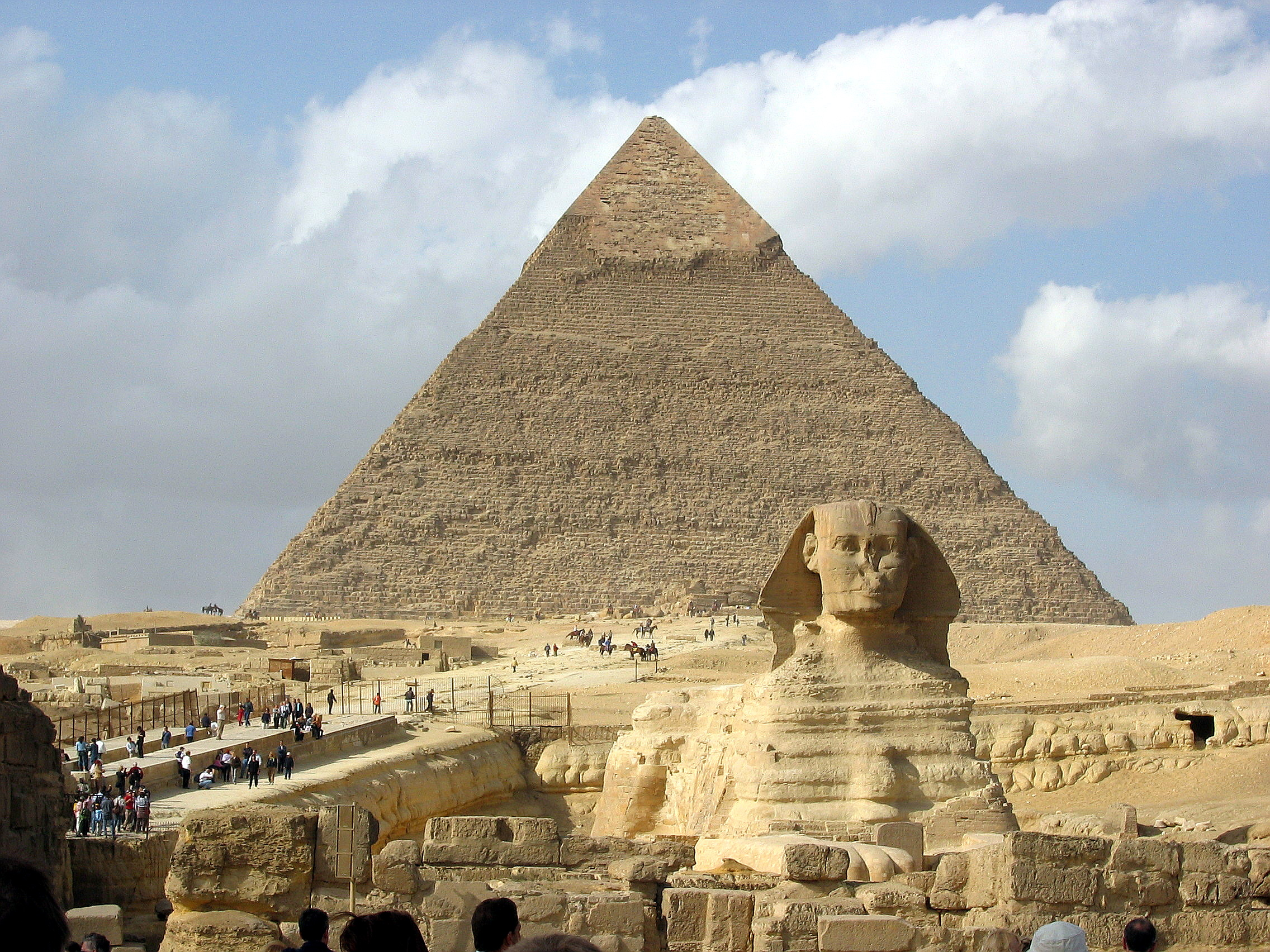
Сфинкс на фоне пирамиды Хефрена
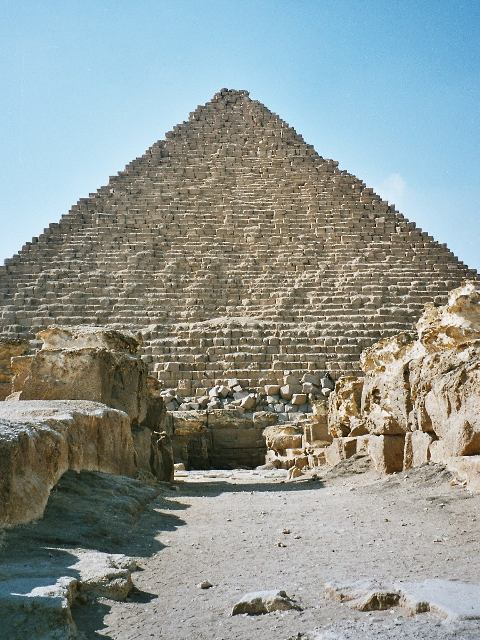
Пирамида Менкаура
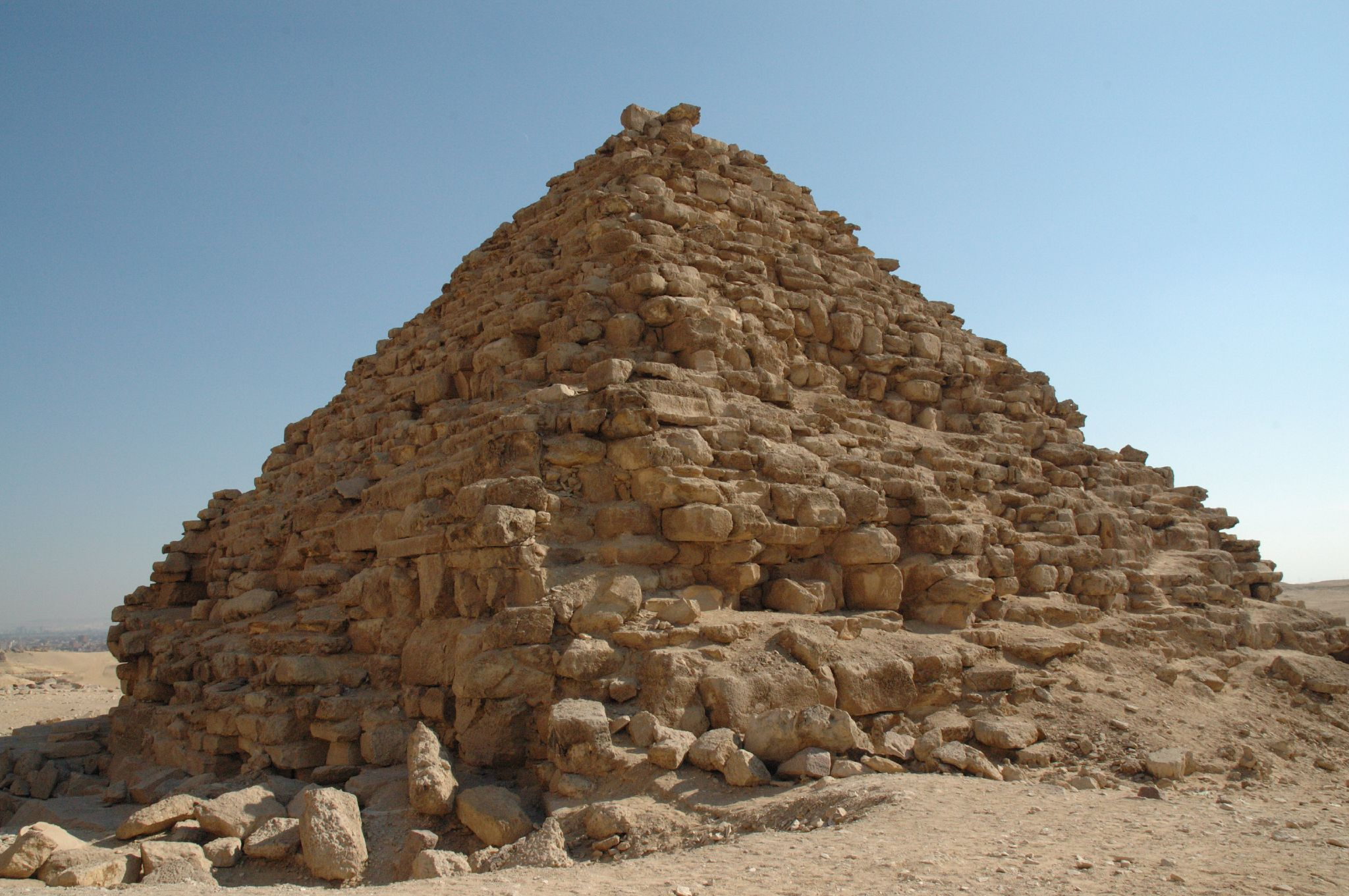
Пирамида царицы Хамерернебти II G3a
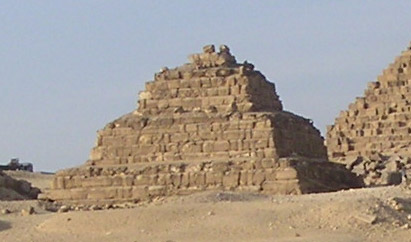
Пирамида G3b
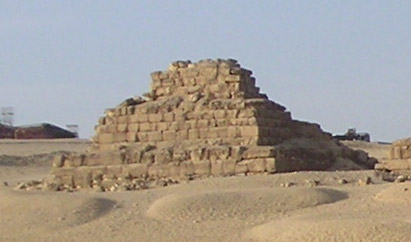
Пирамида G3c
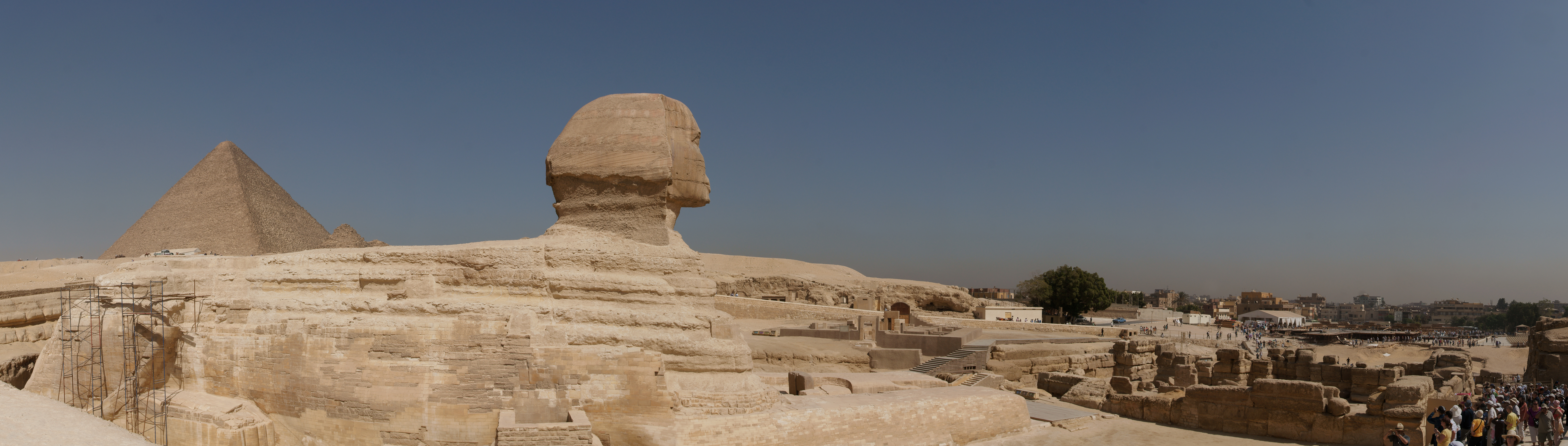
Панорама

Совершенное выражение идея гробницы-пирамиды нашла в усыпальницах, выстроенных в Гизе для фараонов IV династии — Хеопса (Хуфу), Хефрена (Хафра) и Микерина (Менкаура), которые ещё в древности считались одним из чудес света. Самая большая из них была создана зодчим Хемиуном для фараона Хеопса. При каждой пирамиде возводился храм, вход в который находился на берегу Нила и соединялся с храмом длинным крытым коридором. Вокруг пирамид рядами располагались мастабы. Пирамида Микерина осталась незавершённой и достраивалась сыном фараона не из каменных блоков, а из кирпича.
В погребальных ансамблях V—VI династий основная роль переходит к храмам, которые отделываются с большей роскошью.
К концу периода Древнего царства появляется новый тип здания — солнечный храм. Его строили на возвышении и обносили стеной. В центре просторного двора с молельнями ставили колоссальный каменный обелиск с вызолоченной медной верхушкой и огромным жертвенником у подножья. Обелиск символизировал священный камень Бен-Бен, на который по преданию взошло солнце, родившееся из бездны. Как и пирамиды, солнечный храм соединялся крытыми переходами с воротами в долине. К числу наиболее известных солнечных храмов принадлежит храм Ниусирра в Абидосе.

### Среднее Царство

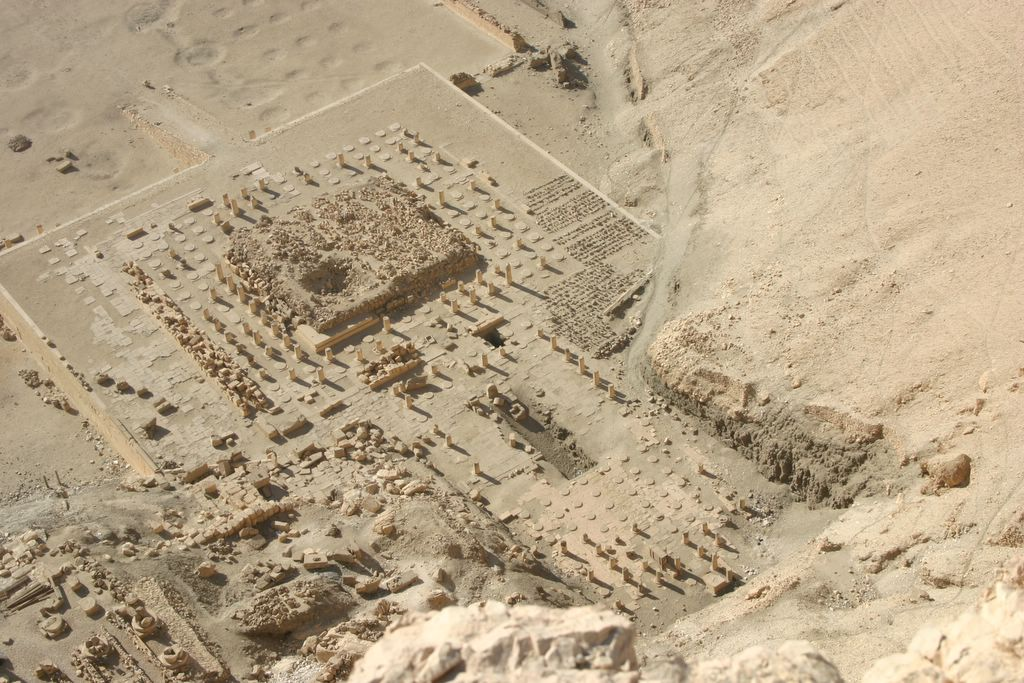
Заупокойный храм фараона Ментухотепа II

К 2050 году до н. э. Ментухотеп I вновь объединил Египет и восстановил единую власть фараонов под эгидой Фив. Столетия, отделяющие эпоху Среднего царства от времени заката Древнего царства, много значили в духовной жизни египтян. Распад страны, войны, упадок центра и божественной власти фараона — всё это создало почву для развития индивидуализма.
Индивидуализм египтян проявился, прежде всего, в том, что каждый стал заботиться о собственном бессмертии. Теперь уже не только фараон и вельможная знать, но и простые смертные стали претендовать на привилегии в потустороннем мире. Так возникла идея равенства после смерти, что сразу же отразилось на технической стороне культа умерших. Он очень упростился. Стали излишней роскошью гробницы типа мастаба. Для обеспечения вечной жизни было уже достаточно одной стелы — каменной плиты, на которой были написаны магические тексты и все, что требовалось умершему в загробном мире.
Однако фараоны продолжали строить гробницы в виде пирамид, желая подчеркнуть законность обладания престолом. Однако размеры их значительно уменьшились, материалом для строительства служили не двухтонные блоки, а кирпич-сырец, изменился и способ кладки. Основу составляли восемь капитальных каменных стен, расходившихся радиусами от центра пирамиды к её углам и середине каждой из сторон. От этих стен под углом в 45 градусов отходили другие восемь стен, а промежутки между ними заполнялись обломками камня, песком, кирпичом. Сверху пирамиды облицовывались известняковыми плитами, соединявшимися друг с другом деревянными креплениями. Так же, как и в Древнем царстве, к восточной стороне пирамиды примыкал верхний заупокойный храм, от которого шёл крытый переход к храму в долине. В настоящее время эти пирамиды представляют собой груды развалин.
Наряду с пирамидами, которые по сути копировали пирамиды Древнего царства, появился новый тип погребальных сооружений, сочетавший в себе традиционную форму пирамиды и скальную гробницу. Наиболее значительным из подобных памятников была усыпальница царя Ментухотепа II в Дейр-эль-Бахри. К ней из долины вела ограждённая каменными стенами дорога в 1200 метров длиной и 32 метра шириной. Главную часть усыпальницы составлял заупокойный храм, оформленный портиком; по центру пандус вёл на вторую террасу, где второй портик окружал с трёх сторон колонный зал, в центре которого возвышалась сложенная из каменных глыб пирамида. Её основанием служила естественная скала. С западной стороны находился открытый двор, оформленный портиками, с выходами в колонный зал и святилище, вырубленное в скале. Гробница фараона размещалась под колонным залом.

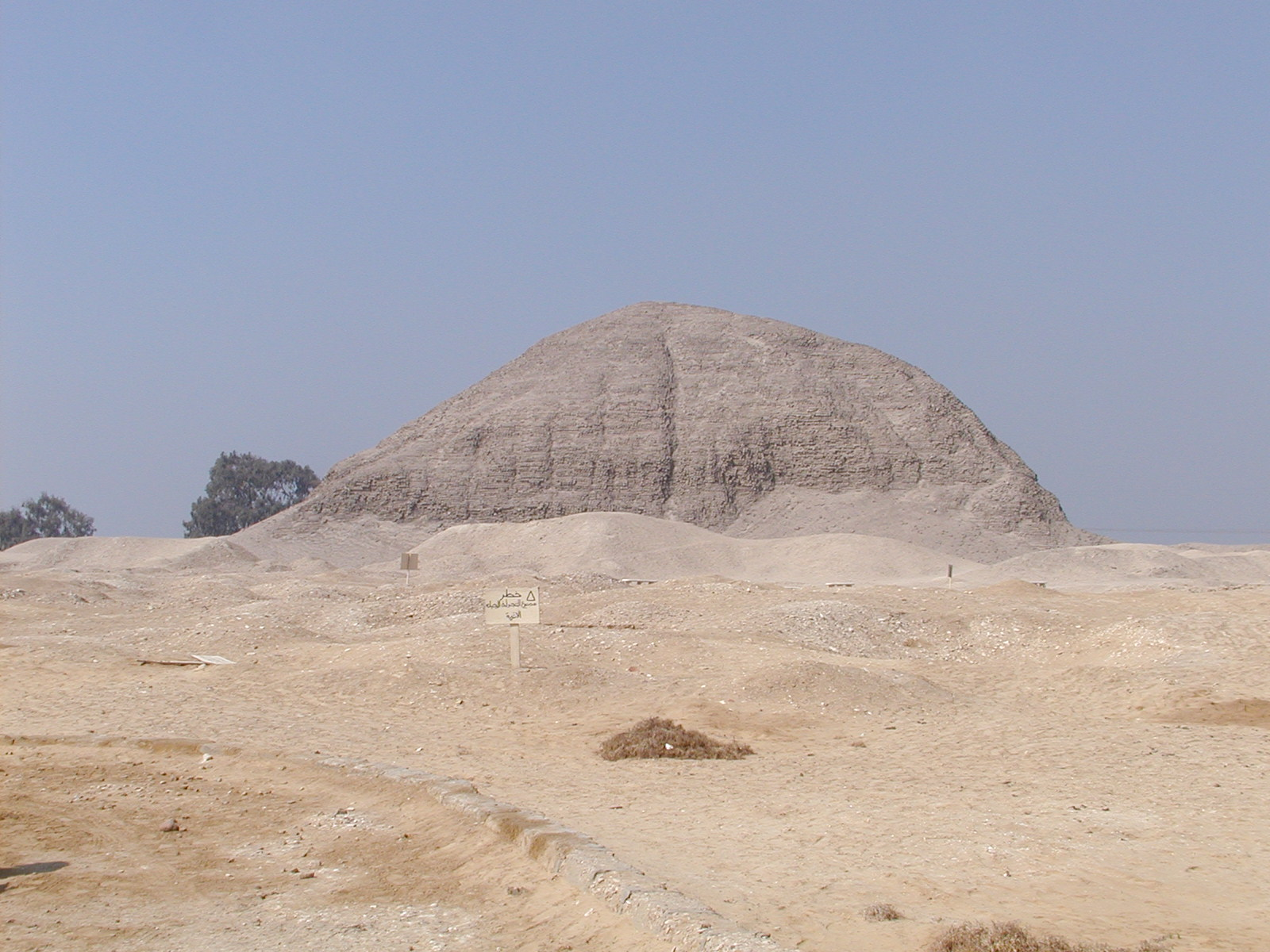
Пирамида в Хаваре близ Крокодилополя

Значительным сооружением эпохи Среднего царства является и заупокойный комплекс фараона Аменемхета III в Хавара. Пирамида сложена из кирпича и облицована известняком, погребальная камера высечена из цельной глыбы отполированного жёлтого кварцита. Особую известность получил заупокойный храм при пирамиде. Этот храм вошёл в историю культуры под названием лабиринта. Храм занимал площадь в 72000 квадратных метров и делился двумя рядами колонн на три нефа, из которых центральный был выше боковых и освещался через различные проёмы в верхней части стен.
Лабиринт считается самым выдающимся из множества многоколонных храмов, построенных в период Среднего царства. Колонны его были стилизованы под растительные формы, что соответствовало символике храма как дома божества — солнца, которое, по одной из египетских легенд, родилось из цветка лотоса. Чаще всего колонны имитировали связку стеблей папируса, были также колонны с растительной капителью, изображающие цветок папируса или лотоса. Все колонны богато украшали цветным орнаментом и позолотой. Между капителью и тяжёлым перекрытием египтяне помещали значительно меньшую по размерам плиту абаку, незаметную снизу, в результате чего, казалось, что потолок, расписанный под звёздное небо с золотыми звёздами, парит в воздухе.
Наряду с традиционными для египетского зодчества колоннами, появилась новая форма колонны с каннелированным стволом и трапециевидной капителью. Некоторые исследователи считают их прообразом дорического ордера, но эти довольно неопределённые совпадения могут оказаться случайными.

### Новое Царство
Ведущую роль в архитектуре и искусстве Нового царства начинают играть Фивы. За короткий срок в них строятся пышные дворцы и дома, великолепные храмы, которые преобразили вид Фив. Слава города сохранялась в течение многих веков.
Строительство храмов велось в трёх основных направлениях: возводились наземные, полускальные и скальные храмовые комплексы.
Наземные храмы представляли собой вытянутый в плане прямоугольник, окружённый высокой массивной стеной, к воротам которой вела от Нила широкая дорога, украшенная по обеим сторонам статуями сфинксов. Вход в храм оформляли пилоном, с внутренней стороны которого две лестницы вели на верхнюю платформу. К наружной стороне пилона прикрепляли высокие деревянные мачты с флагами, а перед ними воздвигали гигантские статуи фараона и позолочённые обелиски. Вход вёл в открытый, обнесённый колоннадой двор, заканчивающийся портиком, построенным немного выше уровня двора. В центре двора находился жертвенный камень. За портиком располагался гипостиль, а за ним, в глубине храма — молельня, состоящая из нескольких помещений: в центральном на жертвенном камне находилась священная ладья со статуей главного бога, в остальных двух — статуи богини-жены и статуи бога-сына. Вокруг молельни по периметру тянулся обходной коридор, из которого дверные проёмы вели в дополнительные залы, храмовую библиотеку, хранилища для статуй, комнаты для специальных ритуалов.
К подобному типу храмов относятся оба храма Амона в Фивах — Карнакский и Луксорский.

Храмовые комплексы в Карнаке и Луксоре
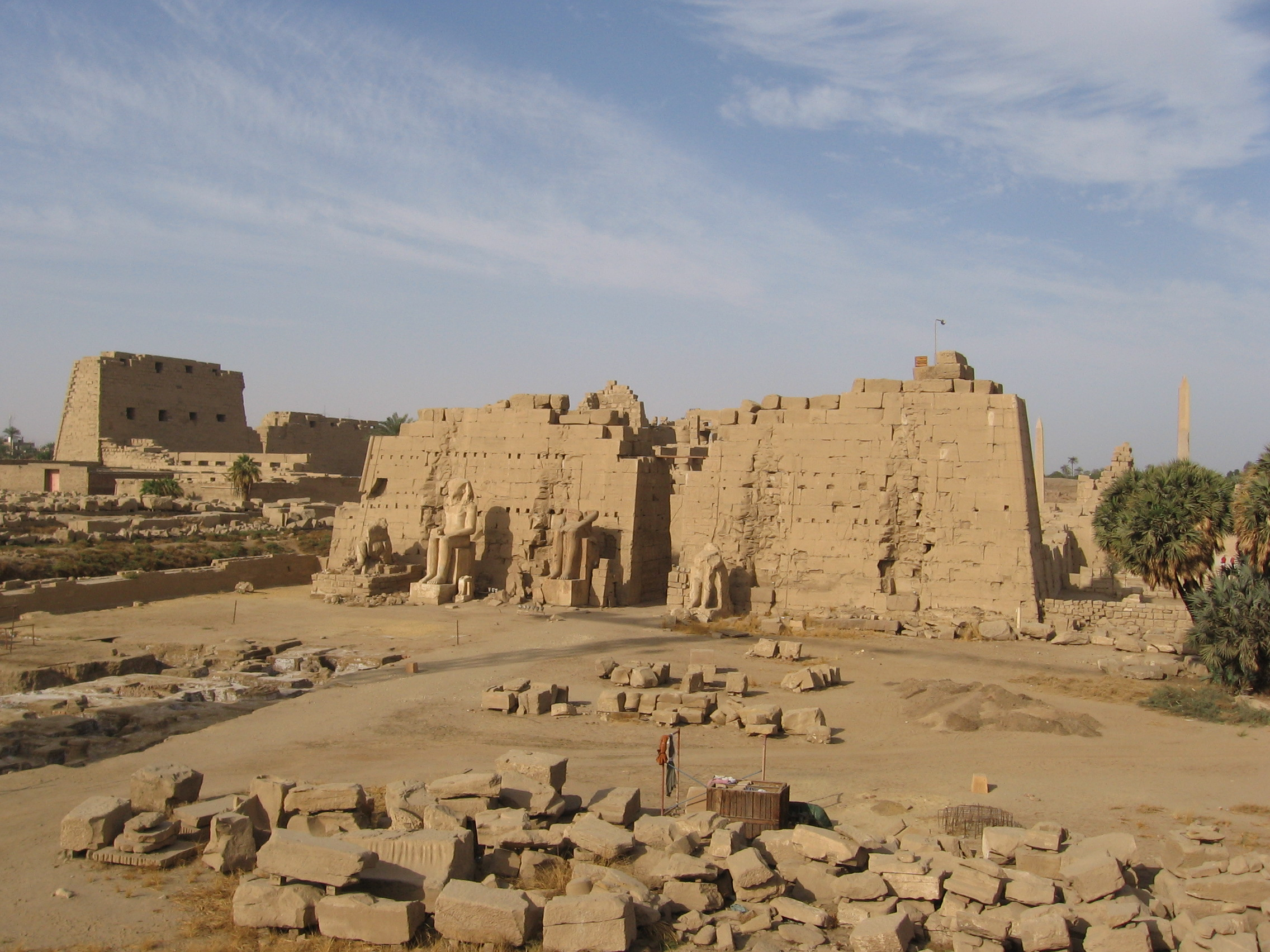
Храм в Карнаке
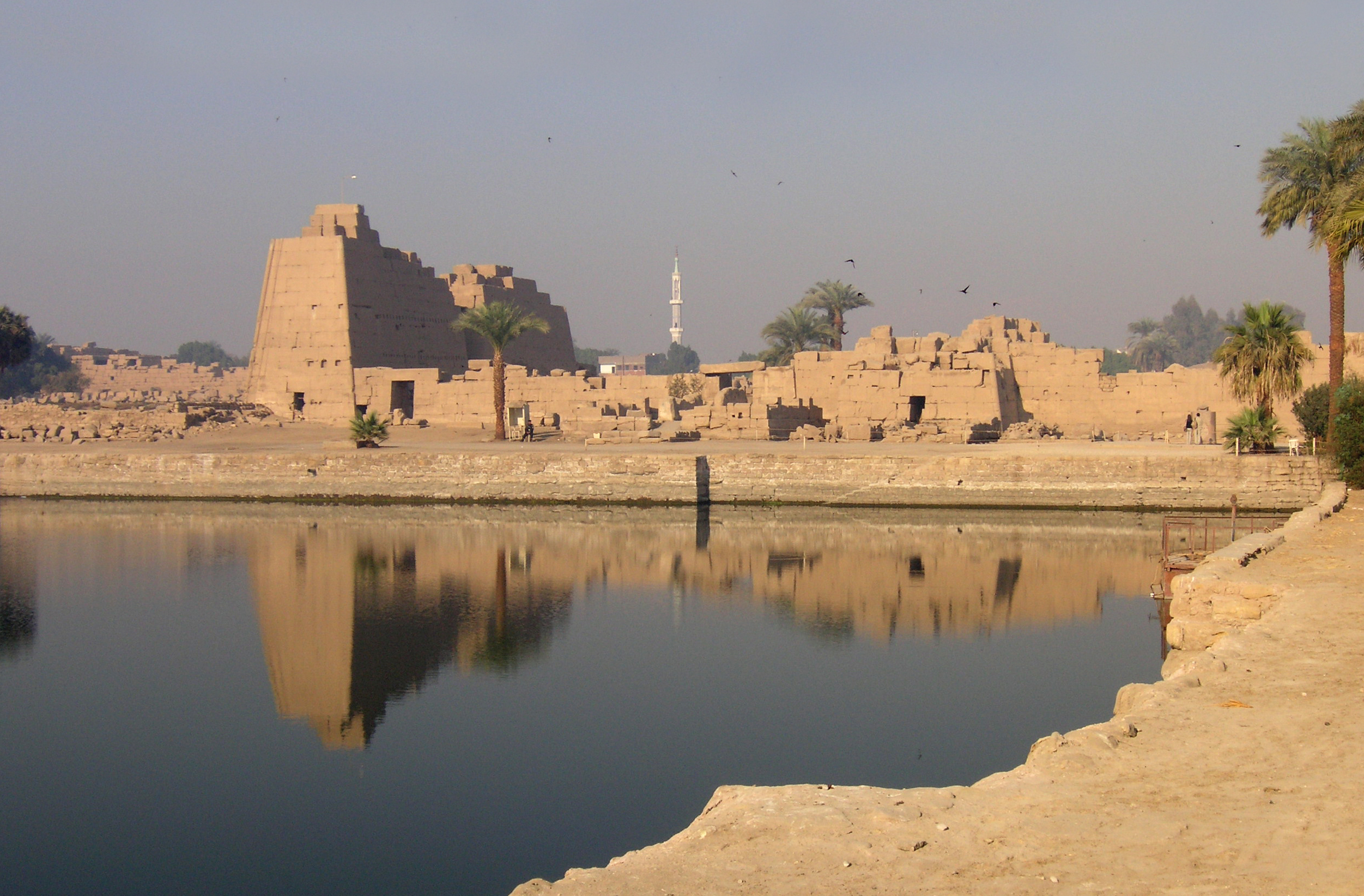
Храм в Карнаке
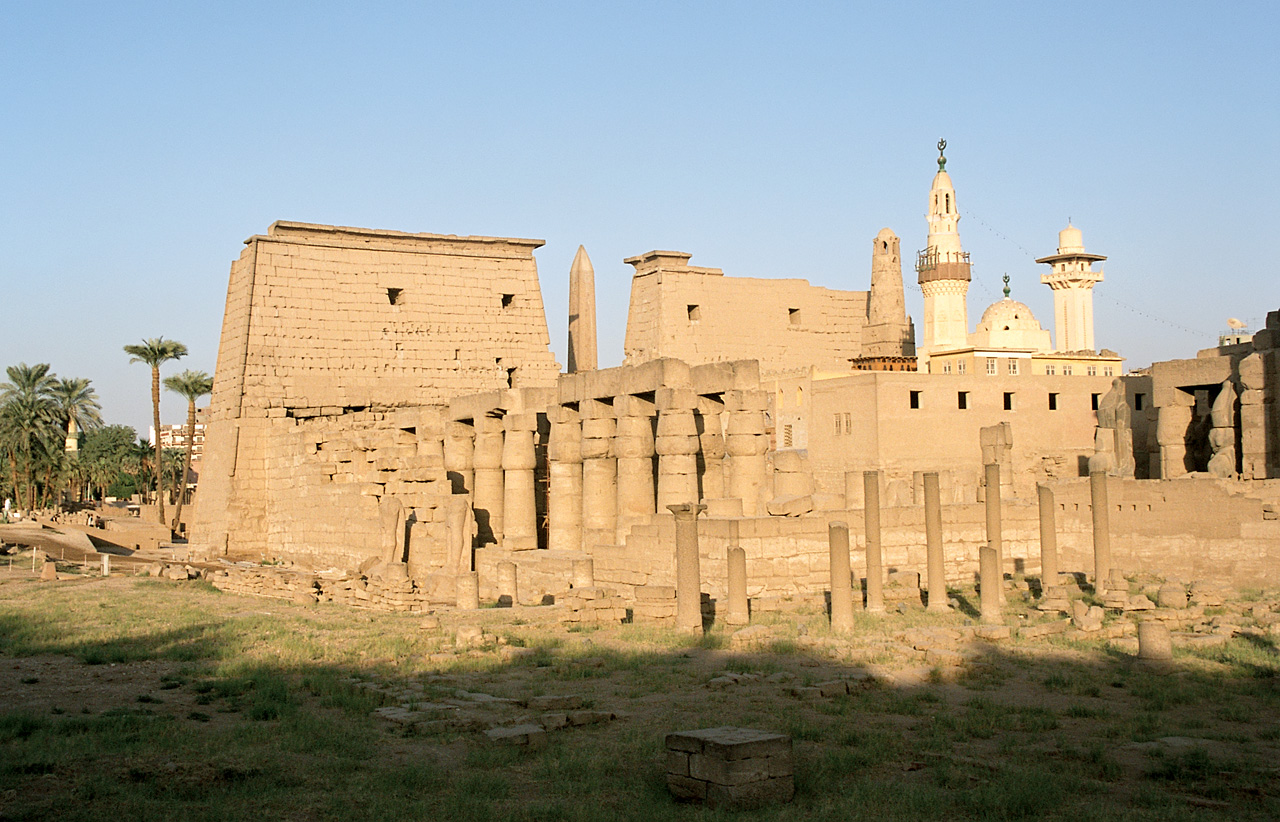
Храм в Луксоре. Вид с юго-запада
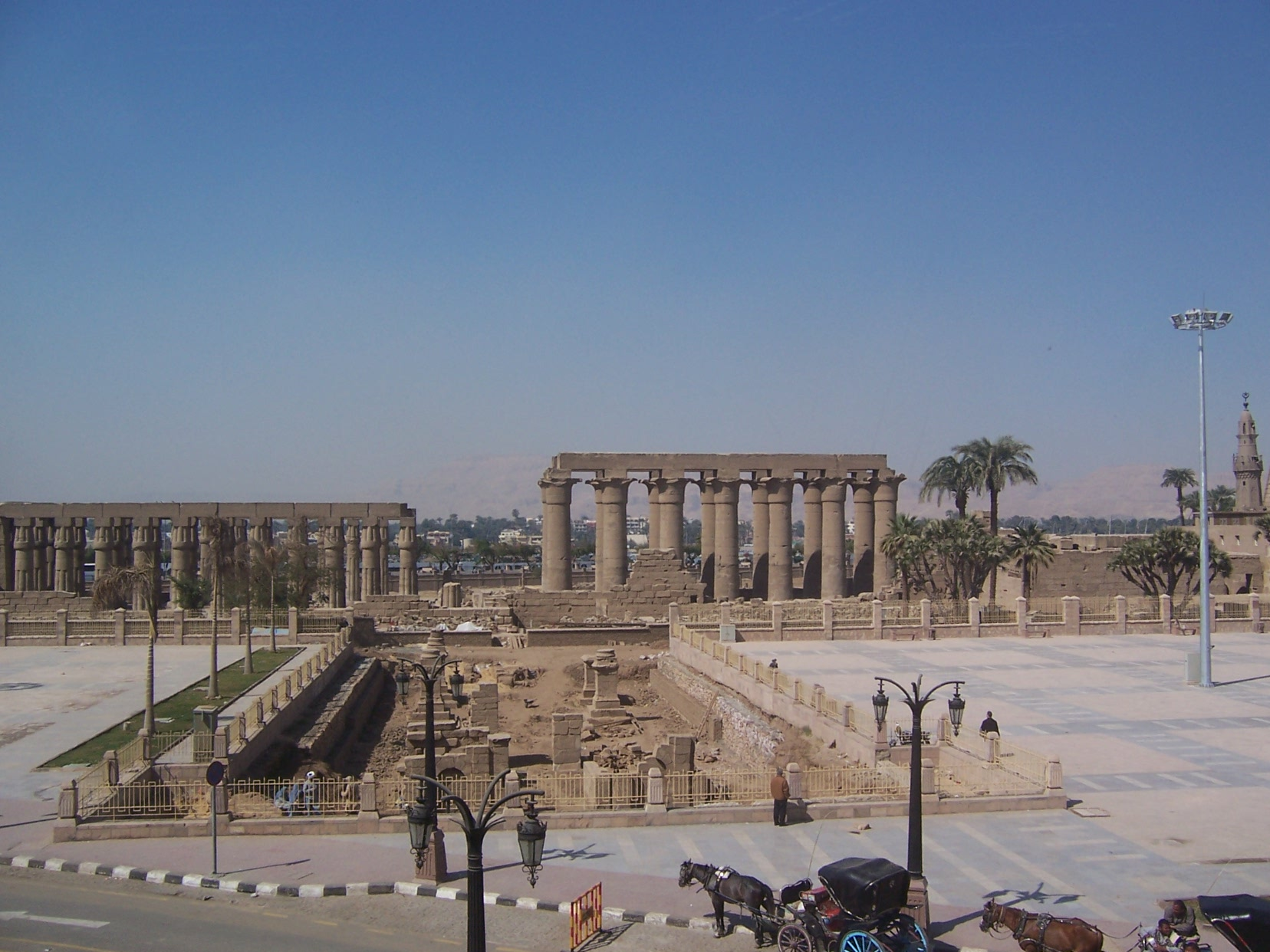
Храм в Луксоре

Примером полускального заупокойного храма может служить храм царицы Хатшепсут в Дейр-эль-Бахри. Она построила свой храм рядом с храмом фараона Ментухотепа II. Её храм превосходил храм Ментухотепа и размером, и богатством декора. Он представлял собой сочетание трёх поставленных друг на друга кубов. Оформление фасадов строилось на чередовании горизонталей террас с вертикалями колоннад. В нижнем ярусе помещался портик, занимающий всю длину восточной стены и разделённый посередине пандусом. На вторую террасу вела лестница, визуально являющаяся продолжением пандуса.

Заупокойный храм царицы Хатшепсут в Дейр-эль-Бахри. Зодчий Сенмут
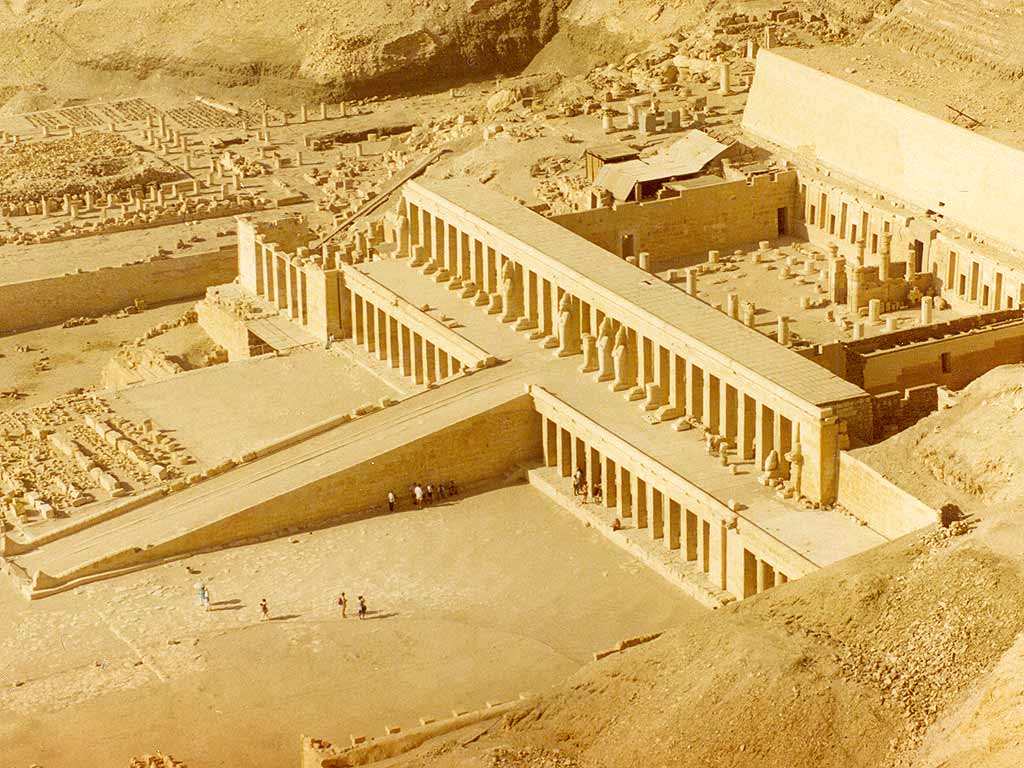
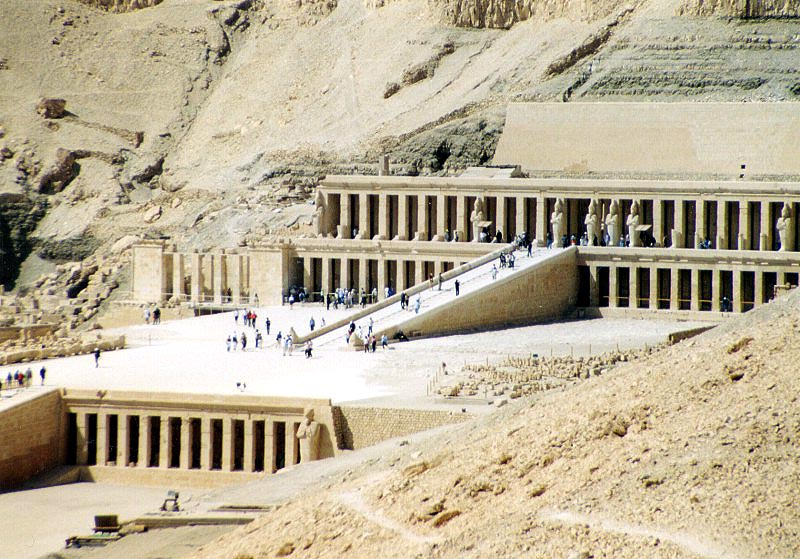
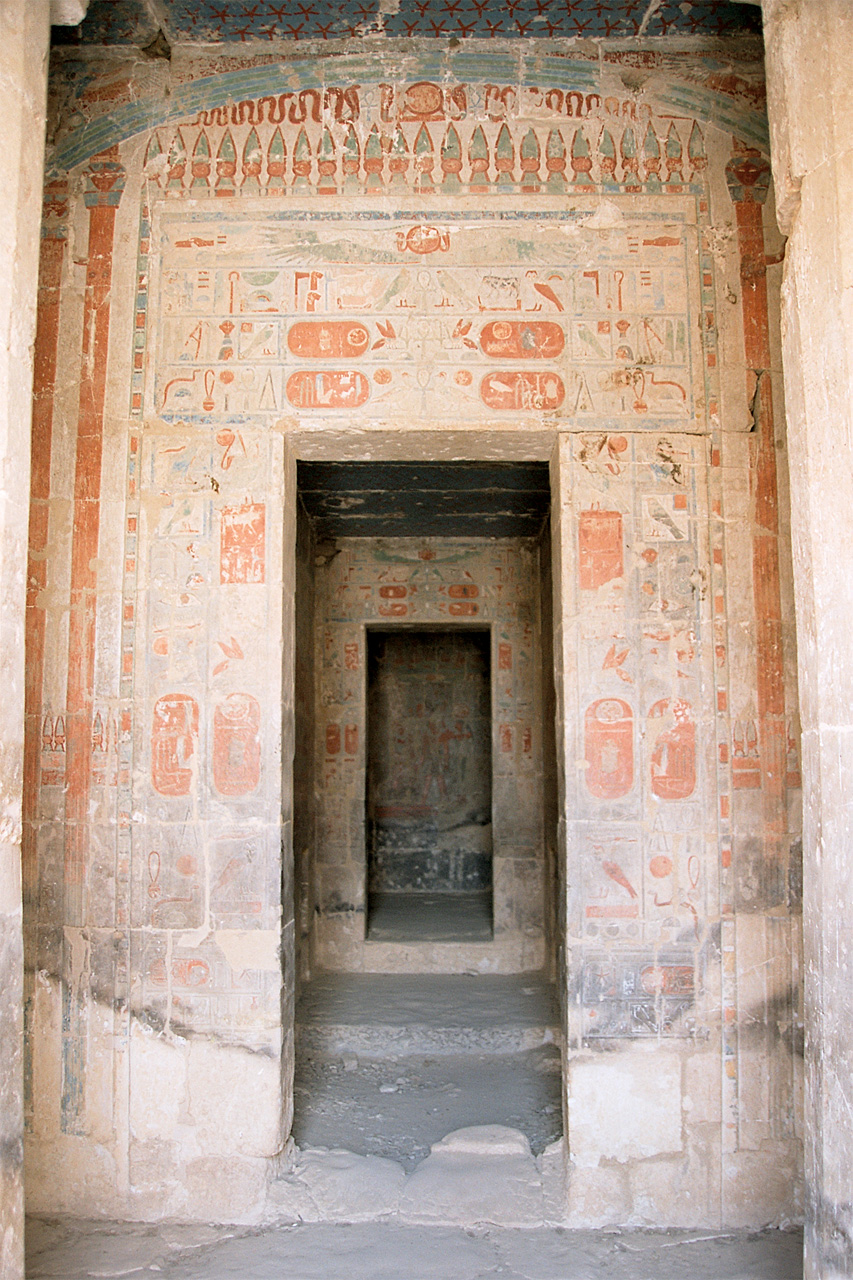
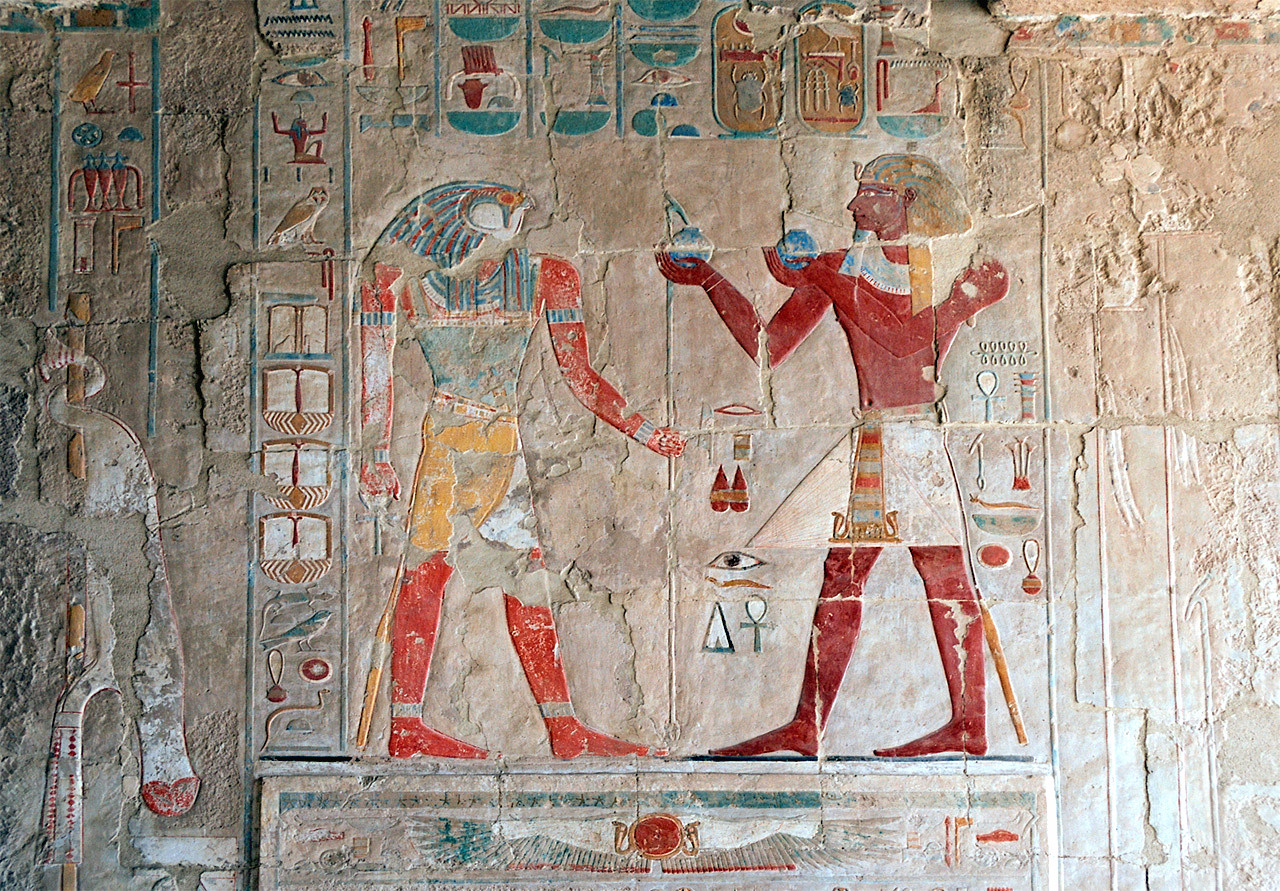

После прихода к власти Эхнатона ведется строительство храмов, посвящённых Атону. Храмы, как и раньше, были ориентированы с запада на восток, а их территория обнесена стенами. Вход оформляли невысокими пилонами с мачтами. Однако, поскольку новый культ совершался под открытым небом, храмы Атона не имели характерных колонных залов. Пилоны чередовались с огромными открытыми дворами, заполненными бесчисленными жертвенниками. Построены они были из кирпича, поэтому до наших дней не сохранились.
Скальные храмовые комплексы представляют собой перевёрнутую букву «Т». Фасад храма вырубали в наружной части скалы, все остальные помещения шли вглубь. Примером храма такого типа может служить храм Рамзеса II в Абу-Симбеле. Ансамбль состоит из двух сооружений: Большого храма и Малого. Большой был посвящён фараону и трём богам: Амону, Ра, и Птаху. Малый воздвигли в честь богини Хатор, образ которой совпадал с образом жены Рамзеса II Нефертари Меренмут.
Храмовый комплекс в Абу-Симбеле был разобран и перенесён в 1964—1968 годах на 200 м дальше от Нила в связи со строительством плотины. Перенос памятников Абу-Симбела и Филе считается одной из крупнейших инженерно-археологических операций в мире.

Храмы в Абу-Симбеле
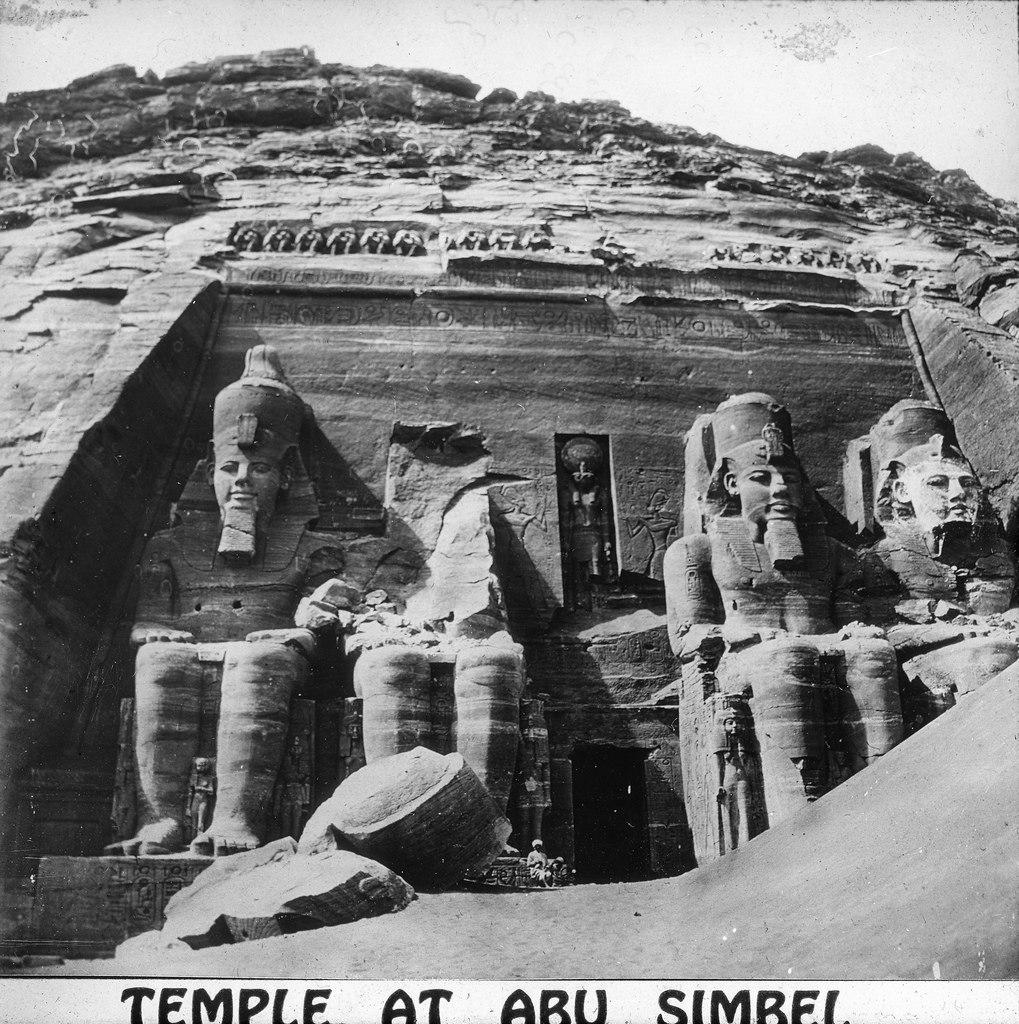
Раннее фото Большого храма до переноса комплекса
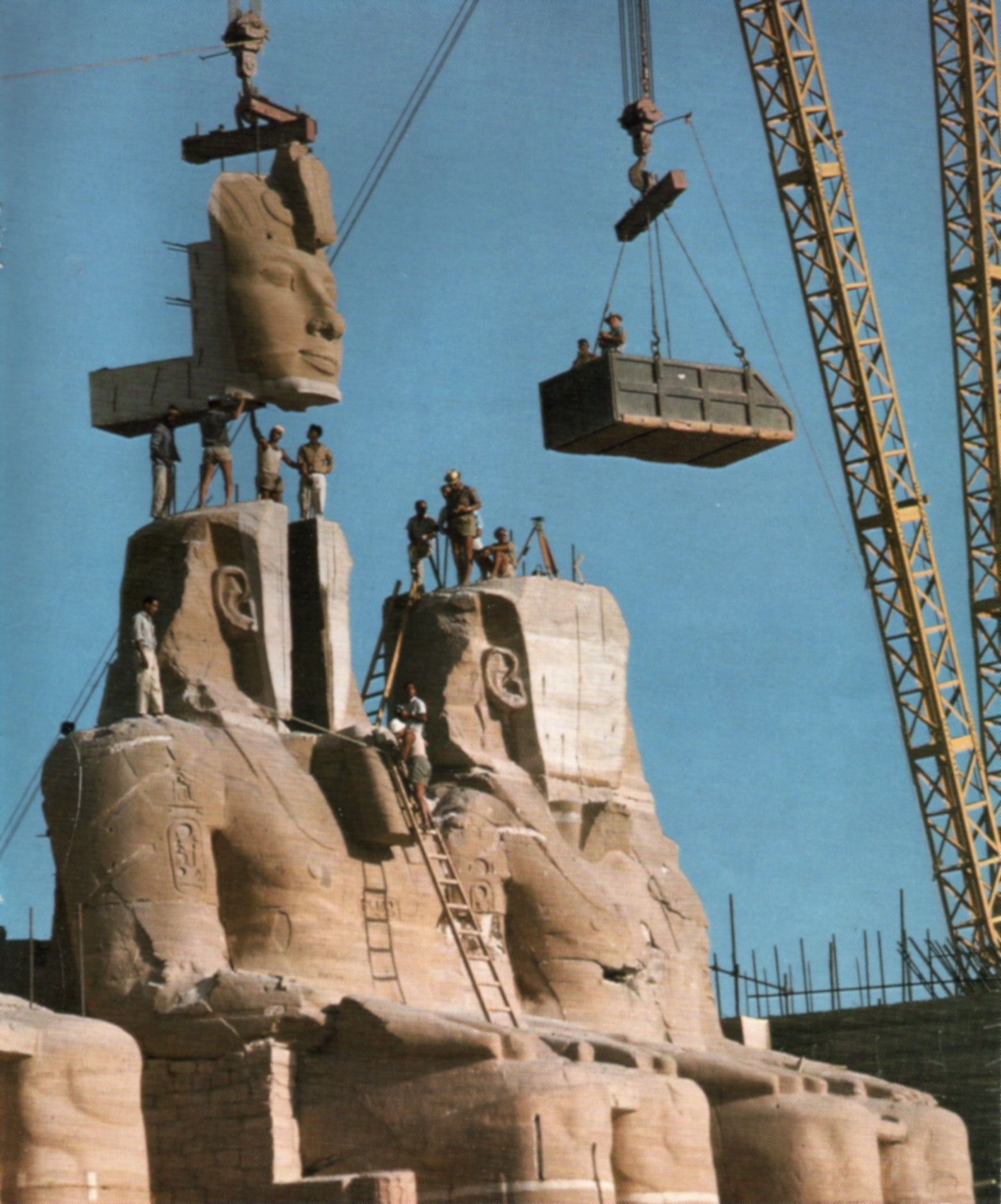
Повторный сбор статуи Рамсеса Великого в Большом храме
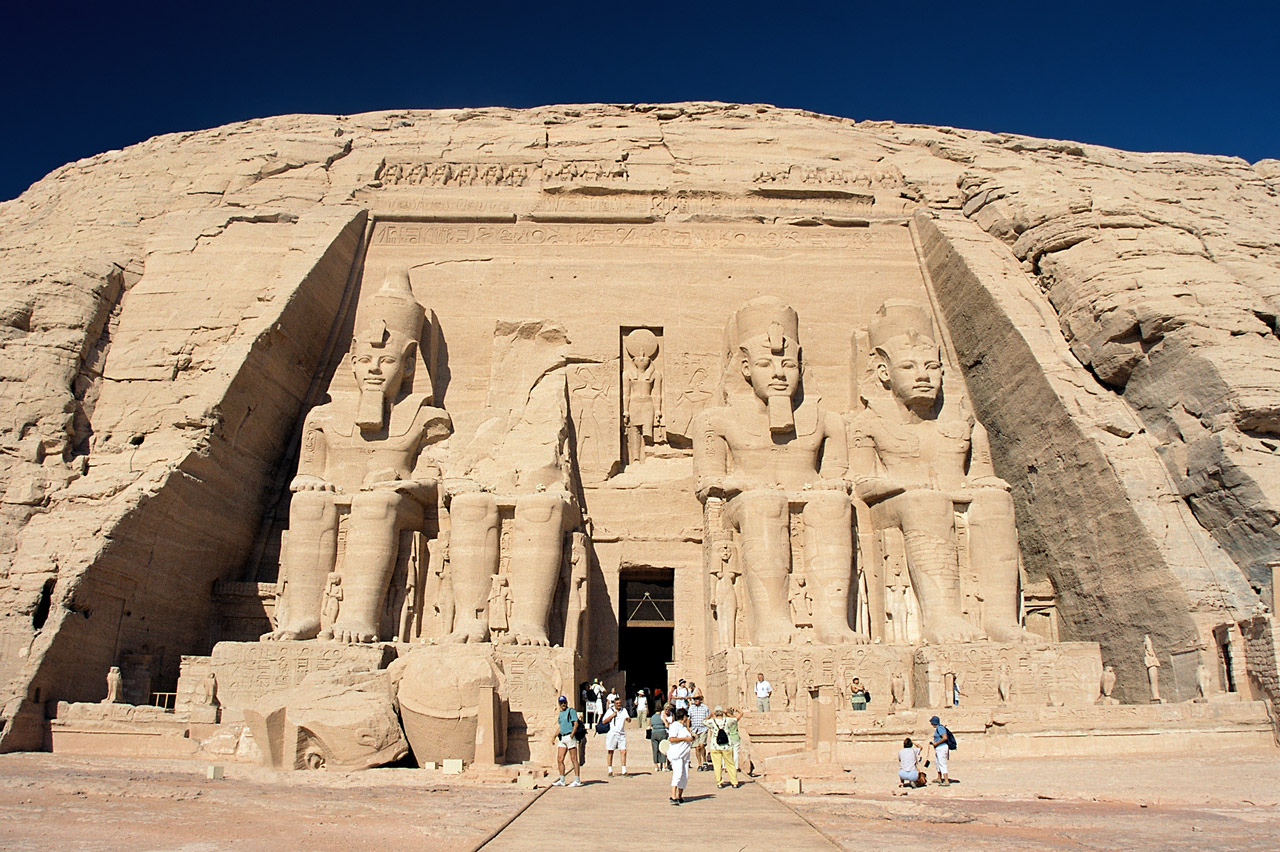
Вход в Большой храм после переноса
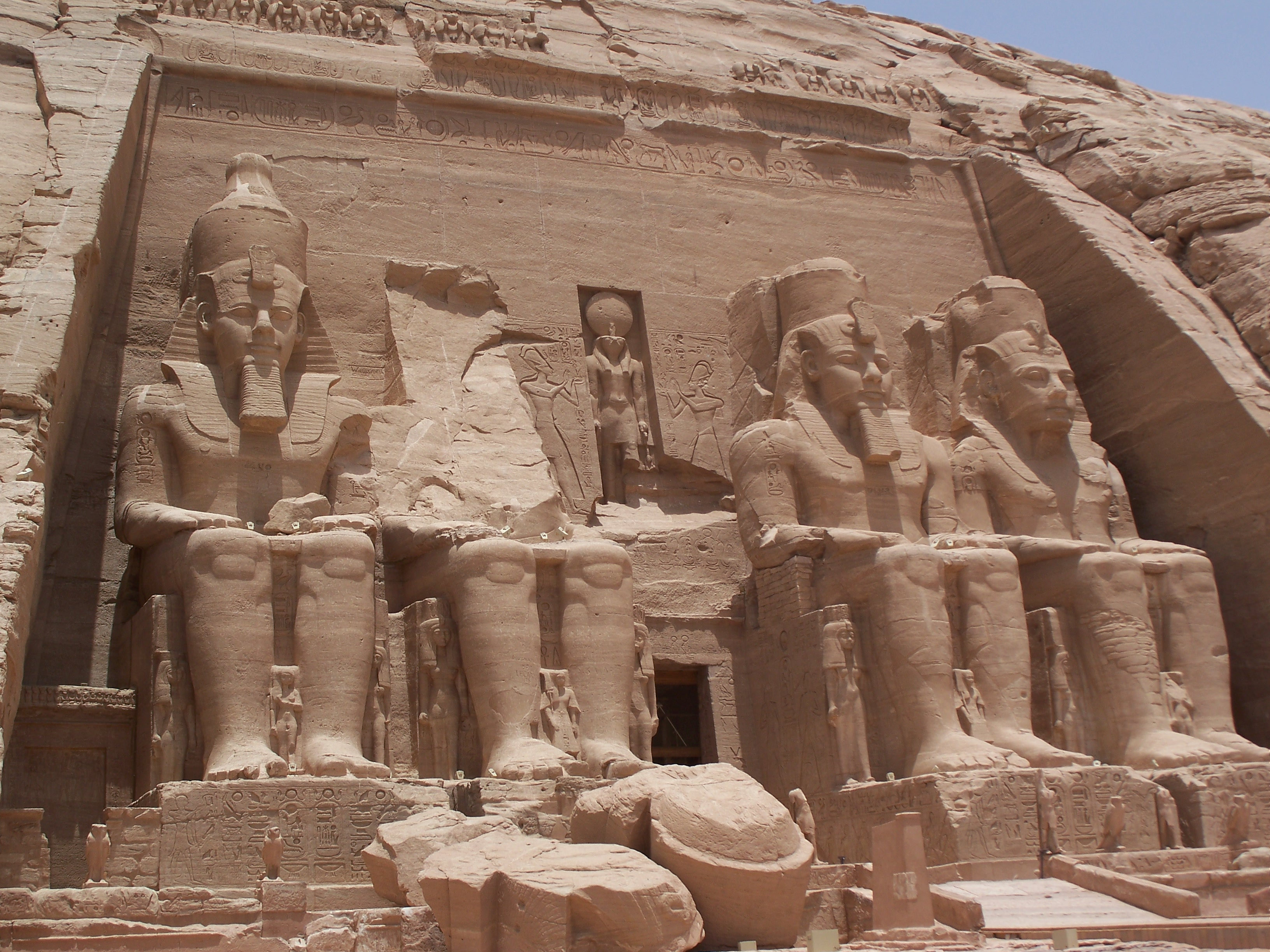
Статуи у Большого храма
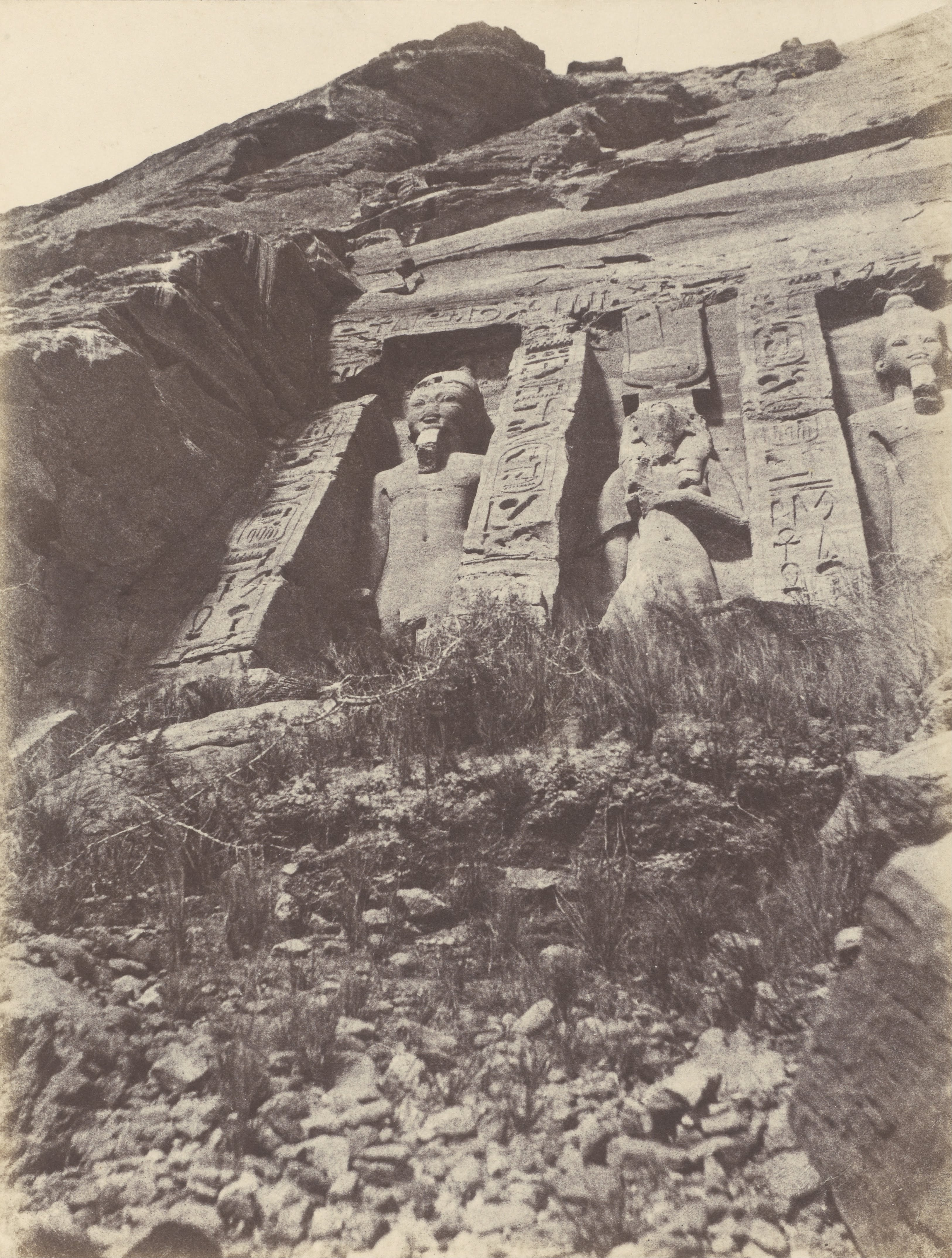
Фото Малого храма до переноса
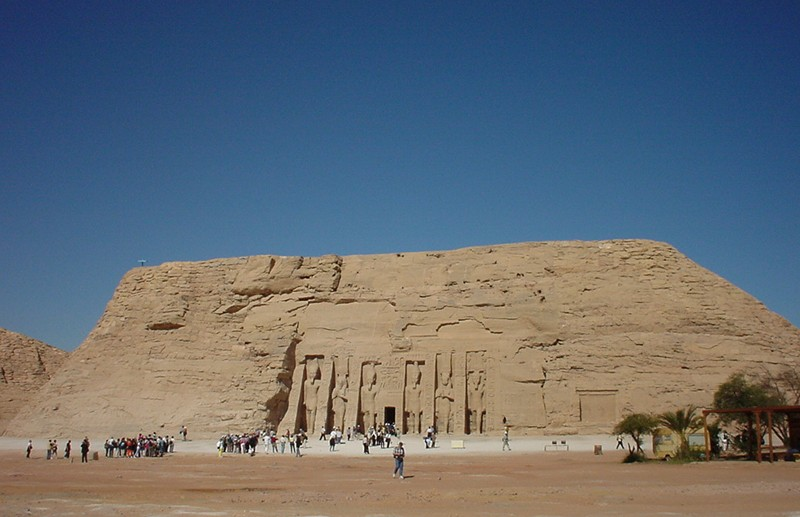
Малый храм после переноса
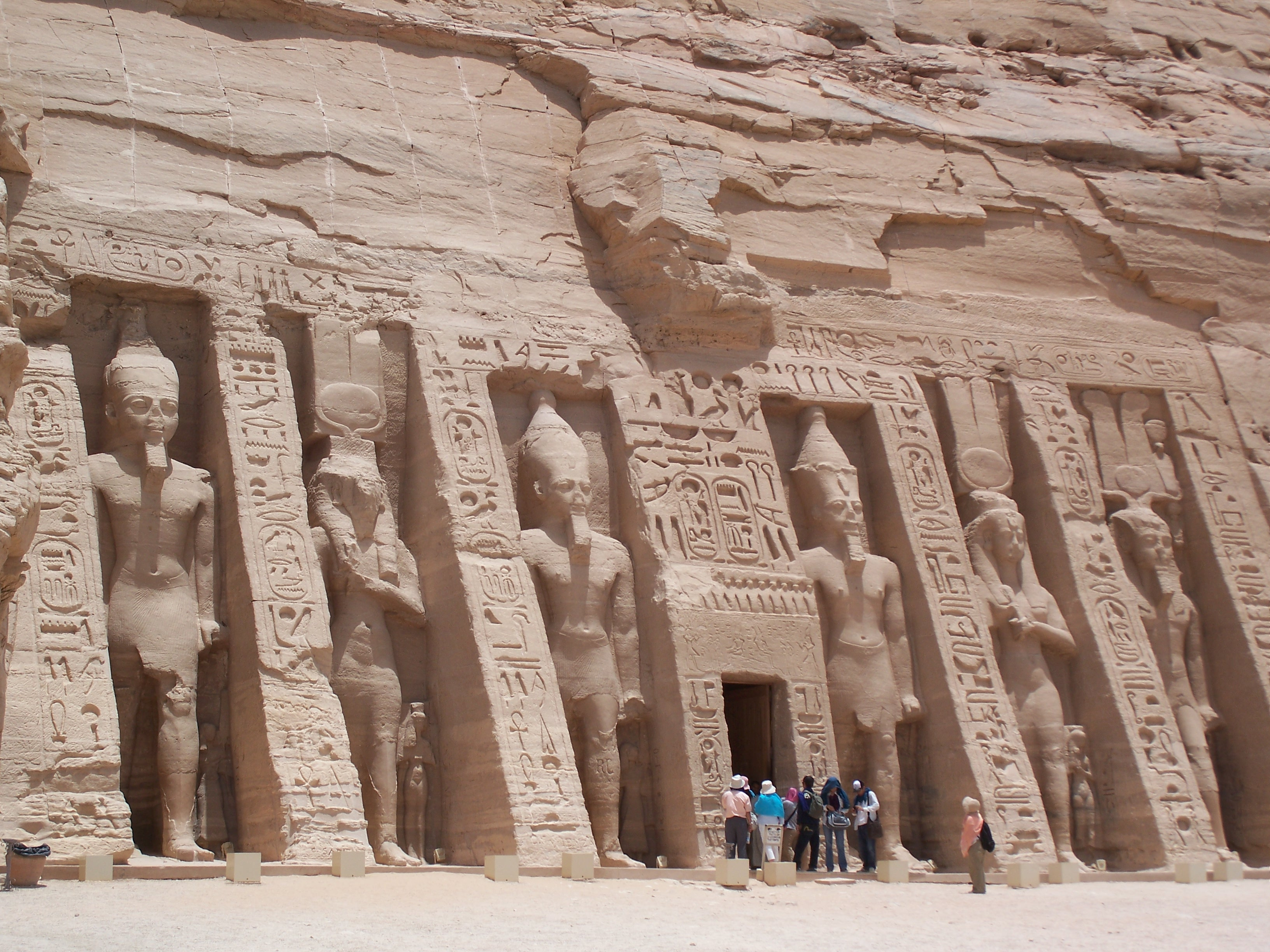
Крупный план входа в Малый храм после переноса
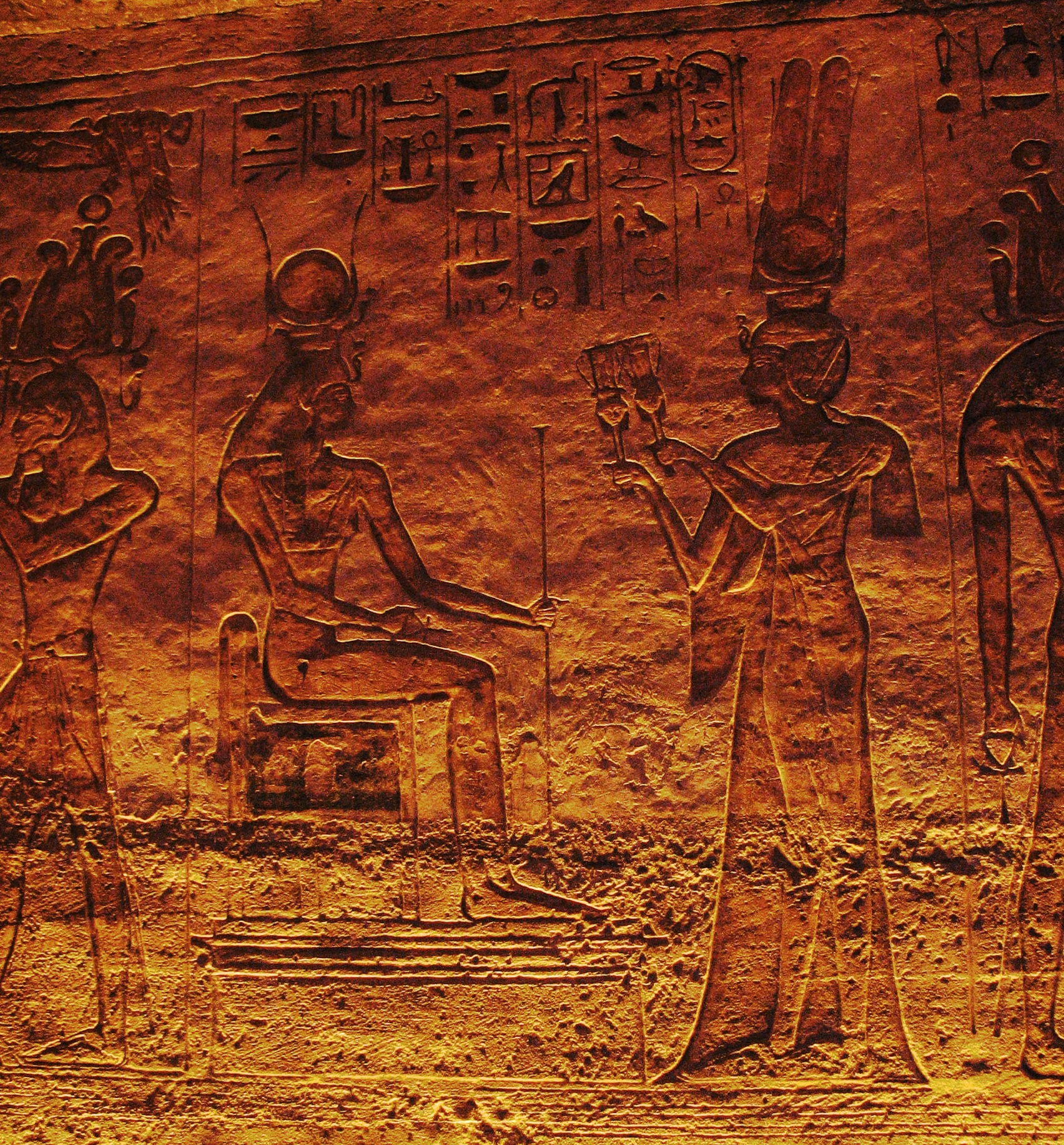
Изображение в Малом храме

Существенным нововведением архитектуры Нового Царства явилось отделение гробницы от заупокойного храма. Первым фараоном, нарушившим традицию, стал Тутмос I, решивший захоронить своё тело не в пышной гробнице заупокойного храма, а в высеченной в отдалённом ущелье гробнице, в так называемой «Долине Царей».
Погребальный храм Рамсеса III носит название Мединет-Абу и находится в Луксоре. Он также представляет собой комплекс, не входящий в состав гробницы. В древности к храму был прорыт канал, заканчивающийся пристанью с невысокими крепостными башнями и невысоким поясом стен, охватывавших всю территорию комплекса.

Мединет-Абу - погребальный храм Рамсеса III
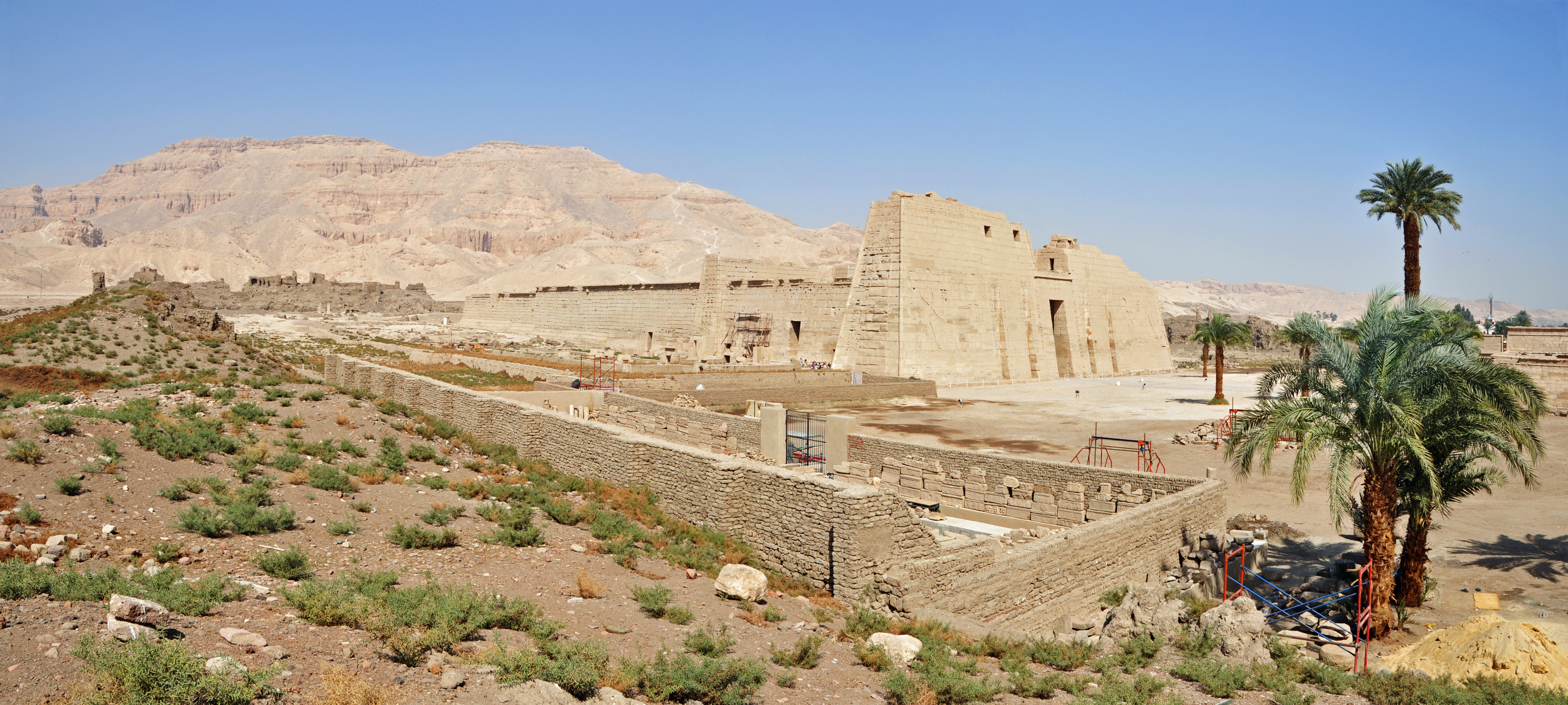
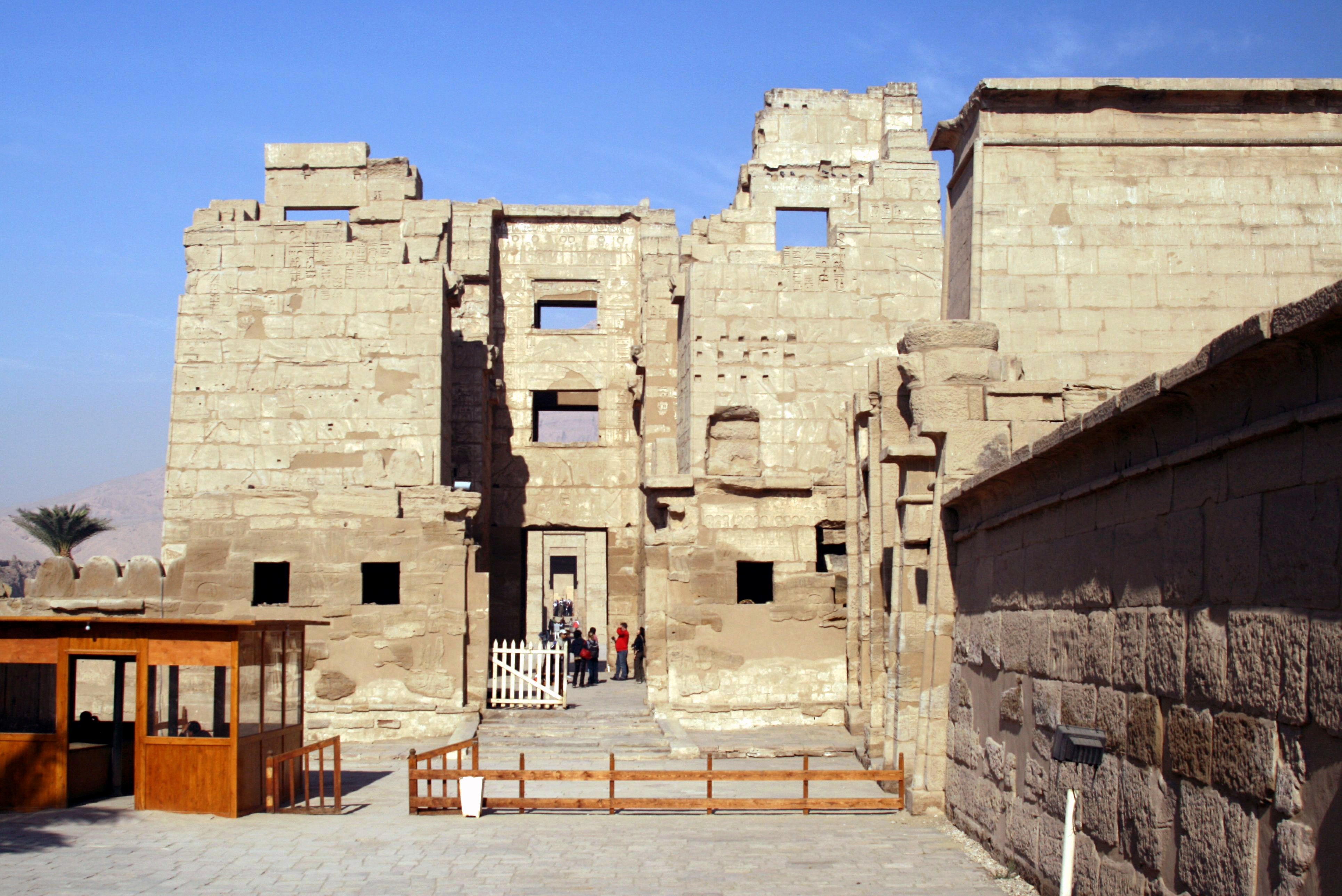
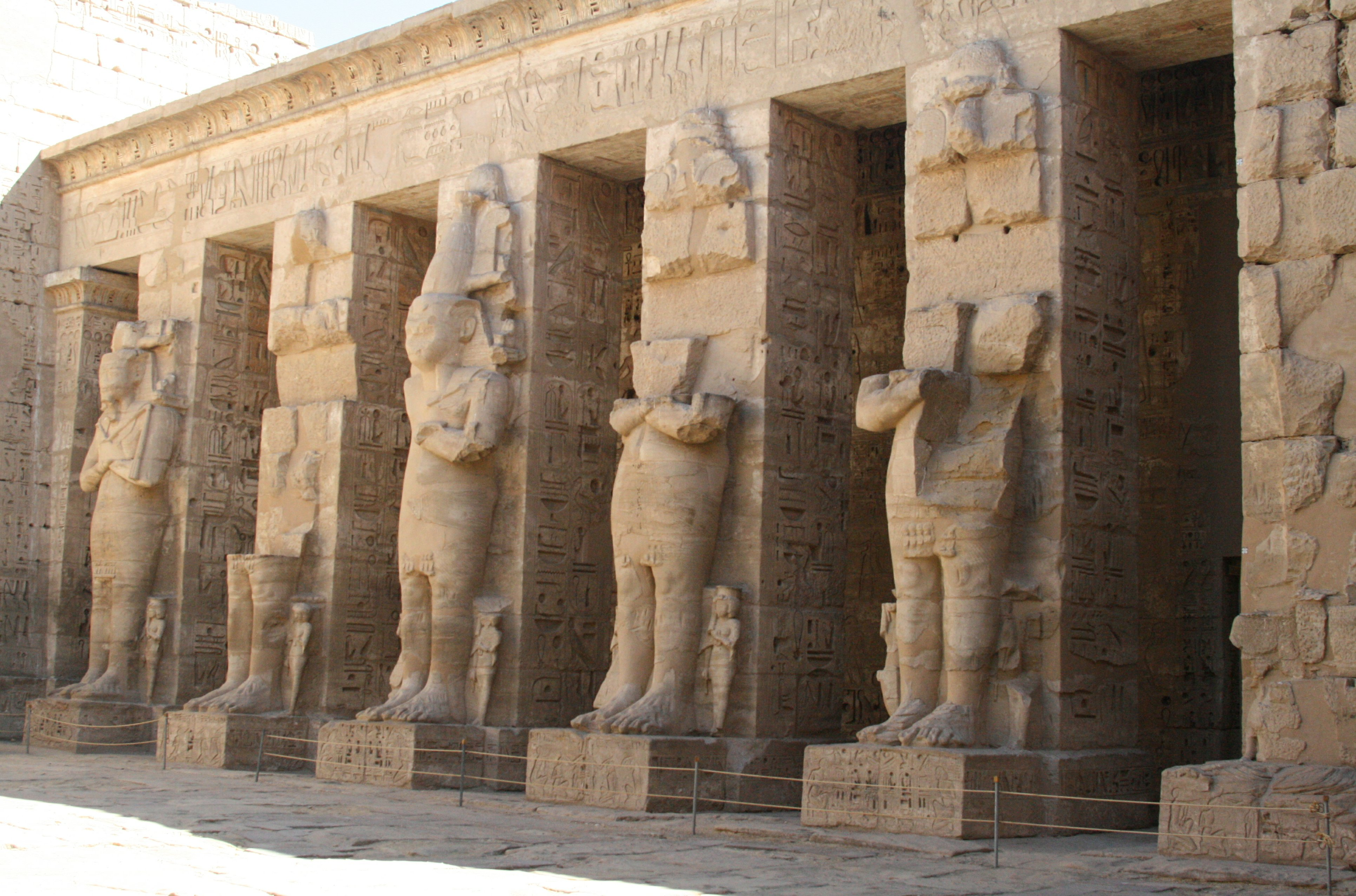
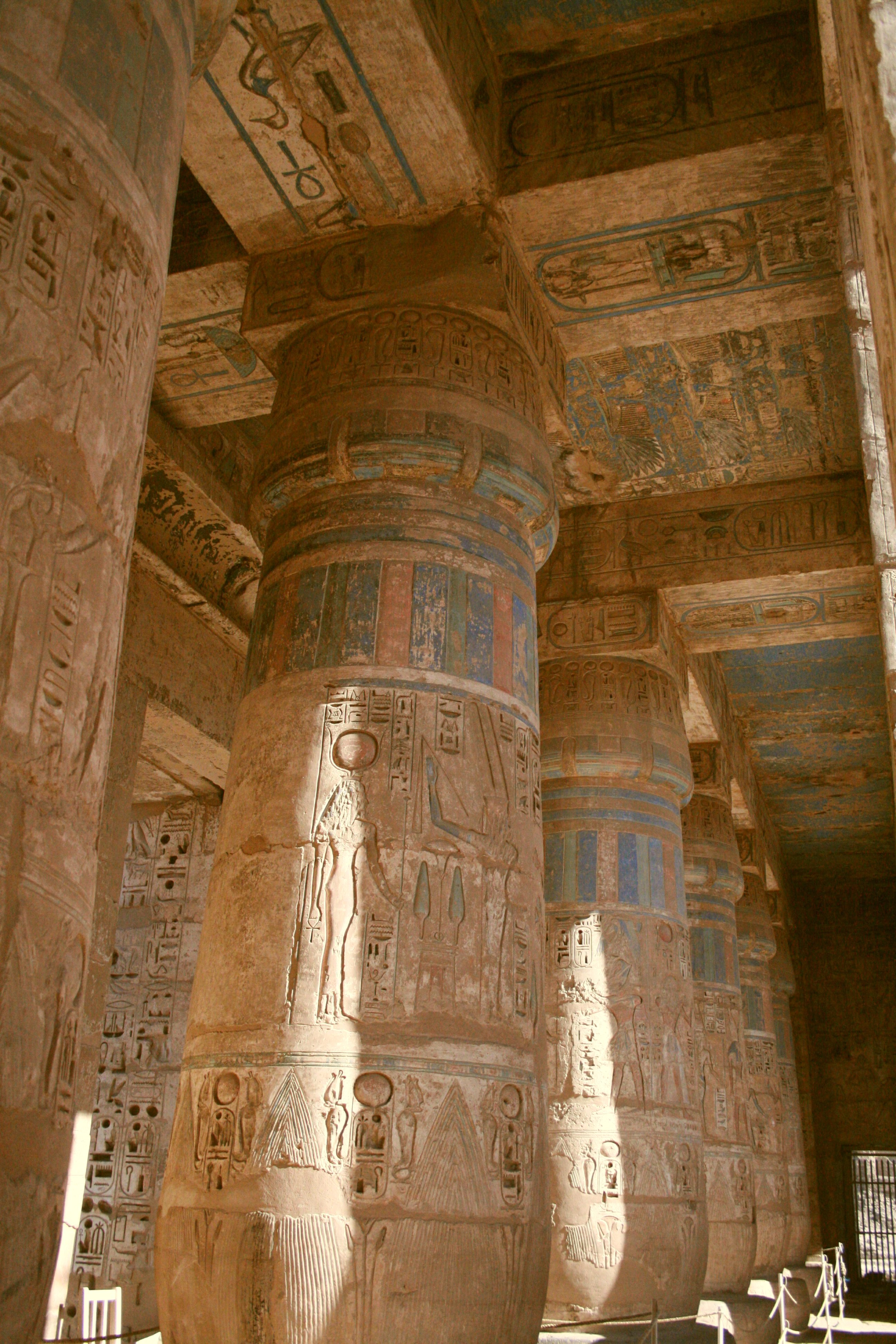

### Позднее время
В Древнем Египте этого времени заметно усиливается власть фиванского жречества при значительном ослаблении роли царского единодержавия. Бразды государственного правления в 1085 году до н. э. перешли к Смендесу, выходцу из сословия жрецов; затем троном овладели представители ливийской знати (основатель династии — правитель Шешонк I, вновь ненадолго объединивший Египет), которых сменяют династии Куша, Эфиопии и Ассирии. Новое объединение страны в так называемый саисский период сменяется персидским владычеством. Персидские правители, основавшие XXVII династию, правили вплоть до вступления в Египет Александра Македонского.
В подражание великим царям многие из правителей позднего периода вели строительство в Карнаке (например, современный вход в храм Амона возведен при фараоне Шешонке I; сохранилась и колоннада фараона Тахарки). В период владычества Куша строятся кирпичные гробницы в форме пирамид. Постройки в целом сохраняют ориентацию на классические традиции.
С эпохи XXVI династии Фивы утрачивают своё политическое и художественное значение, и новой столицей Египта становится город Саис. Архитектурные памятники саисского периода почти не сохранились. В немногих известных комплексах присутствуют наземные и скальные сооружения, а также применяются некоторые элементы храмовой архитектуры — гипостили, пилоны, цепочки зал.
В архитектуре эпохи персидского владычества происходит постепенный отказ от типа монументальных ансамблей; храмы, по-прежнему посвящённые древним богам, теперь становятся гораздо меньше по размерам. Сохраняется тип классической колоннады времен Нового царства, но при этом заметно возрастает пышность и детальная разработка декора.
После завоевания Египта греками происходит неотвратимый, но весьма продуктивный для искусства синтез местной художественной культуры с традициями античности. Своеобразие нового синтезирующего стиля демонстрируют храм Птолемея III в Карнаке, храм Гора в Эдфу и комплекс Исиды на о. Филэ, названный Геродотом «жемчужиной Египта».

Древнеегипетская архитектура Позднего времени
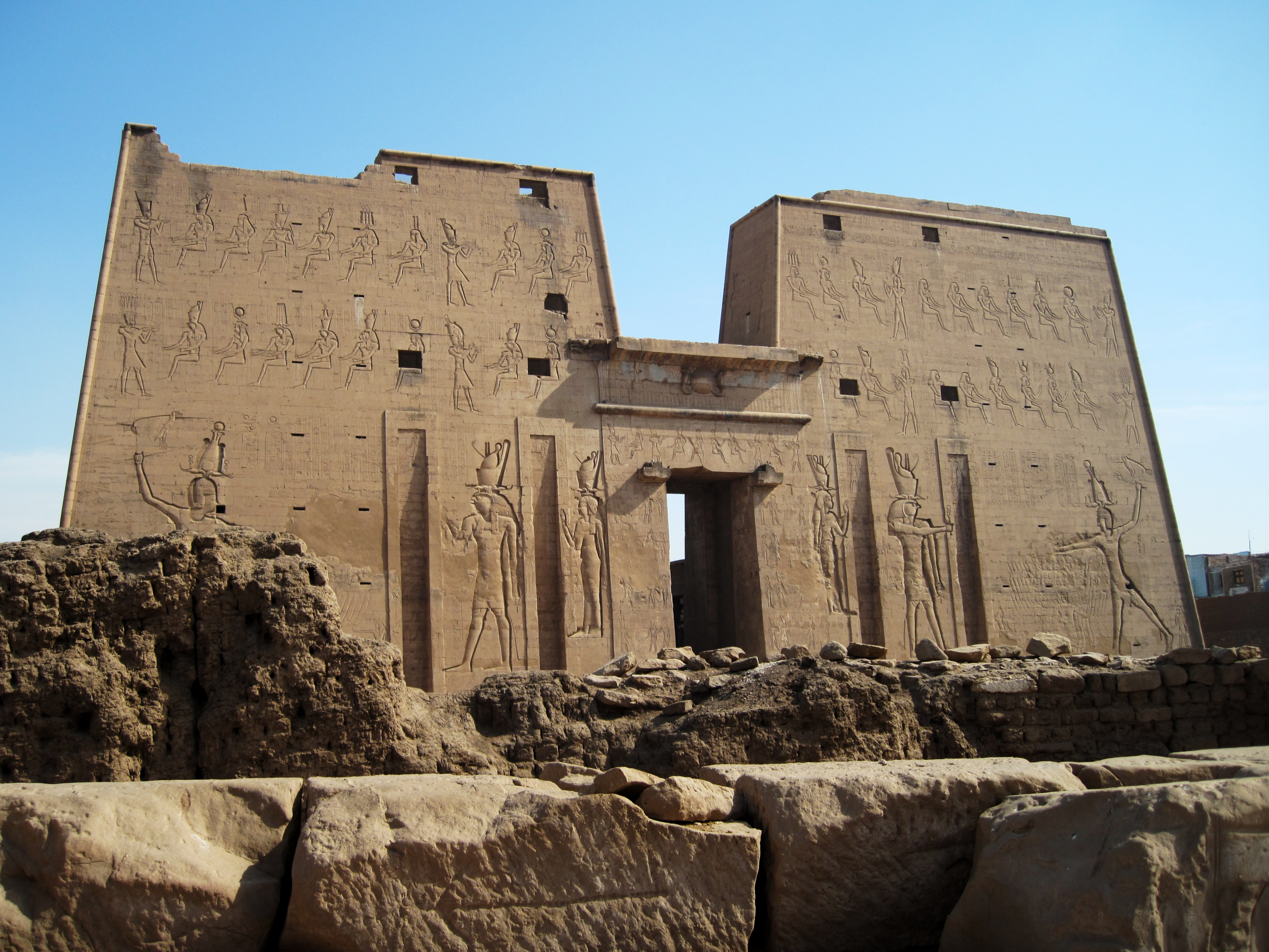
Храм Эдфу
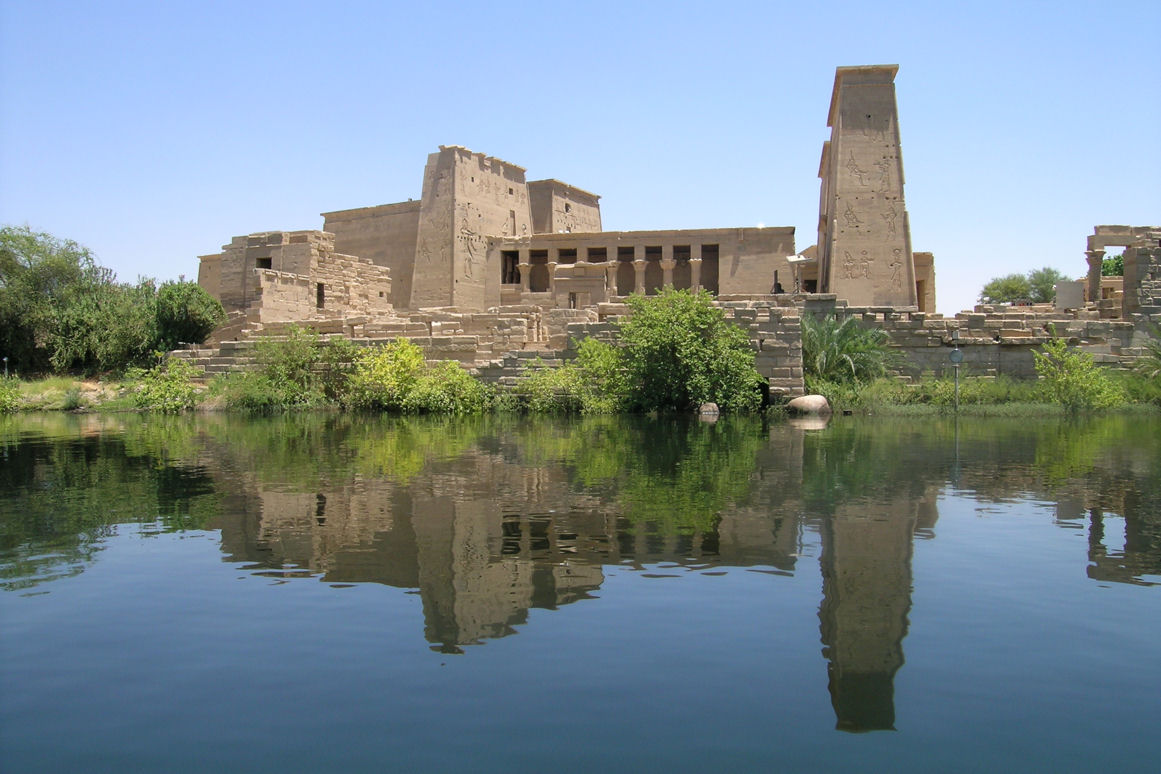
Храм Исиды, перенесённый c о. Филэ на о. Агилкия

## Эгейская цивилизация
Эгейская цивилизация — общее название цивилизаций бронзового века в 3000—1000 годах до н. э. на островах Эгейского моря, Крите, в материковой Греции и Малой Азии (Анатолия). Выделяется несколько локальных археологических культур (цивилизаций), которые входят в эгейскую цивилизацию, среди которых минойская, микенская и элладская цивилизации.

### Минойская (критская) цивилизация
Самый знаменитый памятник критского зодчества — Кносский дворец, раскопанный английским археологом Артуром Эвансом в начале XX века.
Первый дворец-храм в Кноссе был построен ок. 2000—1700 годов до н. э., «раннедворцовый период», на остатках находившегося здесь ранее неолитического поселения. Этот дворец был разрушен землетрясением ок. 1700 года до н. э. Однако вскоре были проведены необходимые восстановительные работы, и на его месте был построен другой дворец, который и дошёл до нашего времени, «новодворцовый период». Период 1700—1450 годов до н. э. — время высочайшего расцвета минойской цивилизации и особенно Кносса.
Тронный зал Кносского дворца был украшен эмблемой в виде обоюдоострой секиры — лабриса, священного символа жителей острова Крит. По названию этой секиры дворец называется Лабиринтом (впоследствии лабиринтом стали называть постройки со сложной планировкой). С большим мастерством в Кносском дворце решена система канализации.
После сильнейшего землетрясения и огромного цунами между 1628 и 1500 годами до н. э. вследствие мощного извержения вулкана на острове Санторин дворец был разрушен. В 1450 году до н. э. пожар окончательно уничтожил Кносский дворец. Причём в это же время пожары уничтожили и другие похожие дворцы на Крите (Фест, Закрос и др.). Причина этих пожаров до настоящего времени не ясна. Территория дворца больше не заселялась, но Кносс продолжал оставаться значительным городом-государством вплоть до ранневизантийского периода.

Наследие минойской цивилизации
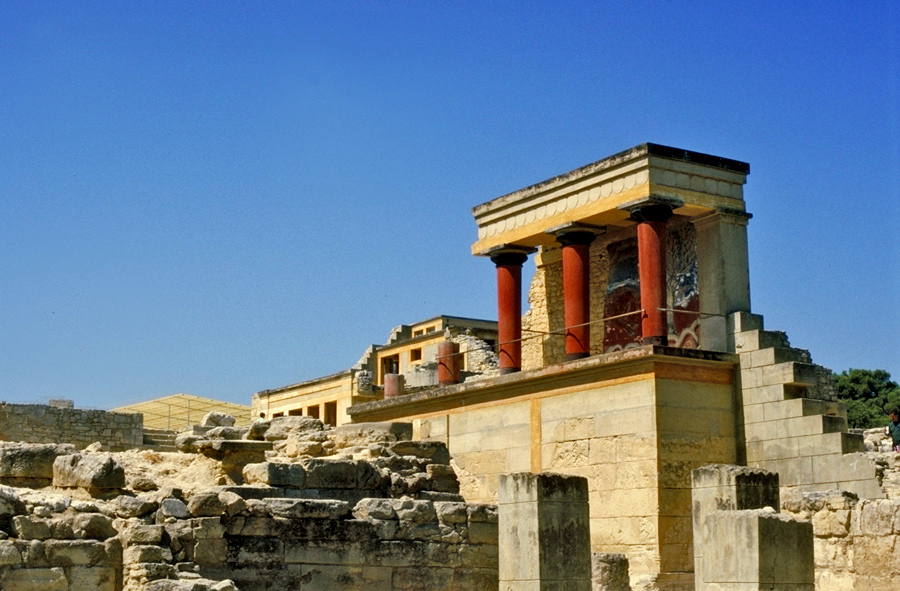
Развалины Кносского дворца
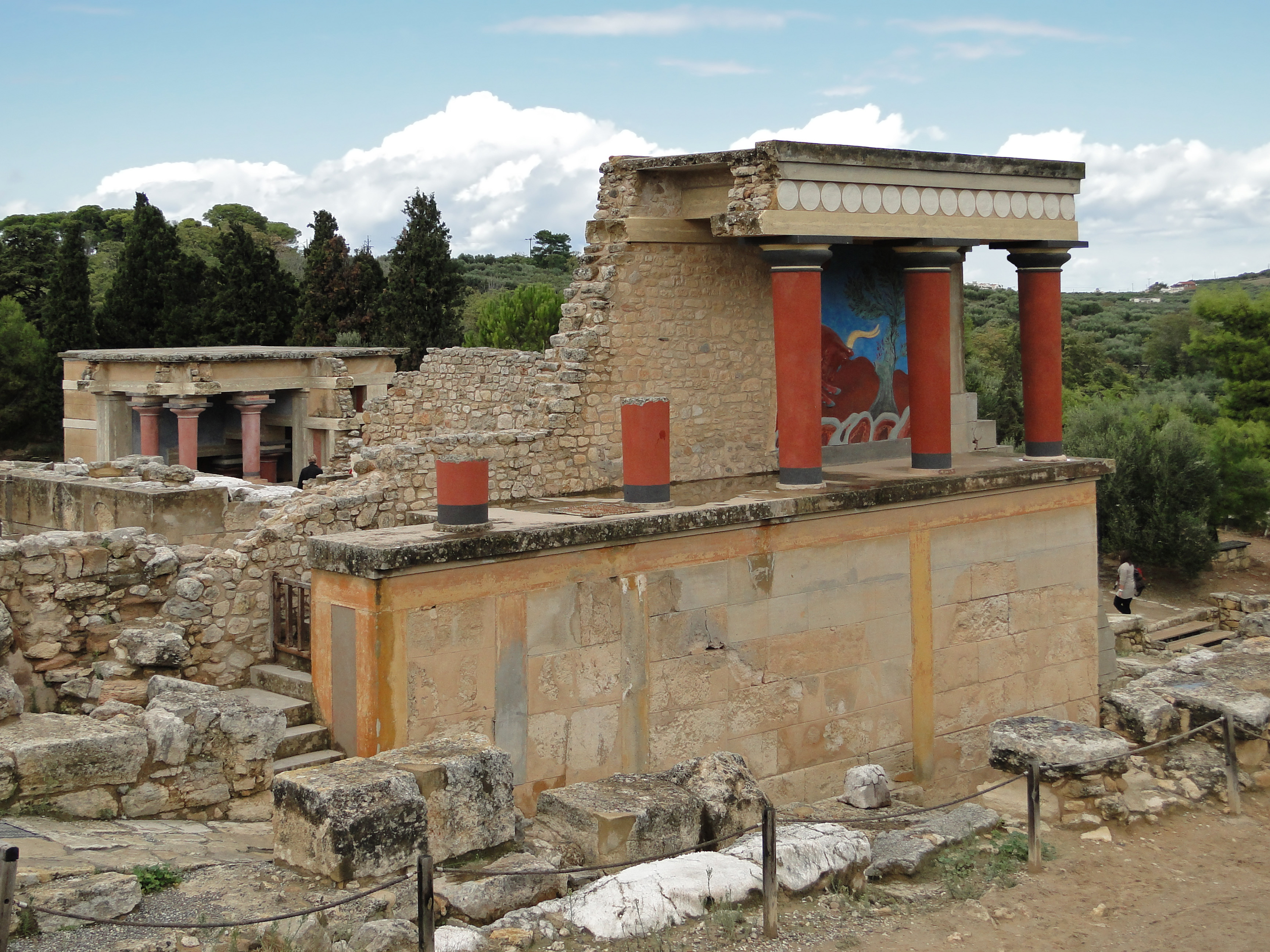
Развалины Кносского дворца
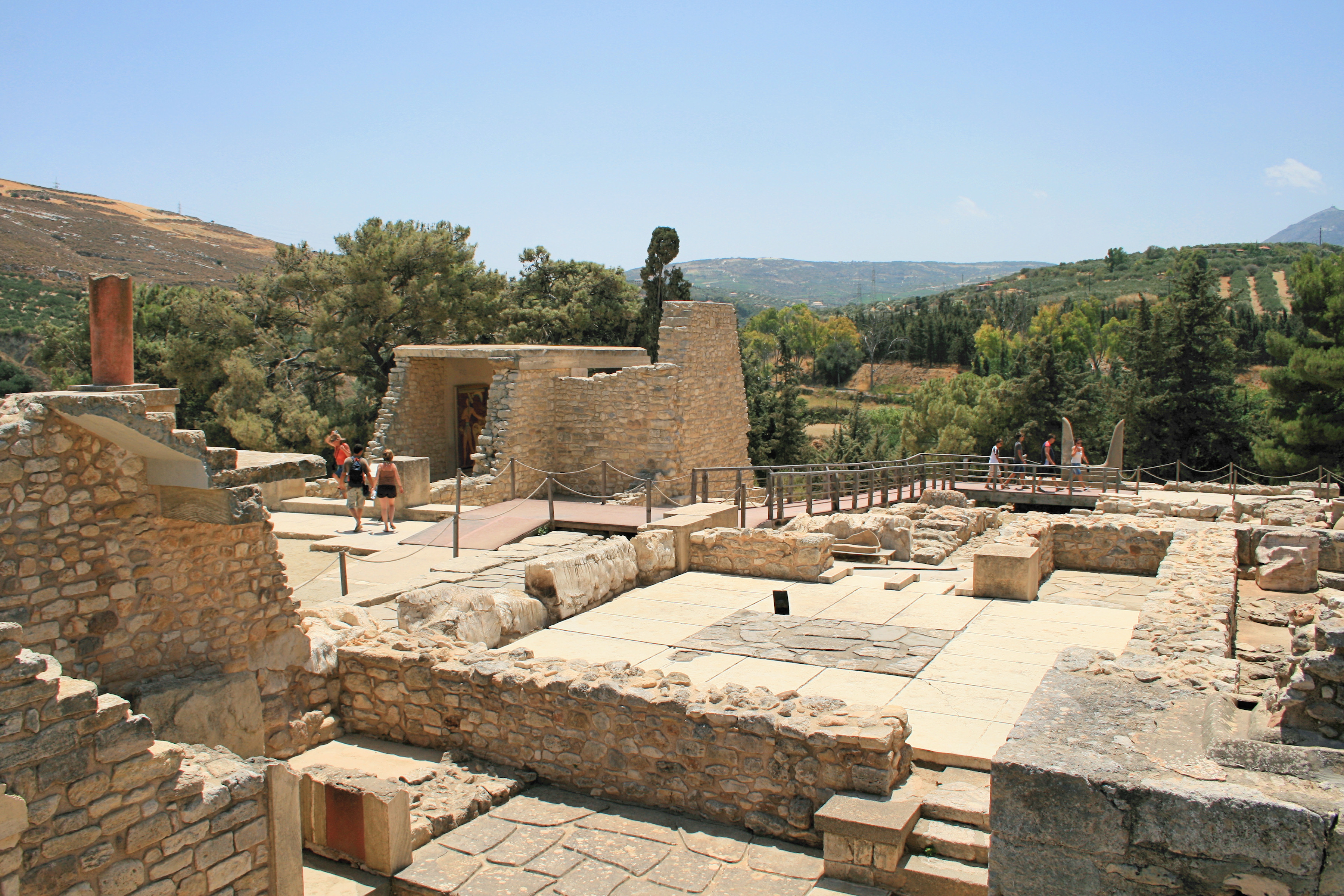
Развалины Кносского дворца
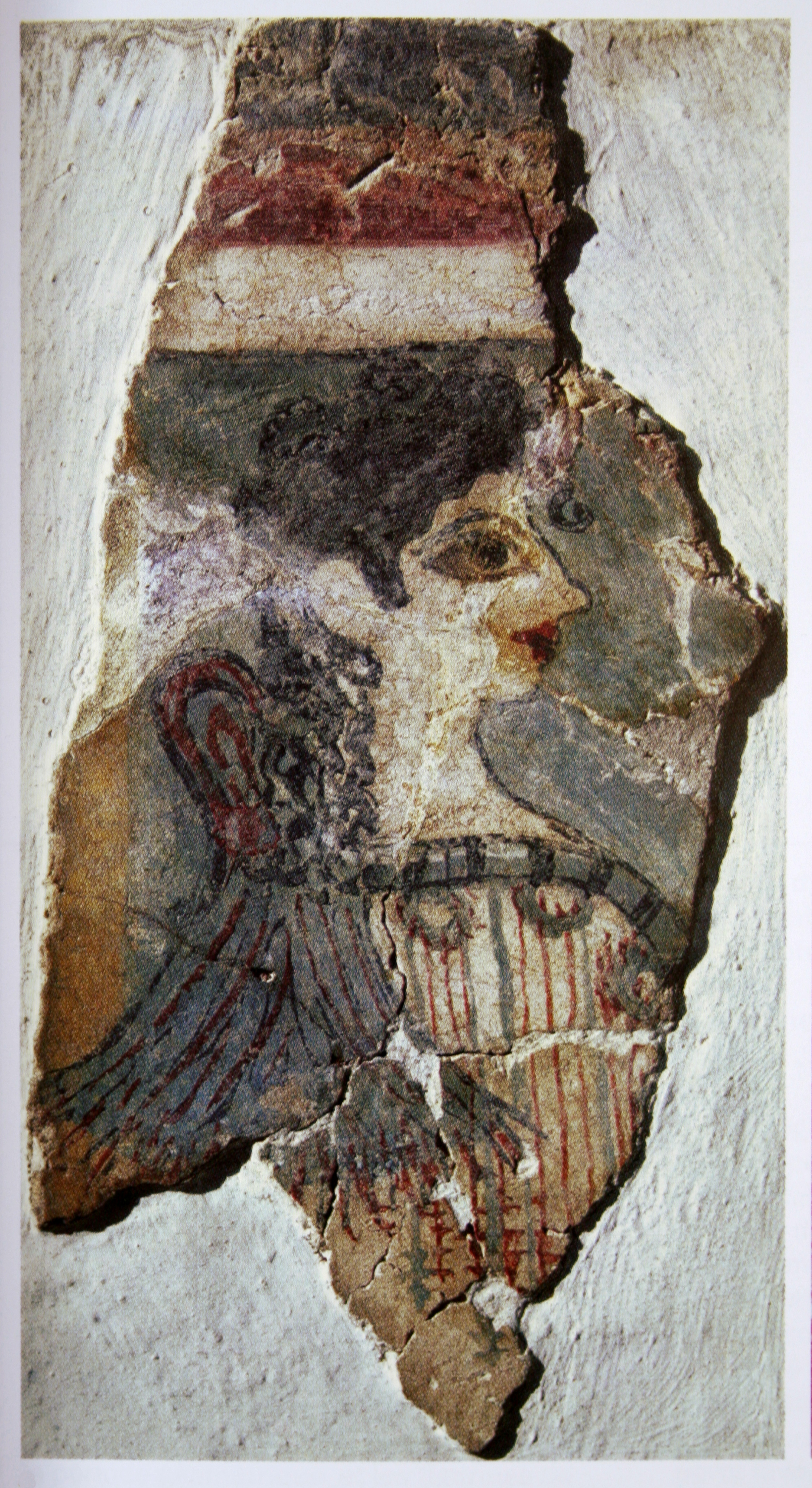
«Парижанка» - фреска из Кносского дворца

### Микенская цивилизация
Микенская цивилизация, или Ахейская Греция — культурный период в истории доисторической Греции с XVI по XI век до н. э., бронзового века, часть крито-микенской культуры. Получила своё название по городу Микены на полуострове Пелопоннес. Другими важными полисами этого периода были Афины, Фивы и Пилос. В противоположность минойцам, культура которых достигает расцвета благодаря мирному существованию и оживлённой торговле, микенцы были завоевателями.
Ахейцы создавали свои поселения на возвышенностях и окружали их мощным кольцом крепостных стен. Такой укреплённый город называли акрополем (что означает «верхний город»). В Микенах и Тиринфе сохранились крепости, сооружённые в XIV—XIII веках до н. э.
Исчезновение микенской культуры связывают с Дорийским вторжением около 1200 года до н. э.

Наследие Микенской цивилизации
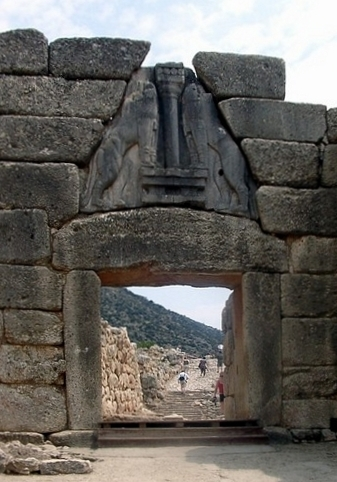
Львиные ворота в Микенах
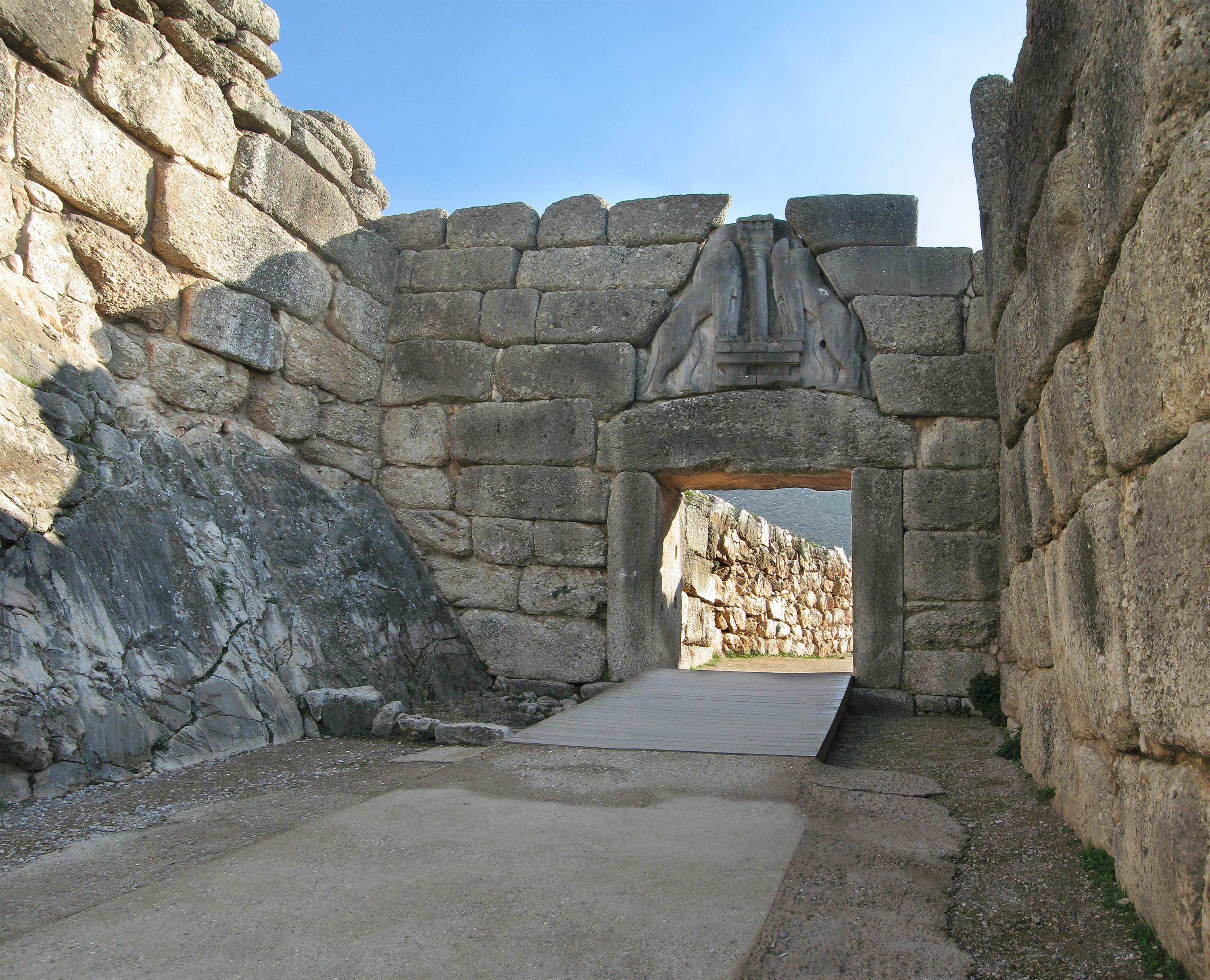
Львиные ворота в Микенах
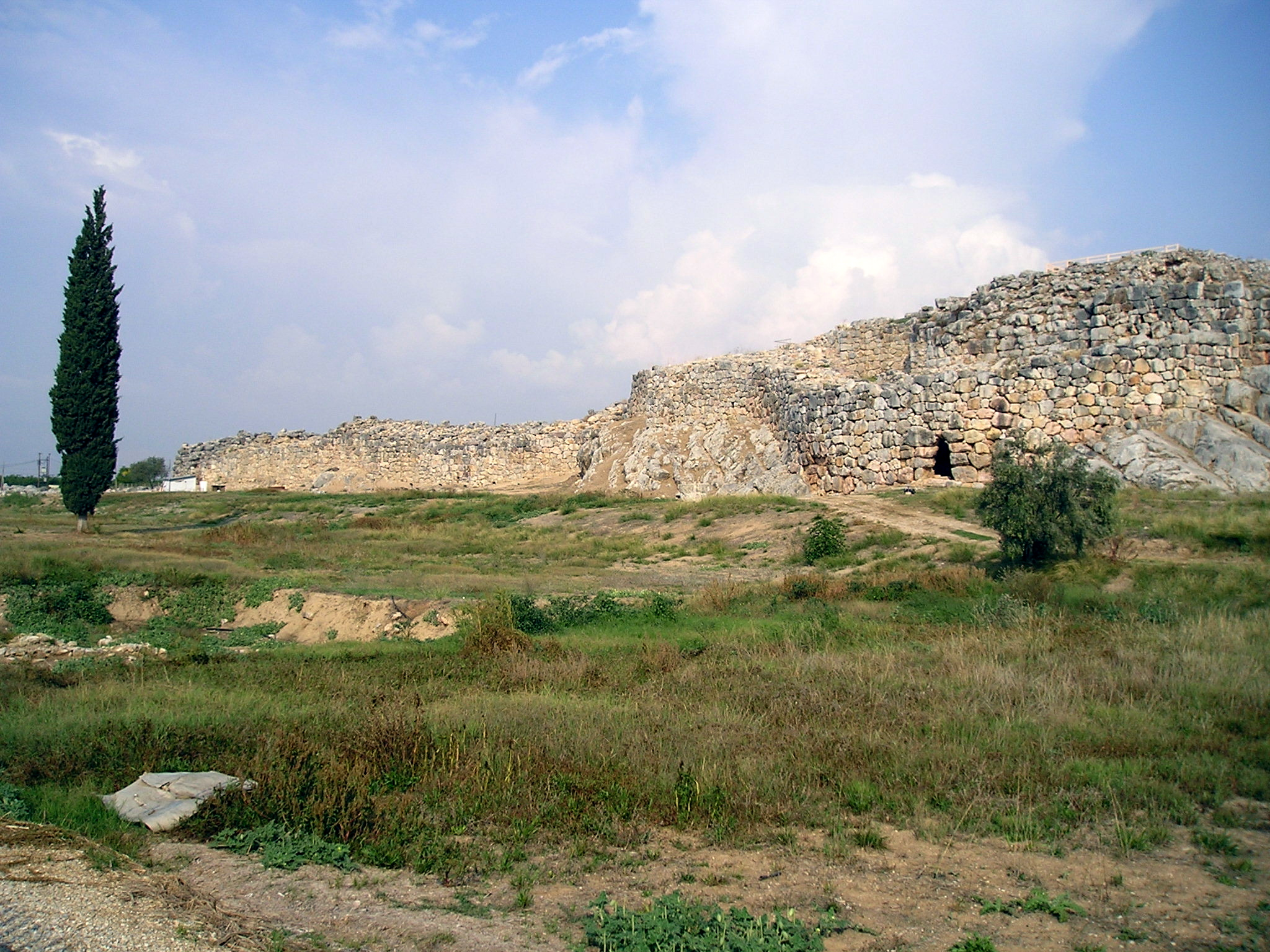
Руины города Тиринфа
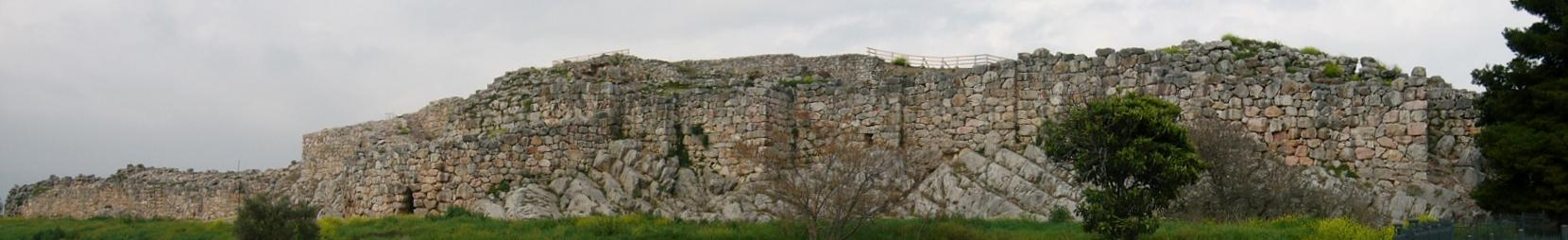
Современное состояние дворца в Тиринфе

### Элладская цивилизация
В раннеэлладский период II возникает местный вариант длинного дома, именуемый мегарон.
К памятникам позднеэлладского периода относится Сокровищница Атрея (ок. 1250 года до н. э.).

Сокровищница Атрея
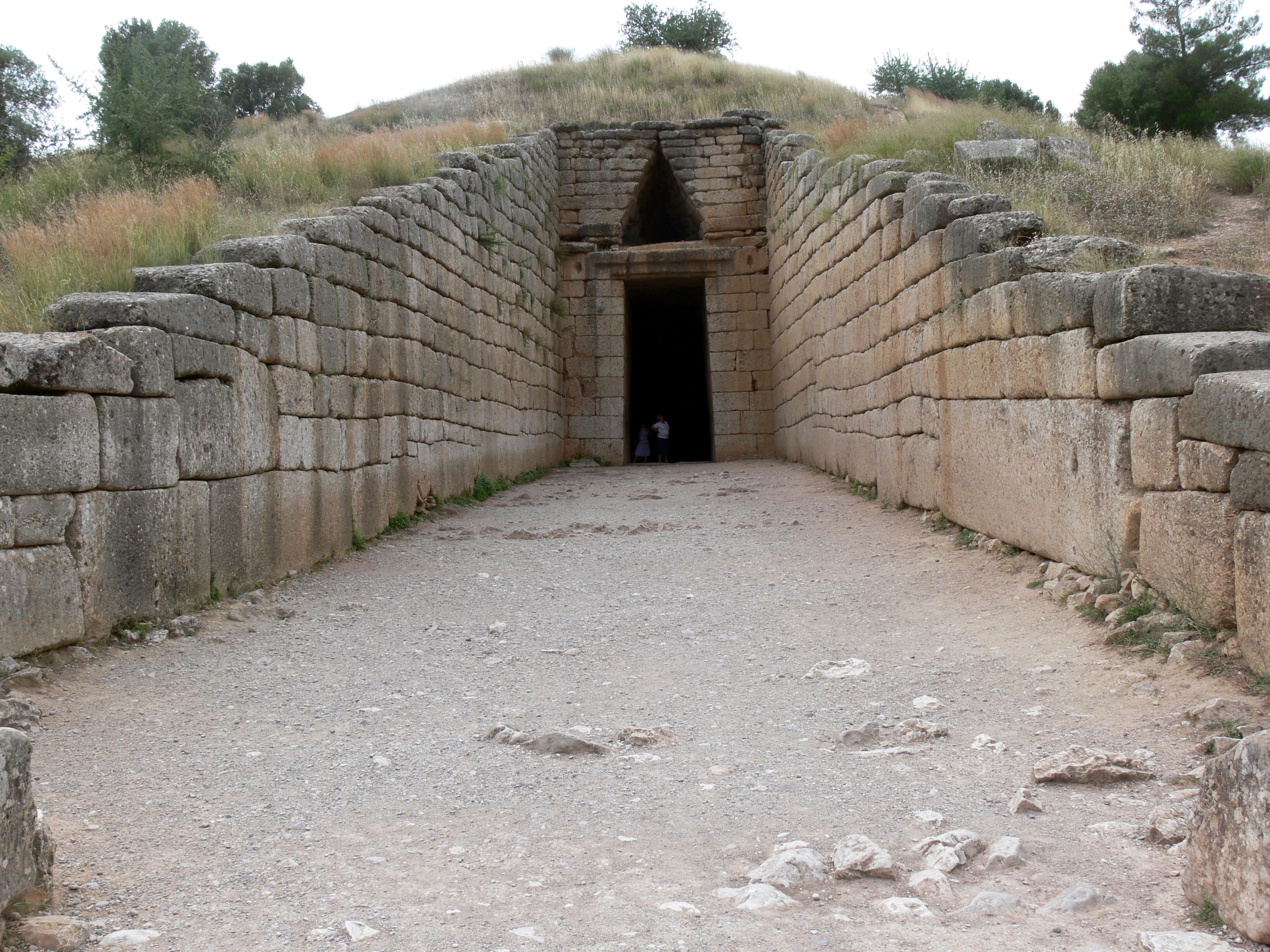
Вход
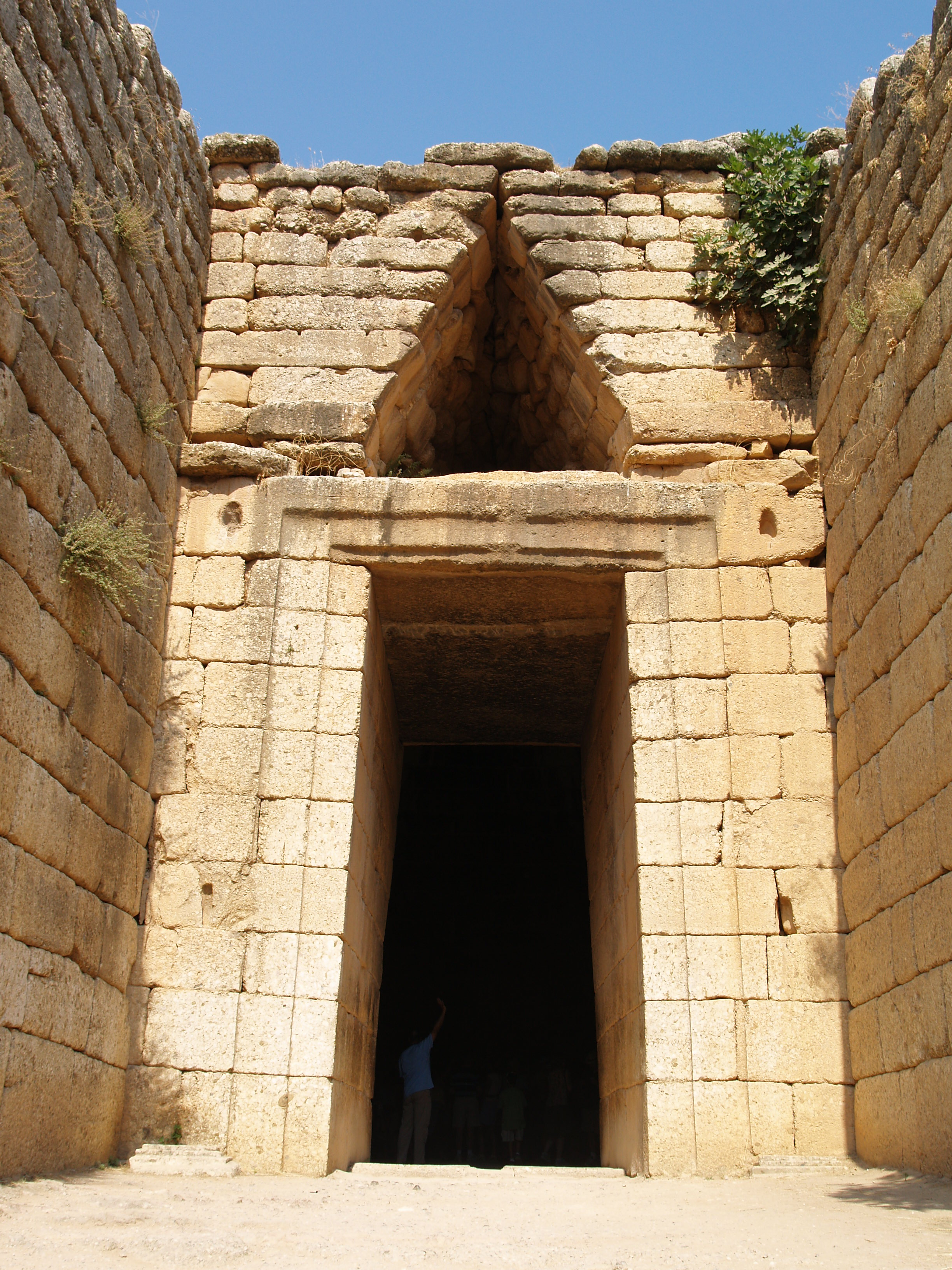
Вход
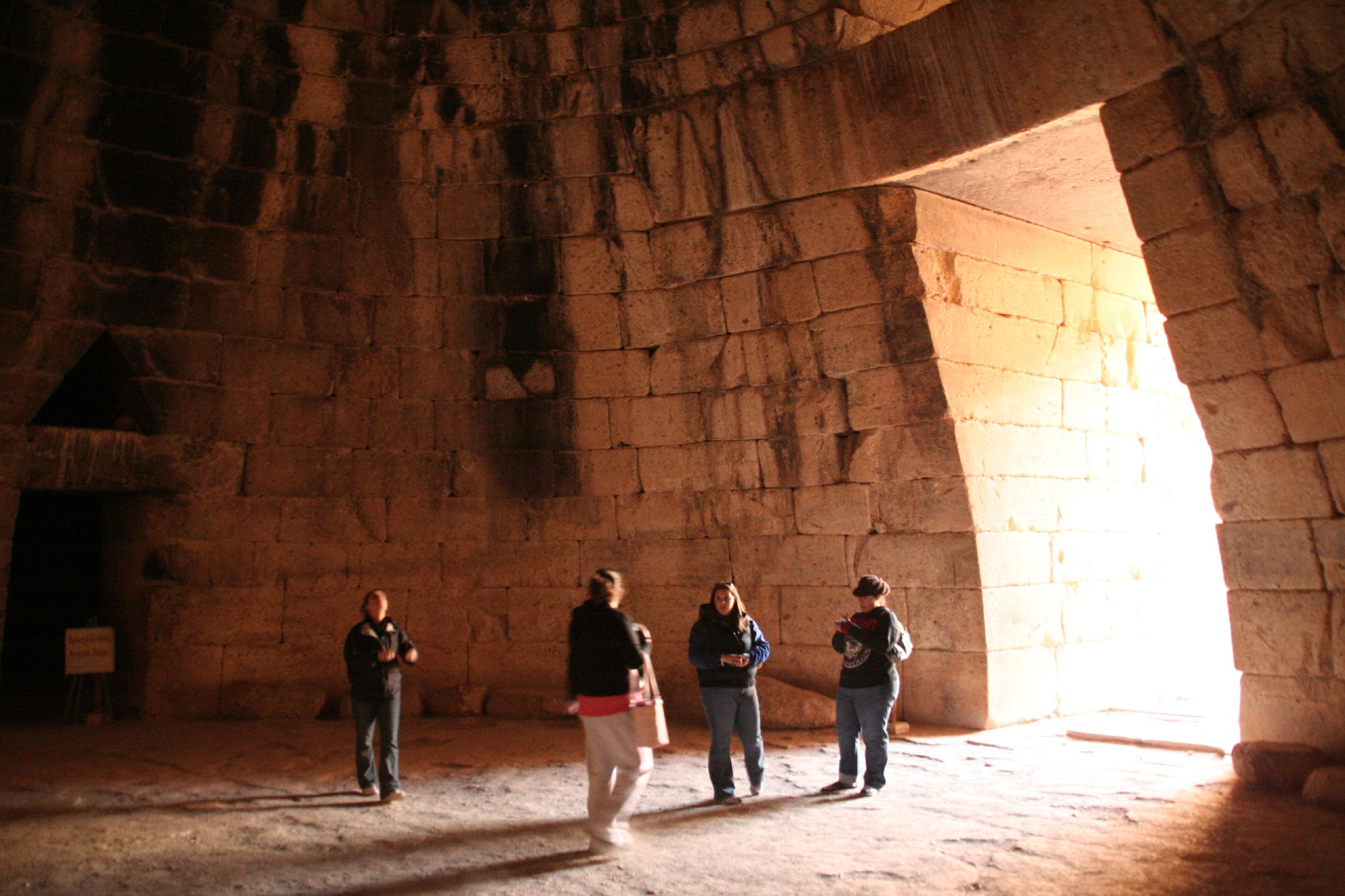
Интерьер
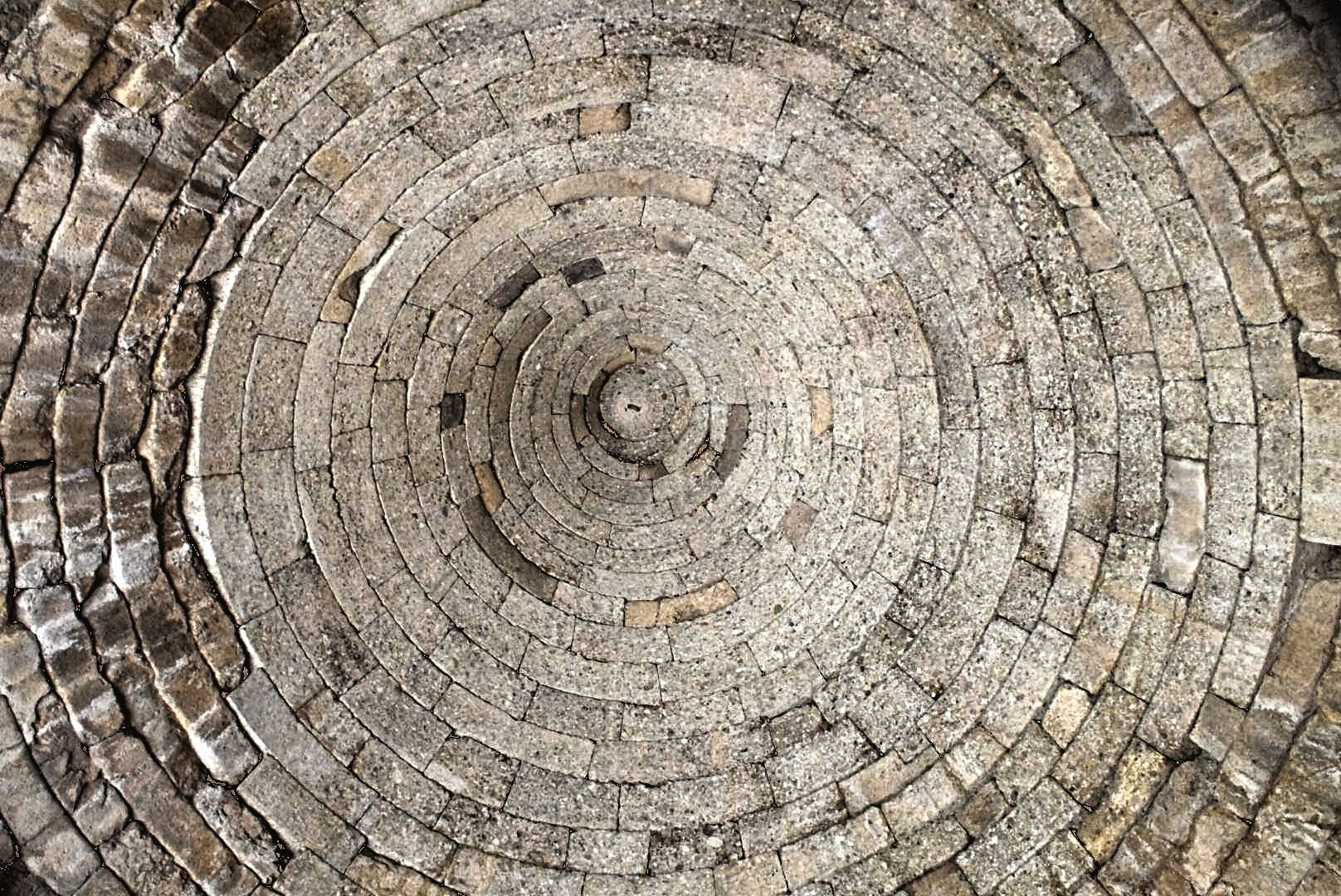
Свод

## Архитектура Древней Греции
Древнегреческая архитектура заложила основу европейской и служила примером для архитекторов всего мира.
Достижением древнегреческой архитектуры является ордерная система. Архитектурный ордер основан на стоечно-балочной системе, состоящей из вертикальных (колонны, пилястры) и горизонтальных (антаблемент) элементов. Древнегреческий ордер показывает работу конструкций, при этом наделяя их эстетическими качествами.
В Древней Греции возникли три типа ордеров: дорический, ионический и коринфский.

Типы архитектурных ордеров
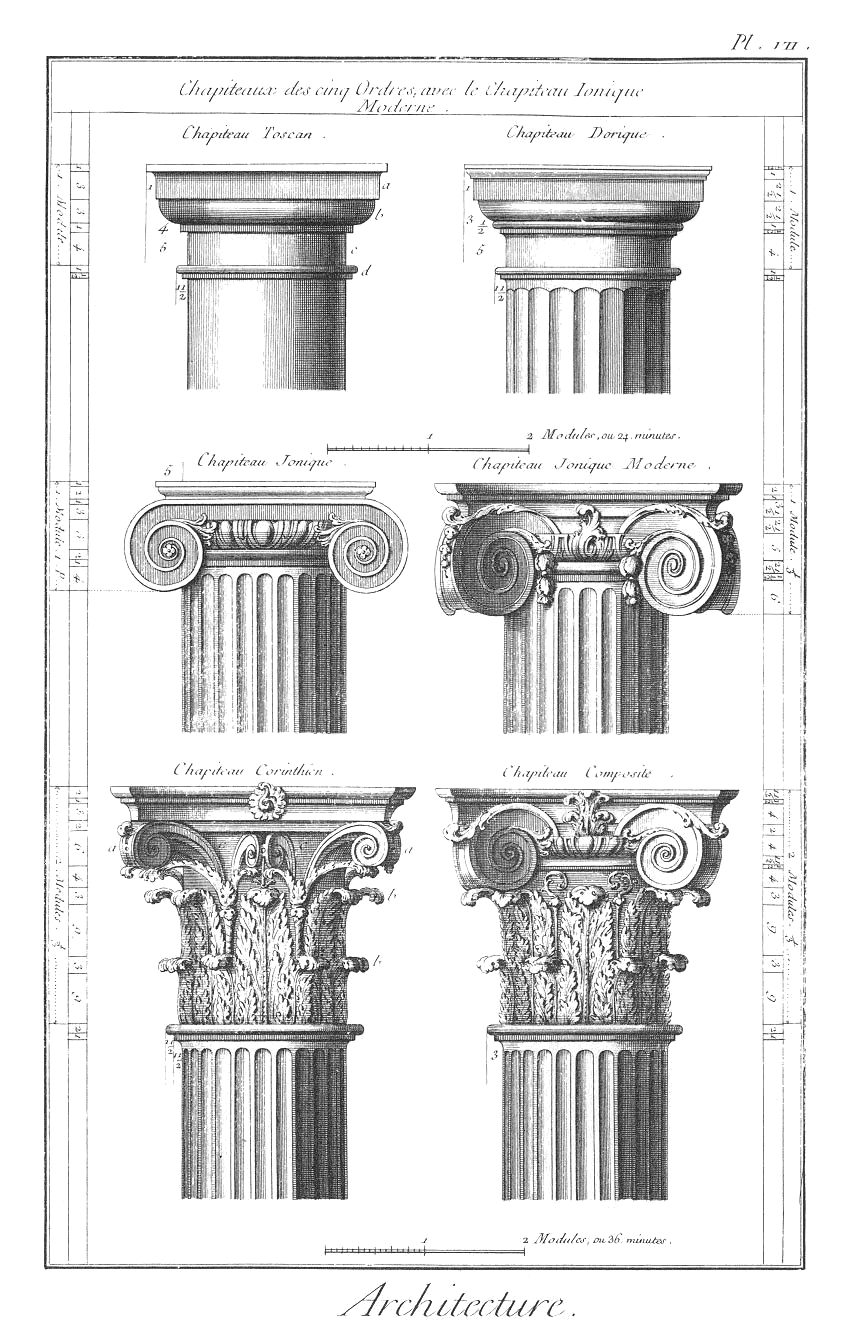
Капители различных архитектурных ордеров
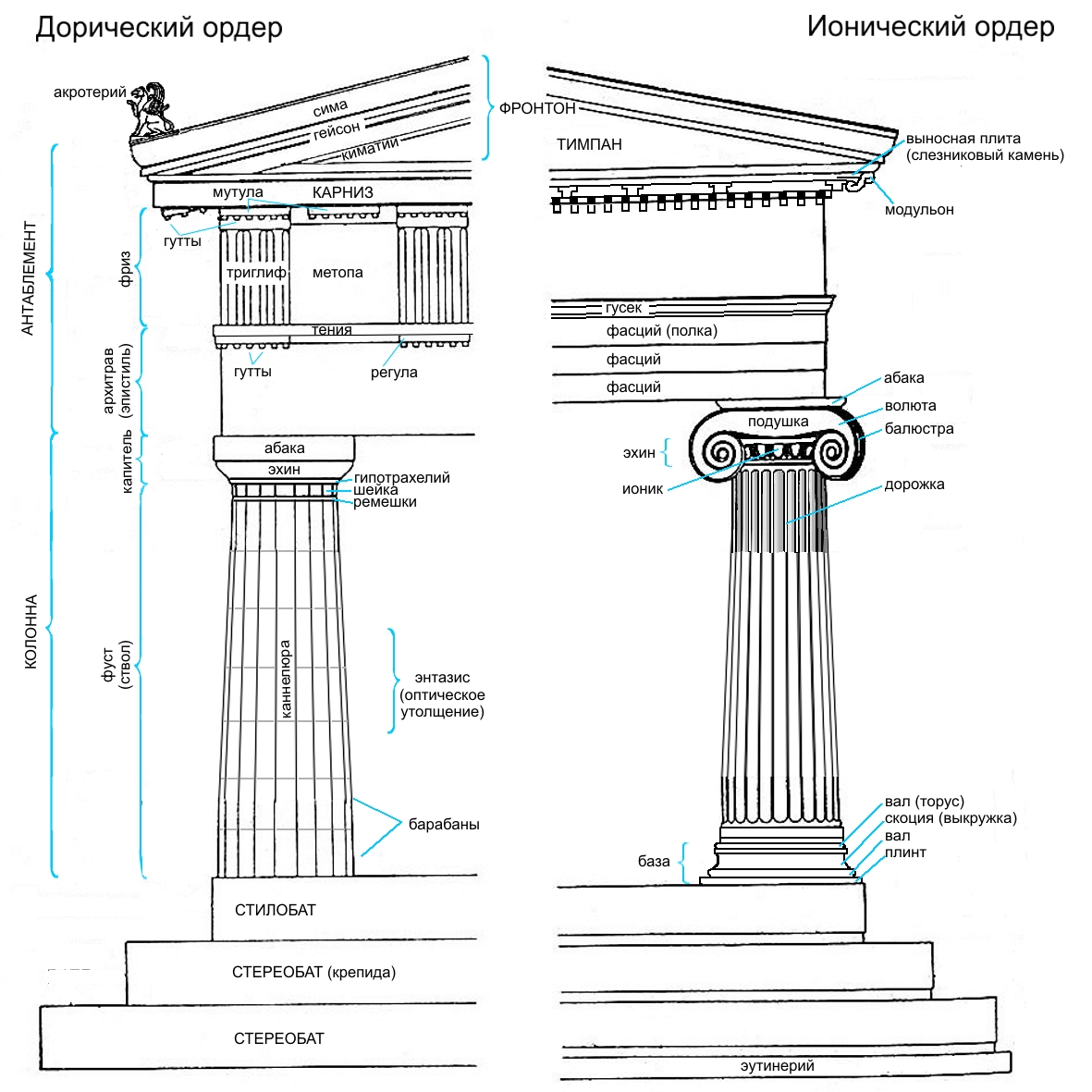
Сравнительная схема дорического и ионического ордеров

В процессе развития греческого храмового зодчества сложилось несколько типов храмов.

Типы древнегреческих храмов (по Витрувию)
Мегарон
Простиль
Амфипростиль
Периптер
Диптер

Примеры древнегреческих храмов
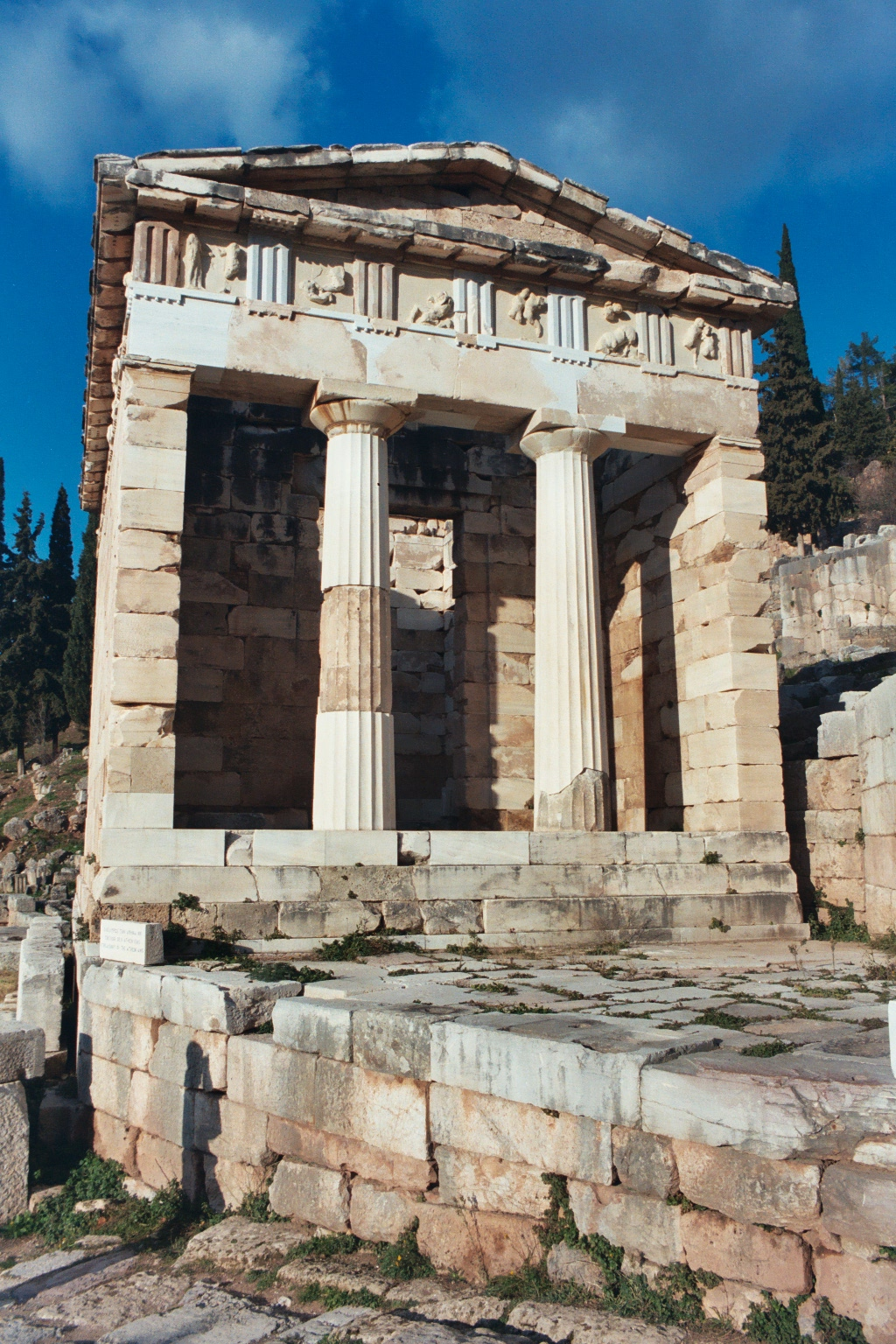
Сокровищница в Дельфах Пример «храма в антах»
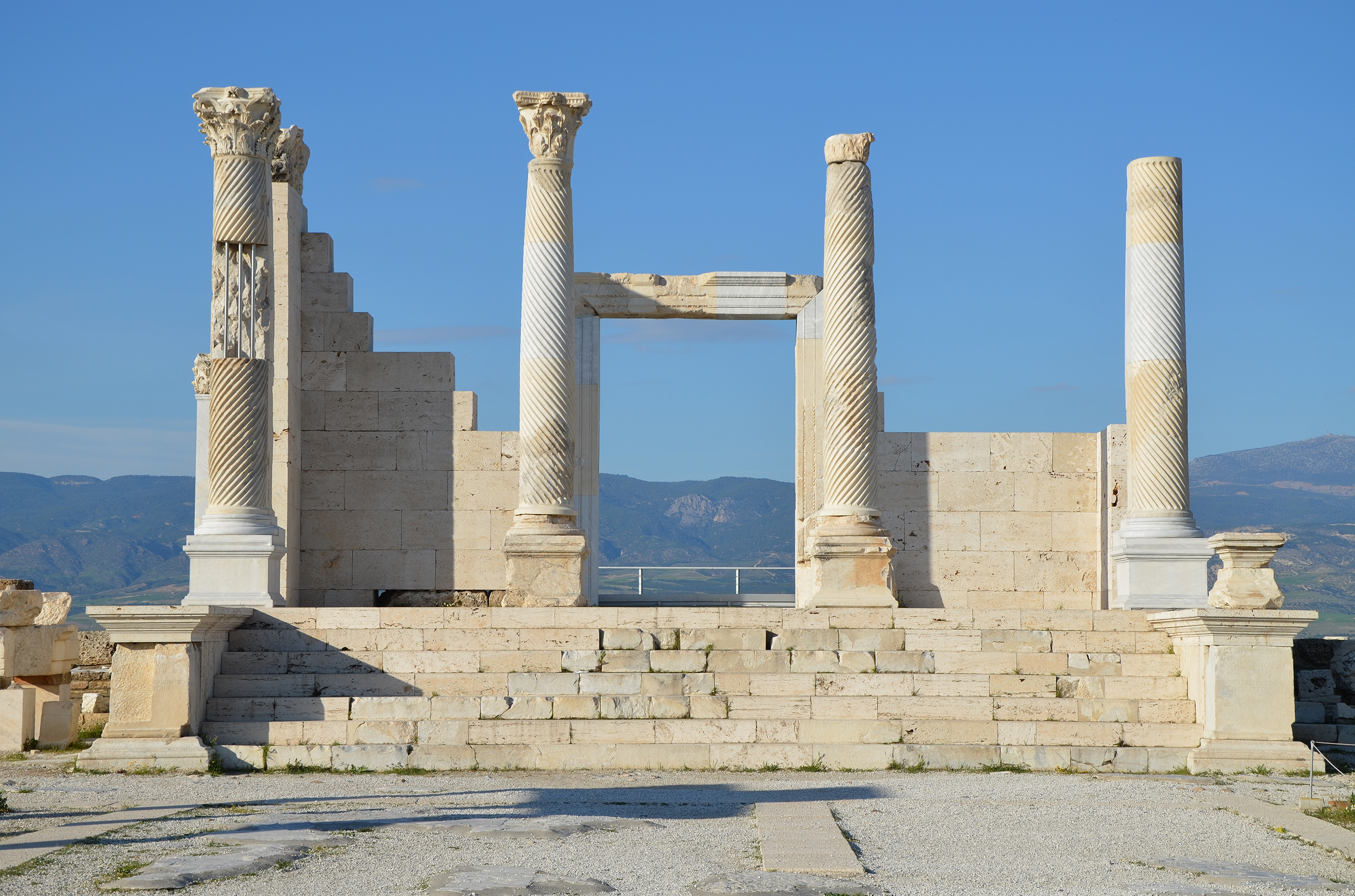
Храм А в Лаодикее на Лике Простиль
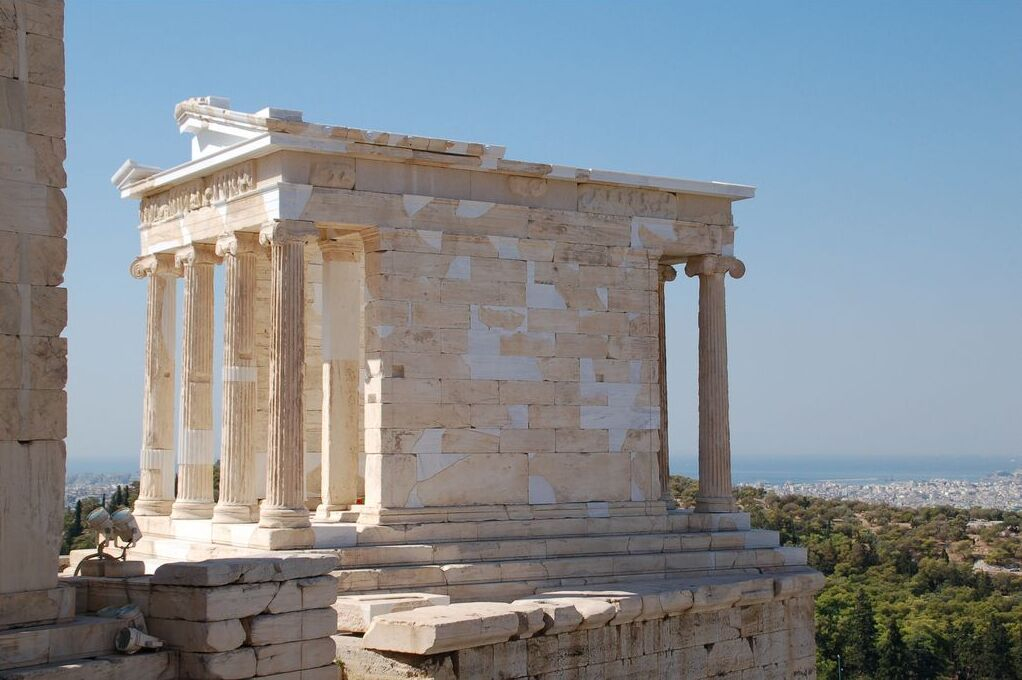
Храм Ники Аптерос Амфипростиль
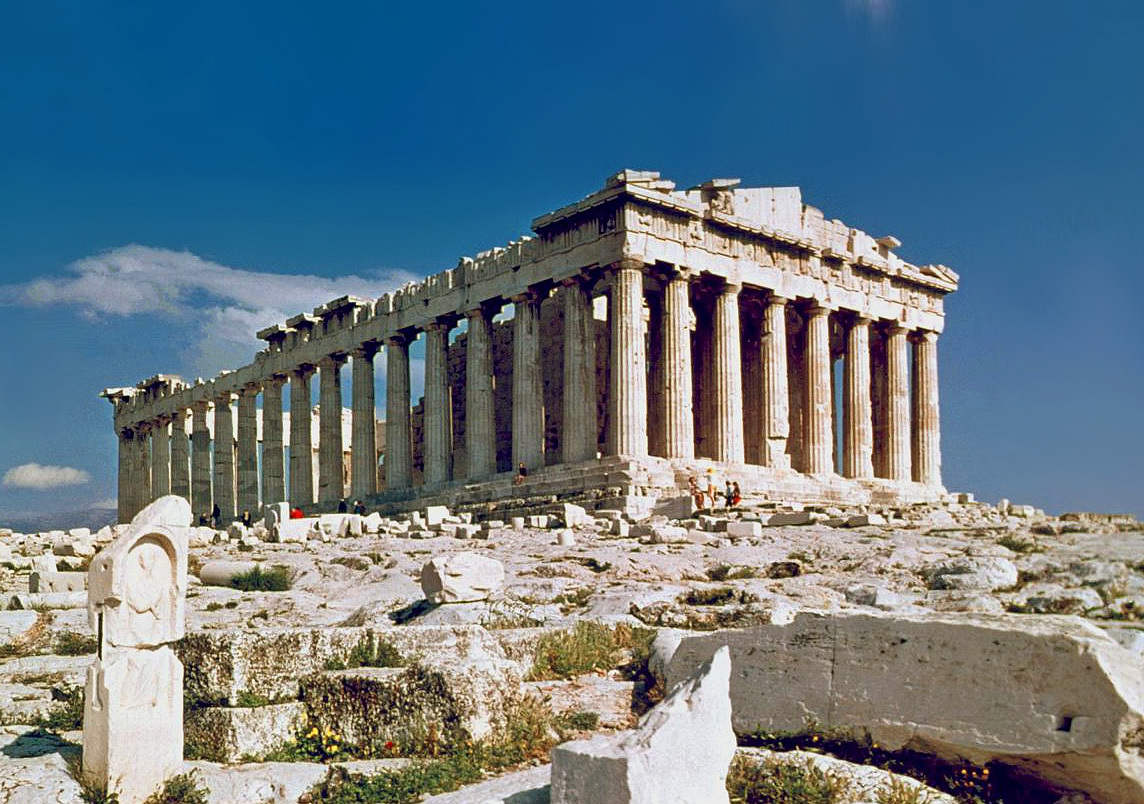
Парфенон Периптер
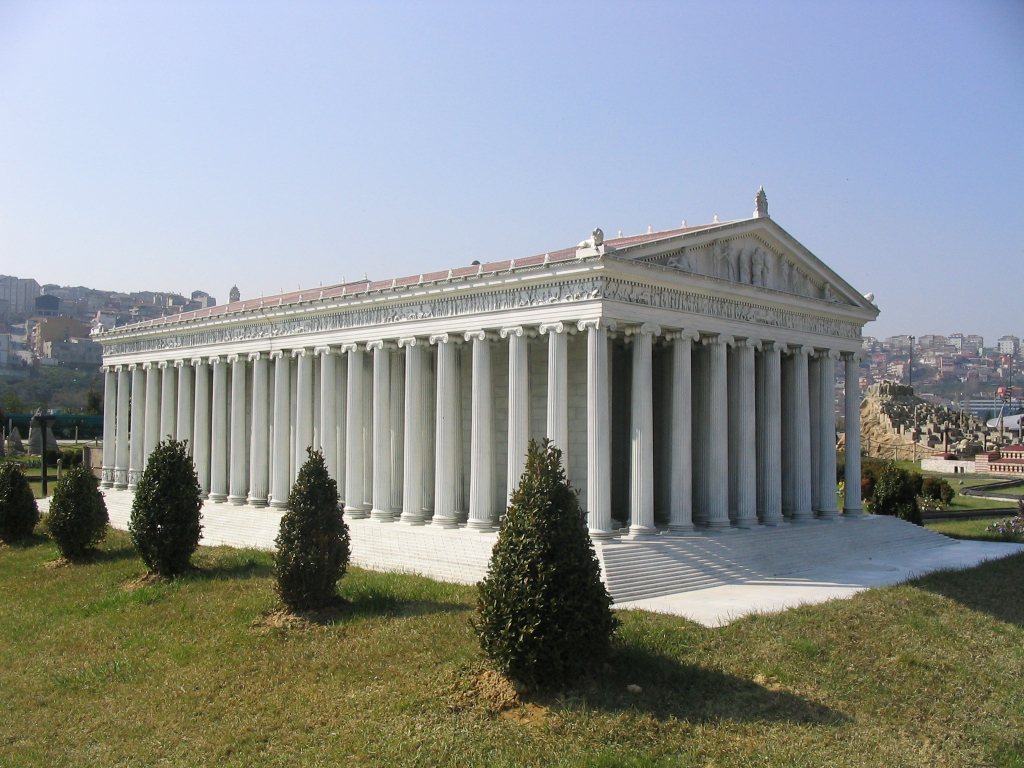
Реконструкция храма Артемиды Эфесской Диптер

### Гомеровская Греция
Период с XI по IX век до н. э. известен как Греческие тёмные века.
Древнегреческое племя ахейцев вытесняется племенем греков-дорийцев (Дорийское вторжение).
Микенская (ахейская) цивилизация разрушается. Происходит возврат к родоплеменным отношениям, затем их трансформация в раннеклассовые, формирование уникальных предполисных общественных структур.
Основными источниками информации о жизни греков-дорийцев служат материалы археологических раскопок и эпические поэмы «Илиада» и «Одиссея» Гомера, жившего приблизительно в VIII веке до н. э.

### Архаика
Период приходится на VIII—VI века до н. э. Формирование полисных структур. Великая греческая колонизация. Раннегреческие тирании. Этническая консолидация эллинского общества. Внедрение железа во все сферы производства, экономический подъём. Создание основ товарного производства, распространение элементов частной собственности.
В период архаики сложились основные принципы и формы античного зодчества.
Сокровищница афинян в Дельфах — яркий пример дорического храма «в антах» периода архаики.

### Классическая Греция
Ранняя классика (500—490-е годы до н. э.)
Главную черту данного периода составляло постепенное освобождение греческой архитектуры от влияния Азии и Египта. Осуществлялся поиск форм, соответствующих духу народа и условиям его религиозных воззрений и обрядов. Почти все постройки в этом периоде — дорического стиля, сначала тяжёлого и малоизящного, но потом делающегося более лёгким, смелым и красивым.
Из храмов этой эпохи, находившихся в самой Греции, можно указать на храм Геры в Олимпии, храм Зевса в Афинах, храм Аполлона в Дельфах (одно из самых знаменитых и роскошных святилищ древней Греции) и храм Афины Паллады на острове Эгине, получивший в новейшее время громкую известность по скульптурным группам, украшавшим его фронтоны и хранящимся ныне в мюнхенской глиптотеке. Гораздо многочисленнее древнедорические храмы в Сицилии и Южной Италии, где в эту пору существовали богатые греческие колонии. В Сицилии насчитывается свыше 20 колоссальных памятников этого рода, а именно в Селинунте, Акраганте (Агридженто); Сиракузах и Эджесте (Сегесте).
Храм Посейдона в Пестуме близ Амальфи — одно из наиболее уцелевших и изящных сооружений рассматриваемой эпохи; к ней относятся в той же местности остатки храма Деметры в Пестуме и так называемая Базилика в Пестуме. Наконец, к этой эпохе должен быть причислен храм Артемиды в Эфесе, считавшийся одним из чудес света, сожжённый Геростратом, возобновлённый при Александре Македонском и исследованный английским археологом Вудом.
В планировке городов складывается Гипподамова система — способ планировки античных городов с пересекающимися под прямым углом улицами, равными прямоугольными кварталами и площадями, отводимыми под общественные здания и рынки, кратными стандартным размерам квартала. Вслед за Аристотелем её обычно связывают с именем Гипподама Милетского, хотя ныне известны и более ранние примеры. По гипподамовой системе в разное время были распланированы многие как античные (Пирей, Родос, Фурии, Александрия Египетская), так и современные города.
Гипподамова система предполагала идентичные кварталы. Главные улицы были перпендикулярны друг другу. Полное равноправие застройки, демократическая сетка. Городская стена соответствует рельефу. Жилые кварталы, одинаковые по размерам, разделялись пополам проходом, в котором были устроены траншеи канализации, перекрытые плитами. Прямые улицы (если позволял рельеф) были ориентированы по сторонам света. К главной улице примыкала агора. Театры и стадионы строились за пределами жилых кварталов.

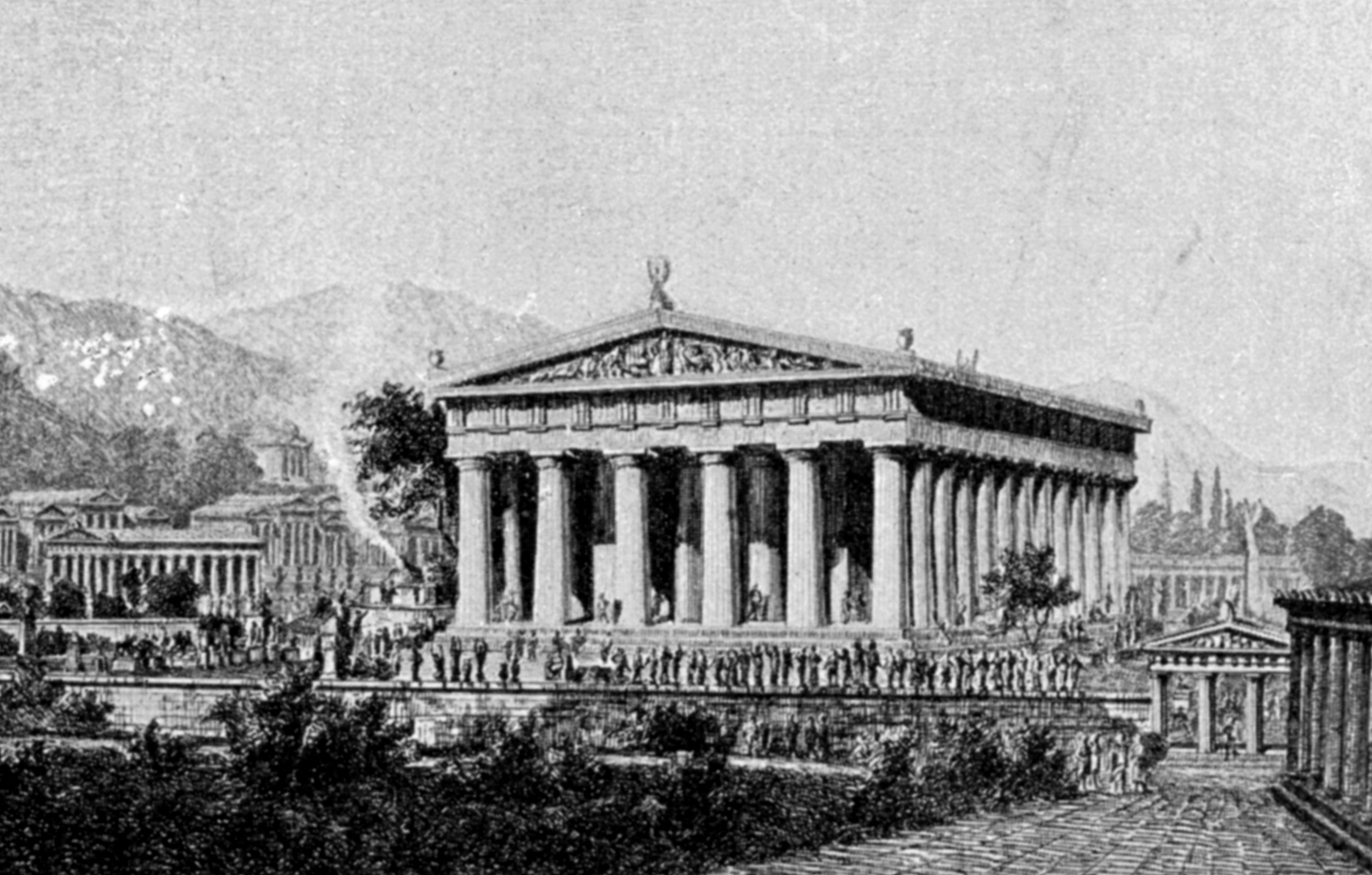
Историческая реконструкция Храма Зевса в Олимпии, выполненная в 19 веке Паулем Неффом Верлагом
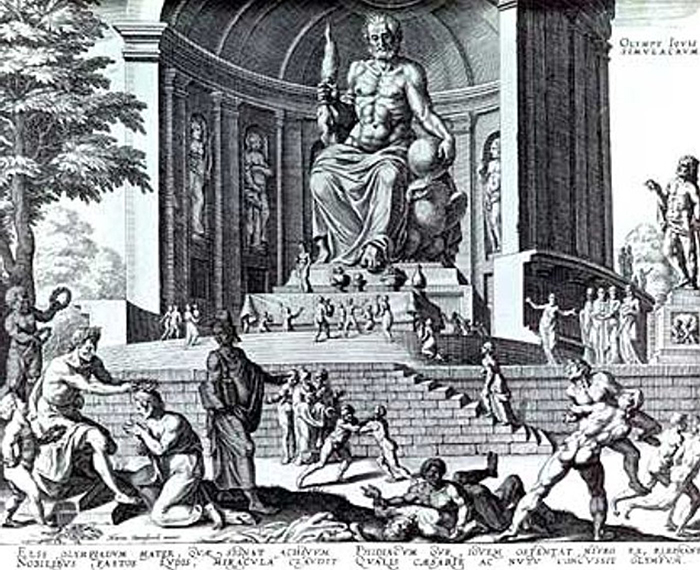
Статуя Зевса в Олимпии. Гравюра Филиппа Галле
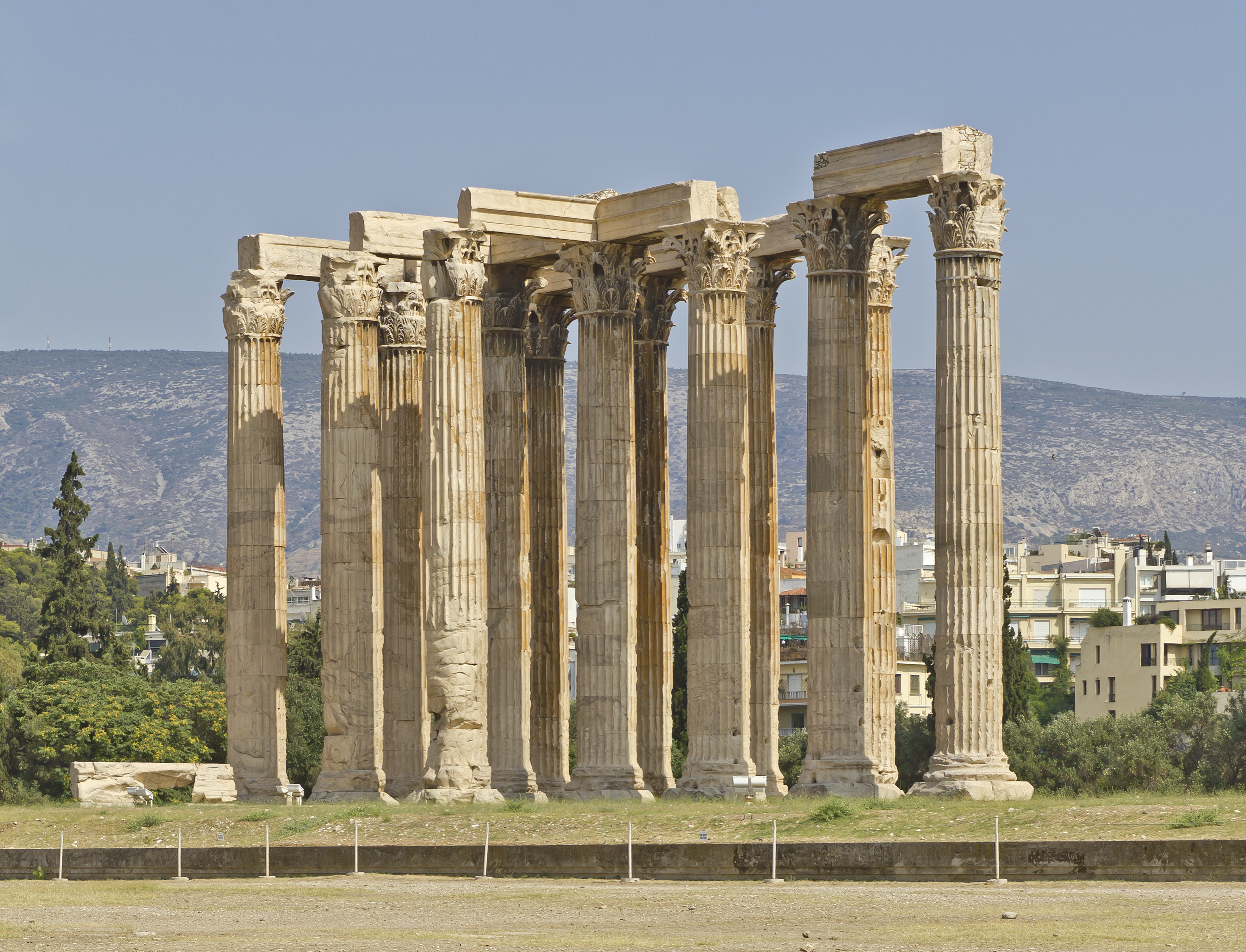
Храм Зевса Олимпийского в Афинах
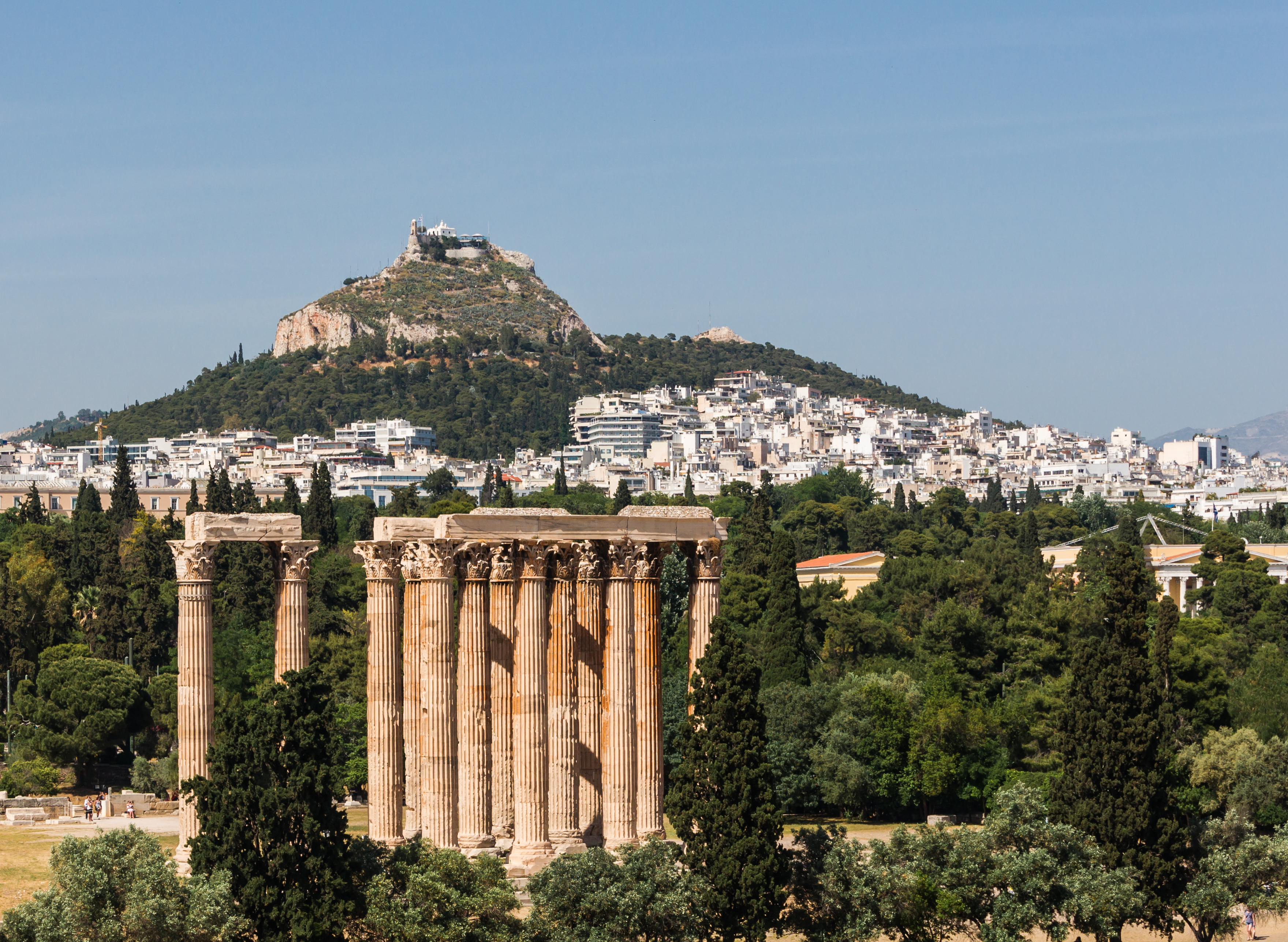
Храм Зевса Олимпийского в Афинах

Поздняя классика (конец V — начало IV века до н. э.)
Дорический стиль, продолжая быть господствующим, делается легче в своих формах и смелее в их сочетании, ионический стиль входит во все большее употребление, утверждается коринфский стиль.
В собственной Греции храмы становятся более благородными и гармоничными как по общему своему характеру, так и по пропорциональности отдельных частей; в малоазийских колониях зодчие заботятся о роскоши материала, форм и украшений; тогда как в Сицилии, где архитектура продолжает вращаться в дорических элементах, строители стараются поражать колоссальностью сооружений. Вместо известкового камня и песчаника для построек употребляется мрамор, доступный более тонкой обработке и потому способствующий большей деликатности и изяществу орнаментировки.
Храм Тесея в Афинах, воздвигнутый в начале третьего периода, составляет одно из замечательнейших произведений доризма, смягчившегося в Аттике. Почти одновременно с ним явились ещё два памятника, гармоничностью своих пропорций обличающие в их исполнении аттическое понимание ионического стиля, а именно маленький храм в Илиссе (теперь разрушенный) и Храм Ники Аптерос (Ники Бескрылой) при входе в афинский акрополь.
Кипучей строительной деятельностью было ознаменовано в Афинах правление Перикла. При нём на месте древних святилищ акрополя, уничтоженных персами, вырос прежде всего великолепный храм богини — покровительницы города, Парфенон, воздвигнутый архитекторами Иктином и Калликратом и обильно украшенный скульптурными работами Фидия и его учеников. Постройка этого храма ещё не была окончена, когда началось сооружение Пропилеев — торжественных ворот акрополя, в которых архитектор Мнезикл сумел прекрасно сочетать дорический стиль с ионическим, применив первый к фасаду, а второй — к внутренней колоннаде.
Блестящие успехи зодчества в Афинах оказали сильное влияние на строительную деятельность в других местах Аттики и Пелопоннеса. Так, под руководством одного из архитекторов Парфенона, Иктина, были воздвигнуты роскошный храм Деметры и храм Эпикурейского Аполлона в Бассах (в Фигалейе, в Аркадии). К той же поре относится сооружение храма Зевса в Олимпии, знаменитого по своим скульптурным украшениям, в особенности же по колоссальной статуе отца богов, исполненной Фидием.

Афинский акрополь
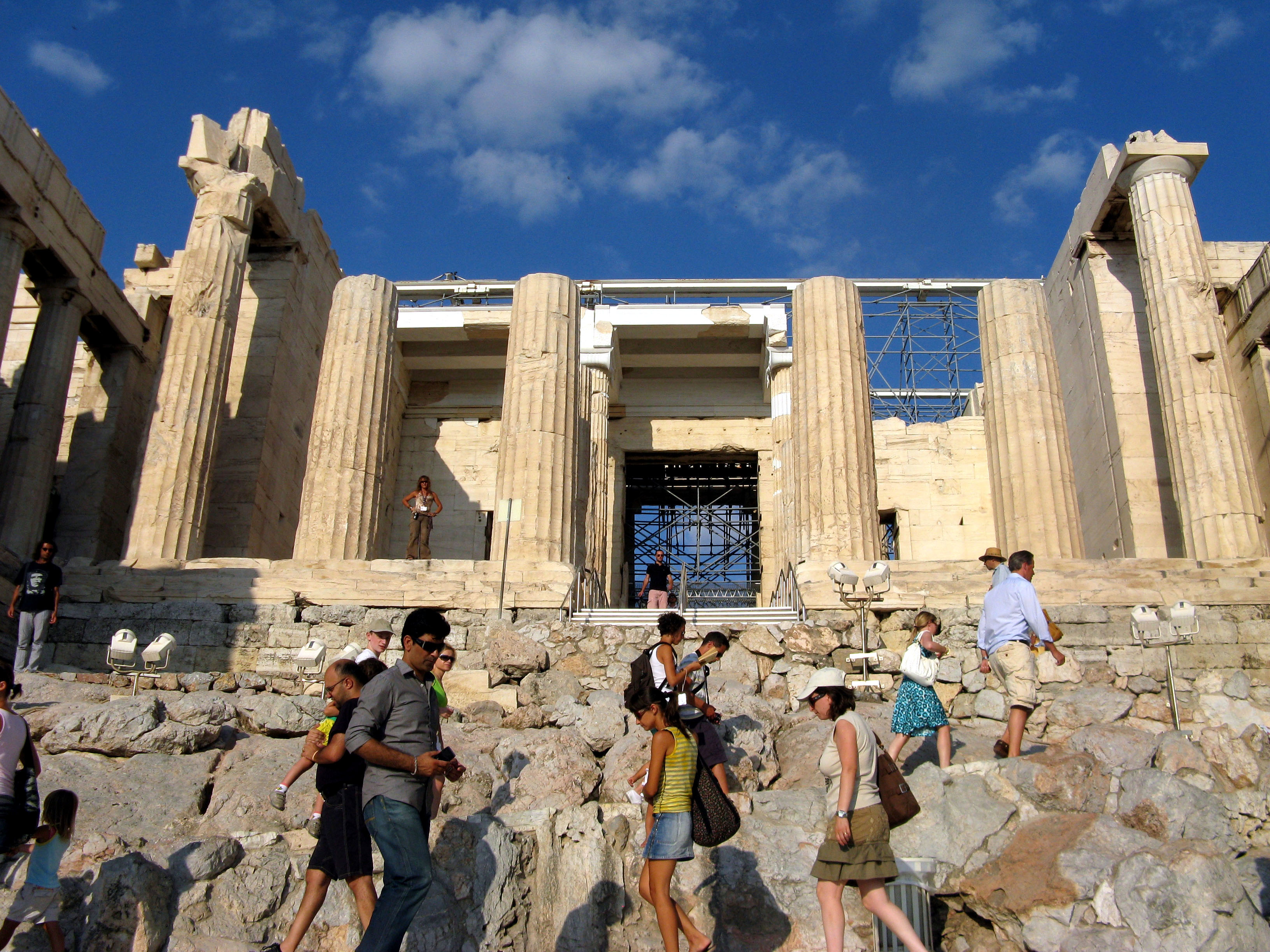
Вход в Акрополь
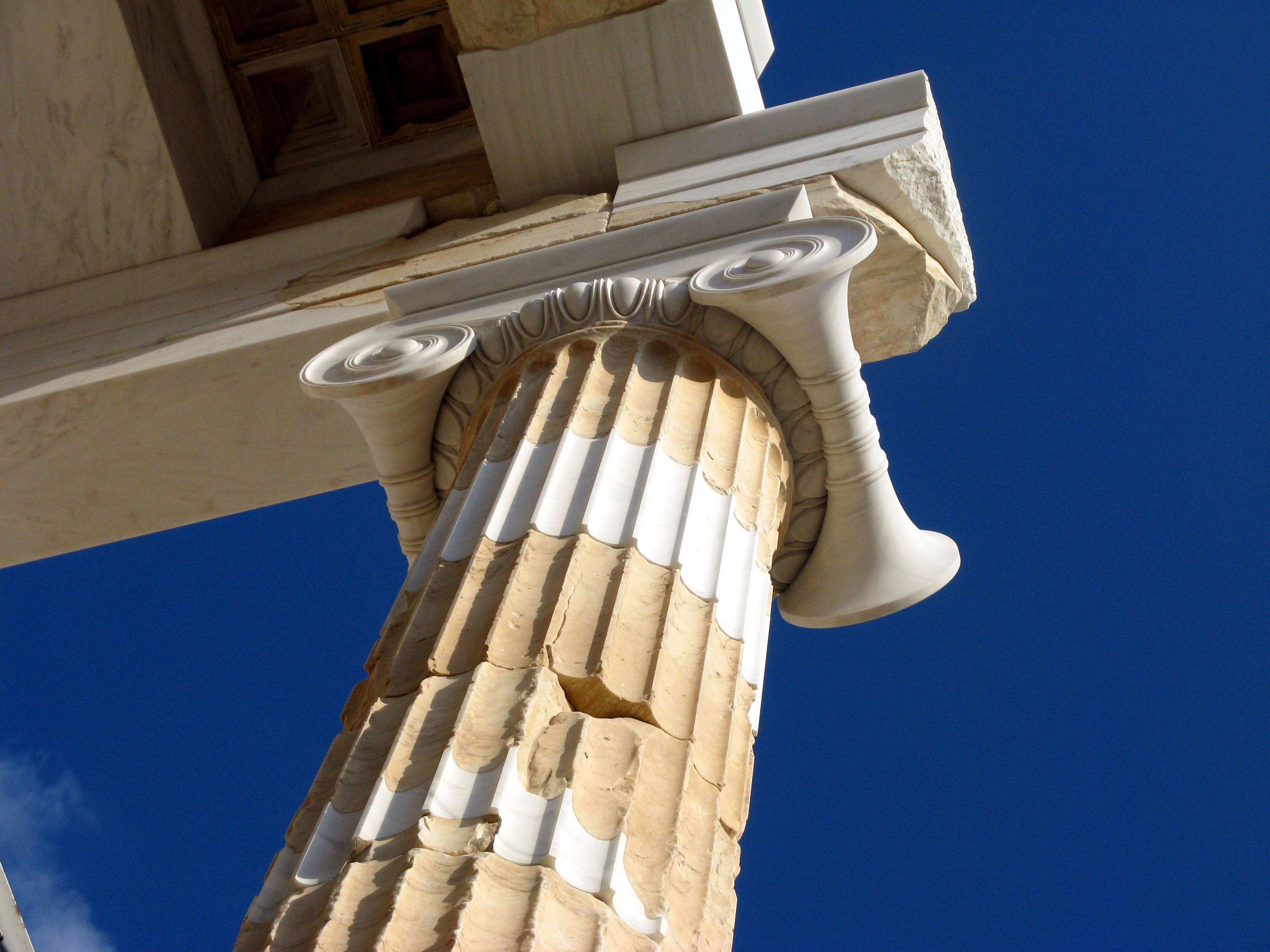
Отреставрированная ионическая колонна на входе в Афинский Акрополь.
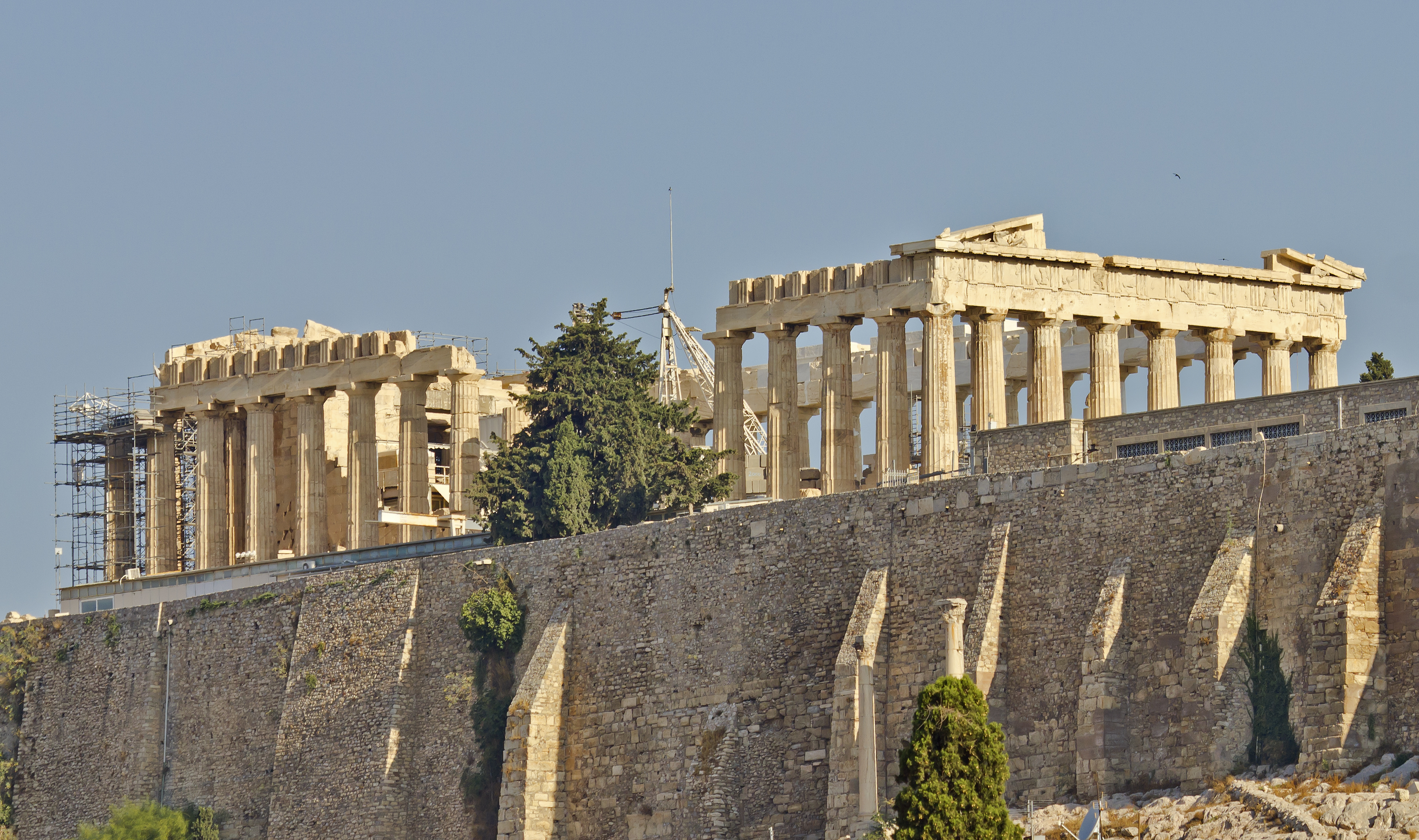
Парфенон
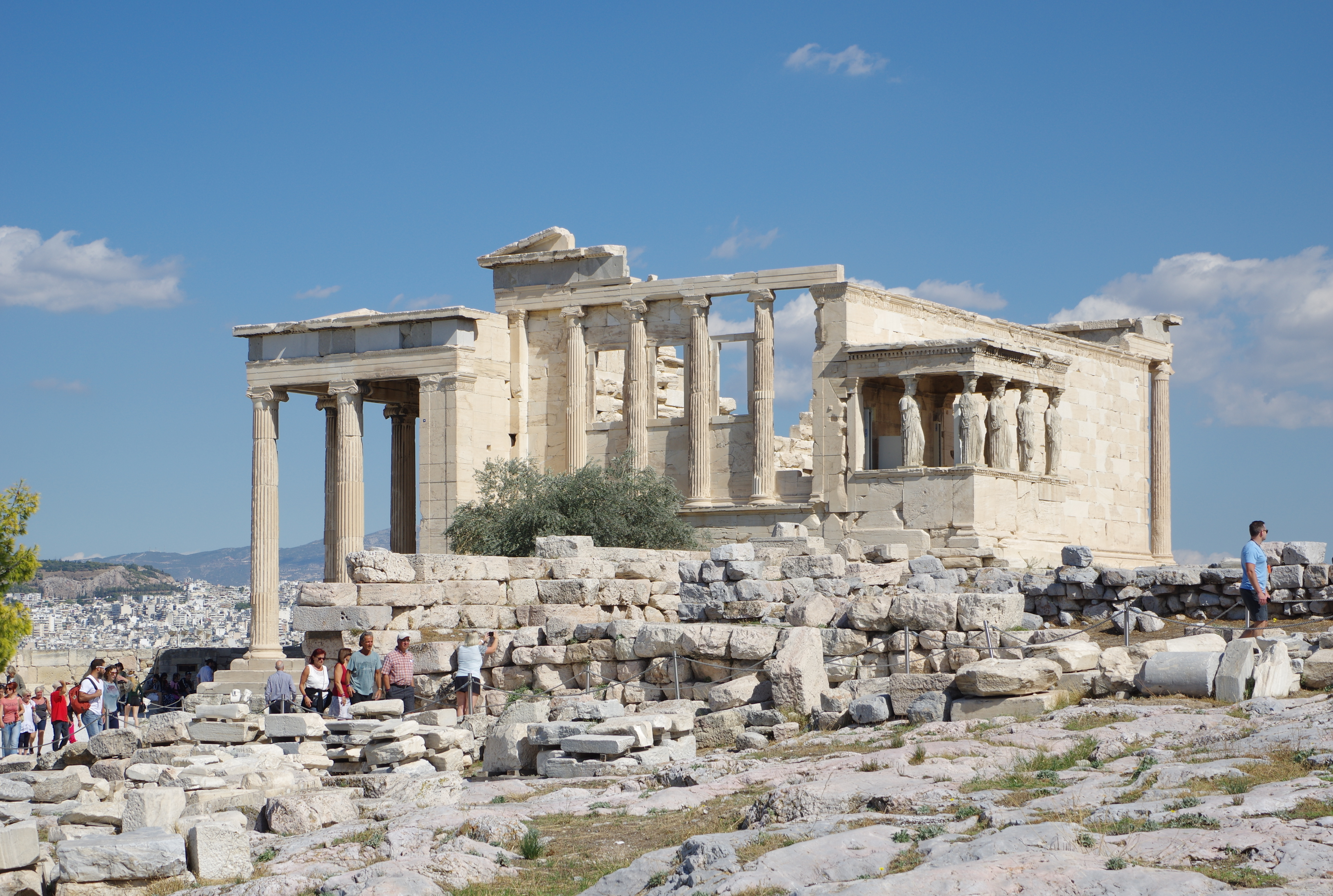
Эрехтейон, юго-западная сторона

### Эллинизм
В период эллинизма греческая архитектура уже не обладала чистотой стиля предшествовавшей эпохи. Под влиянием чувственности и изнеженности Востока, проникших в Элладу, художники заботятся главным образом о пышности и эффектности своих сооружений; повсюду господствует пристрастие к коринфскому ордеру; строятся здания гражданского характера — театры, дворцы и пр.
Переход от прежнего направления к новому выражает собой храм Крылатой Афины, построенный скульптором Скопасом в Тегее. Заслуживают внимания храм Зевса в Немее и несколько небольших, но чрезвычайно изящных сооружений в Афинах, в особенности хорагический памятник Лисикрата и так называемая Башня Ветров. Немало зданий, поразительных по своей роскоши, появилось в этот период в Малой Азии, в частности, знаменитый надгробный памятник карийскому царю Мавсолу (Мавзолей в Галикарнасе), храм Афины в Приене, построенный Пифеем, гигантский храм Феба Дидимского в Милете и величественный алтарь Зевса в Пергаме с превосходным скульптурным фризом, фрагменты которого перевезены в Берлинский музей.
К эллинистическому периоду относятся также многие театры и общественные здания и сооружения, развалины которых можно наблюдать по всему Средиземноморью. Спортивный стадион на Родосе — единственный из сохранившихся олимпийских стадионов,- представляет особый интерес.
Фундаменты большинства зданий первоначального ансамбля Афинской агоры, в том числе Булевтерий, Метроон, строение юго-западного фонтана частично или целиком относятся к этому периоду. Ансамбли площадей Керамика и Улицы треножников, ремесленные кварталы, монументальные надгробные памятники, водопроводы в Афинах построены именно в этот период.

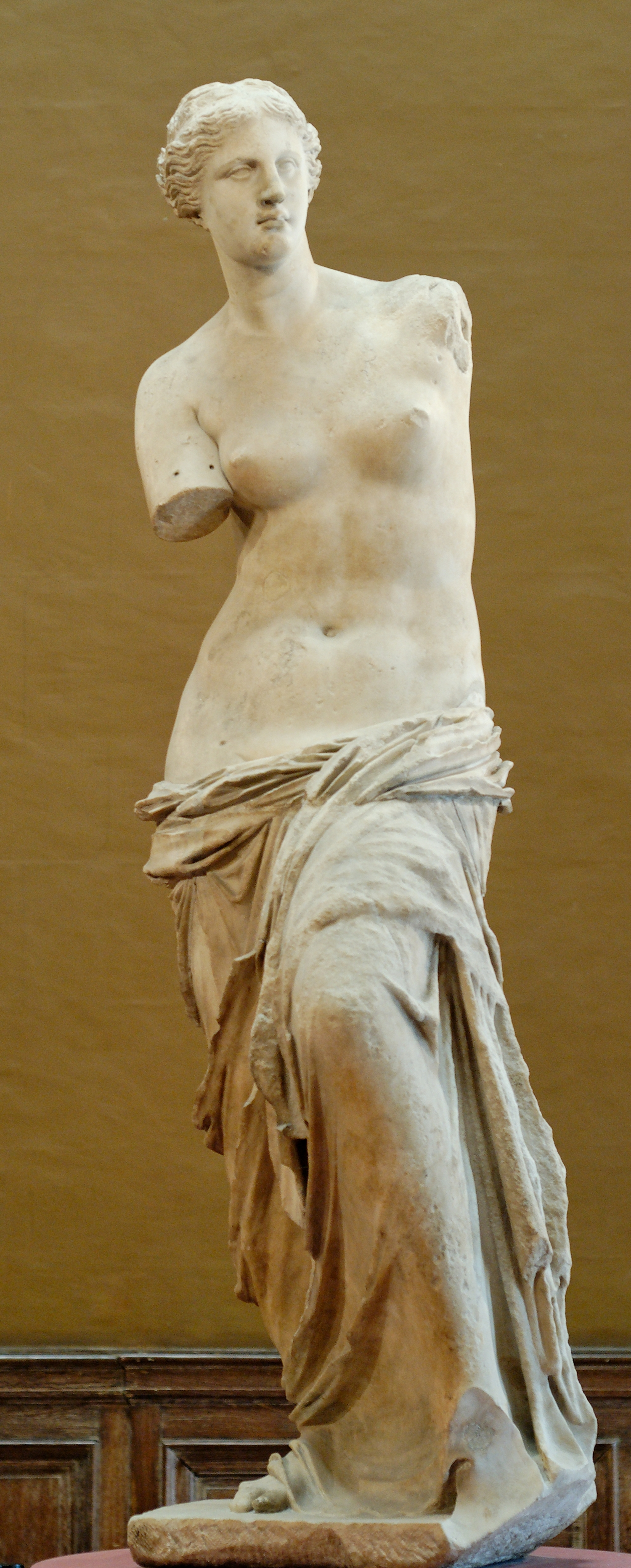
Венера Милосская
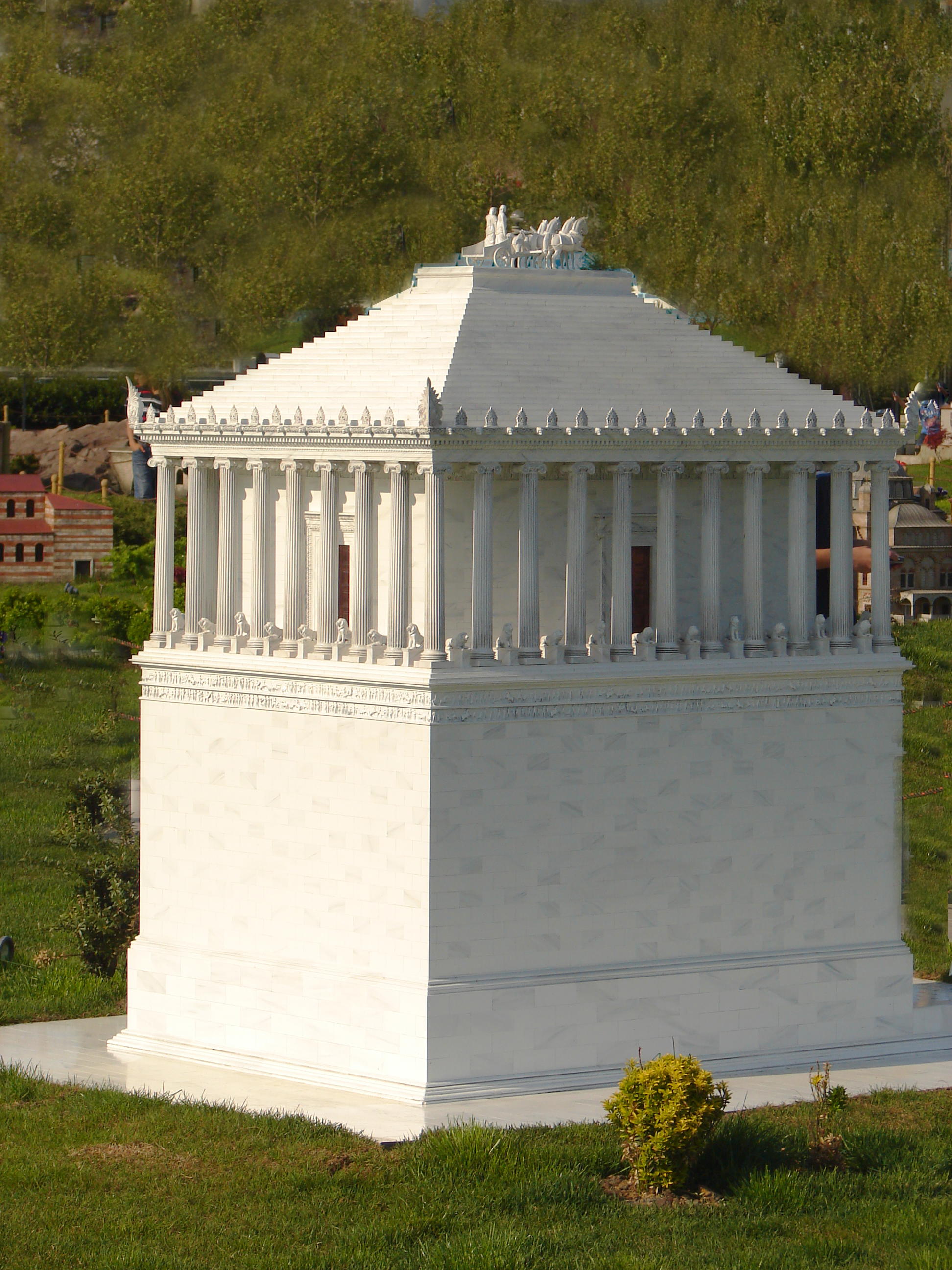
Мавзолей в Галикарнасе. Реконструкция
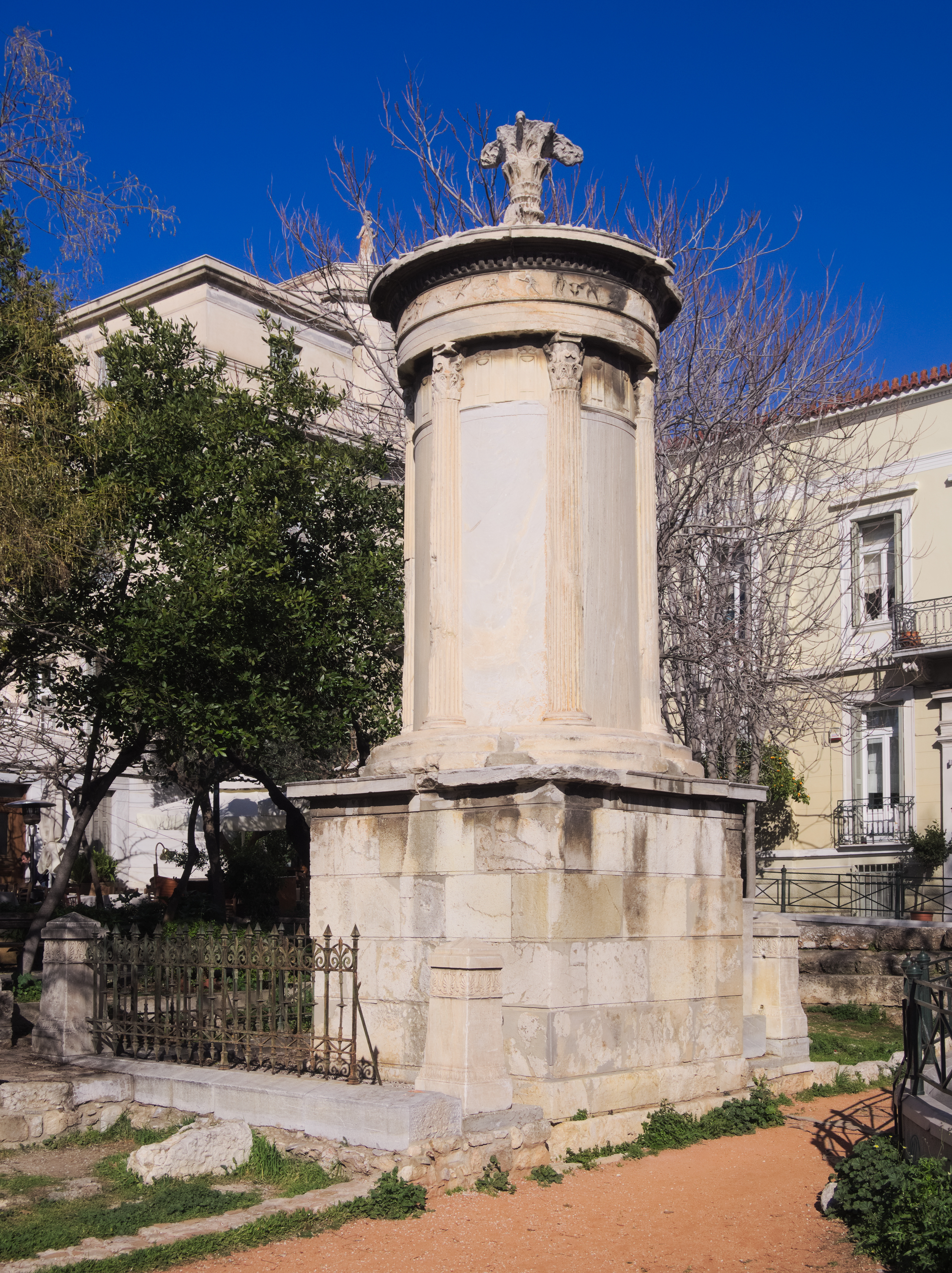
Памятник Лисикрата
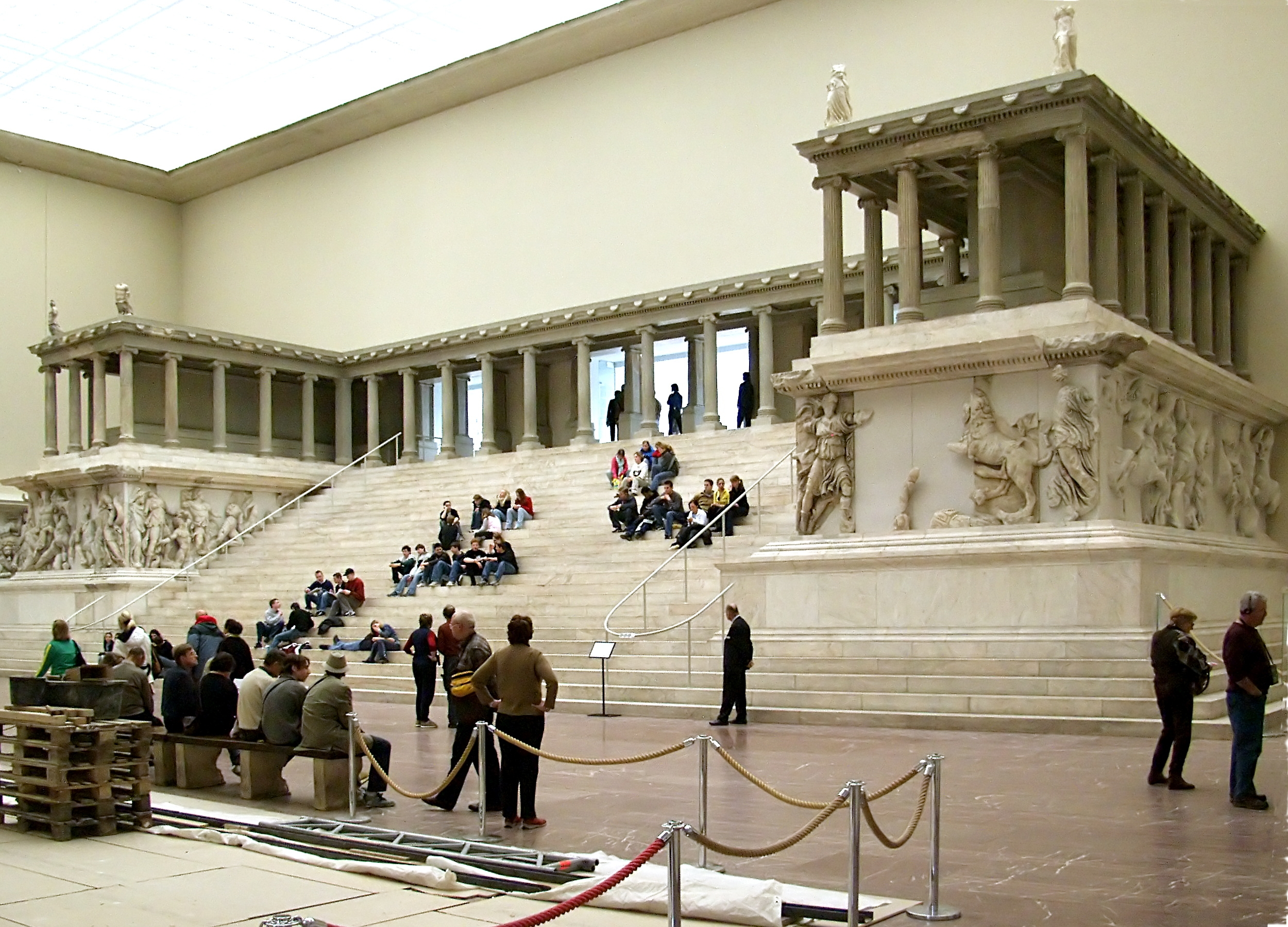
Пергамский алтарь. Реконструкция

К концу IV века до н. э, огромная империя Александра Македонского распалась на отдельные эллинистические государства. Греция утрачивает своё былое могущество.

## Архитектура Древнего Рима
Вклад римских строителей в развитие архитектуры весьма значителен: именно в Древнем Риме получили широкое распространение арки, своды и купола, а также был изобретён бетон (т. н. «римская бетонная революция»)

### До основания Рима
На территории Апеннинского полуострова во 2 тыс. лет до н. э. располагалось несколько италийских племён: этруски, сабины, латины и др.
Этрусское двенадцатиградие — 12 городов, составлявших в древности этрусский союз. Остальные этрусские города находились в зависимости от этих двенадцати общин: так, например, Фалерии зависели от Вейи, Капена — от Фалерий.
Впоследствии римляне полностью ассимилировали этрусков.
На холмах Рима проживали сабины, которые сыграли большую роль в образовании римской народности и формировании их религии.
Согласно легенде, римляне похитили во время одного из празднеств сабинянок, чтобы взять себе в жены. Примерно через год армия сабинов подошла к Риму, чтобы освободить пленниц, но те вышли на поле боя с младенцами от новых мужей на руках и добились примирения сторон.
В 290 год до н. э. племя было окончательно покорено римлянами, а в 268 году до н. э. сабины получили римское гражданство.
Сабины также утратили свой язык и латинизировались.
Считается, что тотемом сабинов и этрусков был волк. По легенде, Капитолийская волчица вскормила двух братьев-близнецов Ромула и Рема, основавших Рим в 754 году до н. э. Поэтому в Риме находилась статуи Капитолийской волчицы в знак слияния римлян с этими народами.

Памятники культуры Этрурии
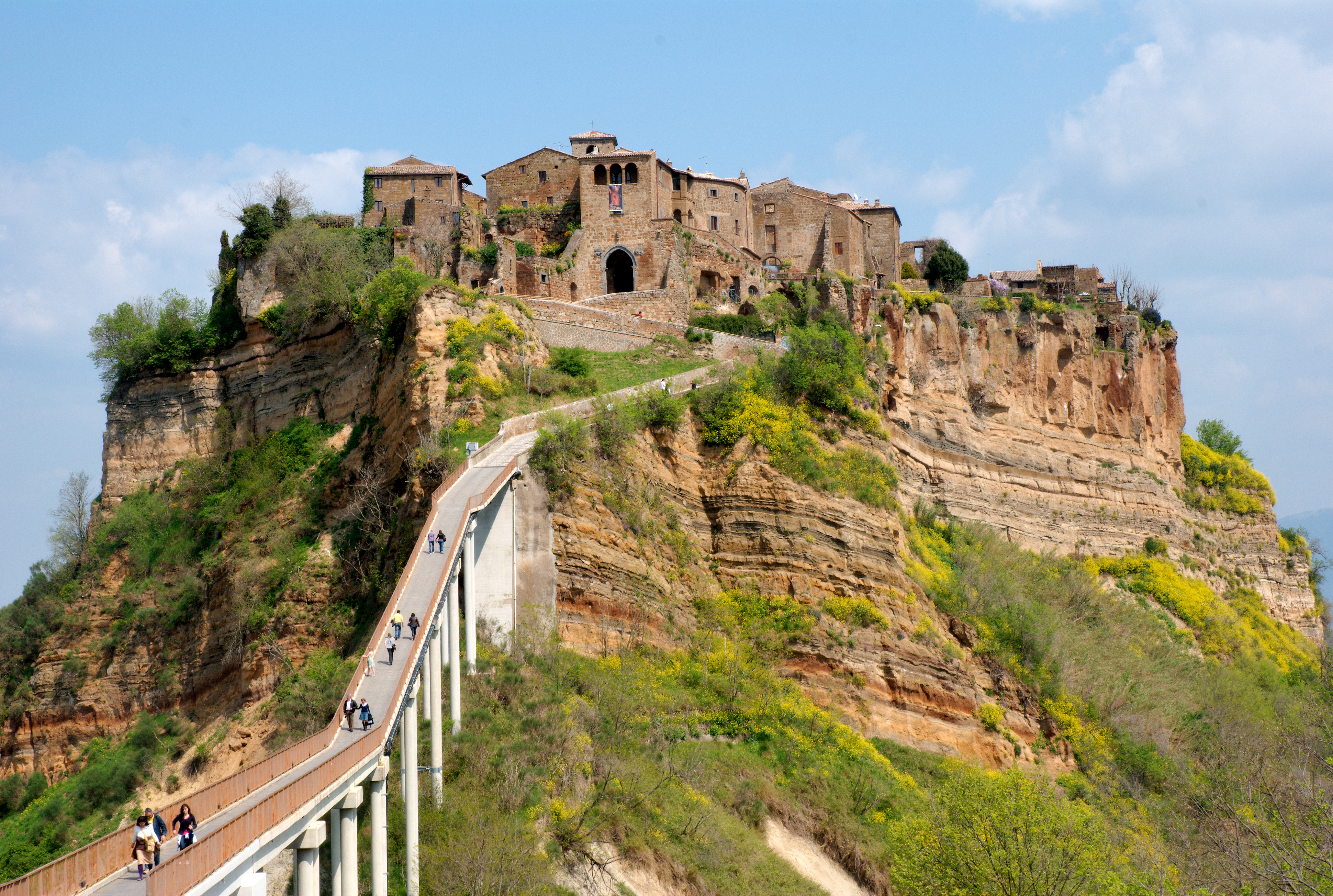
Пригород современного Баньореджо основан этрусками
Фундаменты домов в этрусском городе Марцаботто
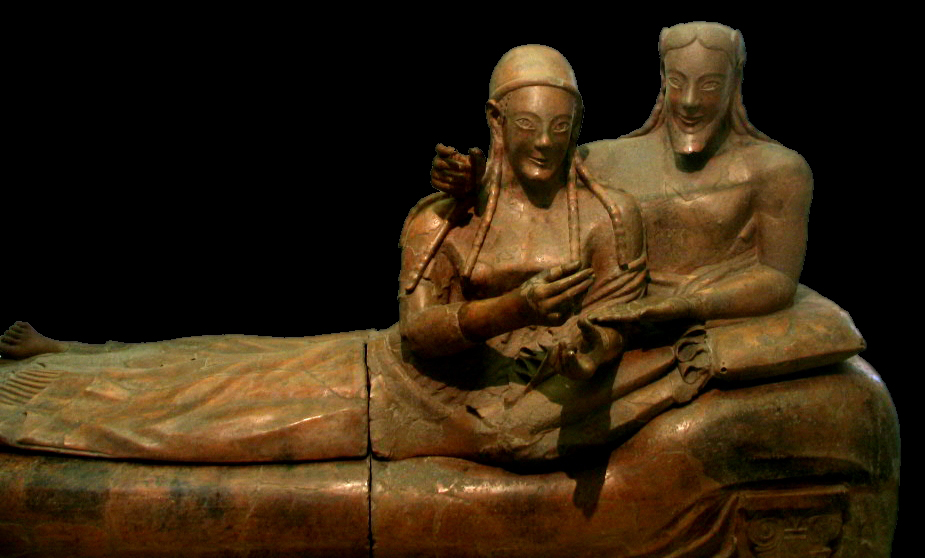
Скульптура из Саркофага супругов
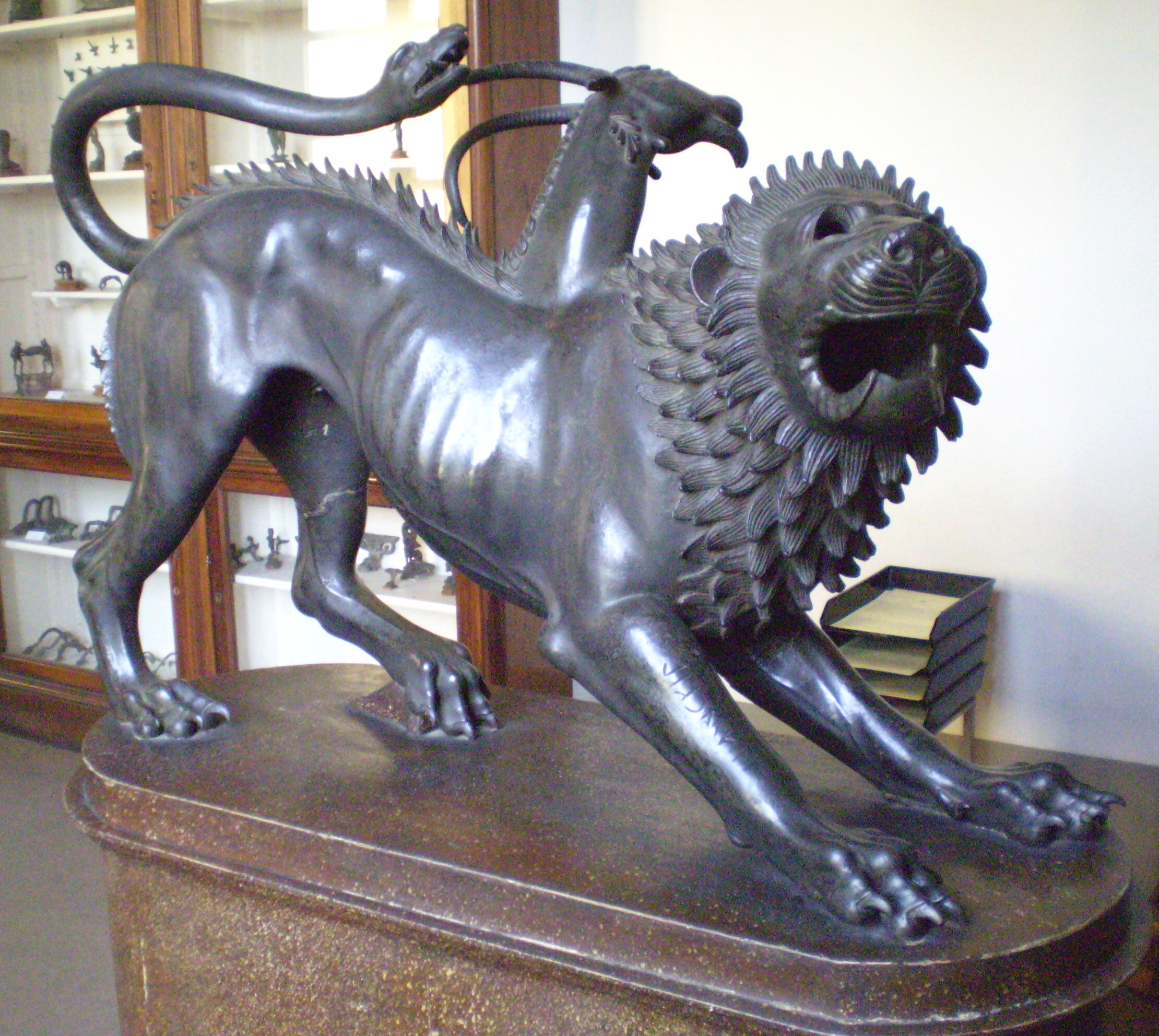
Химера из Ареццо

### Римская республика (конец VI — конец I века до н. э.)
Данный период длился от основания Рима до провозглашения Римской Империи.
Ранние базилики, дороги (например, Аппиева дорога, великолепно вымощенная большими, плотно пригнанными камнями), акведуки, водоотводящие каналы.
Типы жилых построек: многоэтажные дома для бедноты (инсулы), городские дома богатых римлян (домусы) и виллы — загородные дома патрициев.
Римские города имели регулярную структуру, подобную структуре военных лагерей.

Памятники древнеримской архитектуры периода республики
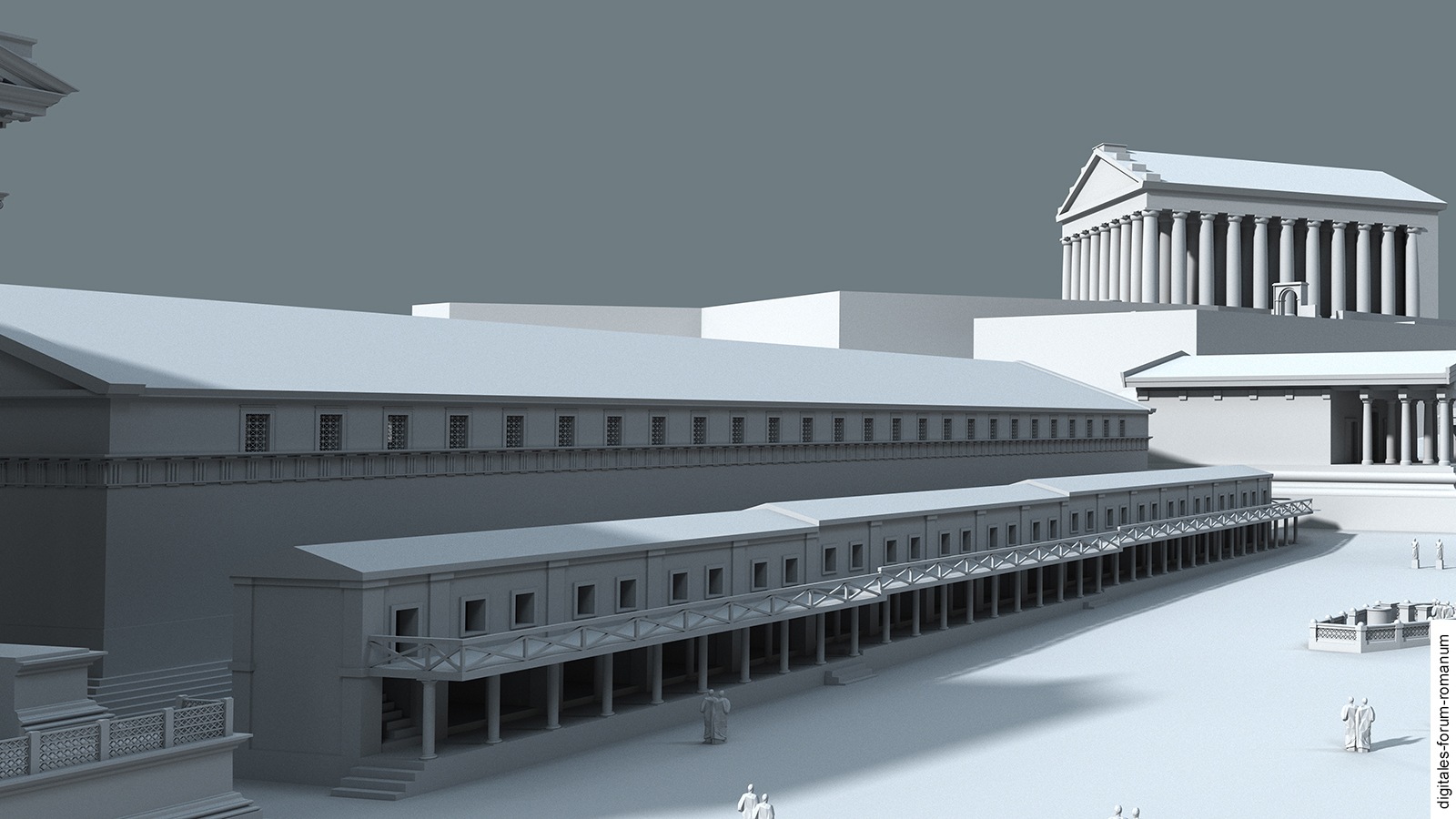
Базилика Семпрония. Реконструкция
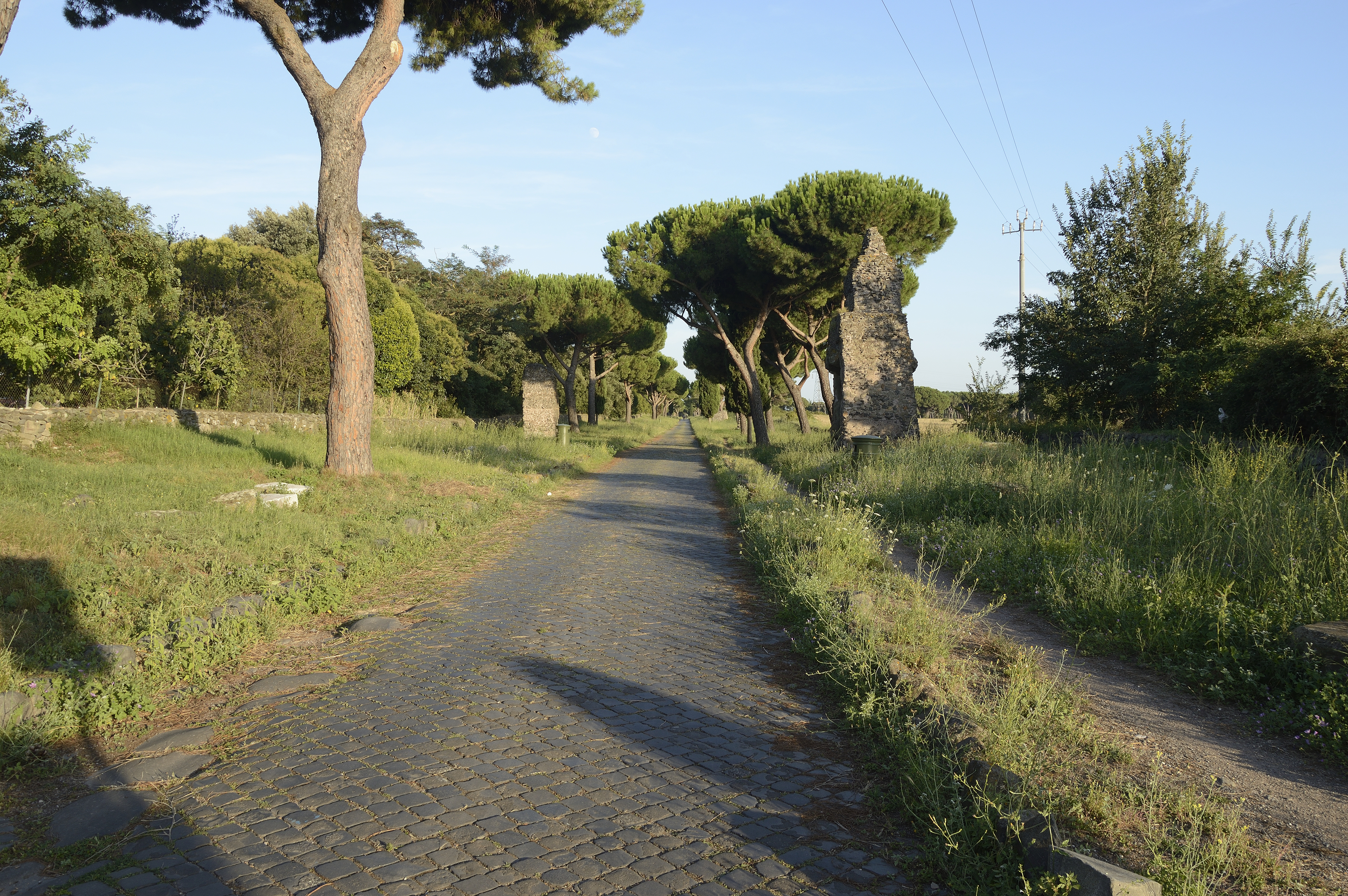
Аппиева дорога
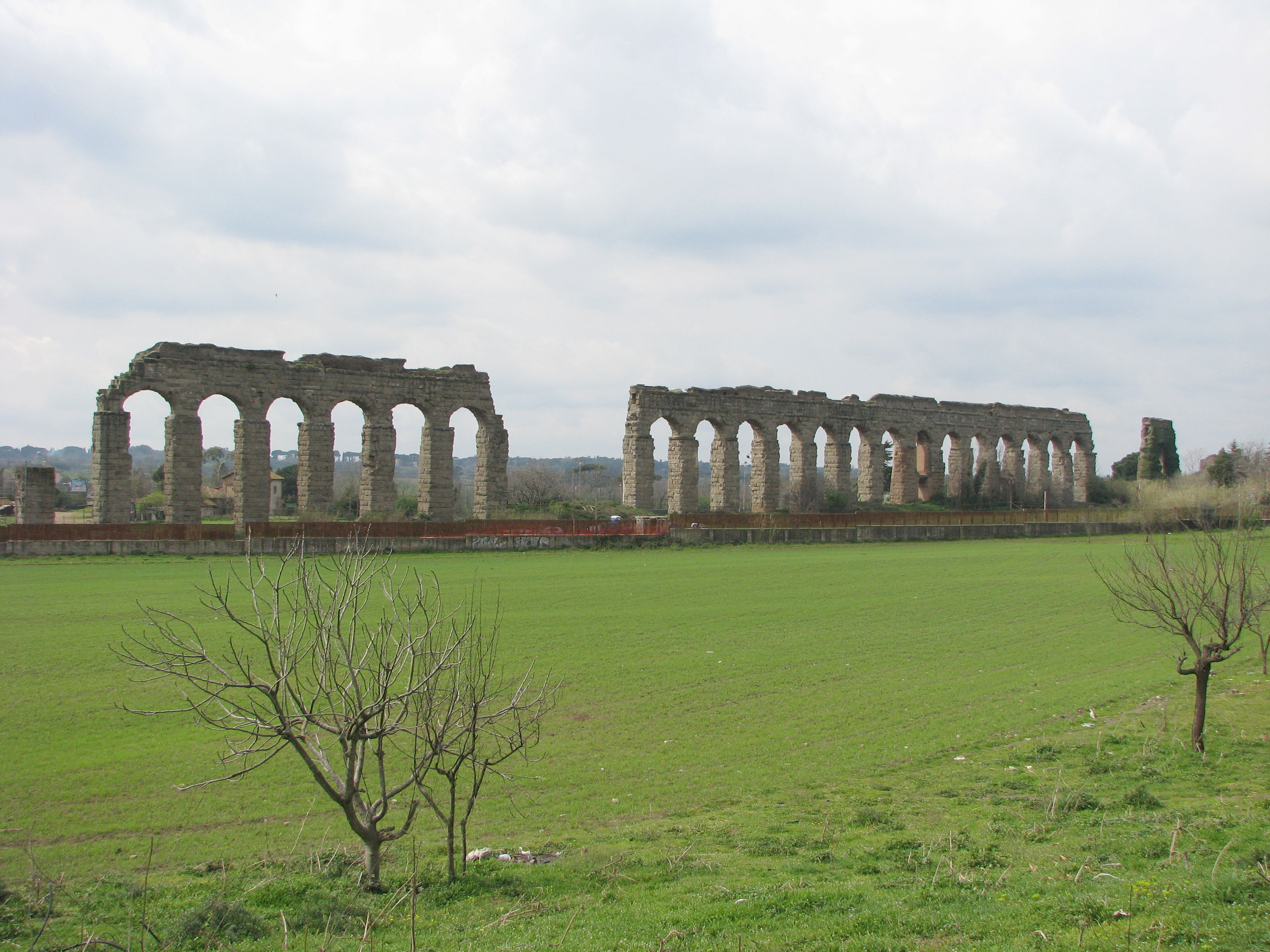
Акведук Аква Клавдия
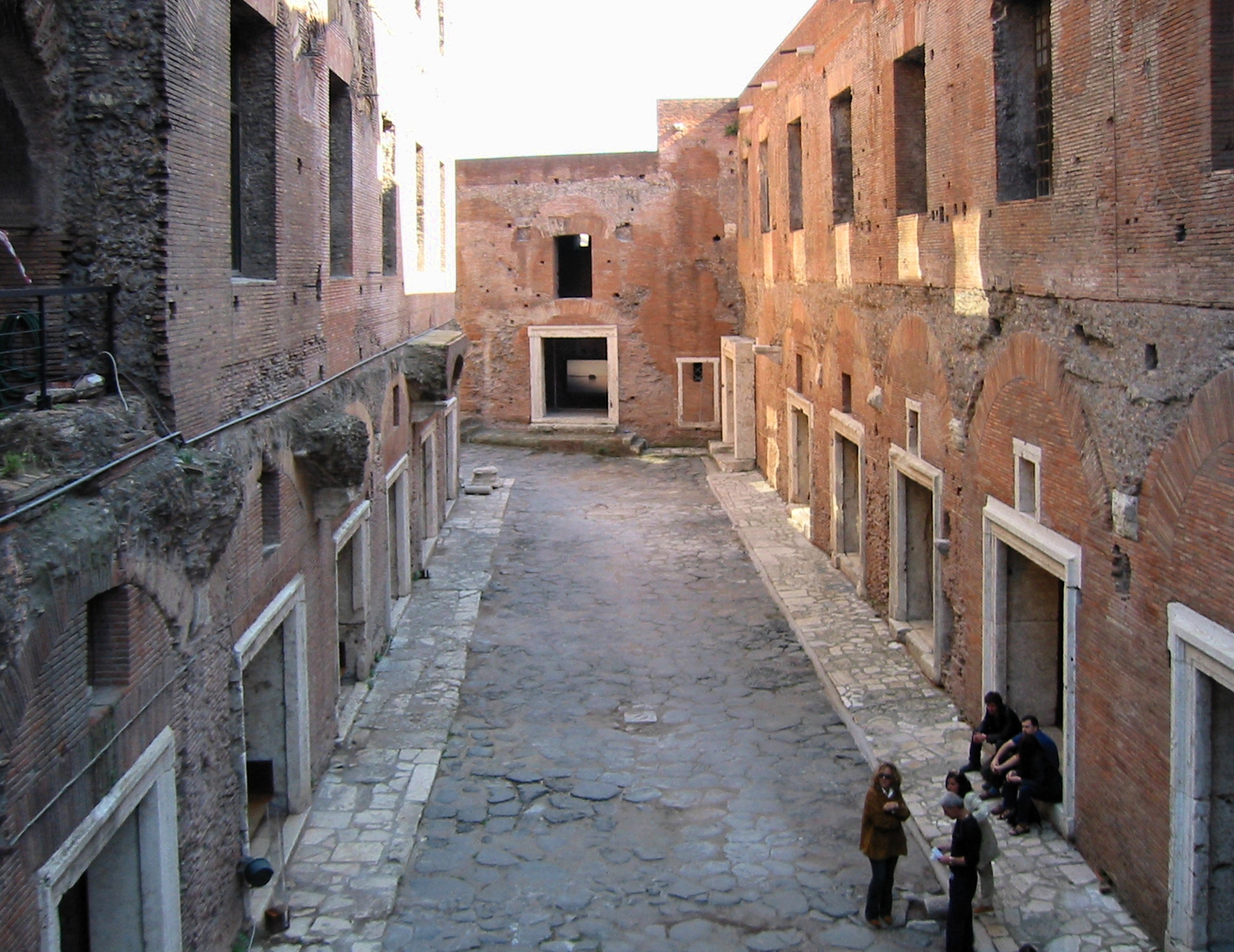
Римские инсулы

Изначально храмы строились из местных вулканических пород камня, пиперина и травертина. С середины II века в Риме стали появляться первые мраморные храмы. Здания и по плану, и по конструкции стали больше походить на греческие, хотя и несколько отличались от них.
Римский храм обыкновенно представлял собой одну целлу продолговатой, четырёхугольной формы, стоявшую на высоком фундаменте, и к которой вела лестница только с одной, короткой, лицевой стороны. Лестница вела в портик с колоннами, в глубине которого находится дверь, ведущая в целлу, получающую освещение только через эту дверь, когда она открыта.
Иногда колонны украшали только портик храма (простиль); иногда рядом бывали обставлены и боковые стороны целлы (род периптера), но их не имелось с задней стороны; иногда, вместо настоящих колонн, использовались полуколонны, выступающие из стен целлы (род псевдопериптера). Крыша здания всегда была двускатная, с треугольным фронтоном над портиком.
Наряду с подобными святилищами греческого типа, римляне сооружали круглые храмы, составляющие их собственное изобретение, созданное из греческих элементов.
Из храмов, относящихся к рассматриваемому периоду, можно указать на сохранившиеся до известной степени Храм Портуна — псевдопериптер с портиком тяжёлого ионического стиля и на круглый храм Весты, обставленный 20 колоннами ещё не вполне выработавшегося римско-коринфского стиля, с низкой конусообразной крышей из мраморных черепиц.
В числе сооружений нерелигиозного характера этого же периода в особенности заслуживают внимания:
- Табуларий — здание значительного размера, построенное в 78 году до н. э. для помещения государственного архива и выходившее на форум фасадом, который представлял 11 аркад с дорическими колоннами;
- трёхъярусный деревянный театр Скавра (58 год до н. э.), вмещавший в себе до 80 000 зрителей и украшенный 360 мраморными колоннами и множеством бронзовых статуй,
- первый каменный театр, возведённый в 55 году до н. э. на Марсовом поле и увенчанный на вершине своих градин (зрительных скамей) храмом Венеры Победительницы.

Все эти здания исчезли, точно так же, как следовавшие за ними постройки Юлия Цезаря: форум с храмом Венеры Родительницы, колоссальный каменный амфитеатр, над которым растягивался шёлковый покров (velum) для защиты зрителей от солнечных лучей, базилика Юлия и каменный театр, оконченный при Августе, который назвал его в честь своего зятя театром Марцелла.

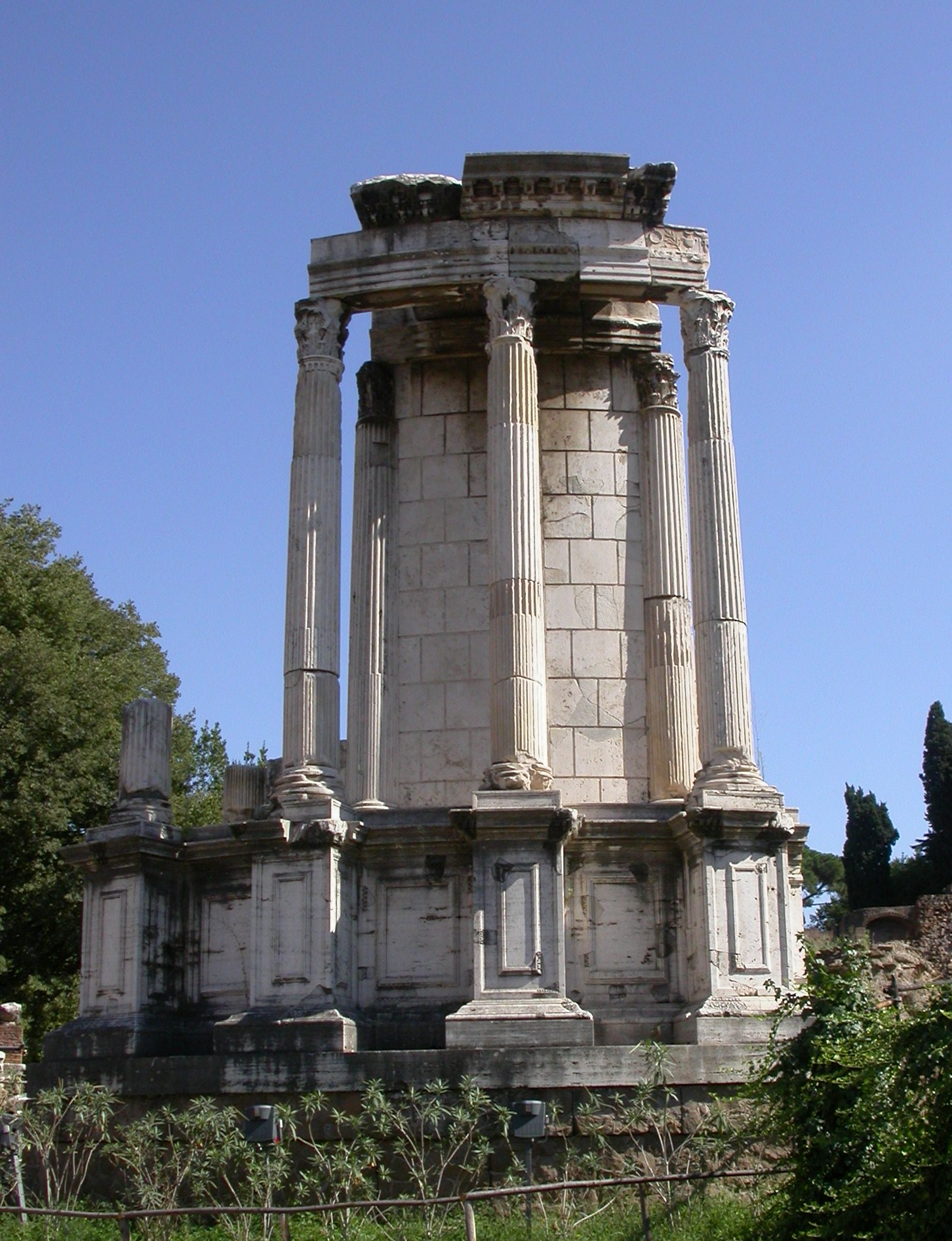
Храм Весты Римский форум
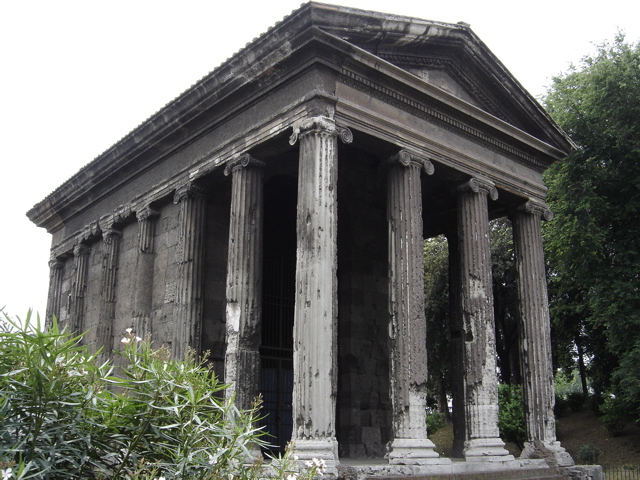
Храм Портуна Бычий форум
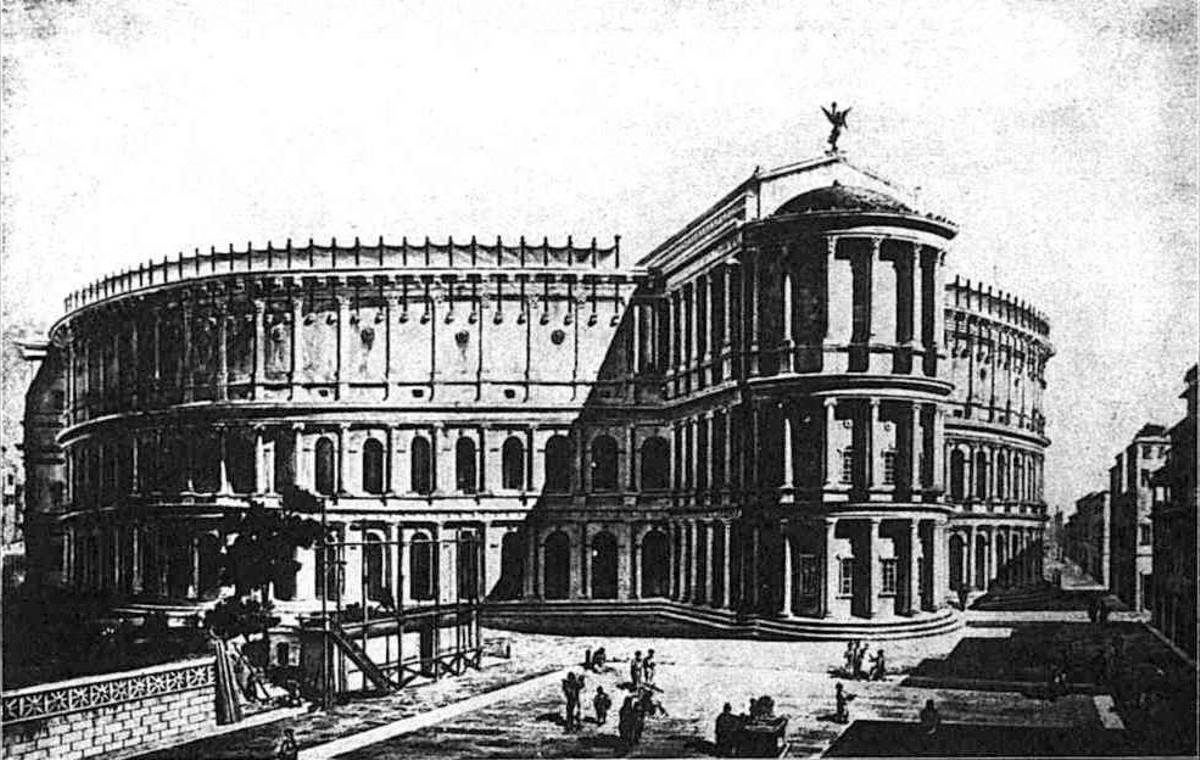
Реконструкция театра Помпея
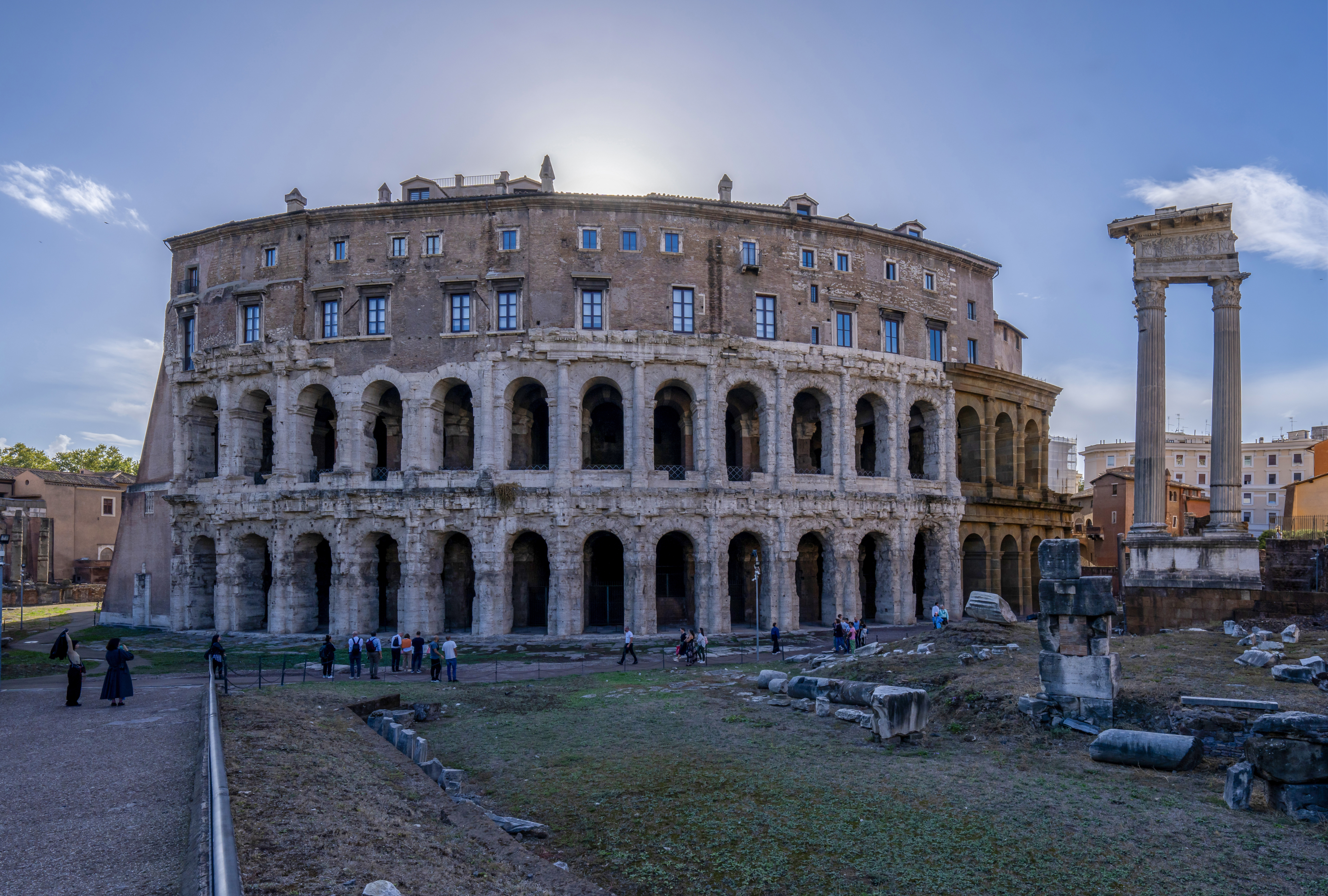
Театр Марцелла

### Римская империя (конец I века до н. э. — V век н. э.)
В это время римляне начинают широко применять бетон. Появляются новые типы зданий, например светские базилики, где совершались торговые сделки и вершился суд, цирки, где происходили соревнования колесниц, библиотеки, места для игр, для прогулок, окружённые парком. Возникает новый тип монументального сооружения — триумфальные арки и колонны, возведённые в честь имперских побед и завоеваний.
Совершенствование техники арочного строительства способствует активному возведению дорог, мостов, акведуков, канализаций и укреплений.
Римское искусство уступало греческому искусству в изяществе пропорций, но не в техническом мастерстве. К этому периоду относится сооружение двух самых известных римских памятников: Колизея (самого большого амфитеатра античного мира) — одного из многих грандиозных сооружений, воздвигнутых римлянами по всей империи, а также Пантеона, храма во имя всех богов. Стены, потолки и полы общественных зданий, а также дворцов императоров и богатых домов частных лиц украшались росписью или мозаикой.
В течение этого периода все прежде наметившиеся типы зданий приходят в полное развитие, достигают удивительной величественности, высшего изящества и поразительной роскоши, хотя в их формы и детали прокрадываются элементы, занесённые с Востока и Египта.

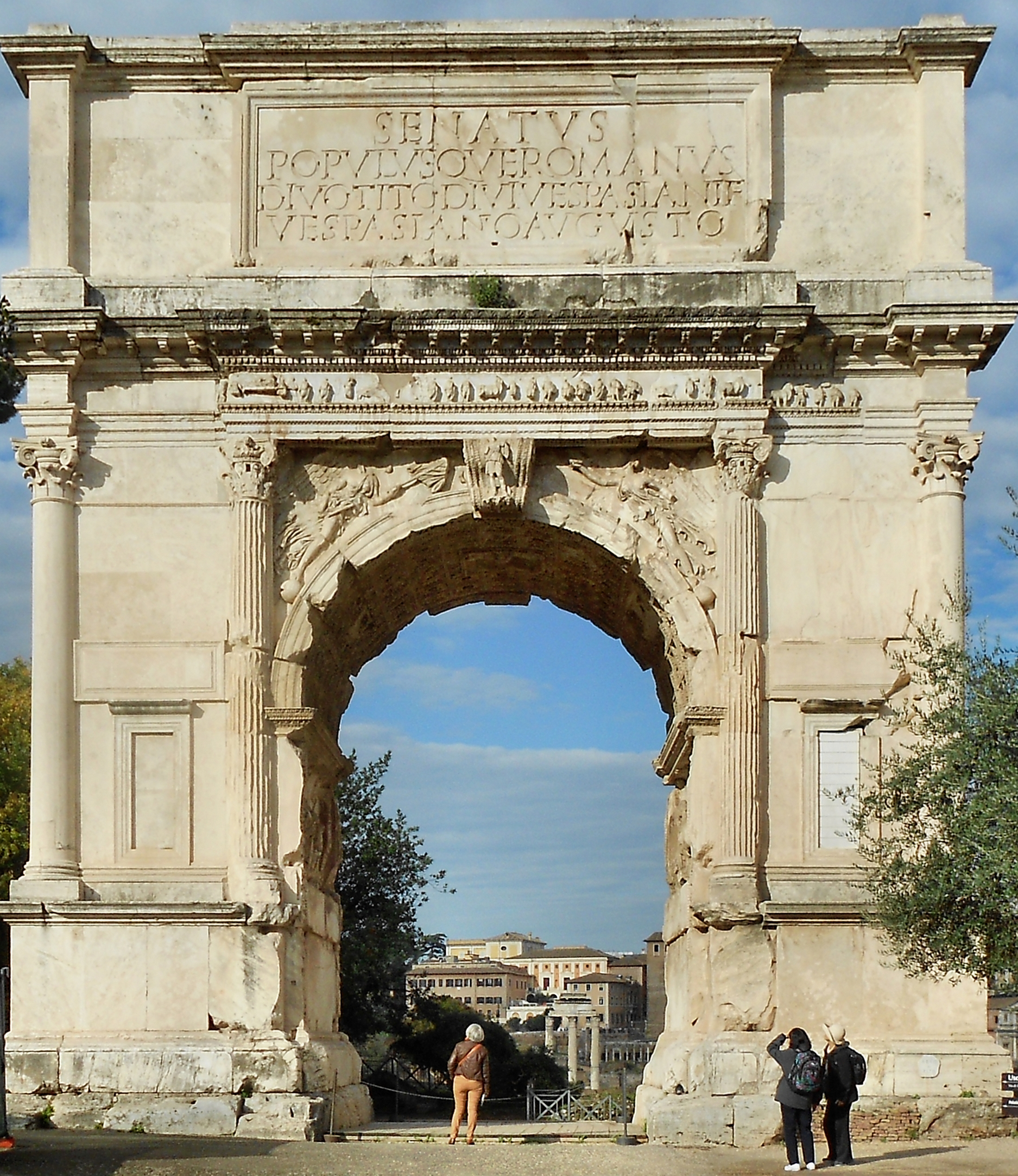
Арка Тита
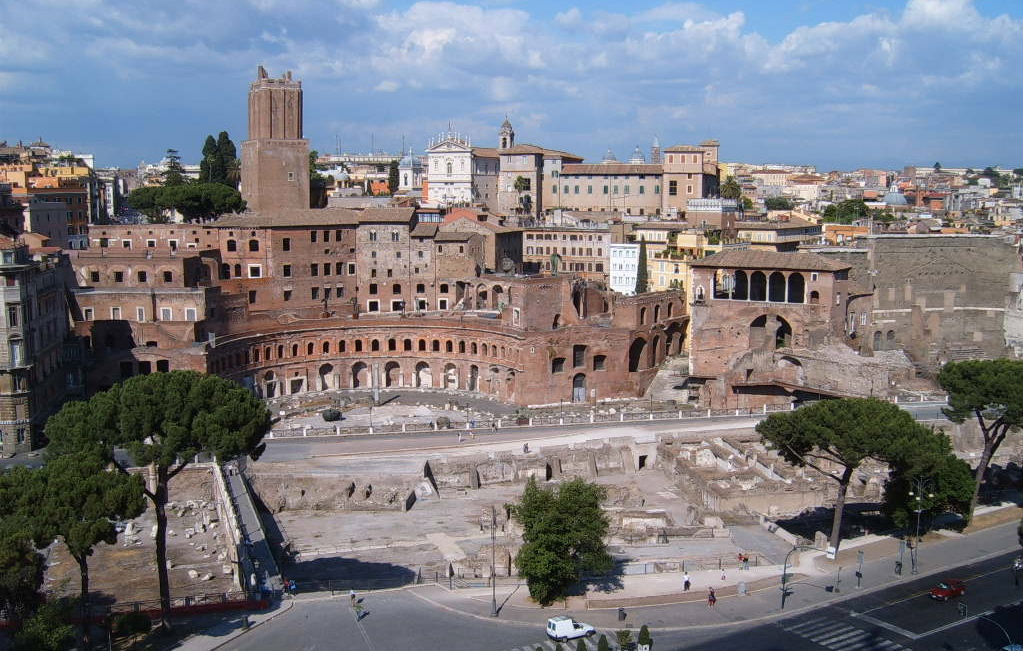
Форум Траяна
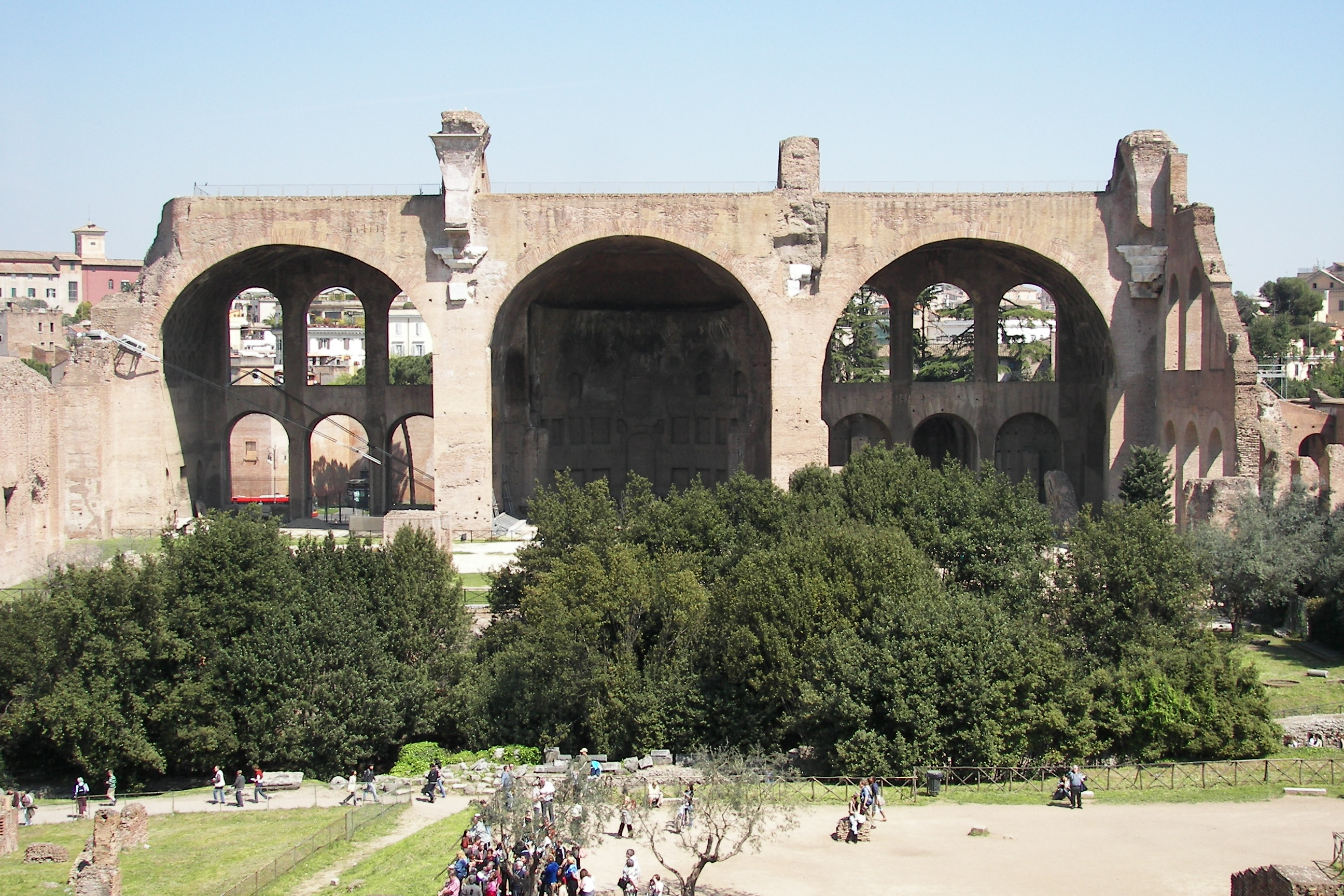
Базилика Максенция
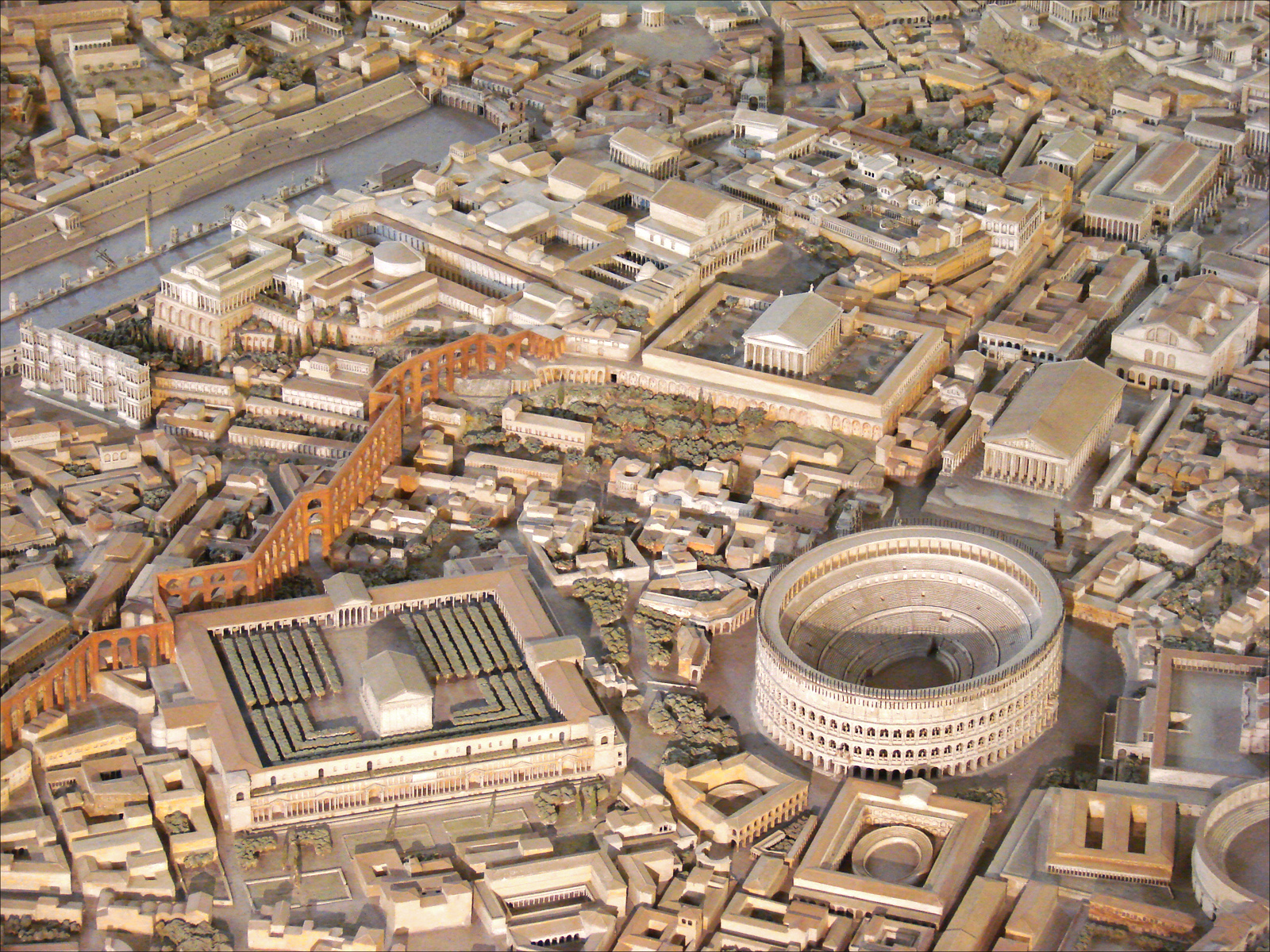
Макет Рима в период империи

Пантеон — самая грандиозная купольная постройка античности.

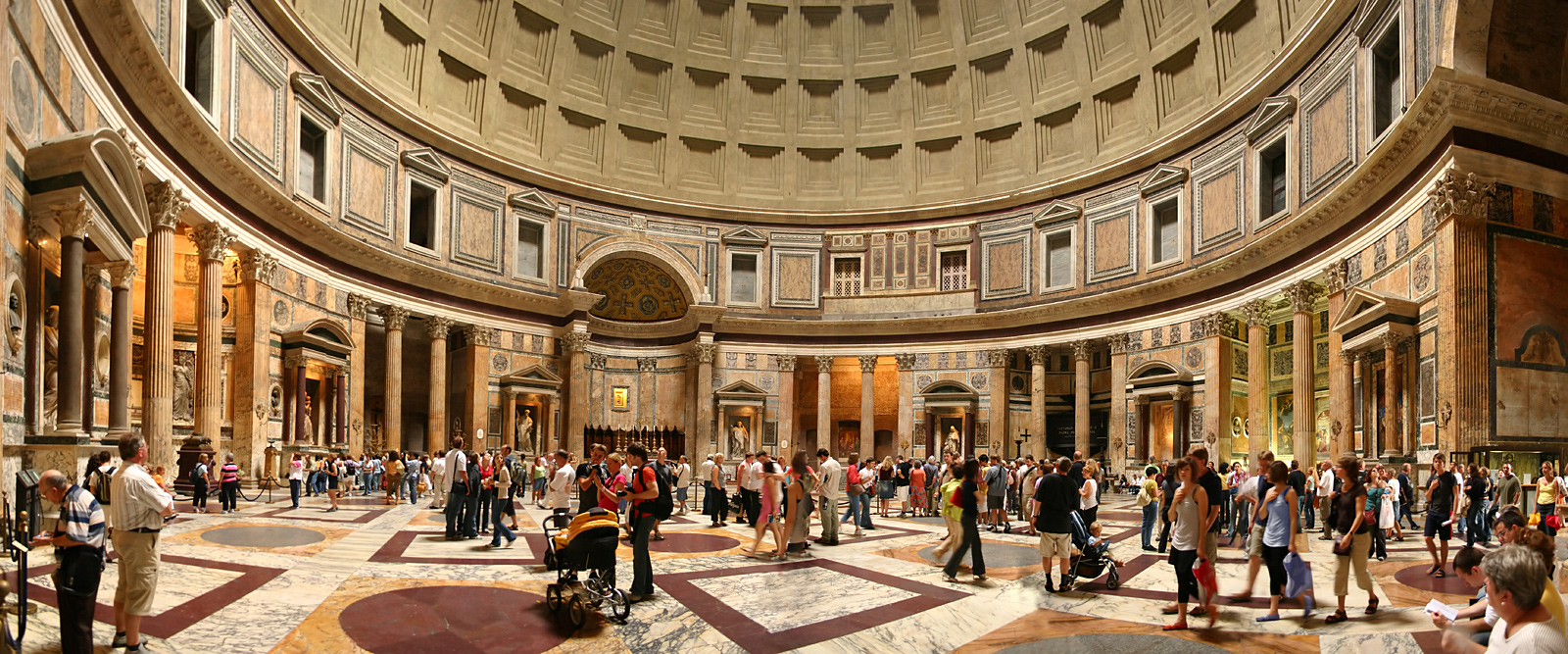
Интерьер Пантеона

После Адриана в римской архитектуре развивается вычурность мотивов, излишество украшений, в смешение самых разнородных форм и в иррациональность их употребления. Каждый император старается оставить о себе память каким-либо значительным сооружением. Антонин Благочестивый строит в Риме храм Антонина и Фаустины. Марк Аврелий — колонну своего имени по образцу Траяновой. Септимий Север — тяжёлые, обременённые архитектурными и скульптурными украшениями триумфальные ворота в подражание арке Тита, а также небольшой, но гармоничный храм Весты в Тиволи. Каракалла наделяет Рим роскошными общественными банями, Аврелиан — колоссальным храмом Солнца. При Диоклетиане построены термы, ещё более вместительные и великолепные, чем бани Каракаллы. Не менее колоссален был сооружённый этим императором в Спалато (в Далмации) дворец, из камней которого выстроена впоследствии значительная часть этого города.
Важнейшими постройками Константина Великого в старой столице его империи были триумфальные ворота, имеющие три пролёта и украшенные скульптурными рельефами, взятыми с ворот Траяна, и базилика, основание которой было положено ещё Максенцием.
Усиливаются восточные влияния, стремление к напыщенности и изысканности. Некоторые из произведений удивляют своими размерами, массой употреблённого на них дорогого материала, техническим мастерством своей конструкции, но также и причудливым нарушением стильности. Таковы, например, остатки храма Ваала в Гелиополе (Баальбек), развалины храмов и колоннад в Пальмире, уцелевшие фасады погребальных пещер в местности Петры.

## Древнееврейская архитектура
Памятники древнееврейской архитектуры не сохранились до наших дней. Мы можем представить их только по описаниям из книг.
Однако духовное и символическое значение Скинии, Первого и Второго Иерусалимских Храмов на протяжении многих веков сохраняется.

### Скиния (Мишкан)
В результате исхода из Египта древние евреи обрели национальный суверенитет, но до утверждения на земле Ханаана они не имели постоянной территории.
Однако даже в отсутствие собственной земли древним евреям удалось создать архитектурное сооружение, которое стало символом не только для их общины, но и для мировой культуры в целом.
Скиния была походным храмом в период пребывания евреев в пустыне Синай и использовалась как место принесения жертвоприношений и хранения Ковчега Завета до постройки Иерусалимского храма.
Порядок сбора пожертвований, используемые материалы и конструкции, а также устройство Скинии даны в Священном Писании.
Там же названы имена ответственных за строительство лиц: Веселеил (Бецалель) — главный строитель Скинии — и Аголиав (Оhолиав) — его помощник.
Скиния стала прообразом Иерусалимского храма.

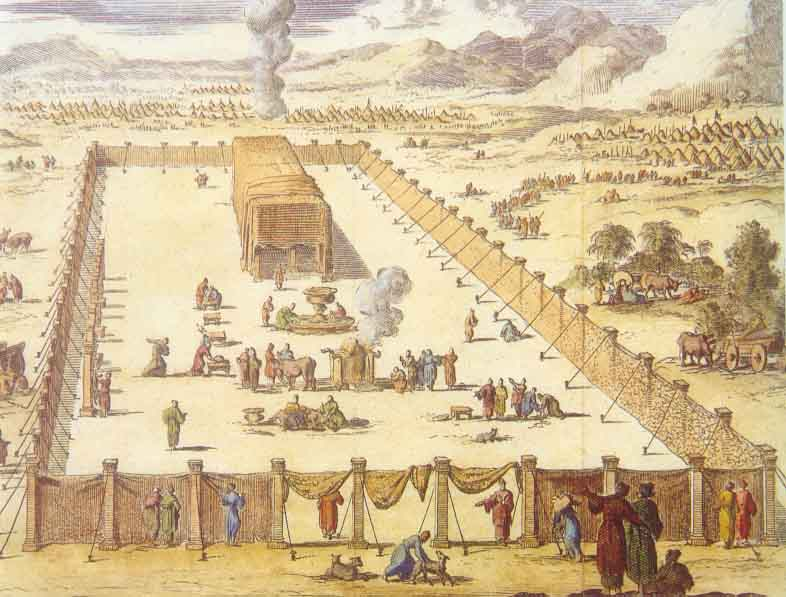
Рисунок Скинии
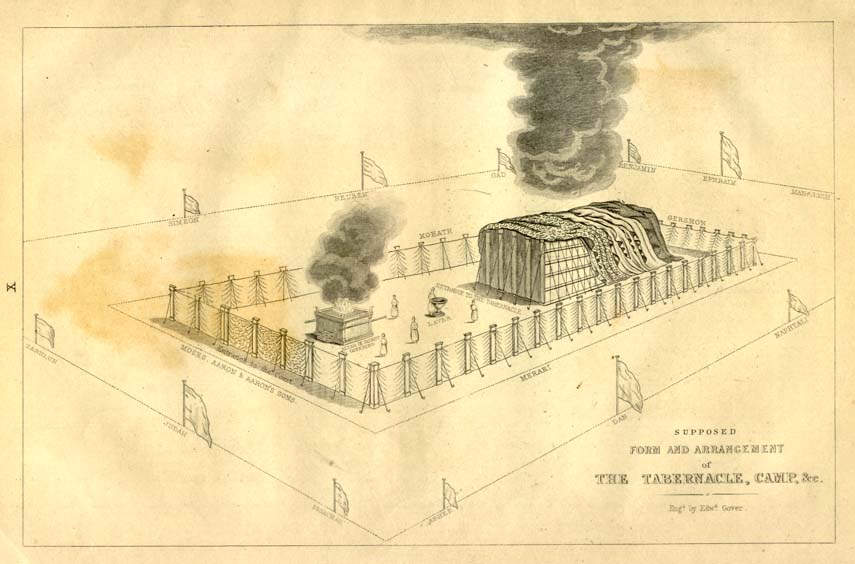
Скиния и лагерь. Рисунок XIX века
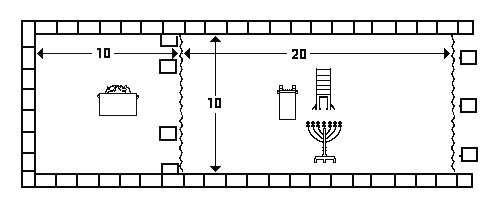
План шатра
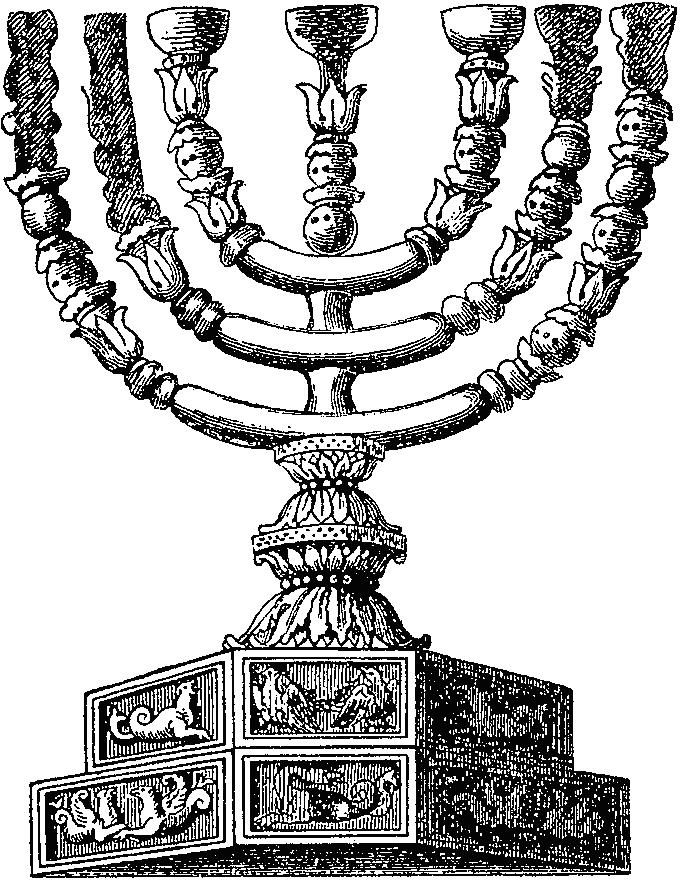
Изображение Меноры с арки Тита

### Первый Храм (Храм Соломона) (950—586 годы до н. э.)
Придя на землю Ханаана, древнееврейские племена образовали 12 независимых территорий, объединённых общим происхождением, языком и культурой.
В XI веке до н. э. провозглашено единое Израильское царство. Первый израильский царь Саул (Шауль) помазан на царствование пророком Самуилом (Шмуэлем).
Второй израильский царь Давид завоевал столицу иевусеев Иерусалим и торжественно перенёс Ковчег Завета туда. За годы своего правления царь Давид произвёл значительные приготовления для строительства Храма (1Пар. 22:5).
Своему сыну Соломону (Шломо) Давид передал план Храма, разработанный им совместно с Верховным Судом (Синедрионом, Санhедрином) (1Пар. 28:11-18).
Главным строителем Первого Иерусалимского Храма назван Хирам (также Хиром) из Тира, сын вдовы из колена Нафтали.
Создание центрального Храма олицетворяло объединение древнееврейских племён в единое Израильское царство и могло произойти лишь во время упрочения этого единства.
После смерти царя Соломона (930 год до н. э.) единое Израильское царство распалось. Колена Иуды (Йеhуды) и Вениамина (Биньямина) остались верны Дому Давидову и образовали государство с центром в Иерусалиме, известное впоследствии как Иудейское царство. Остальные колена объединились под властью Иеровоама I, образовав в северной части до этого единого Израильского царства Северное Израильское царство.
Первый Храм продолжал быть центром духовной жизни двух царств. Чтобы подорвать статус Иерусалима как духовно-политического центра всех колен Израиля, Иеровоам I восстановил святилища в городах своего царства.
В 722 году до н. э. Северное Израильское царство было завоёвано ассирийским царём Саргоном II. Значительная часть населения царства была уведена в ассирийский плен (десять потерянных колен).
Падение Северного царства и разрушение ассирийцами израильских храмов в Дане и в Вефиле (Бет Эле) в 732 и 721 годах до н. э. укрепило положение Иерусалимского храма в качестве центрального святилища всех израильских колен. В результате паломники из бывшего Израильского царства прибывали на Песах в Иерусалим.
В 701 году до н. э. ассирийские войска под руководством Сеннахирима (Санхерива) вторглись в Иудейское царство. Однако взять Иерусалим им не удалось. Чудесное избавление Иерусалима и вместе с ним всей Иудеи ещё больше окружило Иерусалимский храм ореолом святости и чудодейственной силы.
С восшествием на престол благочестивого царя Иосии (Иошияу) в 622 году до н. э. были ликвидированы все языческие культы, разрушены алтари в культовых центрах северных колен, и Иерусалимский храм был окончательно превращён в национально-религиозный центр.
Вскоре после смерти Иосии Навуходоносор II забрал «часть сосудов дома Господня… и положил их в капище своём в Вавилоне» (2Пар. 36:7).
Спустя 8 лет после этого, при царе Иехонии, Навуходоносор II захватил Иерусалим и «вывез все сокровища дома Господня… и изломал… все золотые сосуды, которые Соломон, царь Израилев, сделал в храме Господнем».
Ещё через 11 лет, после того, как Седекия (Цедкияhу) объявил отделение Иудеи от Вавилона, вавилоняне, под предводительством Навузардана, в 586 году до н. э. захватили Иерусалим вновь и на этот раз полностью разрушили Храм Соломона до самого основания. Большинство жителей Иерусалима были убиты, оставшиеся взяты в плен и угнаны в рабство в Вавилонию. Ковчег Завета был при этом утерян.

Продольный разрез и план Первого Храма
Поперечный разрез и фасад Первого Храма
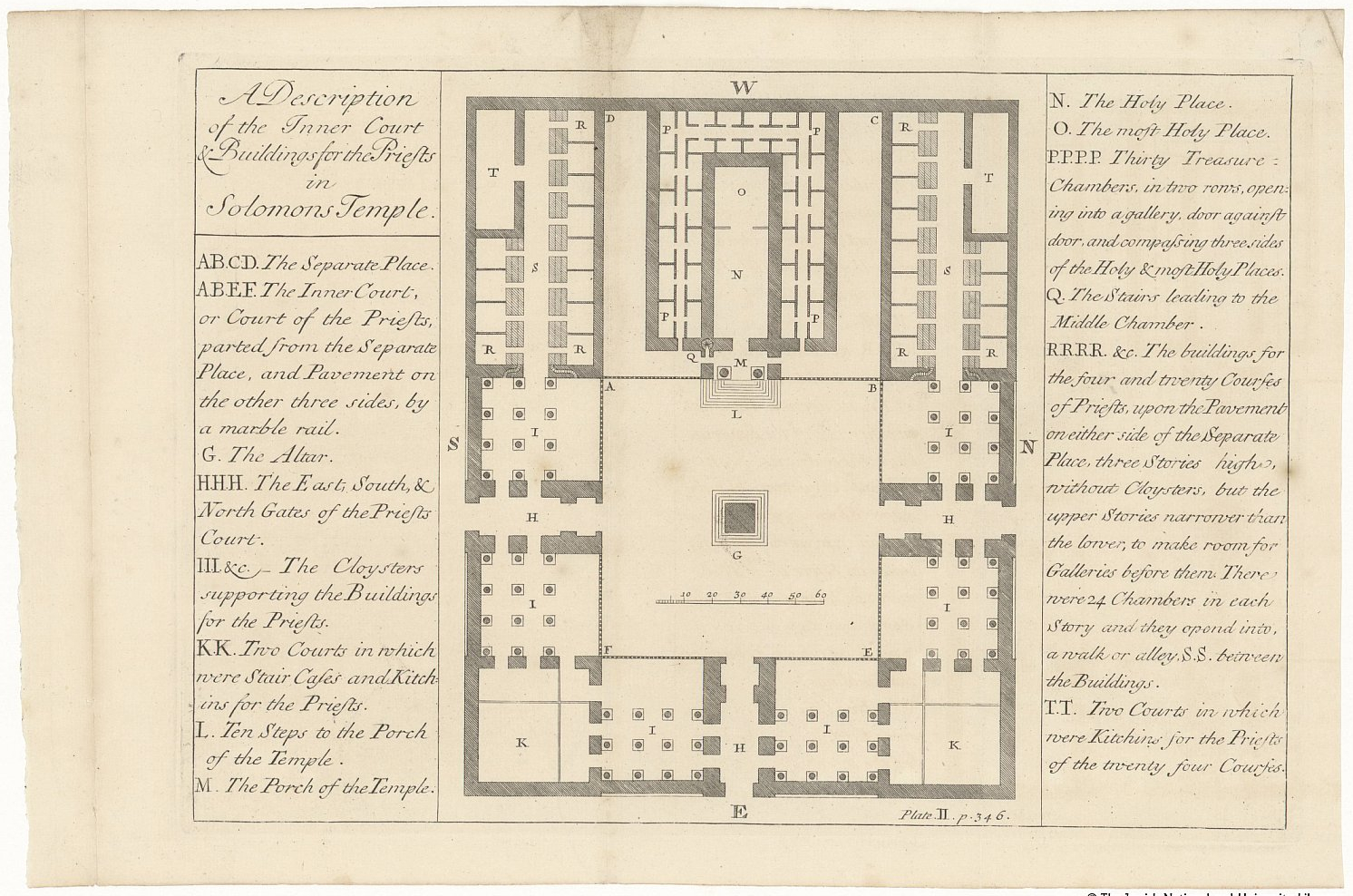
План Первого Храма, выполненный Исааком Ньютоном

Исаак Ньютон считал Храм Соломона прототипом всех храмов мира. По его словам, «Храм Соломона самый древний из больших храмов. По его образцу Сесострис построил свои храмы в Египте, и отсюда греки заимствовали свою архитектуру и религию». В «Хронологии древних царств» Ньютон посвящает большую главу (гл. V) описанию устройства Храма Соломона.
Устройство храма, его архитектура оказали значительное влияние на строительство еврейских молитвенных домов в Европе.

### Второй Храм: Храм Зрубавеля (516—20 годы до н. э.)
Второй Иерусалимский Храм начал строиться в период, когда Иерусалим находился под властью персов. В 538 году до н. э., после завоевания Вавилонии, персидский царь Кир Великий издал декрет, разрешавший изгнанникам возвратиться в Иудею и восстановить Иерусалимский Храм, разрушенный вавилонским царём Навуходоносором II.
Период, когда Иерусалимский Храм оставался разрушенным, составляет 70 лет (586—516 годы до н. э.).
Иерусалимский храм был восстановлен на прежнем месте. Основанием Храму служила Храмовая гора, имевшая площадь 500×600 локтей. Низшая её точка находилась на востоке, постепенно повышаясь, она достигала высшей точки на западе. Со всех сторон Храмовую гору окружали стены.
По роскоши и славе Второй Храм не мог сравниться с Первым Храмом. Главная святыня — Ковчег Завета — была утрачена.
В начале персидского периода Храм был скромных размеров и сравнительно небогато украшен. Однако по мере увеличения численности и улучшения экономического положения евреев здание расширяли и украшали.
Когда вслед за завоеваниями Александра Македонского Иудея подпала под власть греков (около 332 года до н. э.), эллинистические цари относились к Храму с уважением и посылали туда богатые дары. В это время первосвященник Симон Праведный (Шимон а-Цаддик) отремонтировал и укрепил Храм, положив основание двойного возвышения вокруг ограды Храма.
Особой щедростью отличался сирийский царь Антиох III, жертвовавший для Храма вино, масло, благовония, муку и соль, а также древесину для строительства и ремонта храмовых зданий. Подобно персидским правителям до него, он освободил весь храмовый персонал, включая писцов, от уплаты царских налогов.
Селевк IV покрывал из царской казны все расходы на храмовые жертвоприношения, что, однако, не помешало ему попытаться конфисковать храмовые сокровища, когда он стал испытывать финансовые трудности.
Отношение Селевкидских правителей к Храму резко изменилось в правление Антиоха IV Эпифана (175—163 годы до н. э.). В 169 году до н. э. на обратном пути из Египта он вторгся на территорию Храма и конфисковал драгоценные храмовые сосуды. Два года спустя (167 год до н. э.) он осквернил его, поставив на Жертвенник всесожжения небольшой алтарь Зевса Олимпийского.
Храмовая служба была прервана на три года и возобновлена после захвата Иерусалима Иудой (Иеhудой) Маккавеем (164 год до н. э.) во время восстания Маккавеев (167—163 годы до н. э.). С этого времени храмовая служба велась без перерывов, даже в то время, когда грекам на время удалось овладеть Храмом.
Иуда Маккавей очистил Храм от языческой скверны и отремонтировал его, а также поставил новый Жертвенник всесожжения и изготовил новую утварь для святилища. Ровно через три года после осквернения Храма сирийцами он был освящён, и в нём были возобновлены жертвоприношения и зажигание Меноры. С этим связана история еврейского праздника Ханука, который ежегодно празднуется в память об этих событиях.
Лицевую стену Храма Иуда Маккавей украсил 30 золотыми венцами и щитами и восстановил ворота и кельи, снабдив их новыми дверьми. Он также укрепил гору Сион, окружив Храмовую гору стенами и башнями. Укрепления эти, уничтоженные Антиохом V Евпатором, были потом восстановлены Маккавеем Ионатаном, и ещё увеличены Маккавеем Симоном (Шимоном). Симон также снёс господствовавшую над Храмом крепость Акру, так что Храм стал самым высоким местом в Иерусалиме.
Мятежная попытка народа помешать царю Александру Яннаю в исполнении священнических обязанностей в Храме привела к тому, что на территории Храма была воздвигнута ещё одна деревянная ограда вокруг того места, к которому и раньше имели доступ одни только священники, так что место жертвенника было со всех сторон ограждено.
В 63 году до н. э. Помпей после трёхмесячной осады овладел Иерусалимом, римляне взяли штурмом укреплённый Храм в День Искупления (Йом Киппур), покрыв его дворы многочисленными трупами. Помпей со всей свитой вступил в Святая святых, но не тронул священной утвари и храмовой казны.
Несколькими годами позже на пути в Парфию Красс ограбил храмовую сокровищницу, взяв из неё две тысячи талантов серебра.

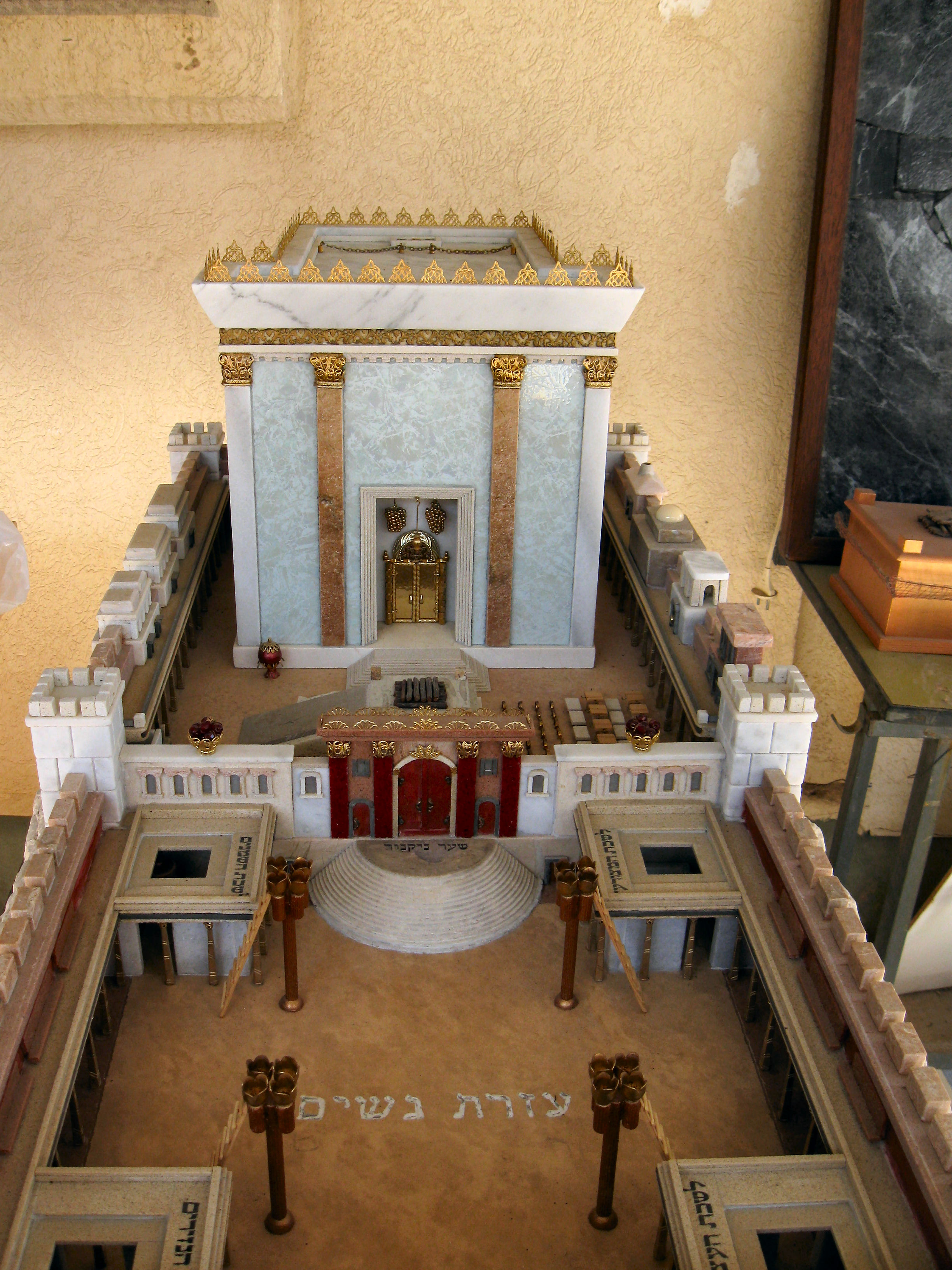
Макет Второго Храма
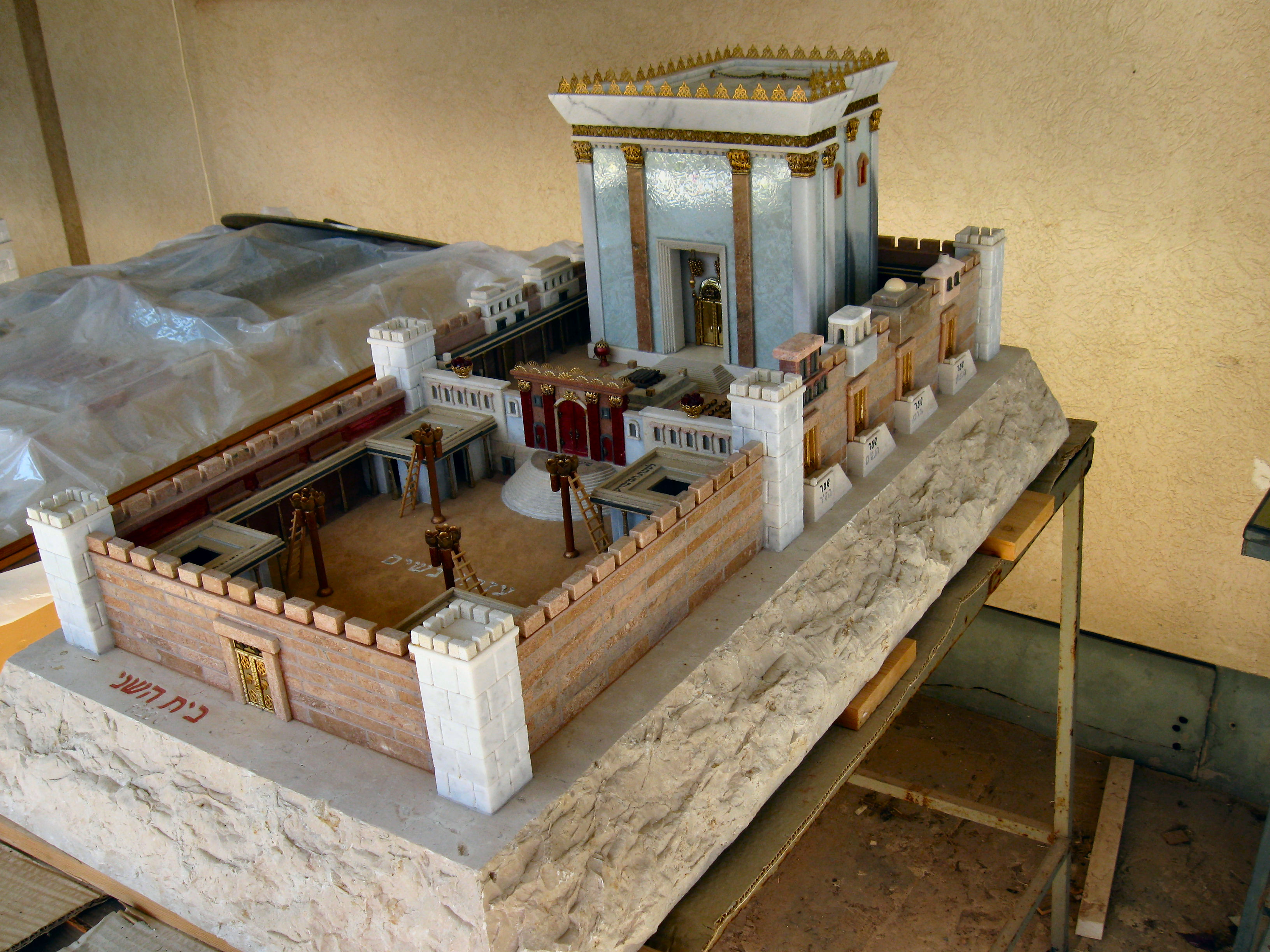
Макет Второго Храма
План Второго Храма

### Второй Храм:Храм Ирода Великого (20 год до н. э. — 70 год н. э.)
При завоевании Иерусалима Иродом несколько колонн Храма были сожжены и дворы Храма залиты кровью защищавших его. Тем не менее дальнейшее осквернение Храма было Иродом остановлено.
При Ироде Великом в Иерусалиме строились новые здания светского назначения. Иерусалимский храм не гармонировал с построенными зданиями, поэтому примерно в середине своего царствования Ирод принял решение о переустройстве Храмовой горы и о перестройке самого Храма.
Объём работ был колоссальным, и они продолжались в течение 9,5 лет. Работы по перестройке самого корпуса Храма продолжались 1,5 года, после чего он был освящён; в течение ещё 8 лет Ирод с большим энтузиазмом занимался переделкой дворов, возведением галерей и устройством внешней территории. Работа по отделке и доработке отдельных частей здания Храма и строительство в системе дворов на Храмовой горе продолжалось ещё долгое время после Ирода. Так, ко времени, когда, согласно Евангелиям, в Храме проповедовал Иисус, строительство продолжалось уже 46 лет. Строительство было окончательно завершено лишь при Агриппе II, в период правления наместника Альбина (62—64 годы н. э.). То есть, всего за 6 лет до разрушения Храма римлянами в 70 году.
В период с 66-го по 73 год н. э. происходили Иудейские войны против власти Рима. При подавлении этого восстания римская армия, во главе с Титом, осадила Иерусалим.
В результате пятимесячной римской осады Иерусалим был разрушен вместе с храмом. Храмовая гора была распахана.
Таким образом, в 70 году н. э., спустя всего 6 лет после обновления, храм был разрушен. Это произошло в тот же самый день, 9-го Ава по еврейскому календарю, в который вавилоняне сожгли Храм Соломона.
Часть храмовой утвари из разрушенного Храма уцелела и была захвачена римлянами — эти трофеи (среди которых Менора) изображены на рельефах триумфальной арки Тита на римском Форуме.

Макет Второго Храма, перестроенного Иродом Великим
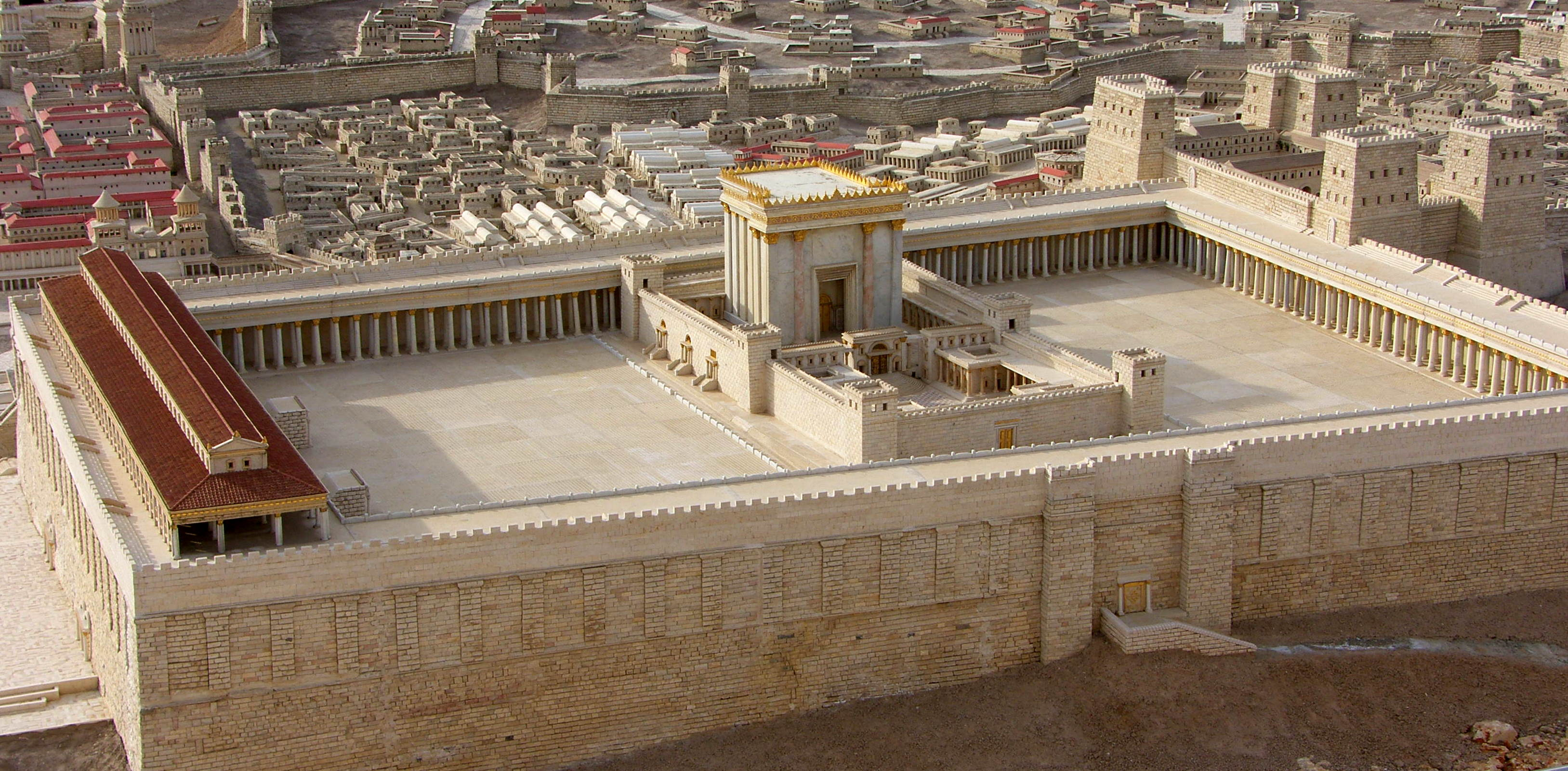
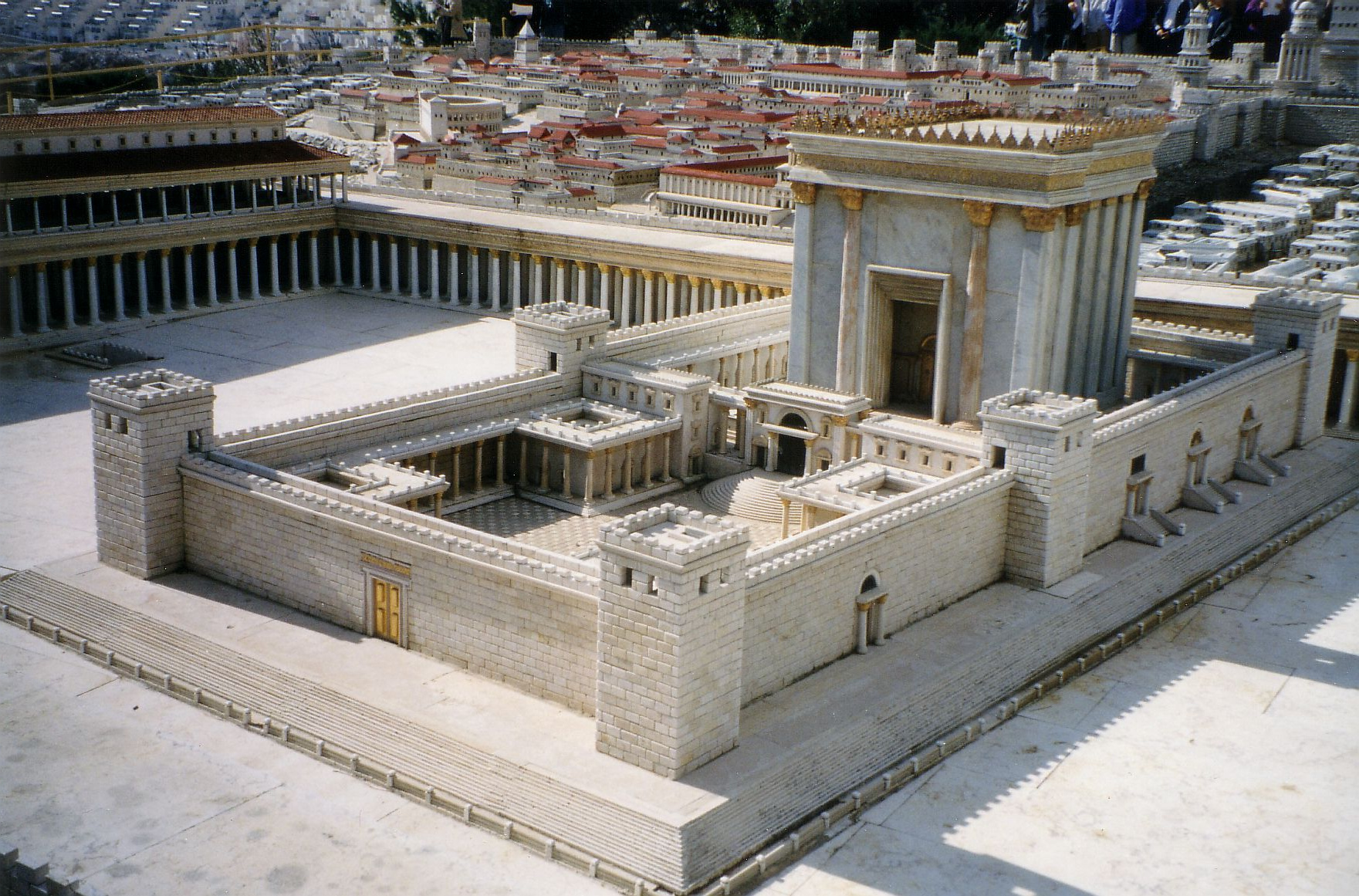
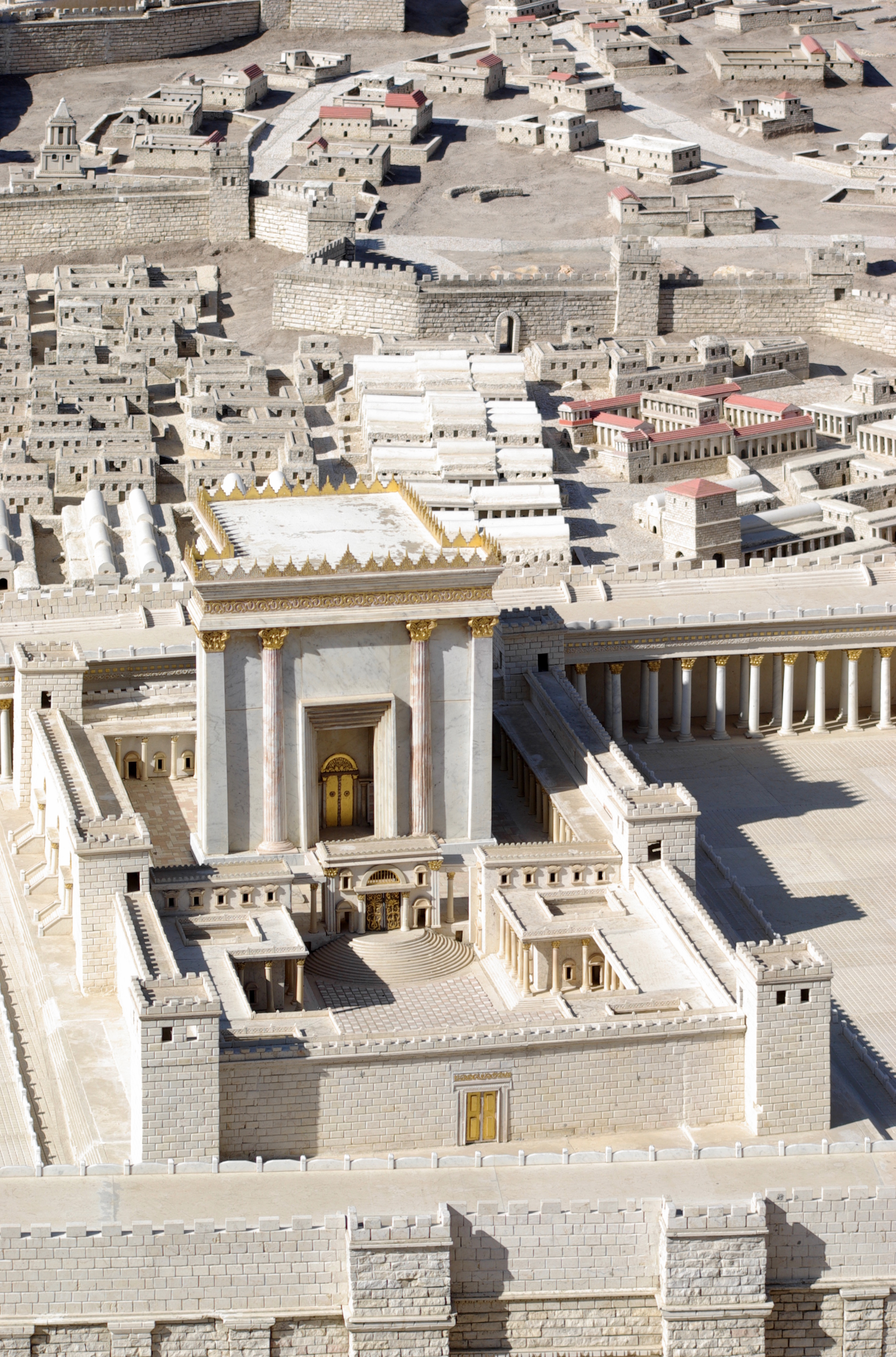

## АрхитектураПередней Азии
- Шумерская архитектура в Месопотамии начинается с 4000 года до н. э.:
  - время династии Урук, примерно с 3500-го по 2800 год до н. э.
  - старо-шумерская империя примерно с 2800-го по 2100 год до н. э.
  - новая-шумерская империя примерно с 2100-го по 2015 год до н. э.
  - время возвышения городов-государств Исина и Ларсы с 2017-го по 1737 год до н. э. (были созданы большие дворцы в городе Ларса и Мари)
- Эламская архитектура (на юго-западе нынешнего Ирана) начиная с 2400-го по 500 год до н. э.
- Ассирийская архитектура в средней и северной Месопотамии с 2000-го по 600 год до н. э.
- Архитектура и строительство в Древнем Вавилоне с 1900-го по 539 год до н. э.
- Персидская архитектура начиная с 550-го до н. э. по 650 год н. э.

Архитектура Древней Месопотамии
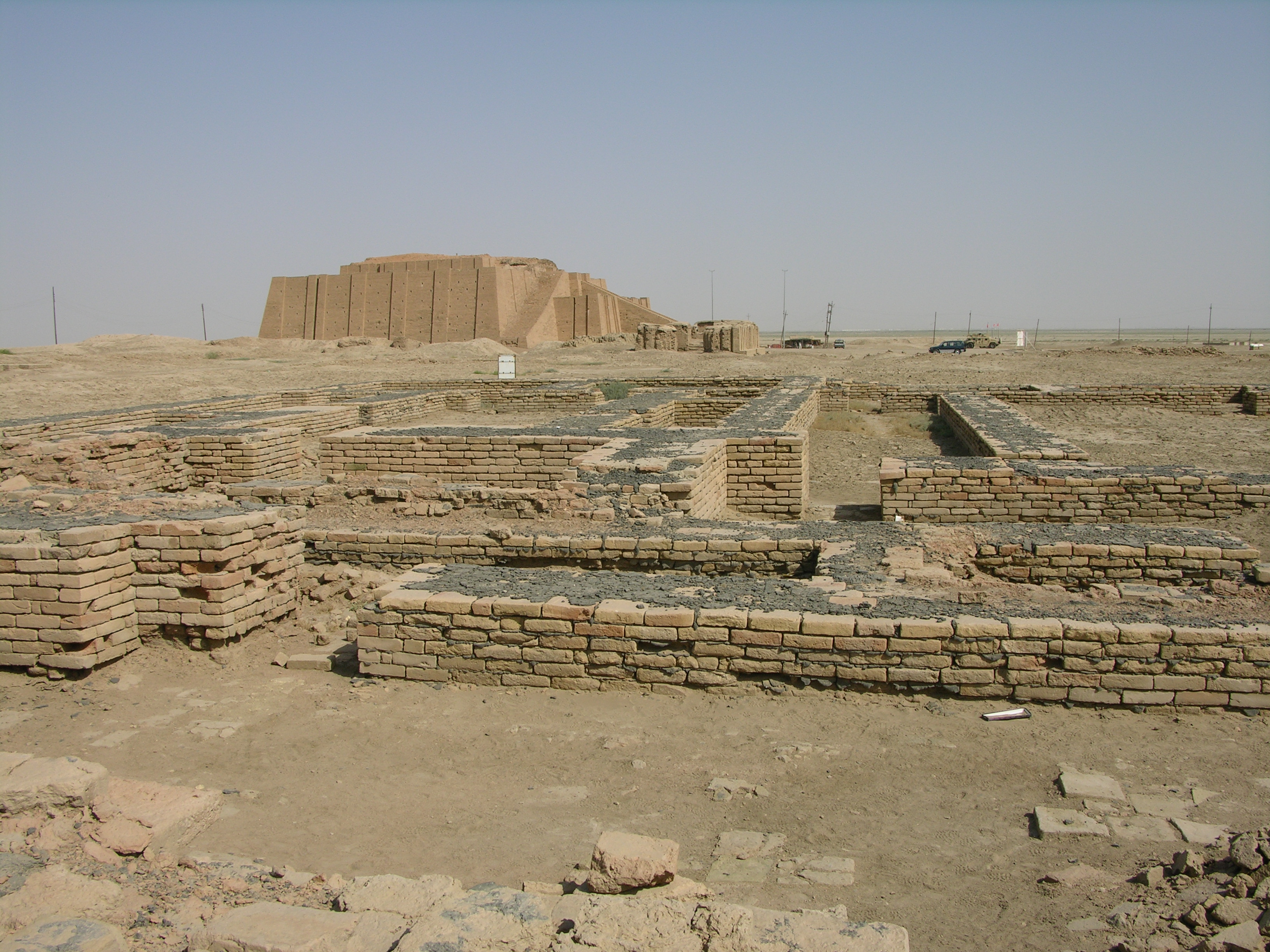
Зиккурат в Уре
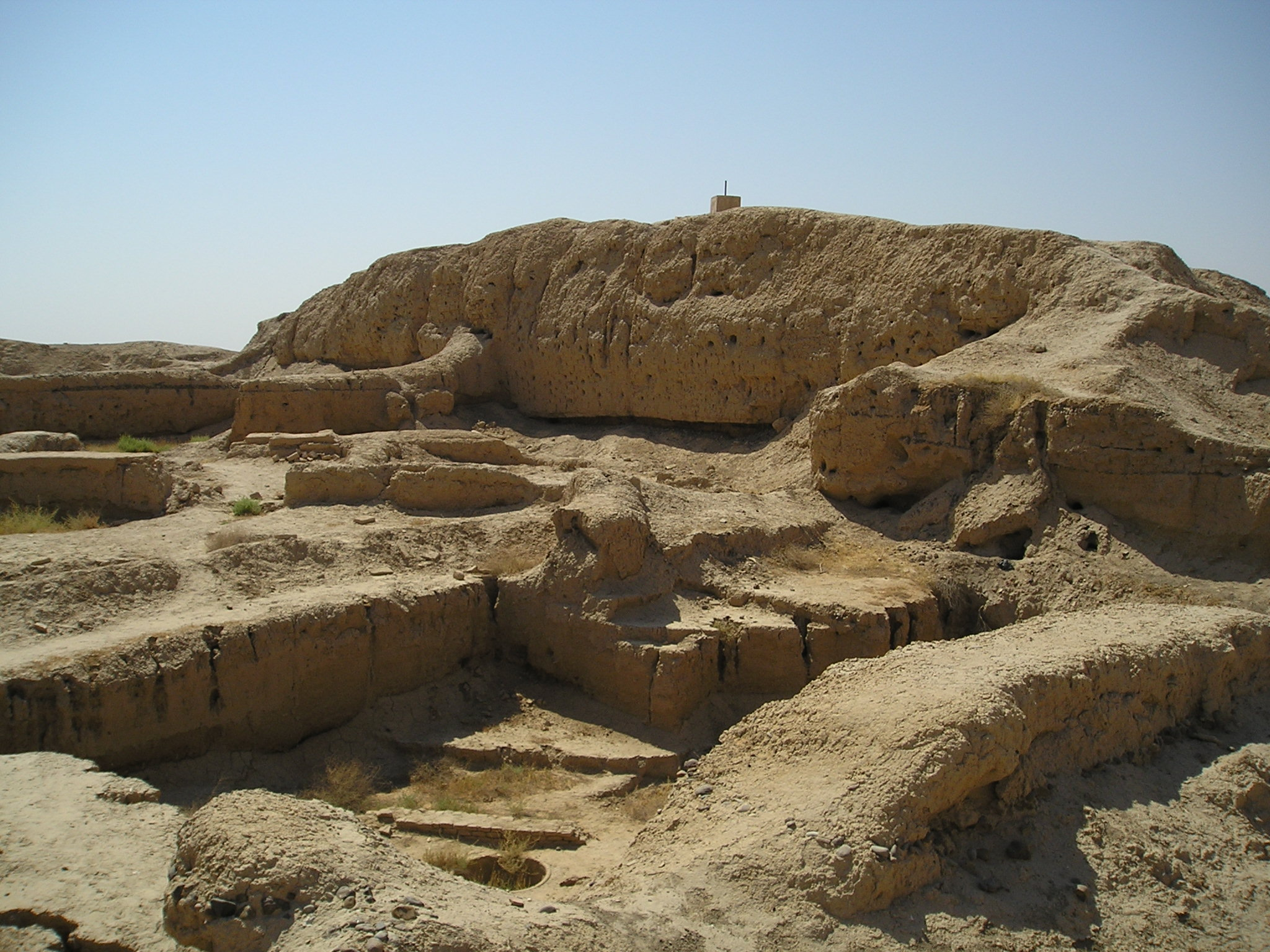
Зиккурат в Мари
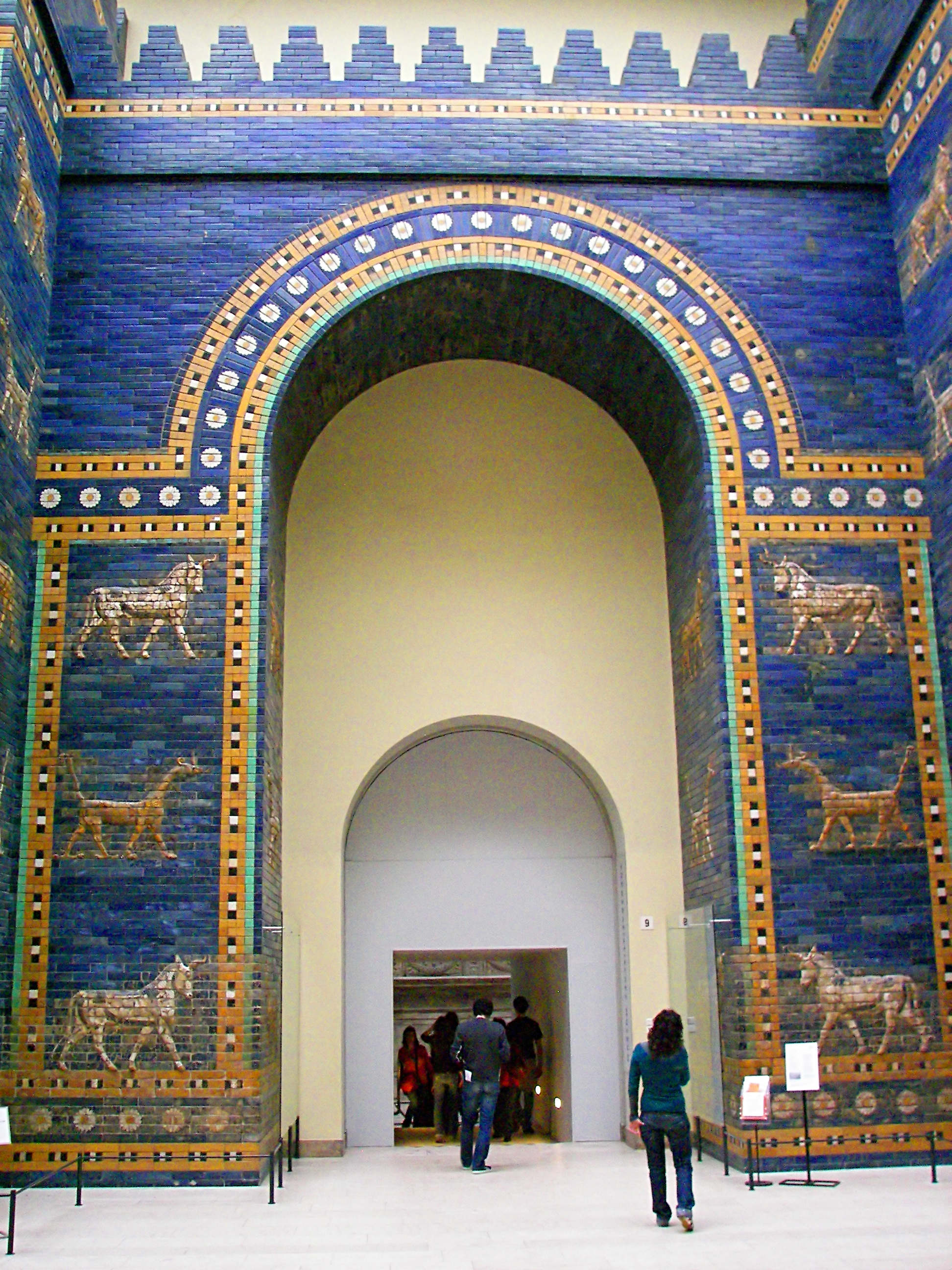
Ворота Иштар в Вавилоне. Реконструкция
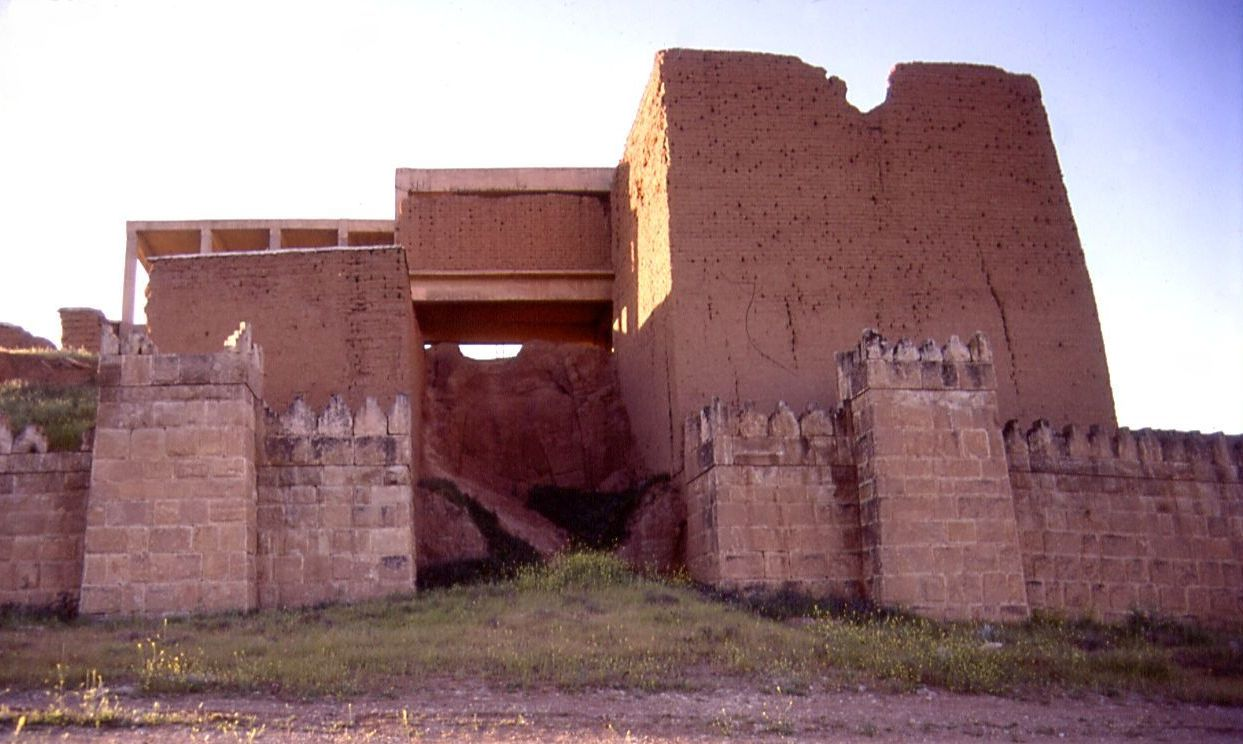
Ворота Адада в Ниневии

## Архитектура доколумбовых цивилизаций Америки
Характерным типом построек являются мезоамериканские пирамиды, как правило ступенчатые (стиль Талуд-Таблеро), с храмами на вершине. Встречаются пирамиды квадратные в плане (пирамида Эль-Тахин), круглые в плане (пирамида в Гуачимонтонес) и квадратные в плане со скруглёнными углами (пирамида Волшебника в Ушмале).
Самая большая пирамида мезоамерики, Великая пирамида Чолулы, является самой большой по объёму в мире.

Заброшенный город Теотиуакан
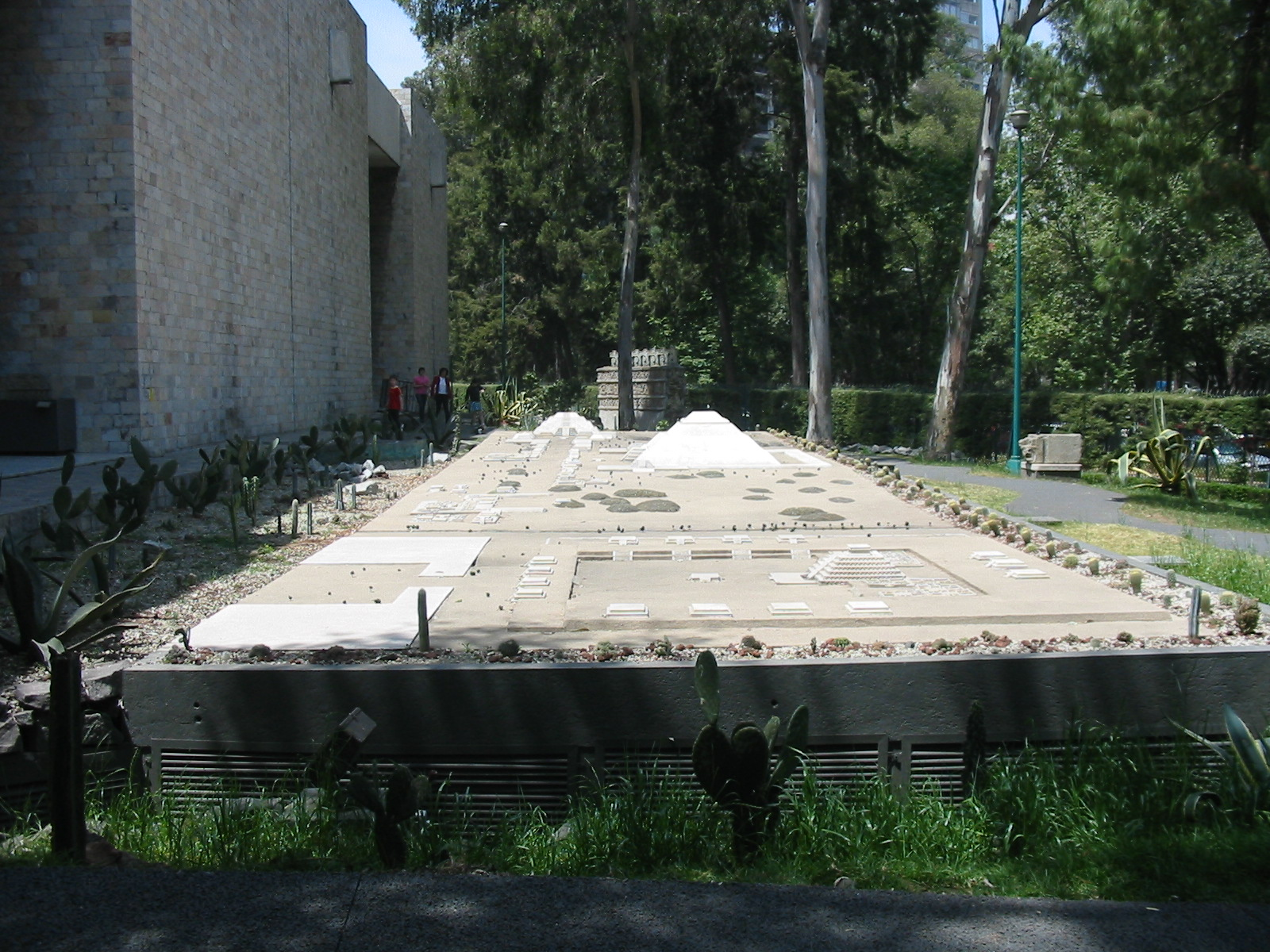
Макет Теотиуакана, Национальный музей антропологии, Мехико
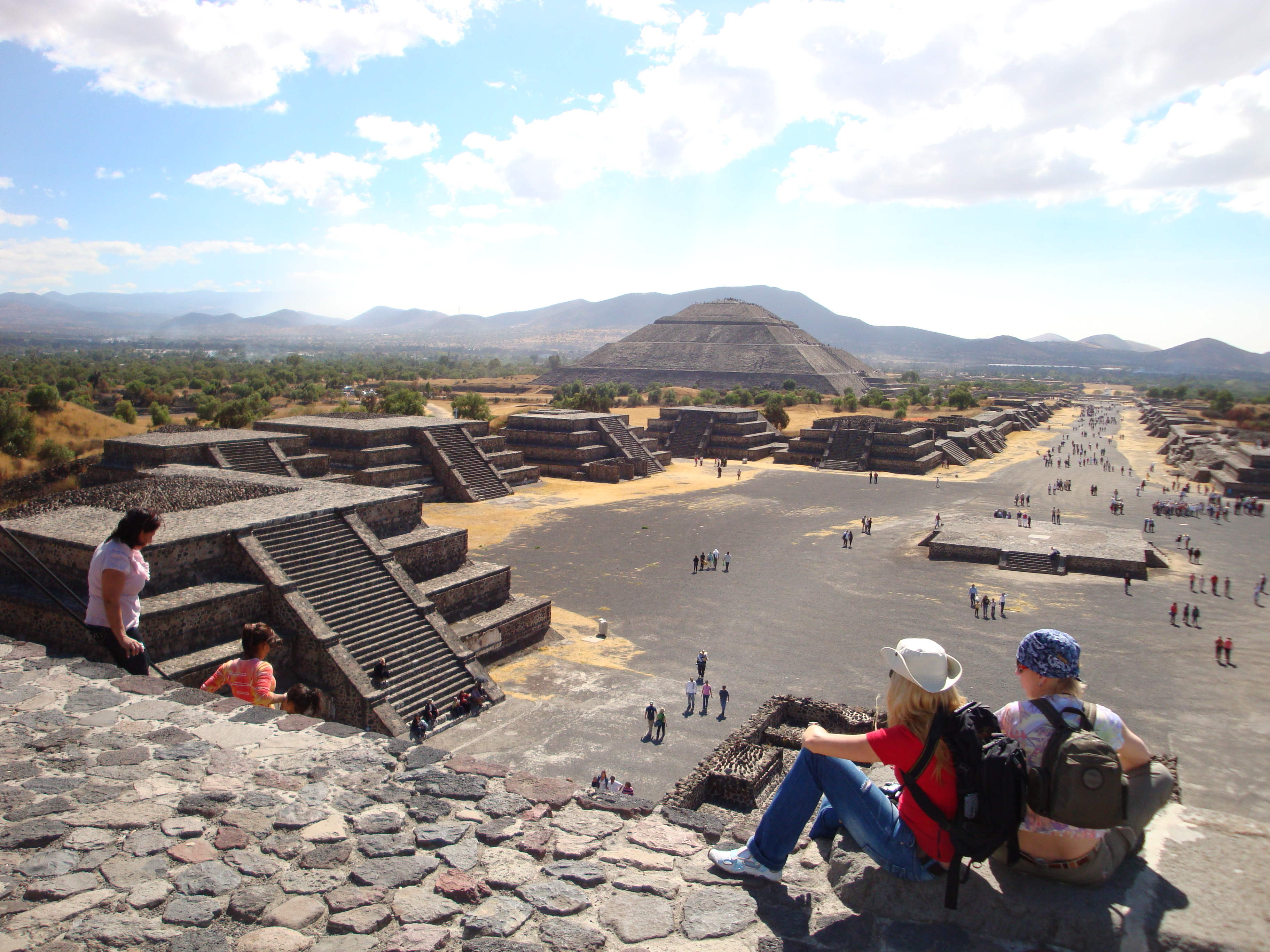
Пирамида Солнца и Дорога Мёртвых вид с пирамиды Луны
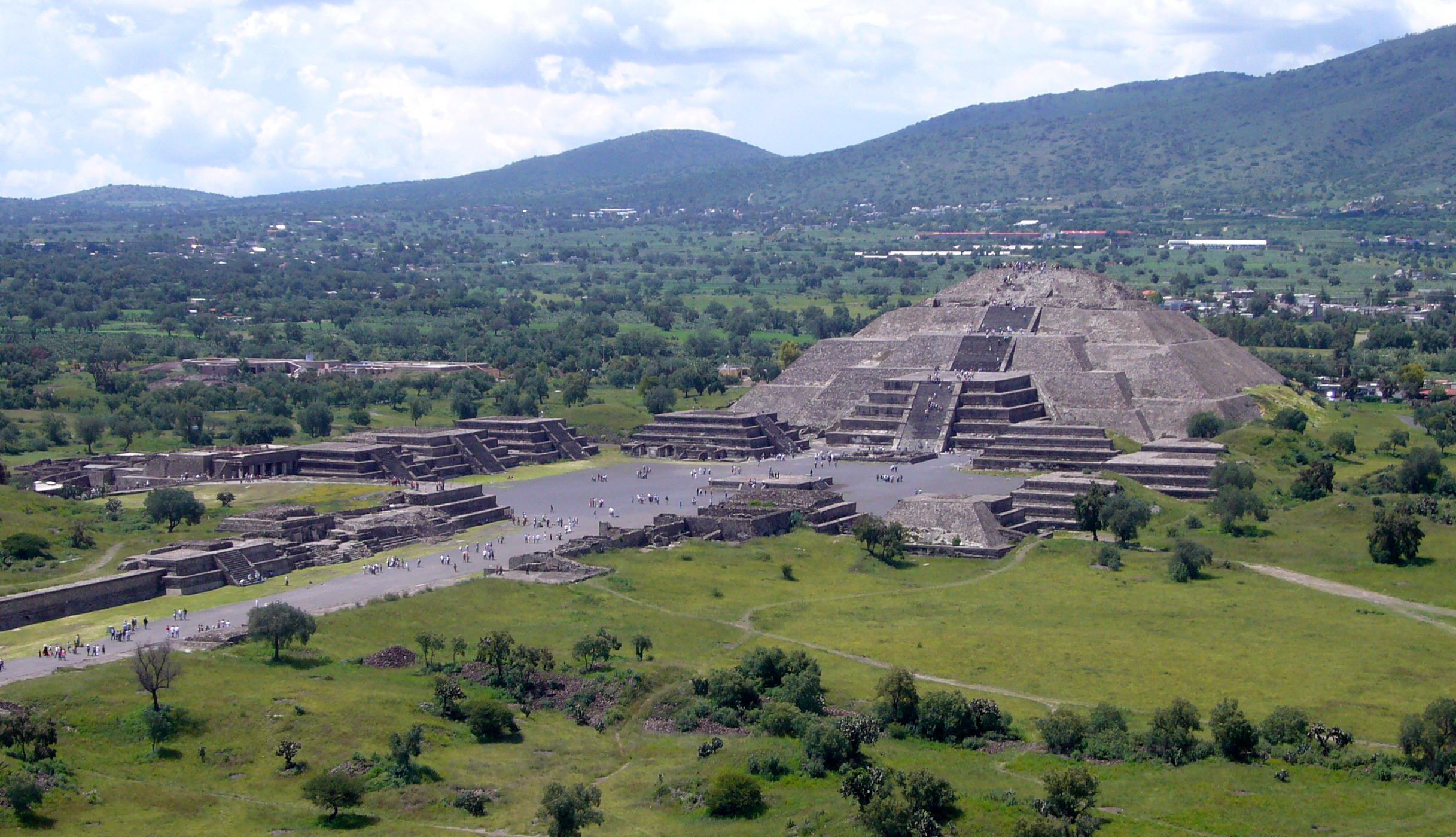
Пирамида Луны
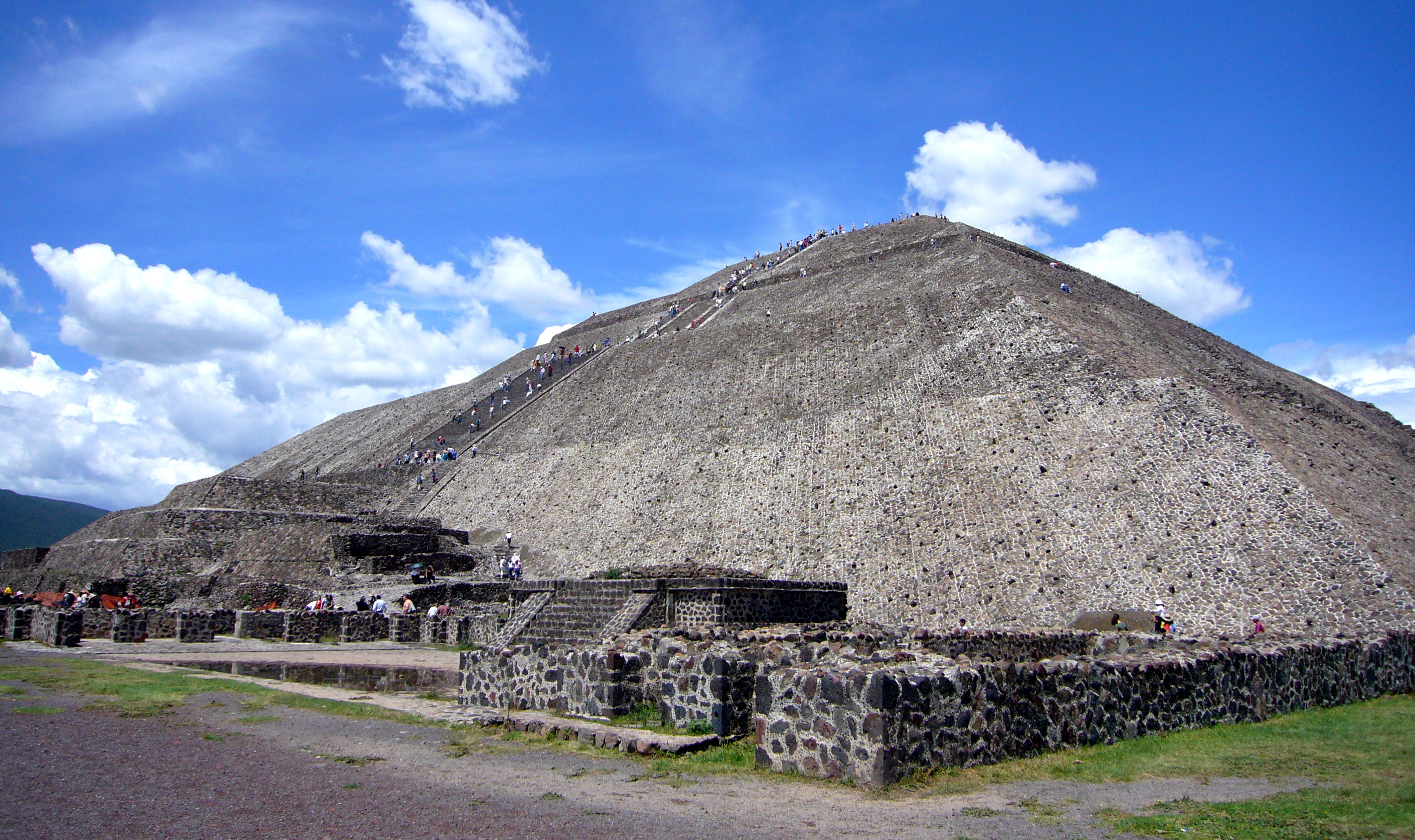
Пирамида Солнца

В городе Чичен-Ица (культура майя) располагается Пирамида Кукулькана. Высота пирамиды 24 м (плюс ещё 6 м — высота храма на вершине). Длина каждой из сторон составляет 55 м. Каждая грань храма имеет 9 ступеней.
Со всех четырёх сторон от основания к вершине пирамиды ведут четыре крутые лестницы, сориентированные по сторонам света. Окаймляет лестницы каменная балюстрада, начинающаяся внизу с головы змея и продолжающаяся в виде изгибающегося змеиного тела до верха пирамиды. Ежегодно в дни осеннего и весеннего равноденствия можно наблюдать уникальное зрелище «Пернатого Змея». Тень ступенчатых рёбер пирамиды падает на камни балюстрады. При этом создаётся впечатление, что Пернатый Змей оживает и ползёт, в марте вверх, а в сентябре вниз.
Каждая из четырёх лестниц храма имеет 91 ступеньку, а их суммарное количество равно 364. Вместе с базой-платформой на вершине пирамиды, объединяющей все четыре лестницы, получается число 365 — количество дней в солнечном году.
Кроме того, символичным является количество секций с каждой стороны храма (9 ступеней пирамиды рассечены лестницей надвое) — 18, что соответствует количеству месяцев в календарном году майя. Девять уступов храма соответствует «девяти небесам» мифологии тольтеков. 52 каменных рельефа на каждой стене святилища символизируют один календарный цикл тольтеков, включающий 52 года.

Пирамида Кукулькана
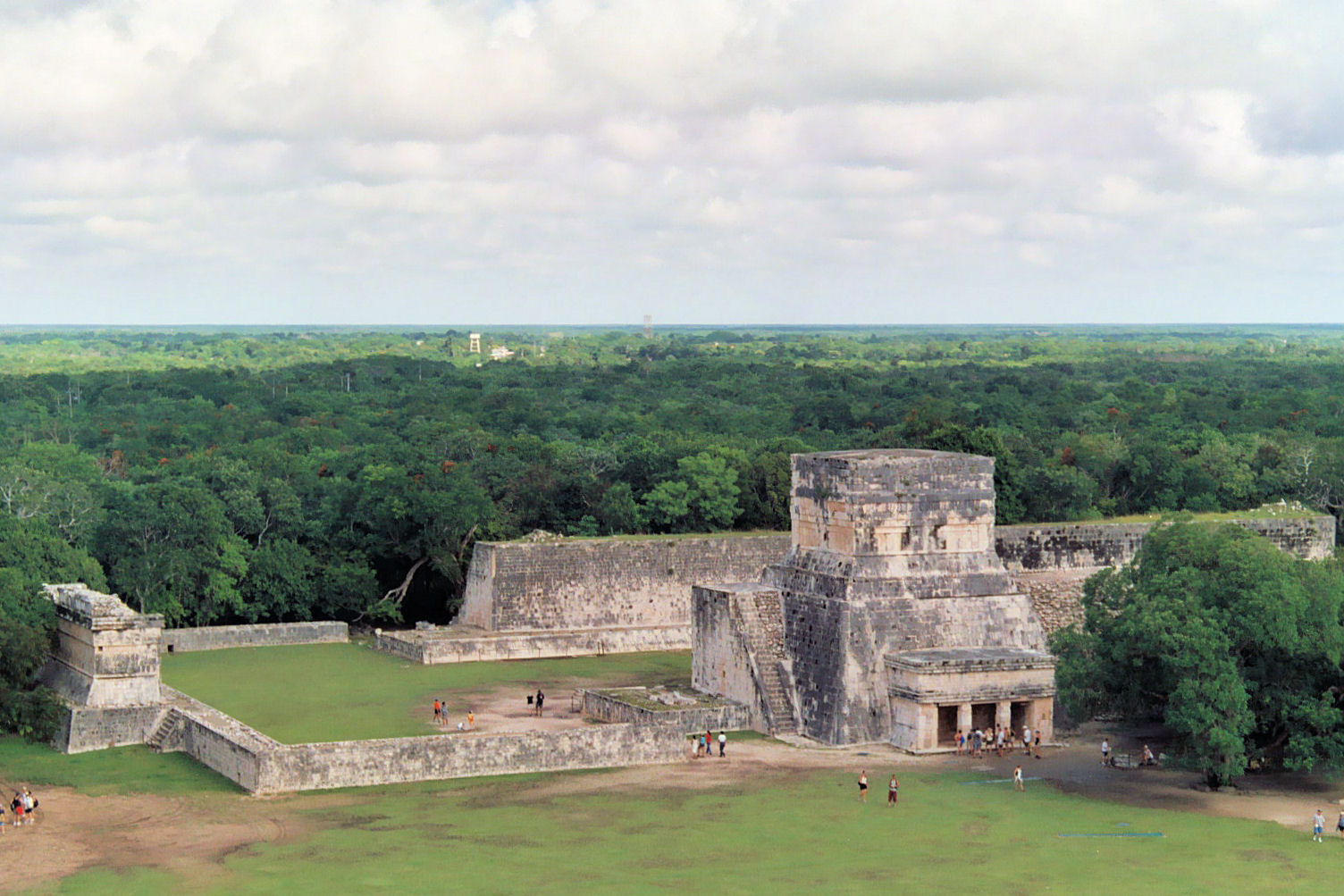
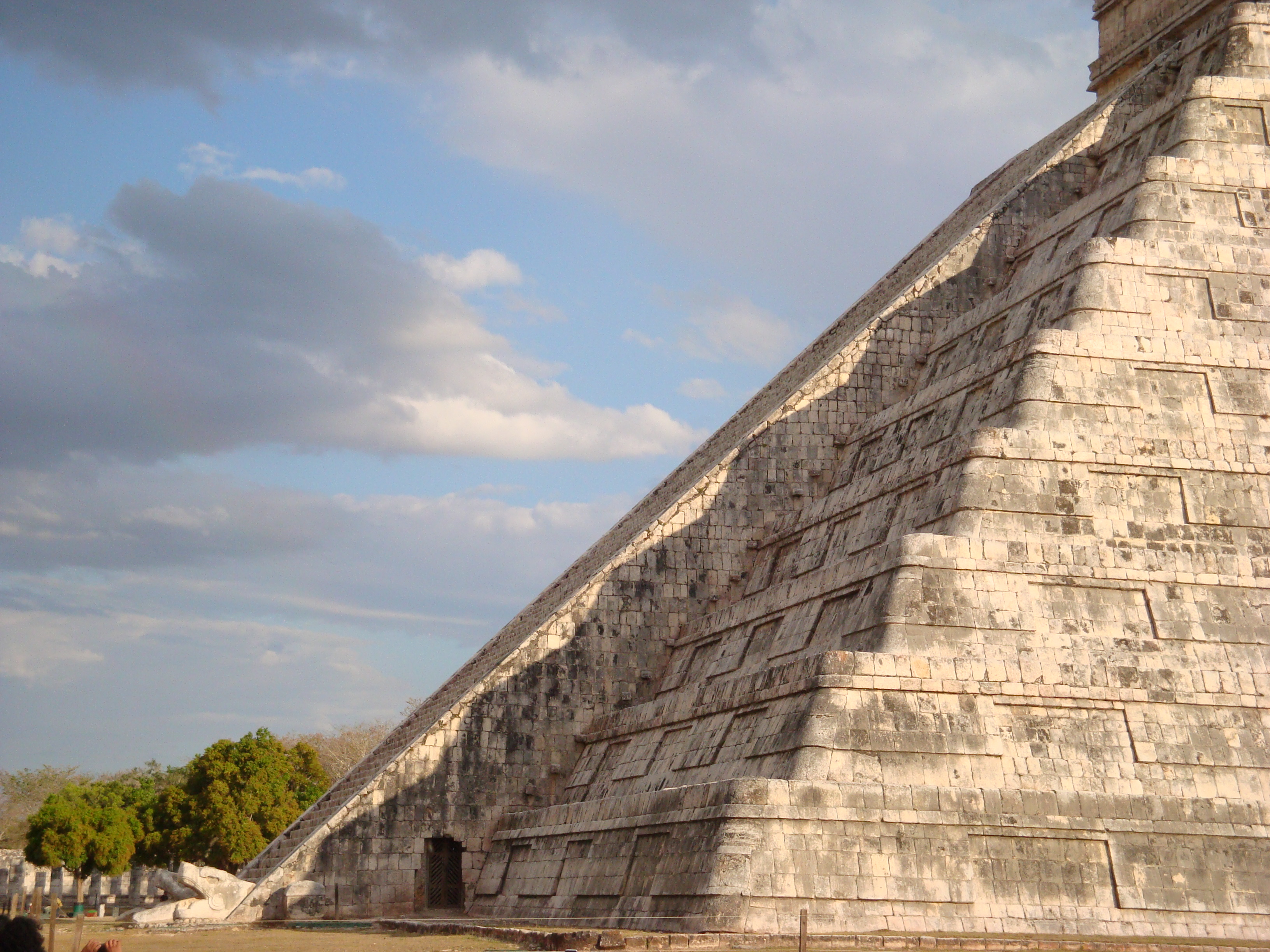
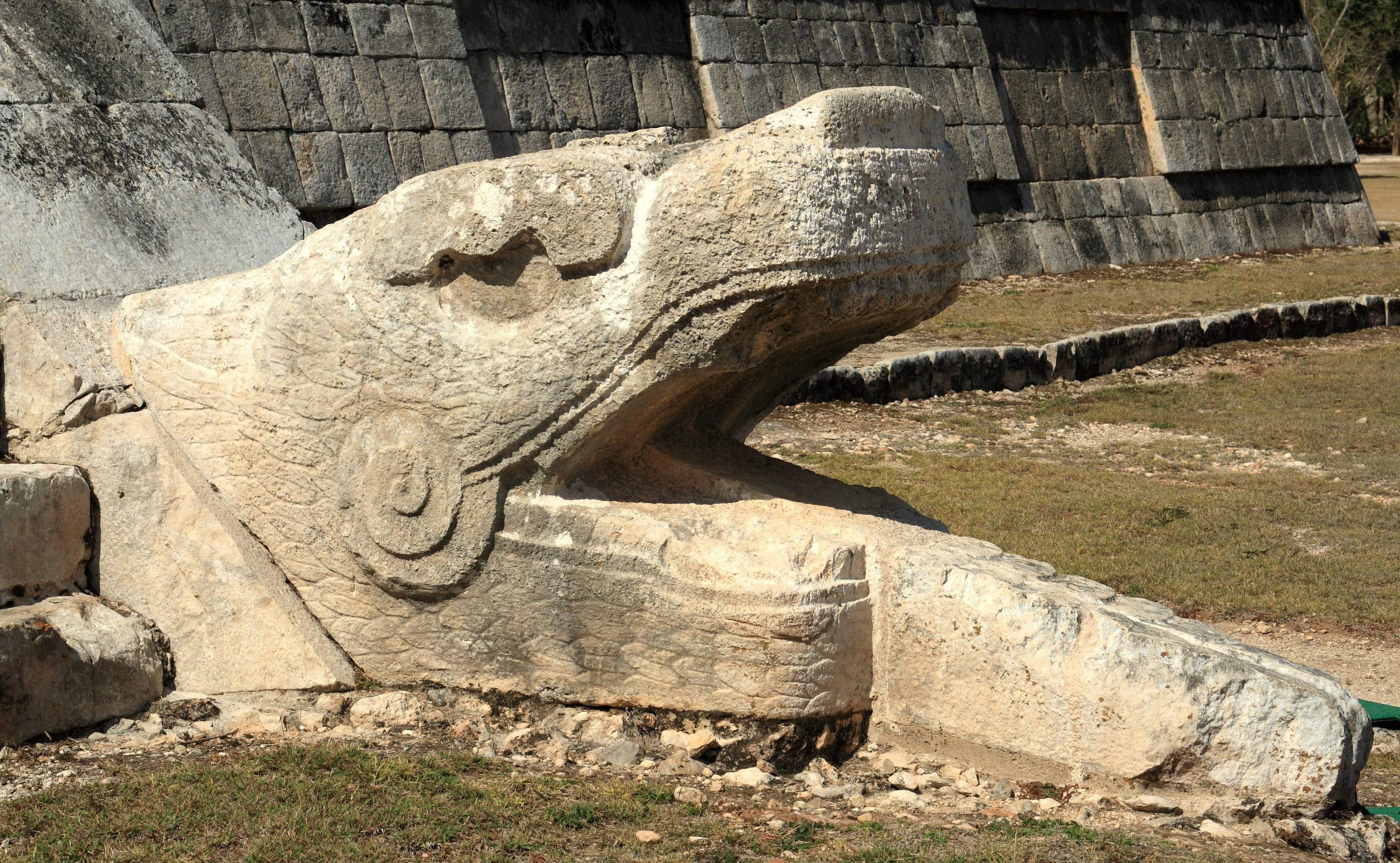

Уникальными сооружениями являются чинампы — плавучие острова, которые сооружали народы доколумбовой Мезоамерики для ведения сельского хозяйства. Чинампы давали несколько урожаев в год. Ацтеки строили чинампы на озере Тескоко.
В заболоченных низинах в почву вбивали сваи, затем соединяли их плетнём. Внутрь участков засыпался метровый слой земли. В дождливые сезоны чинампы становились островами. На приподнятые поля постоянно добавлялось органическое вещество водных растений. Это позволяло поддерживать плодородие почвы на высоком уровне.
Расцвет этой системы земледелия приходится на 600—900 годы н. э.

## Архитектура Древней Индии

### Индская цивилизация
Культура Индии восходит к Индской (хараппской) цивилизации, которая развивалась в долине реки Инд в 3300—1300 годах до н. э.
Индская цивилизация занимала большую площадь, чем египетская и месопотамская. Население в годы расцвета составляло около 5 миллионов человек.
Были развиты монументальное строительство, металлургия бронзы, мелкая скульптура. В зачатке находились частнособственнические отношения, а в основе сельского хозяйства лежало ирригационное земледелие. Наличие развитых инфраструктурных сетей свидетельствует о сильной власти.
Города хараппской культуры состояли из цитадели и нижнего города, отличались тщательной планировкой, наличием канализационной структуры и фортификацией. Жилые дома, предположительно, были двухэтажными, общей площадью до 355 м². Орудия труда изготавливались преимущественно из меди и бронзы.
Город Мохенджо-Даро, возникший около 2600 лет до н. э., был основан на регулярной сетке улиц. Также там находились системы городского водопровода и канализации.
Самая северная колония индской цивилизации — городище Шортугай (2200—2000 годы до н. э.), имевшее площадь 2,5 га — обнаружена в 1975 году на севере Афганистана, у места слияния рек Кокча и Пяндж.

Культурное наследие Индской цивилизации
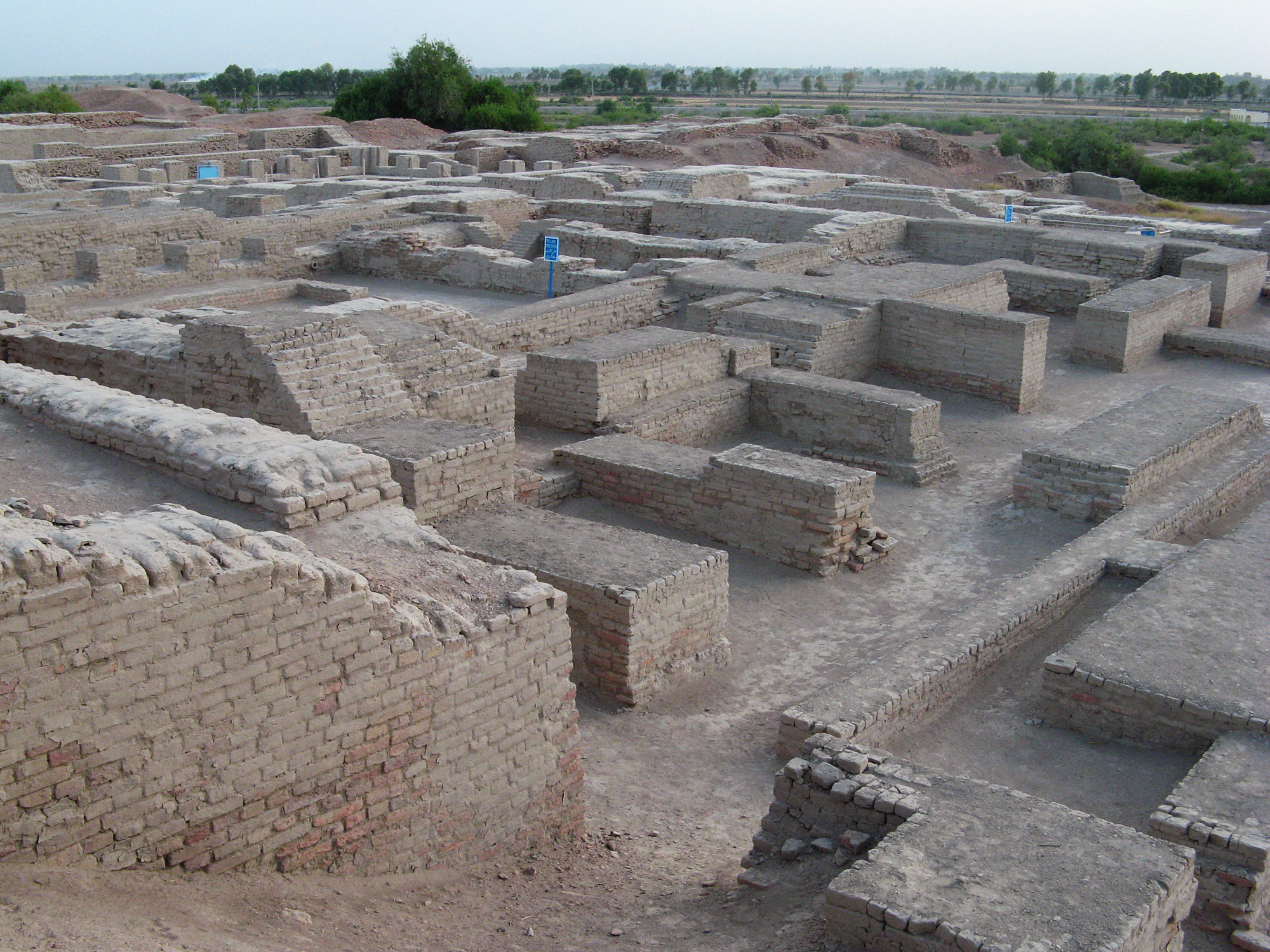
Регулярная застройка Мохенджо-Даро
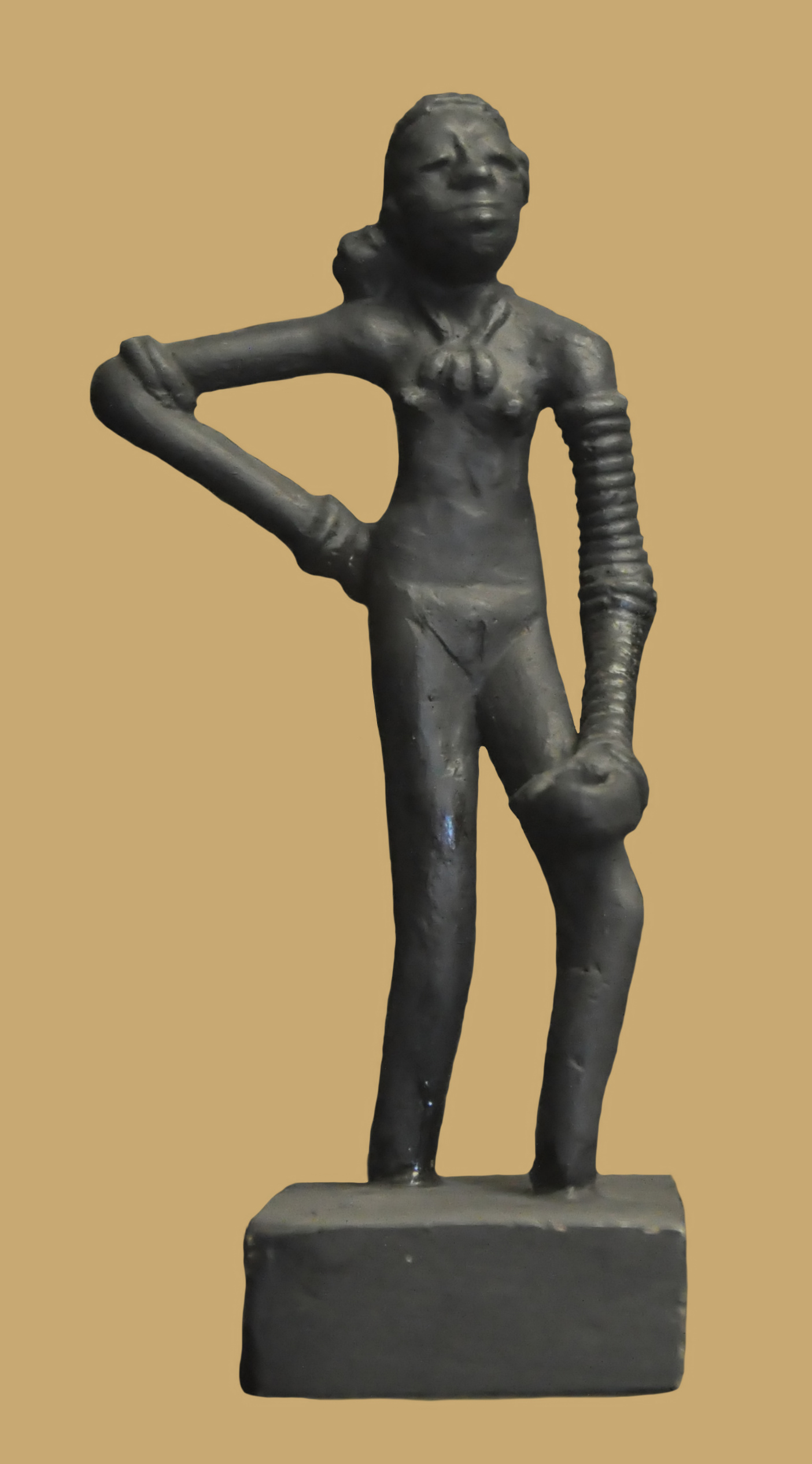
«Танцующая девушка[англ.]» из Мохенджо-Даро
Город Лотхал. Реконструкция
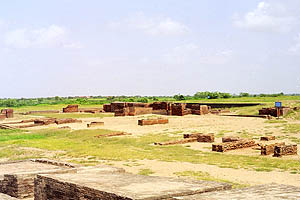
Раскопки в Лотхале

### Индо-буддийская архитектура
Во времена империи Маурьев и государства Гуптов и их преемников было построено несколько буддистских архитектурных комплексов, например, в Эллоре, и монументальная Большая ступа в Санчи.
Традиционная система Васту-шастра служит как индийская версия Фэн-шуй, влияющая на городское планирование, архитектуру и эргономику.
Группа храмов в Кхаджурахо (большинство из которых построены в 950—1050 годах) представляет собой кульминацию развития средневековой архитектуры в северной Индии.
У большинства храмов общий замысел и план, различия только в деталях. Все храмы симметричны относительно оси восток-запад. Три храма построены из гранита: Чаусатх-ёгини, Брахмы и Лалгуани-Махадеви. Все остальные храмы Кхаджурахо сделаны из песчаника, цвет камня варьируется от тёмно- до светло-жёлтого, встречается розовый. Материал для строительства добывали в городе Панна на восточном берегу реки Кен.
В больших храмах боковые трансепты украшены окном с балконом для вентиляции. Над балконами размещены роскошные скульптурные группы, которые показывают сцены из жизни богов. Свет из окон освещает внутренний центральный зал. Скульптура Кхаджурахо берёт свои истоки из средневековой школы Ориссы, и превосходит её в изяществе изображения.

Группа храмов в Кхаджурахо
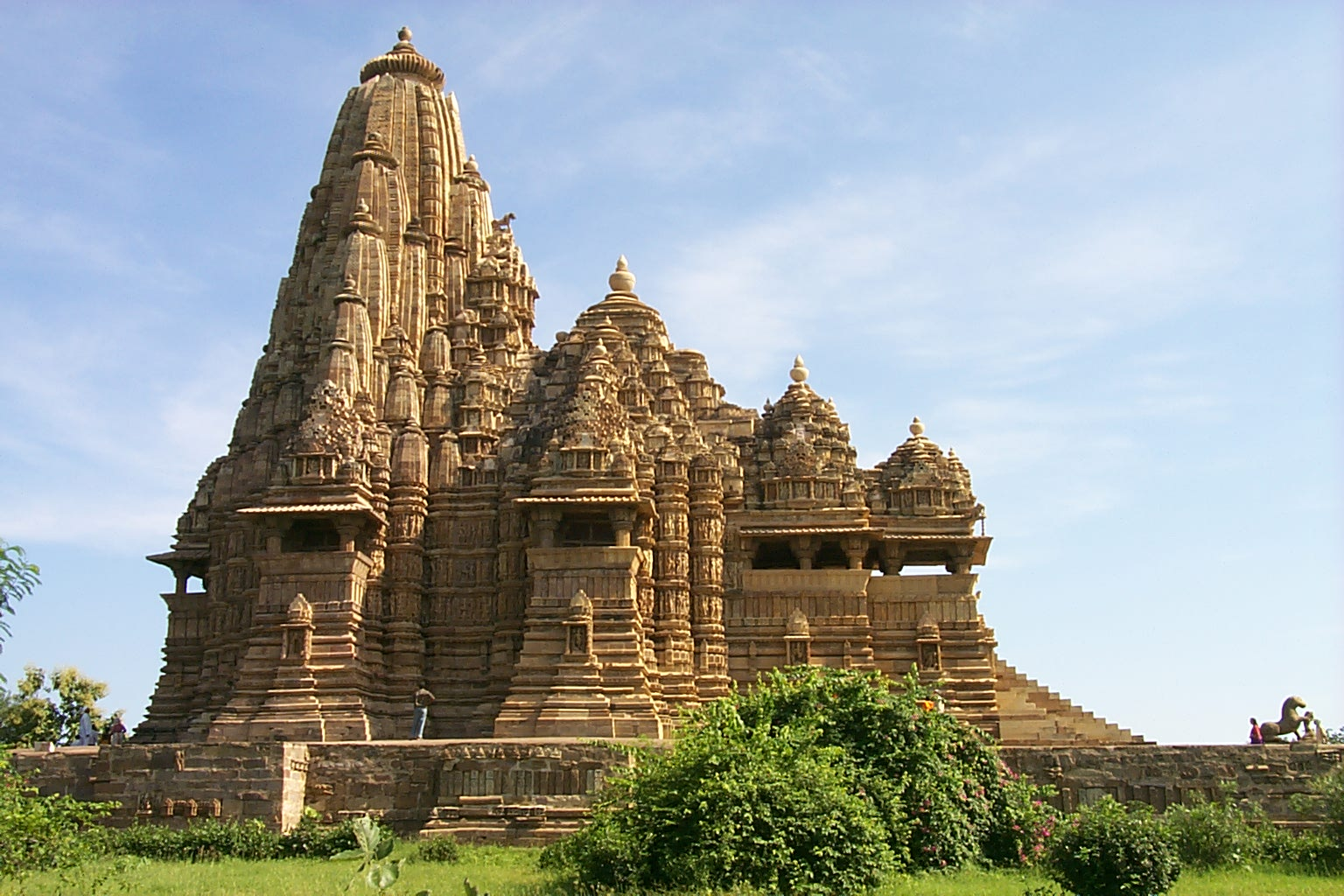
Храм Кандарья-Махадева
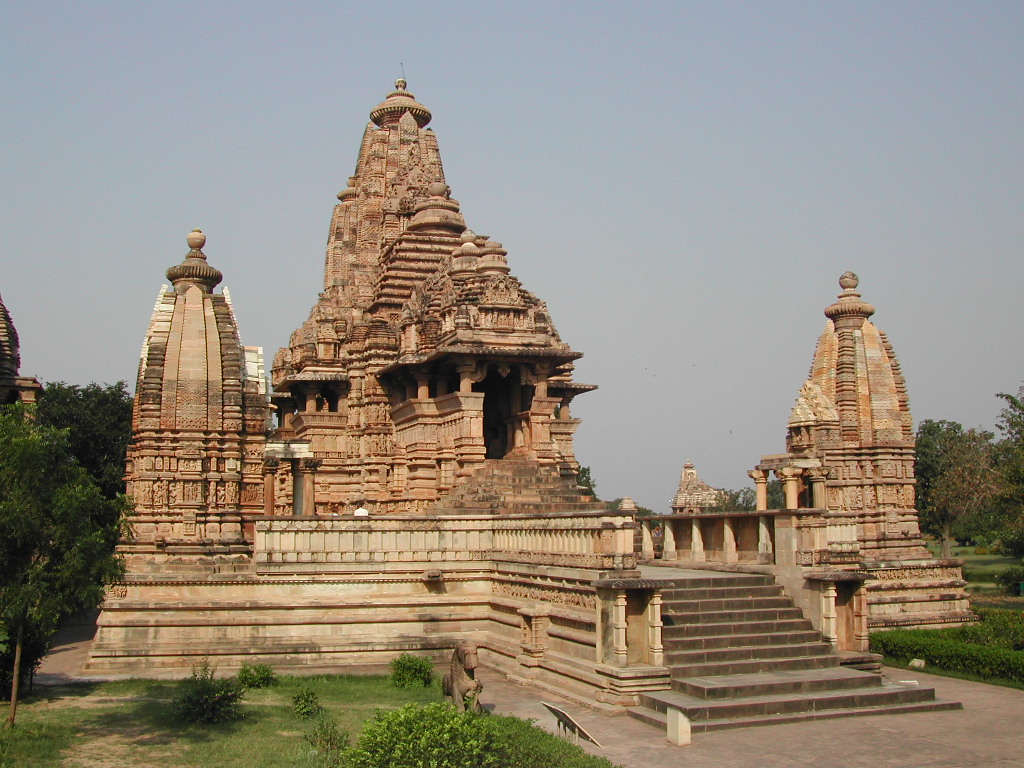
Храм Лакшманы
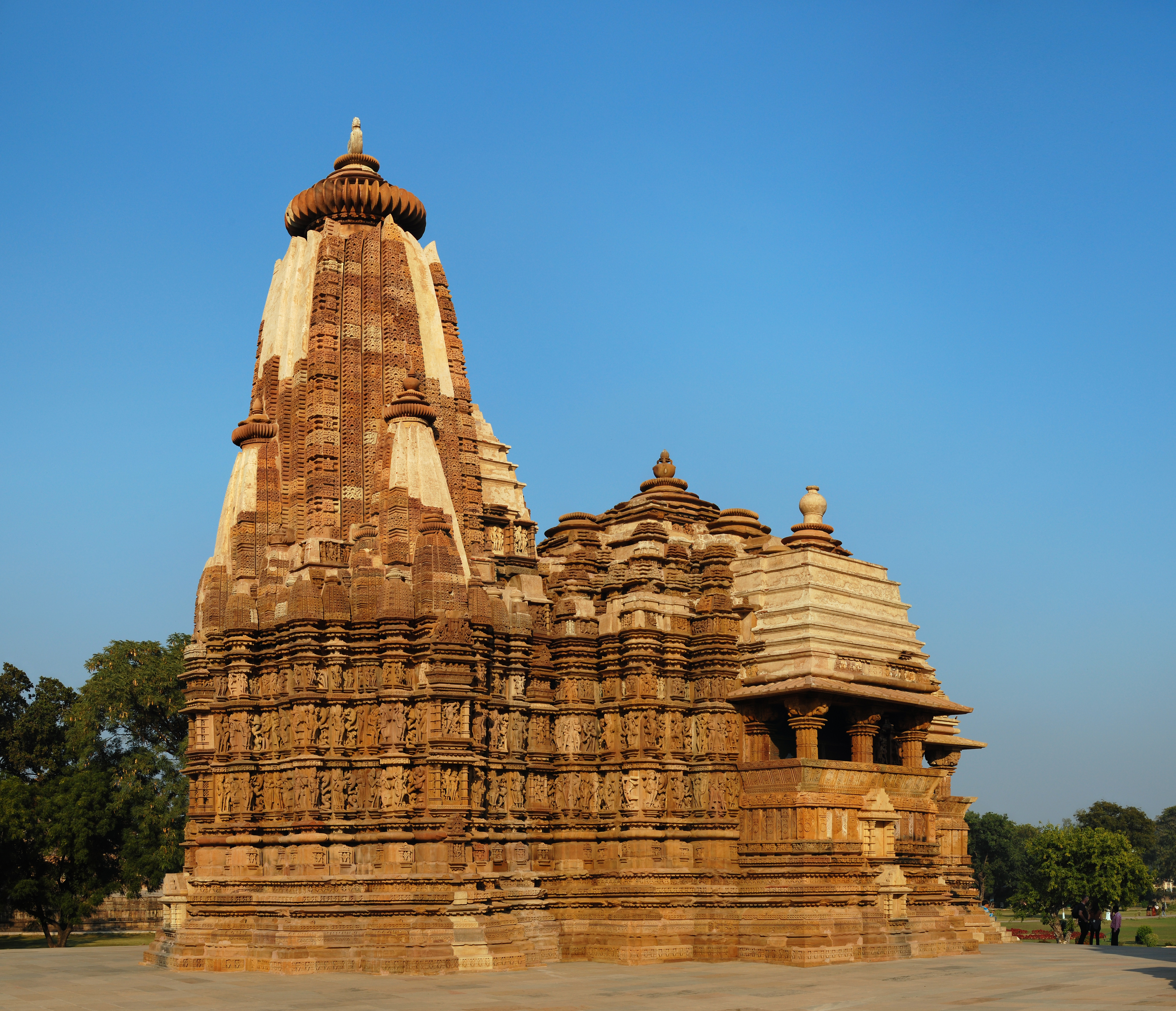
Храм Джагадамби
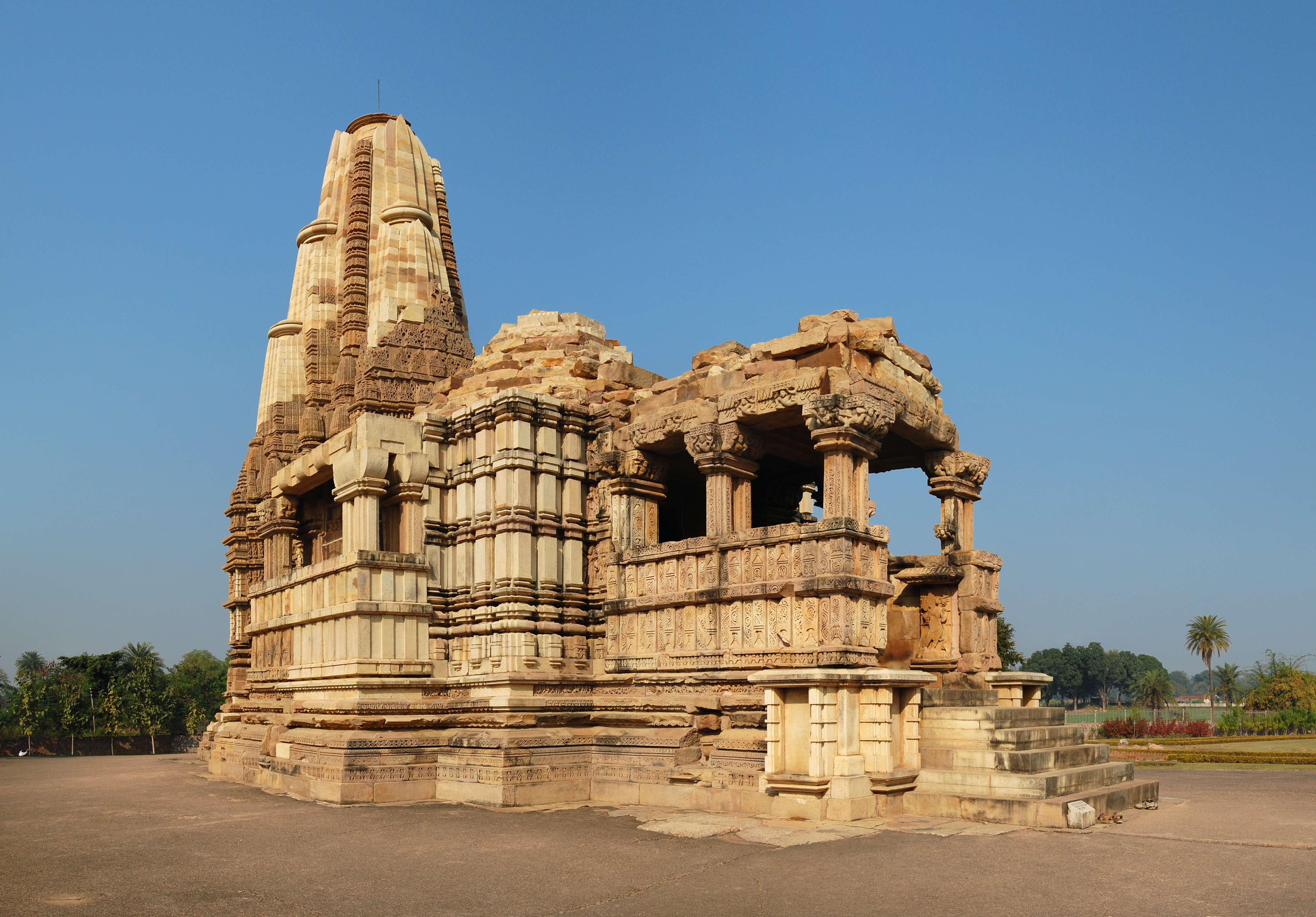
Храм Дуладео

К архитектуре периода Хойсалы (между XI и XIV веками) относятся Шаблон:Iw5 в Белуре, Шаблон:Iw5 в Халебиде и Шаблон:Iw5 в Шаблон:Iw5.

Храмы периода Хойсалы
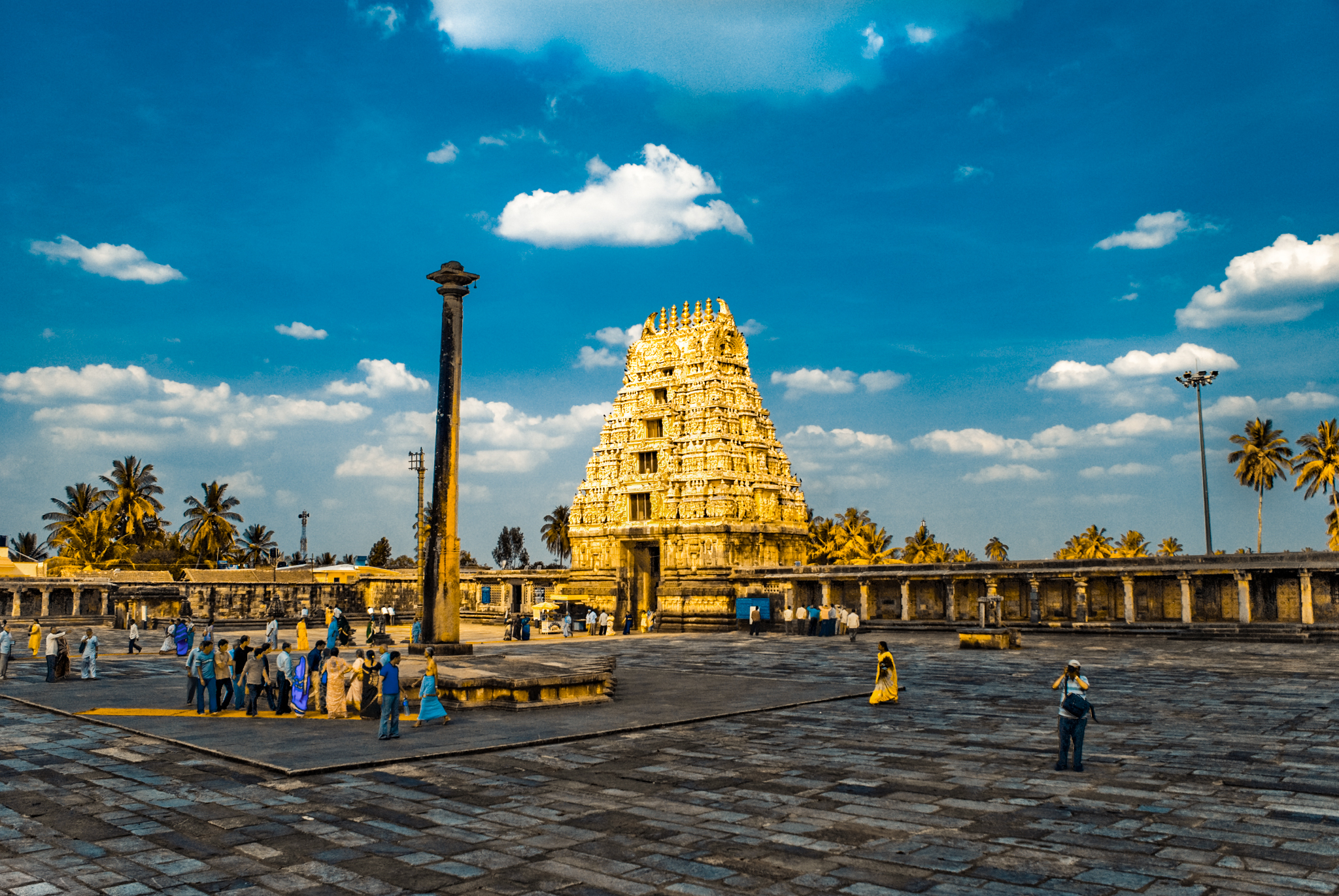
Храм Ченнакешава
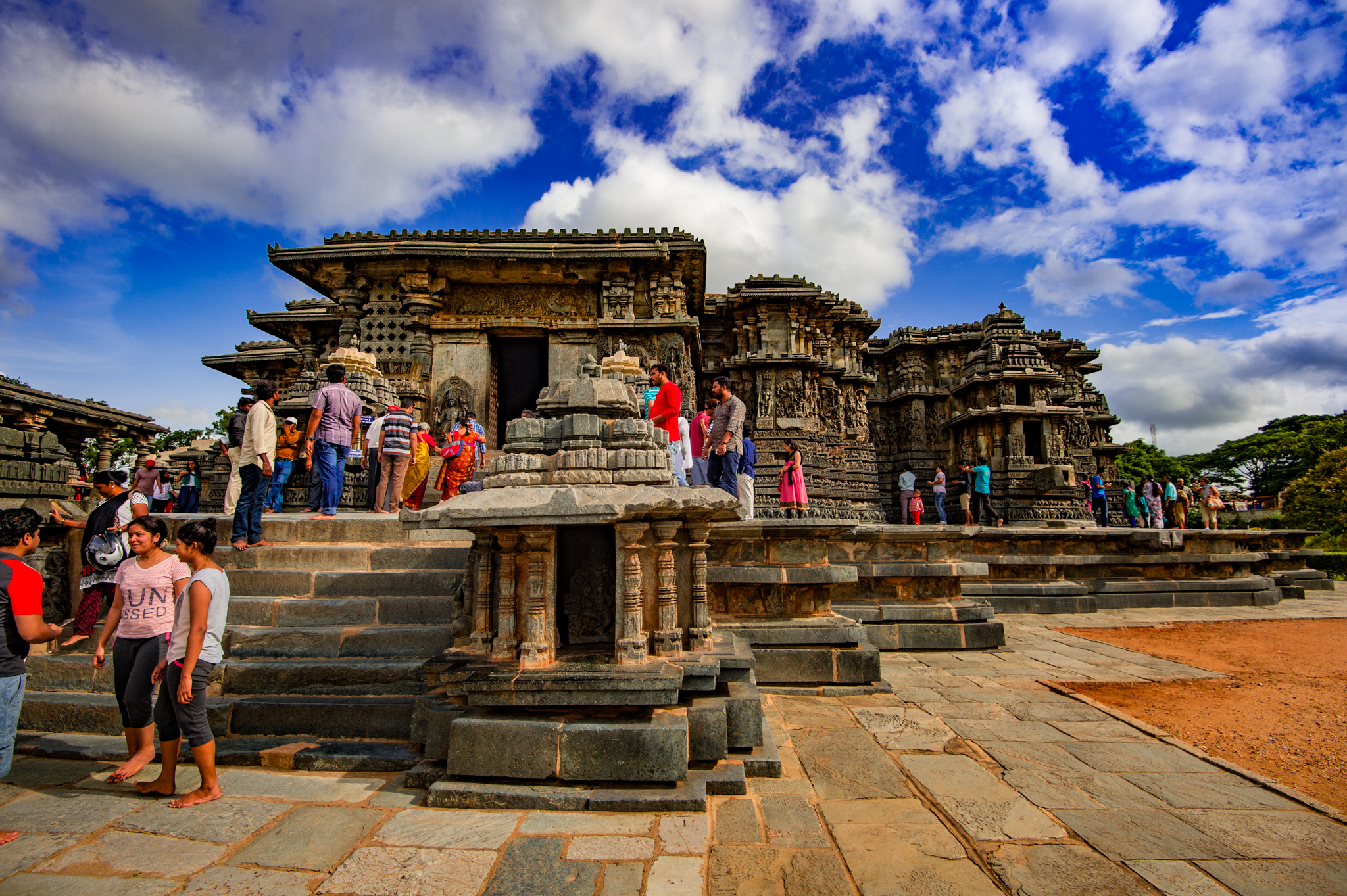
Храм Хойсалешвара
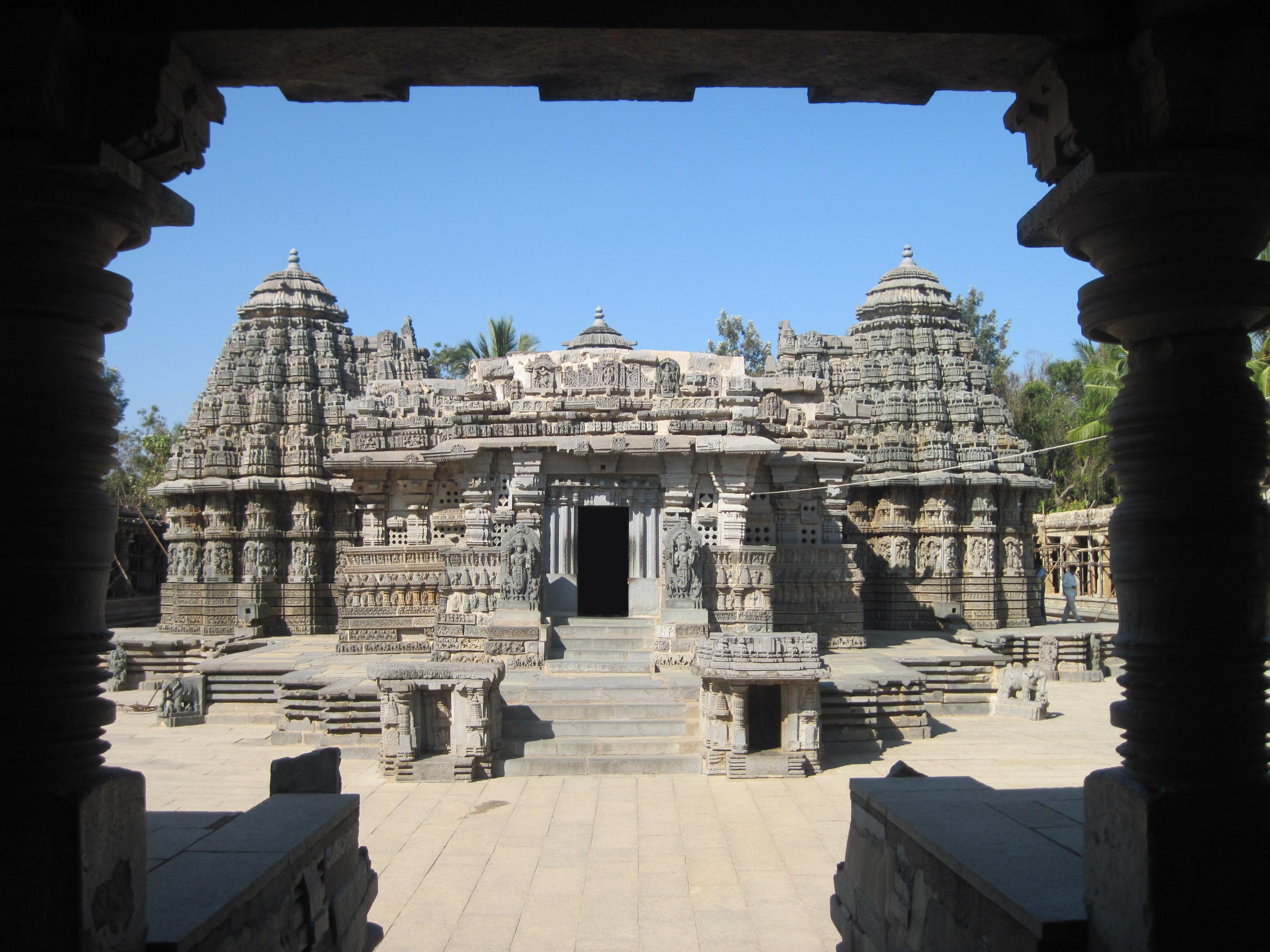
Храм Кешава
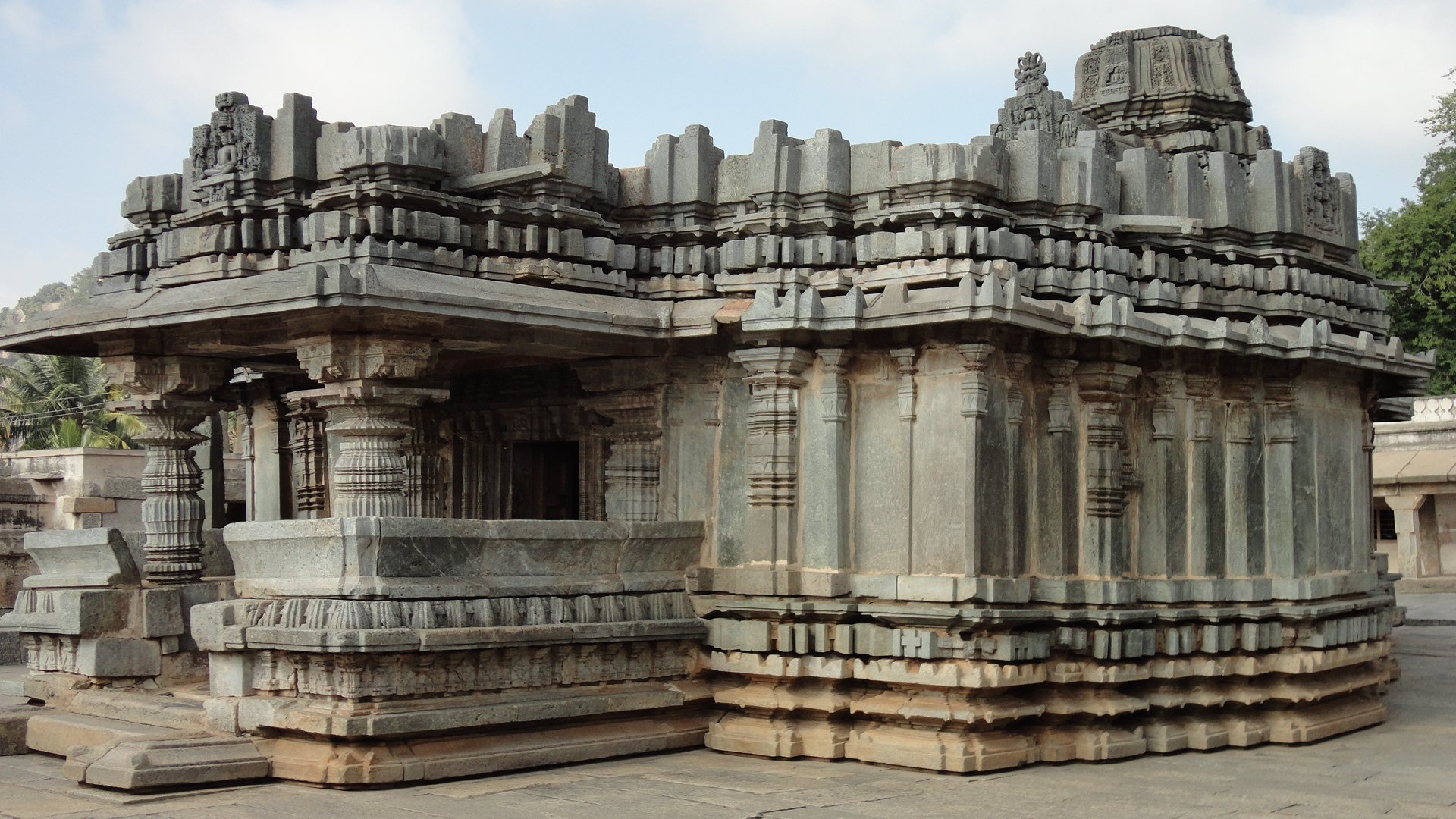
Храм в Шраванабелаголе

Позднее в Южной Индии были возведены храмы, подобные таким, как храм Брахадисвара в Танджавуре, Храм солнца в Конараке, Храм Ранганатхи в Шрирангаме, буддистская ступа в Бхаттипролу.

### Индо-исламская архитектура
С появлением исламского влияния индийская архитектура адаптировалась под новые религиозные традиции. Фатехпур-Сикри, Тадж-Махал, Гол-Гумбаз, Кутб-Минар, Красный форт — творения этой эпохи, которые воспринимаются как символы Индии.

Тадж-Махал
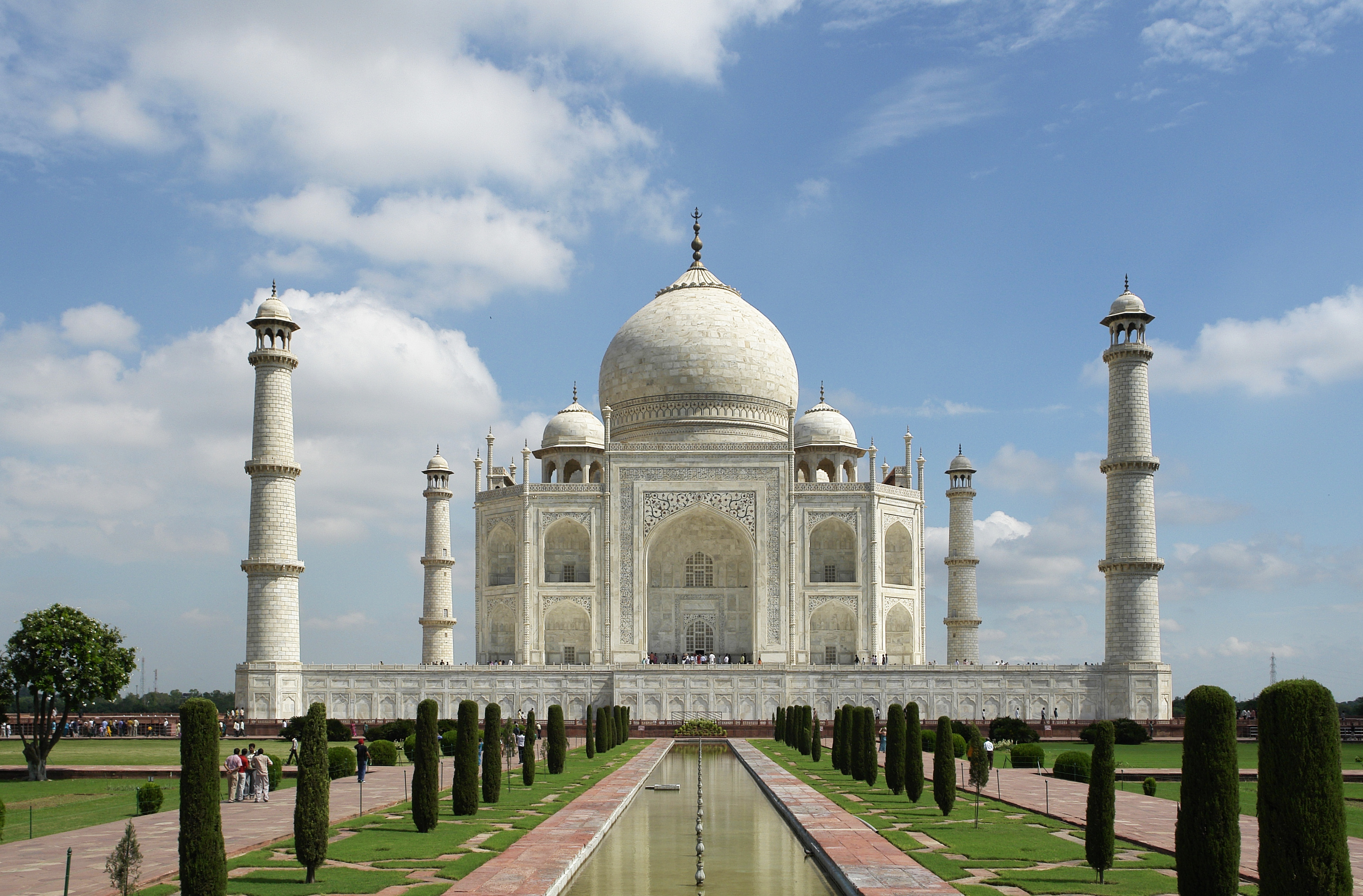
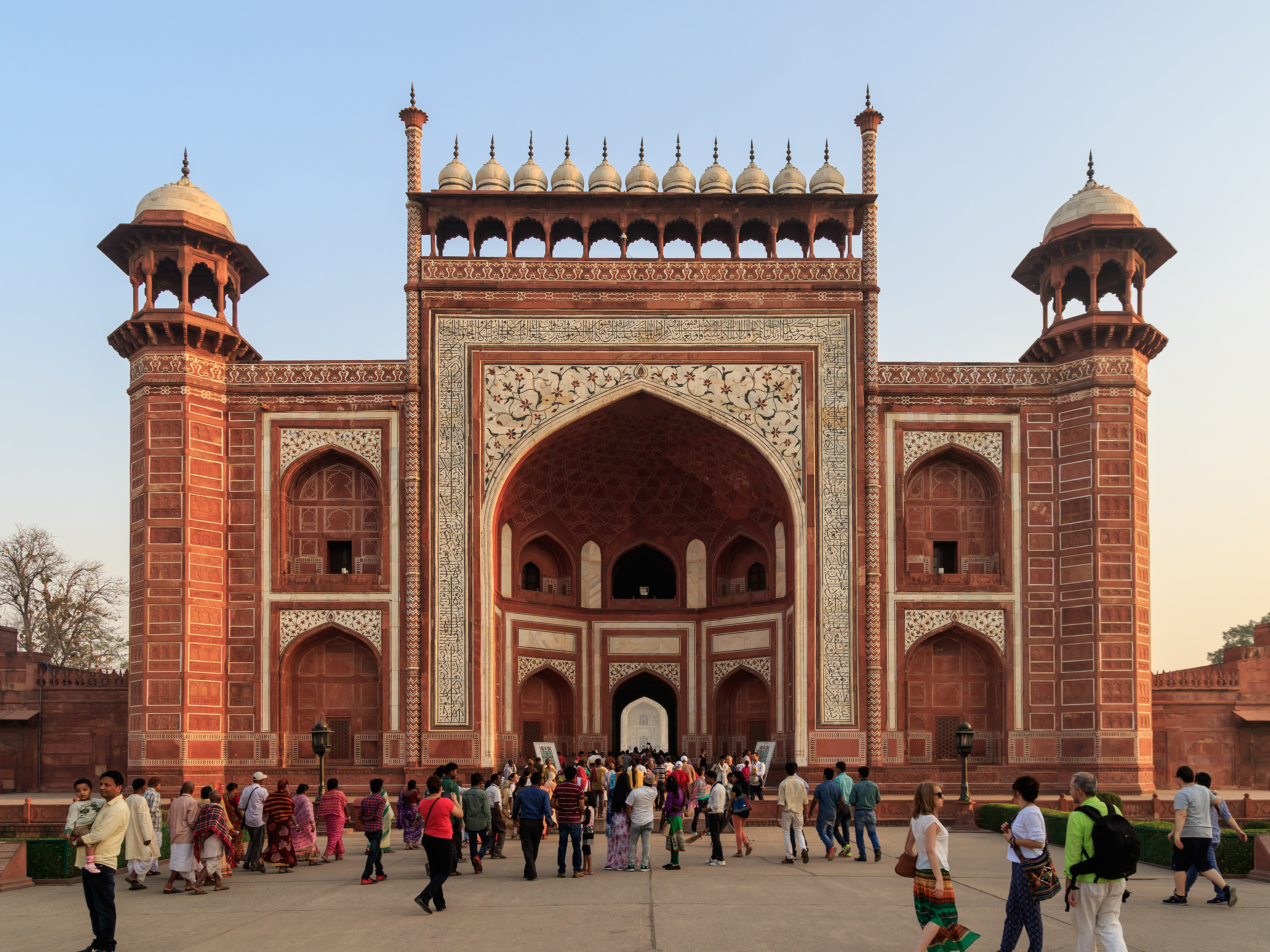
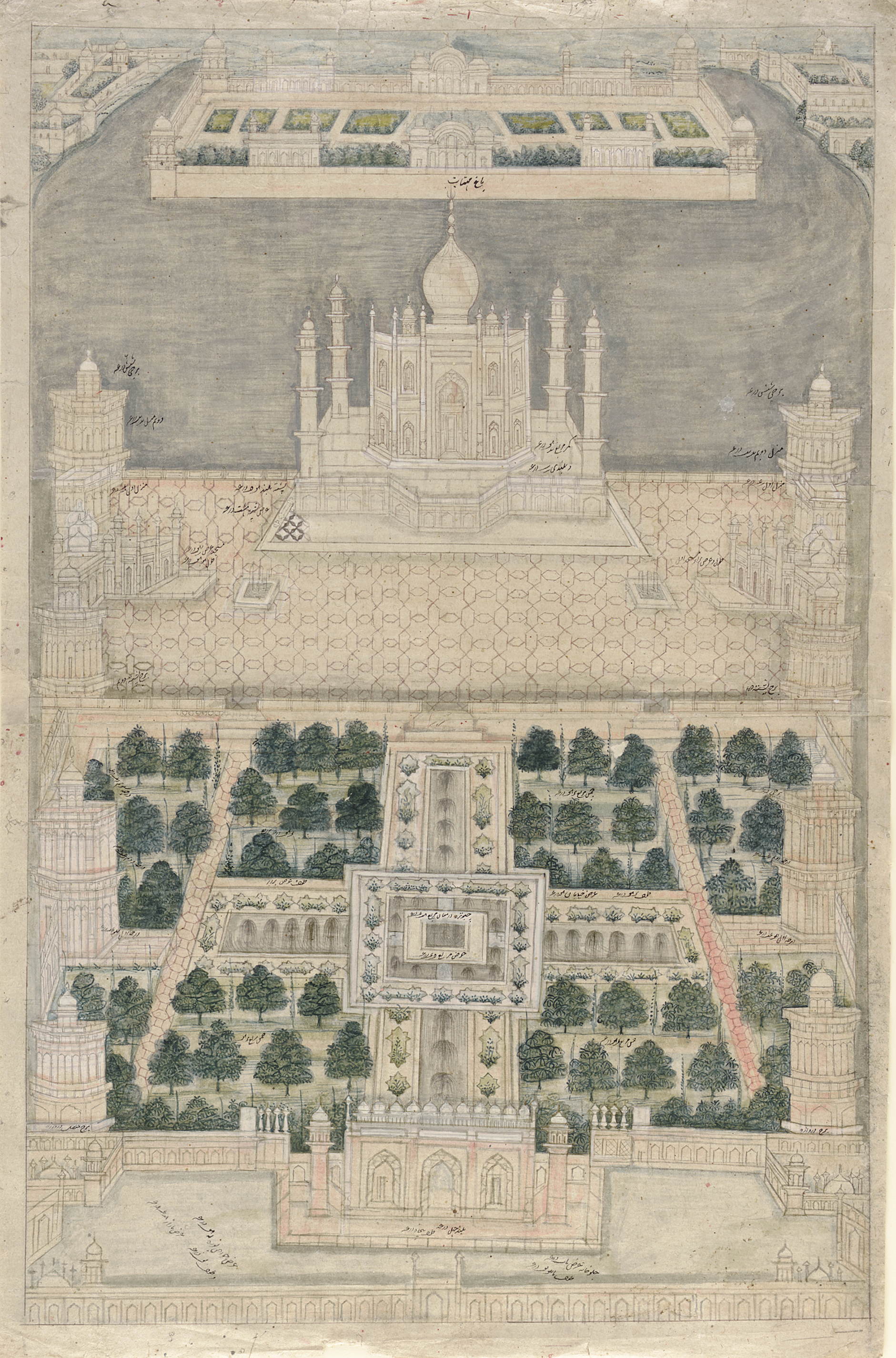

### Британский колониальный период
В период британского колониального господства в Индии появились такие архитектурные стили, как индо-сарацинский и неоготический. Мемориал Виктории и Вокзал Чхатрапати Шиваджи — наиболее яркие примеры.

## Архитектура Древнего Китая
Основным строительным материалом в древнем Китае было дерево. В землю вбивали деревянные столбы, которые вверху соединялись балками. На этом каркасе затем устанавливались несущие конструкции кровли, покрываемые впоследствии черепицей. Проёмы между столбами заполнялись кирпичами, глиной, бамбуком или другим материалом.

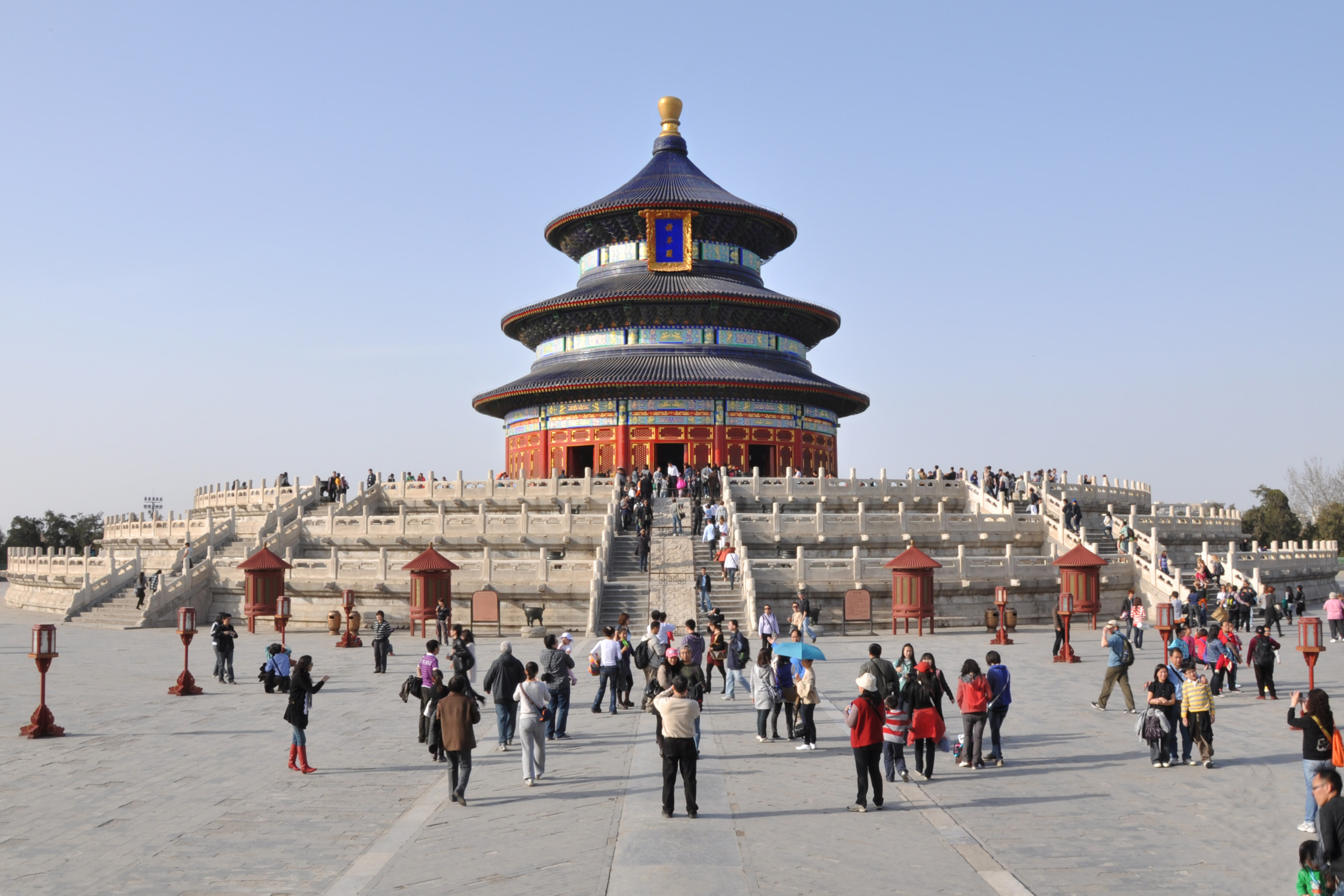
Храм урожая
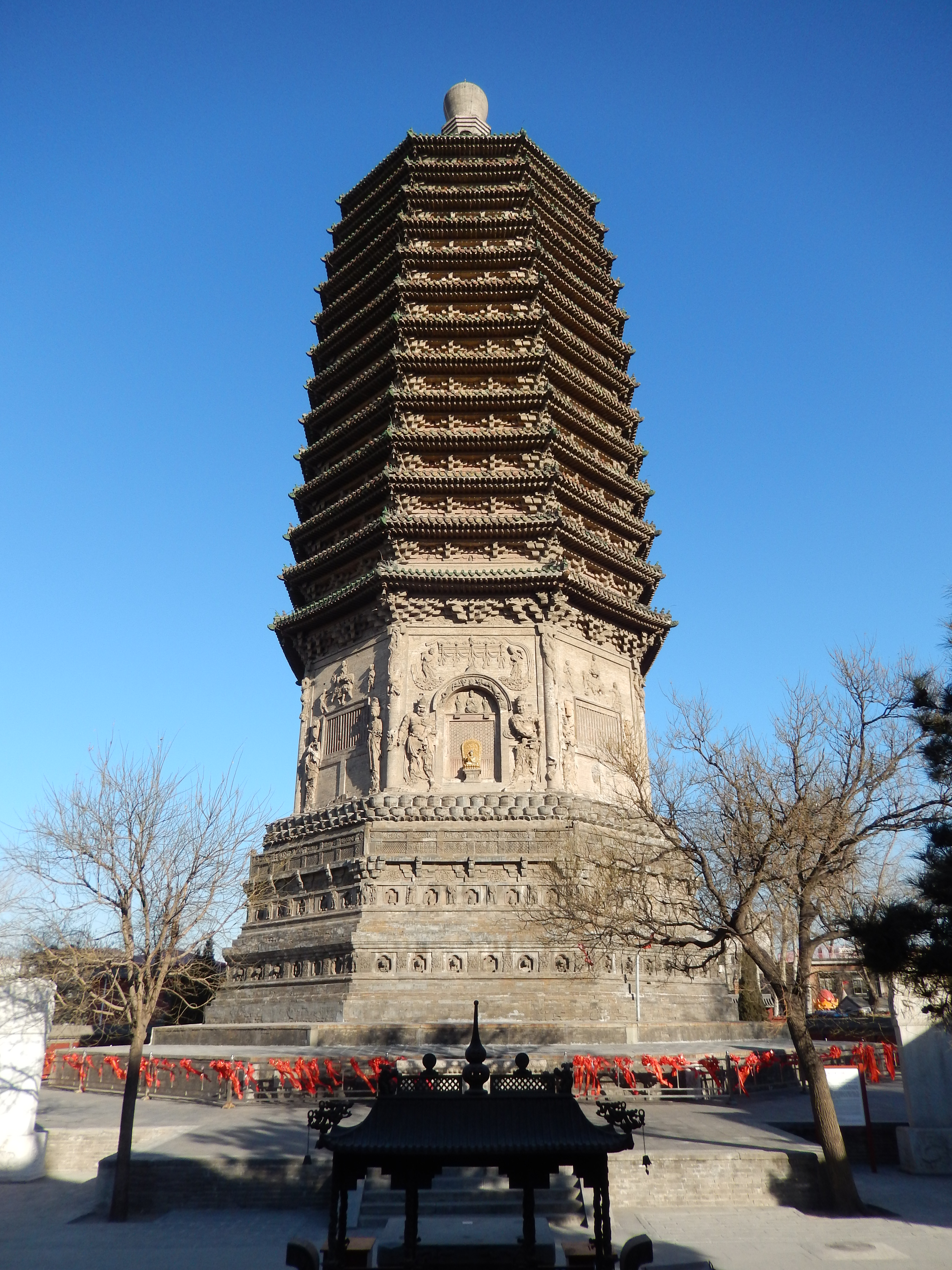
Храм Тяньнин
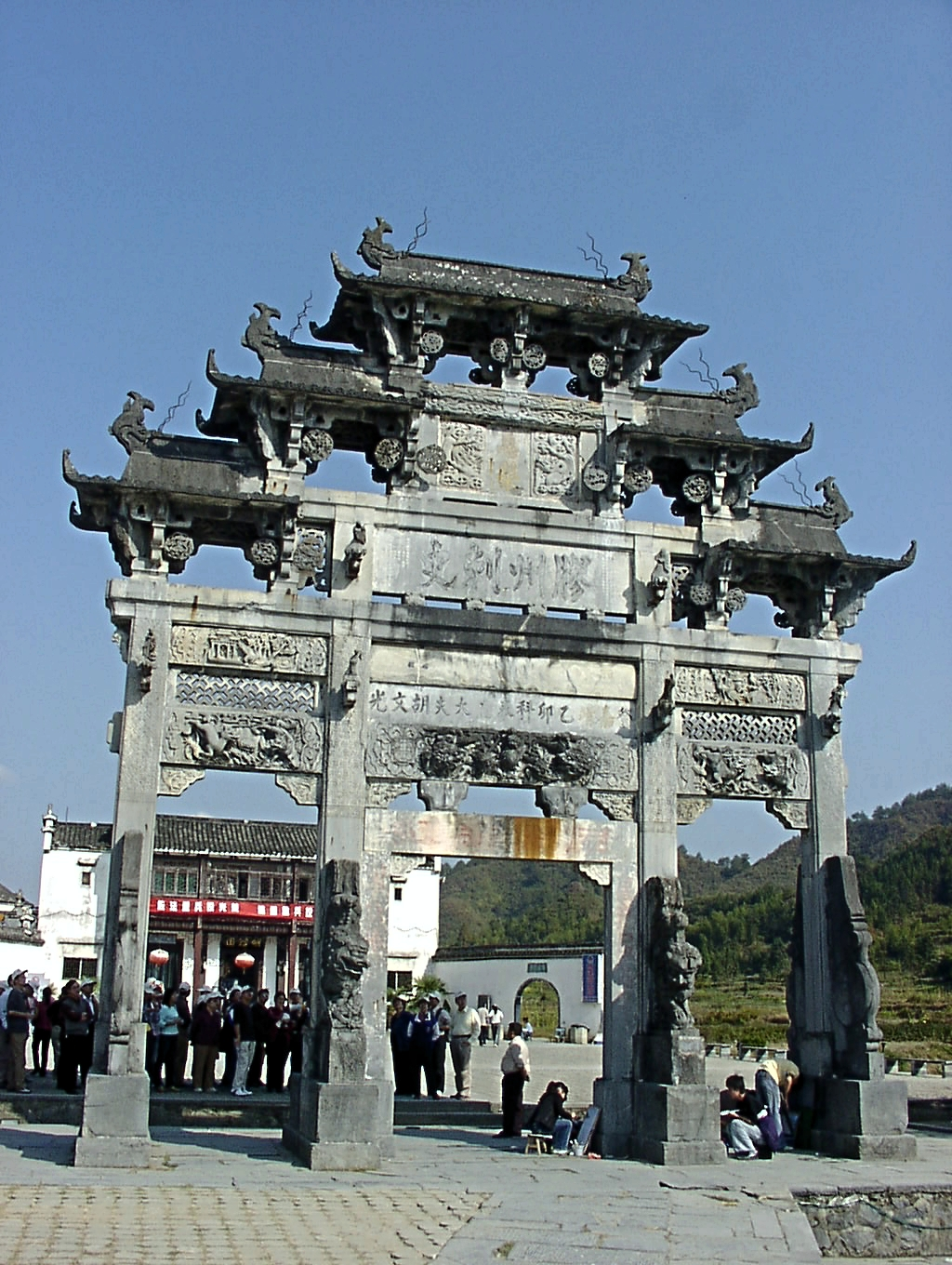
Ворота-пайлоу в южнокитайской деревне Сиди
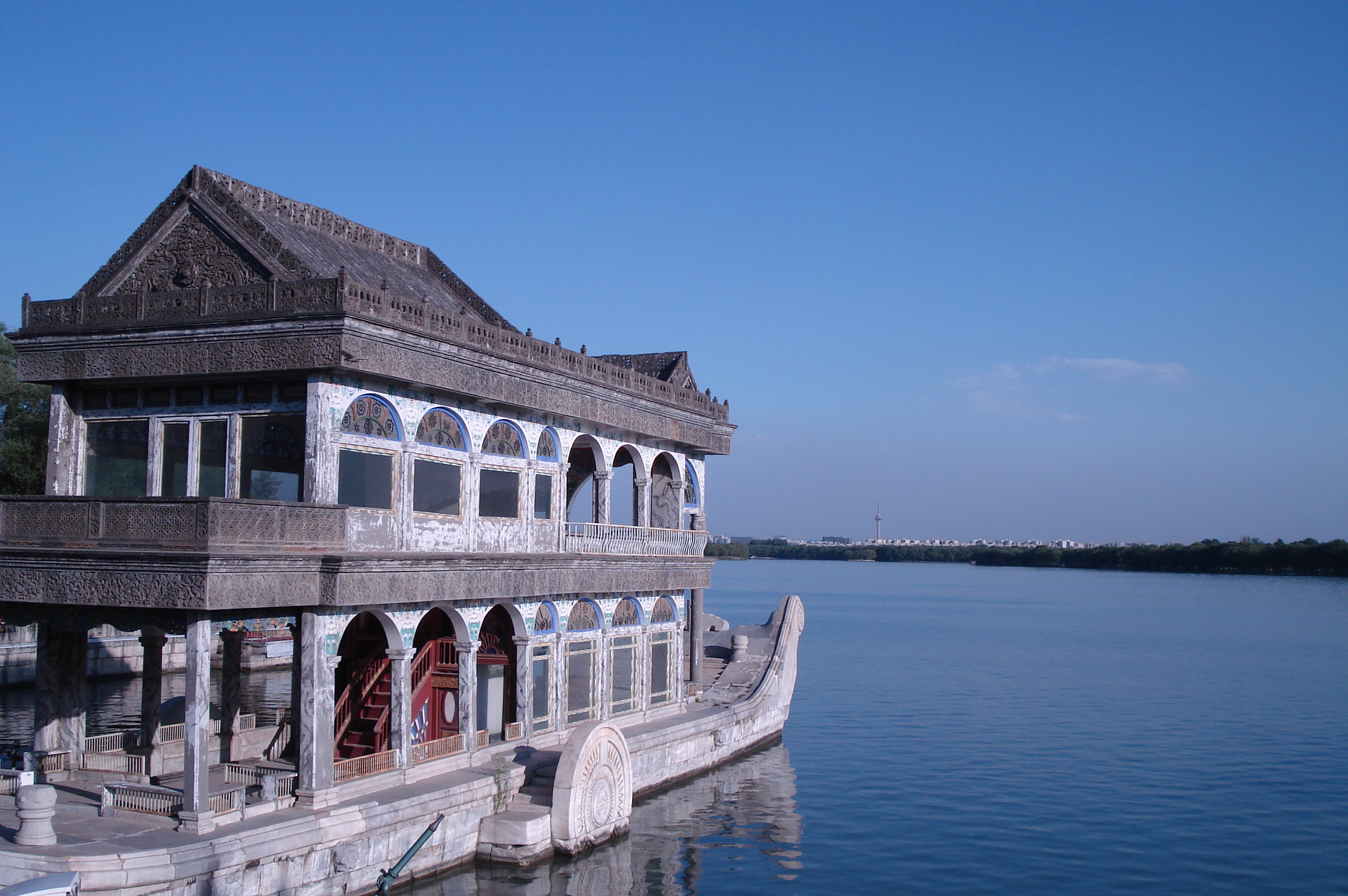
Мраморная ладья в Летнем дворце

Важной особенностью китайской архитектуры является зеркальная симметрия как относительно продольной, так и относительно поперечной оси. Это символизирует баланс.
Традиционно китайская застройка организуется по принципу сыхэюань при котором четыре здания помещаются фасадами внутрь по сторонам прямоугольного двора. Так в Китае строились усадьбы, дворцы, храмы, монастыри и т. д. Обычно здания размещаются вдоль осей север-юг и запад-восток.

Принцип сыхэюань
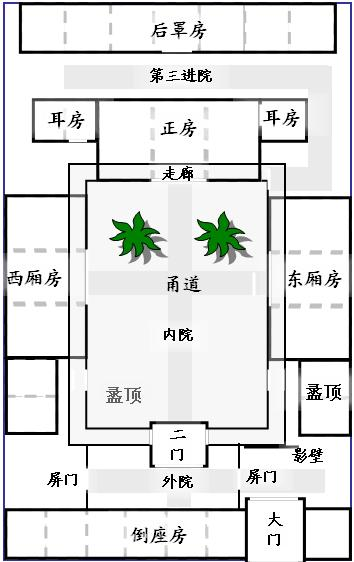
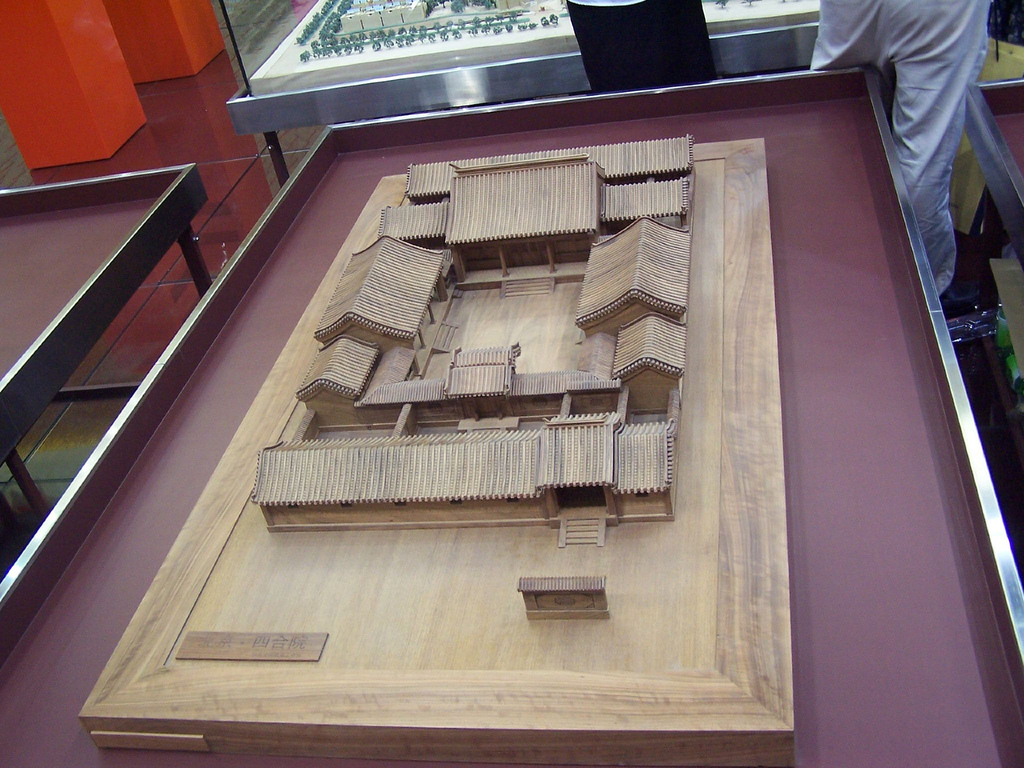
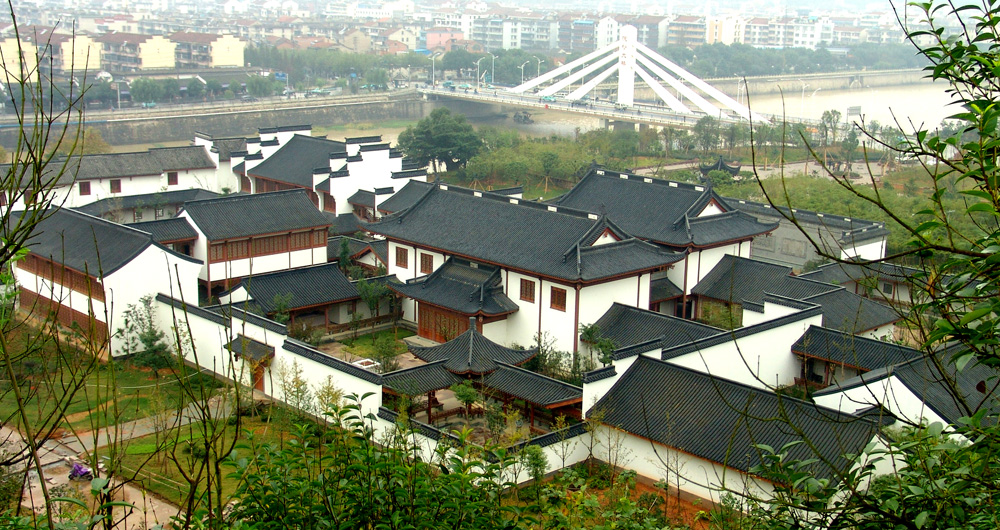
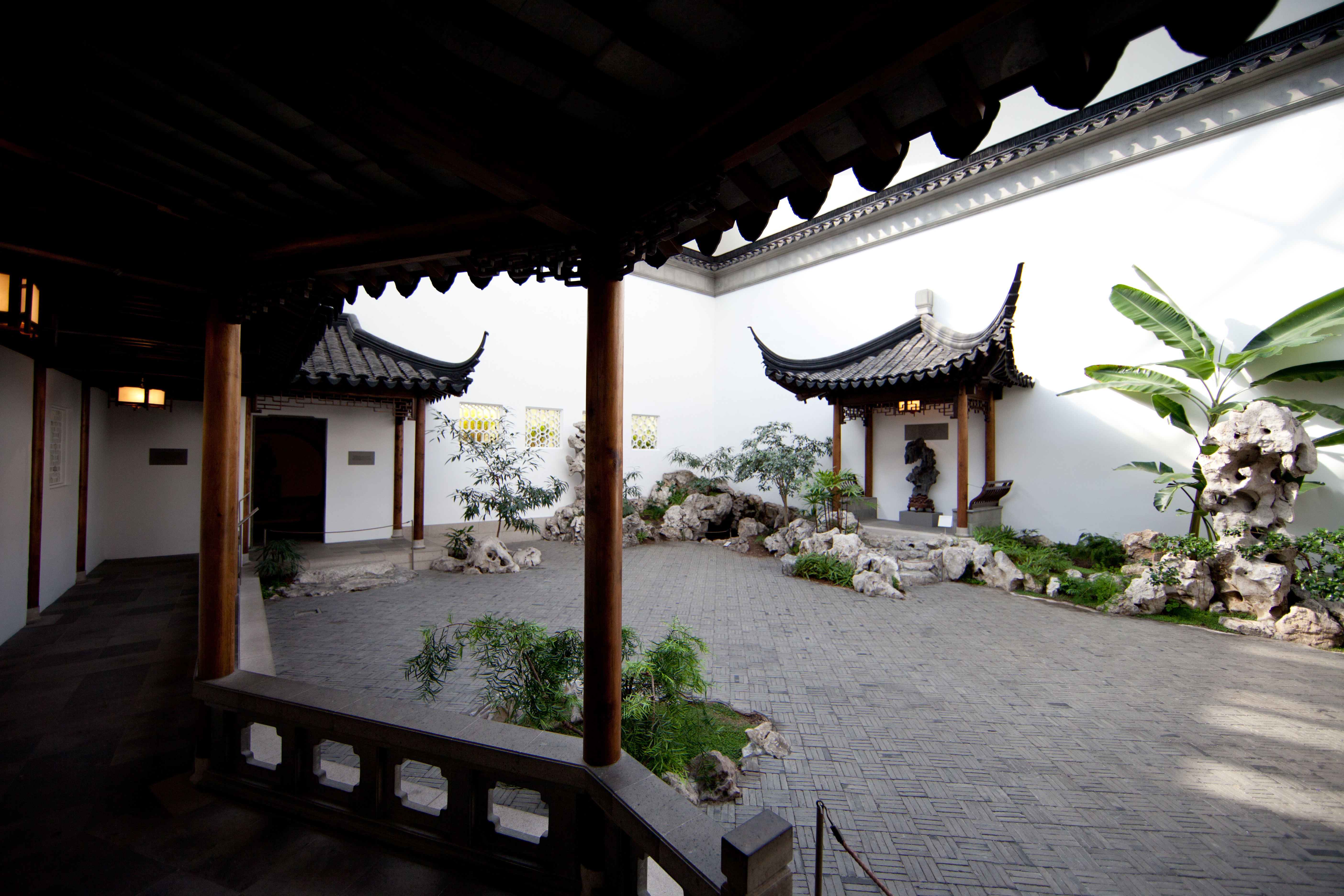

## Архитектура Византии
Заимствовав формы от античной архитектуры, византийское зодчество постепенно их видоизменяло и в течение V века выработало, преимущественно для храмоздательства, тип сооружений, по плану и всей конструктивной системе существенно отличающийся от типа древнехристианских базилик. Главную его особенность составляет употребление купола для покрытия средней части здания (центрально-купольная система). Купол был уже известен в языческом Риме, равно как и на Востоке (напр. в Сирии), но в большинстве случаев помещался на круглом основании; если же основание было квадратное или многогранное, то между ним и куполом не существовало надлежащей органической связи. Византийцы первые удачным образом разрешили задачу помещения купола над основанием квадратного и вообще четырёхугольного плана при помощи так называемых парусов.

Архитектура Византии
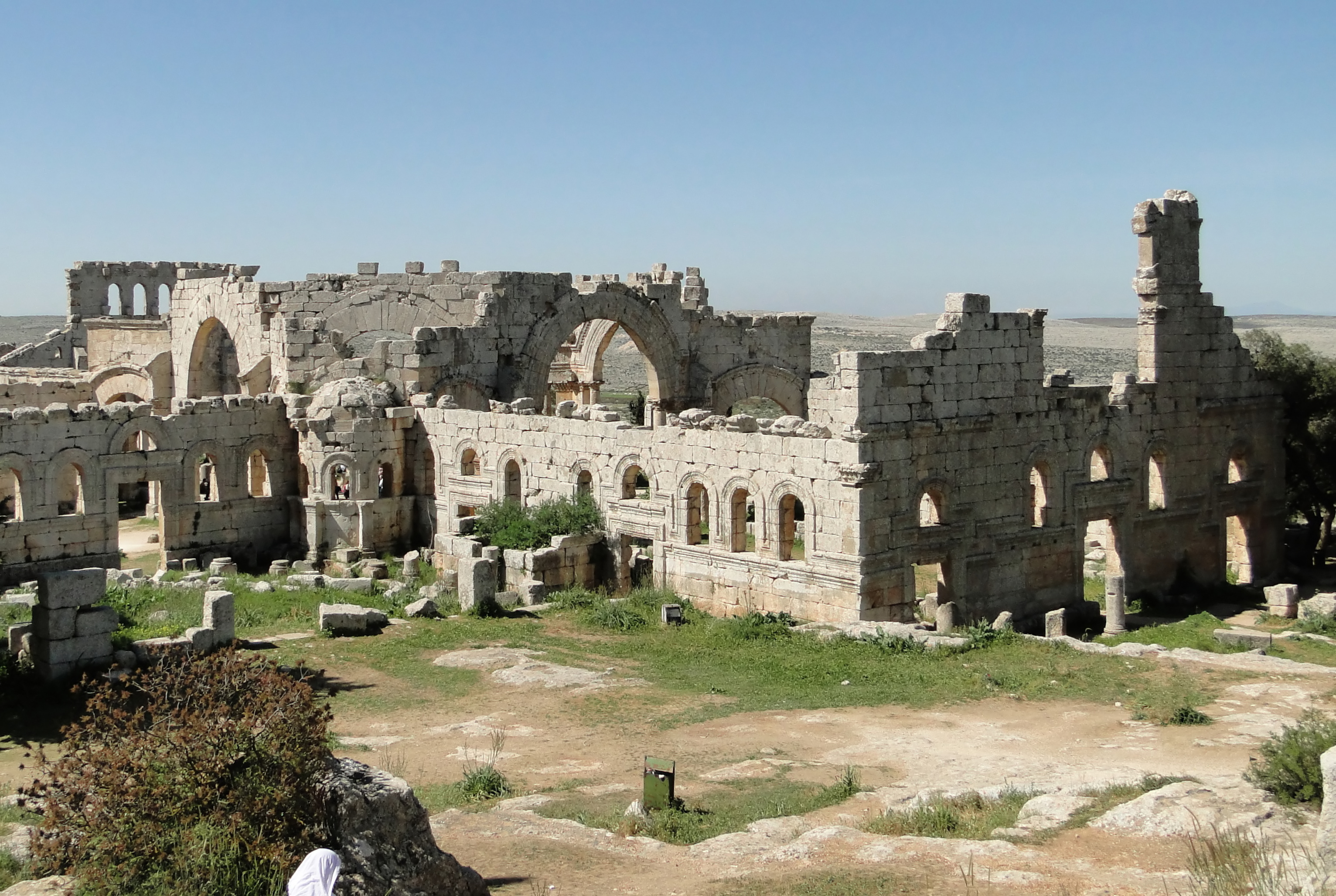
Храм монастыря преподобного Симеона Столпника, 476—490 годы
Вид на Софийский собор
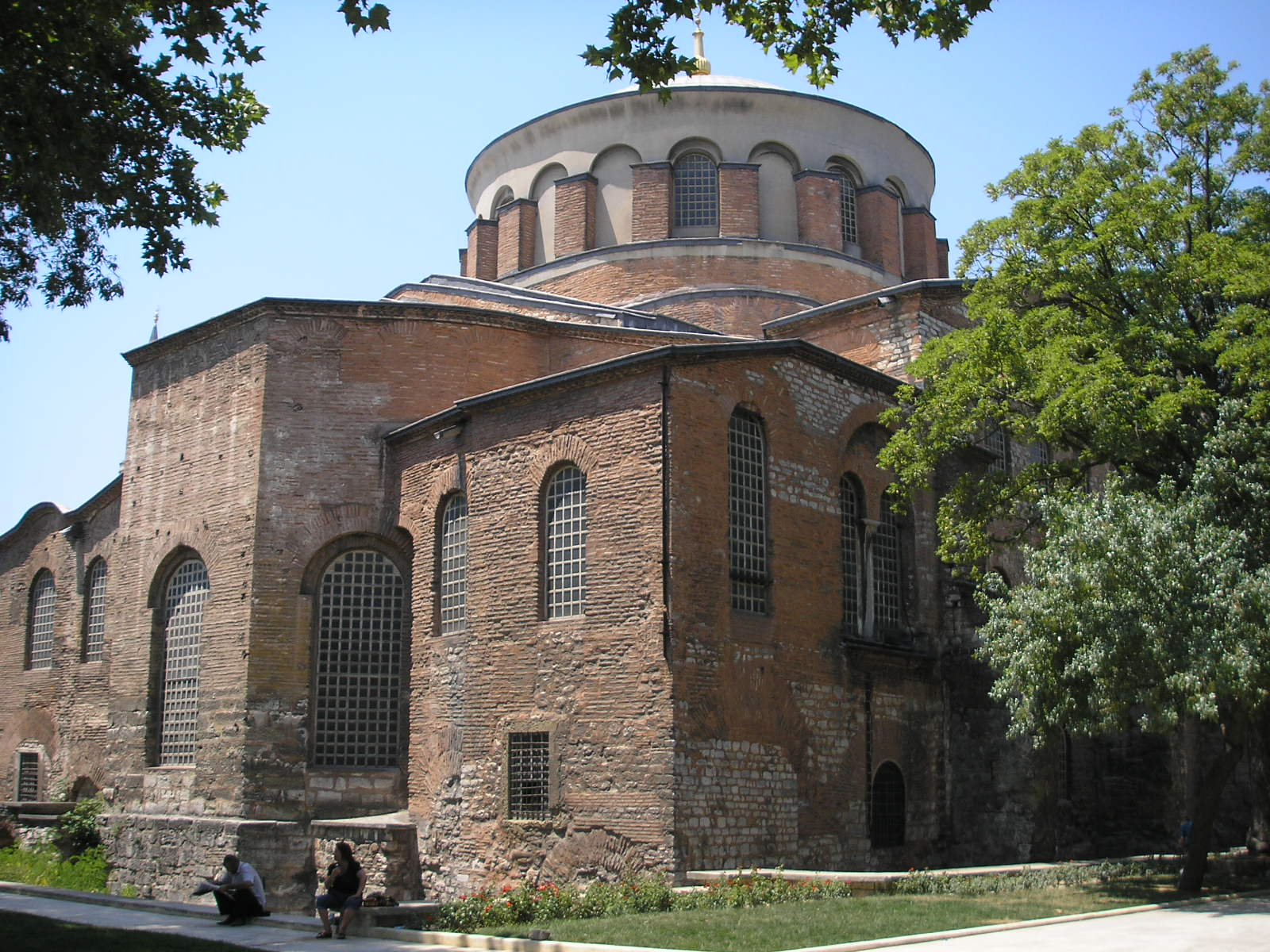
Церковь Святой Ирины в Константинополе
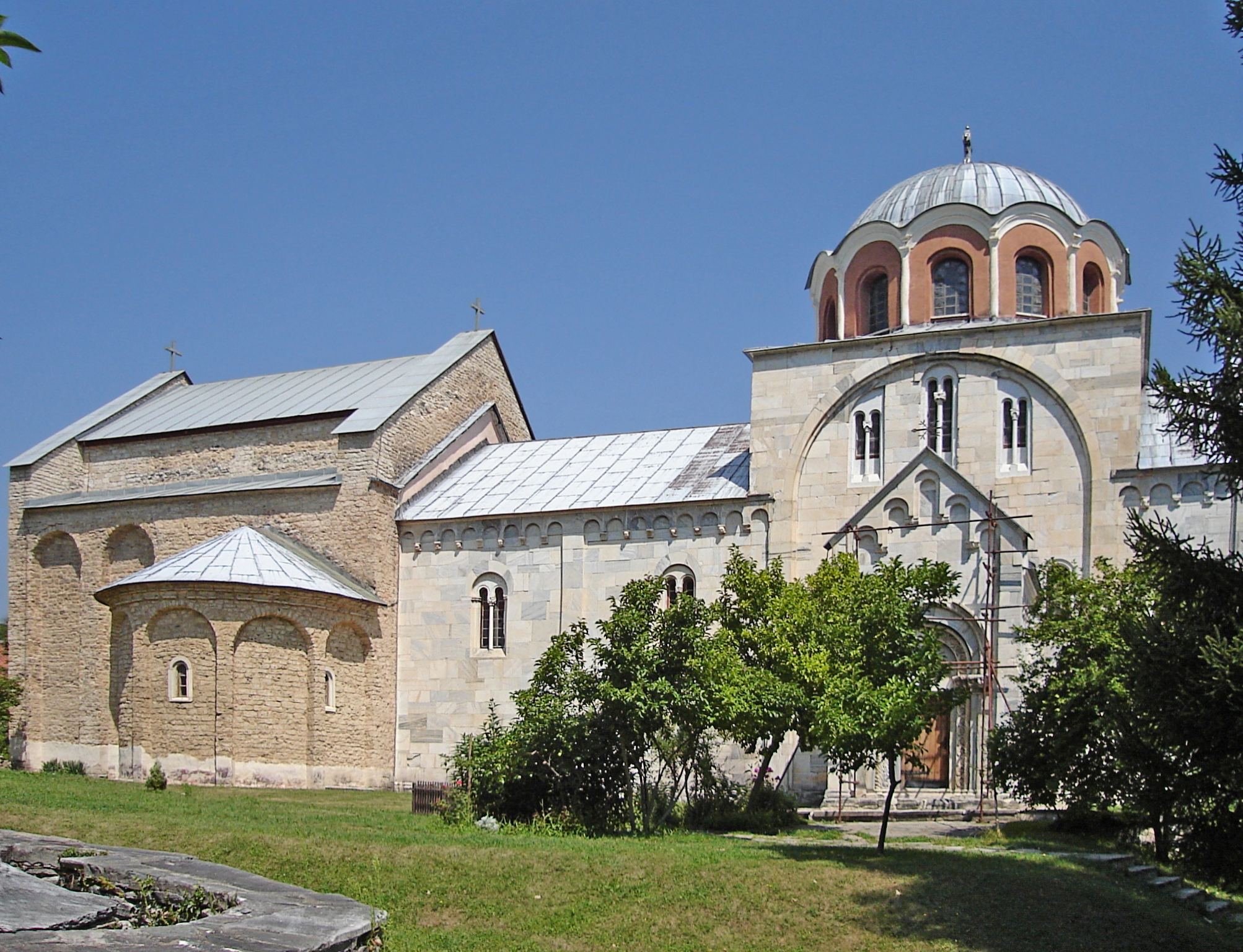
Монастырь Студеница в Сербии

## Архитектура средневековой Армении
Армянская архитектура, как и государство Армения, имеет давнюю историю. Несмотря на частые войны и многочисленные захваты территорий одних государств другими, в Закавказье и Малой Азии сохранилось множество памятников армянской архитектуры и декоративно-прикладного искусства.
Архитектура Армении в течение нескольких веков развивалась, вбирая в себя достижения различных эпох и культур и при этом оставаясь самобытной.
Можно проследить изменение от классической ордерной архитектуры в I веке н. э. (Храм Гарни) до базилики в IV—VII вв. (Цицернаванк) и крестово-купольной архитектуры последующих веков (Мармашен).
Для архитектуры Армении характерны строгие, брутальные формы, сравнительно доступные, но качественные материалы и трудоёмкость строительства.
Специфическими для искусства Армении являются хачкары, представляющие собой каменные стелы с весьма разнообразными, неповторимыми резными изображениями креста.

Архитектура средневековой Армении
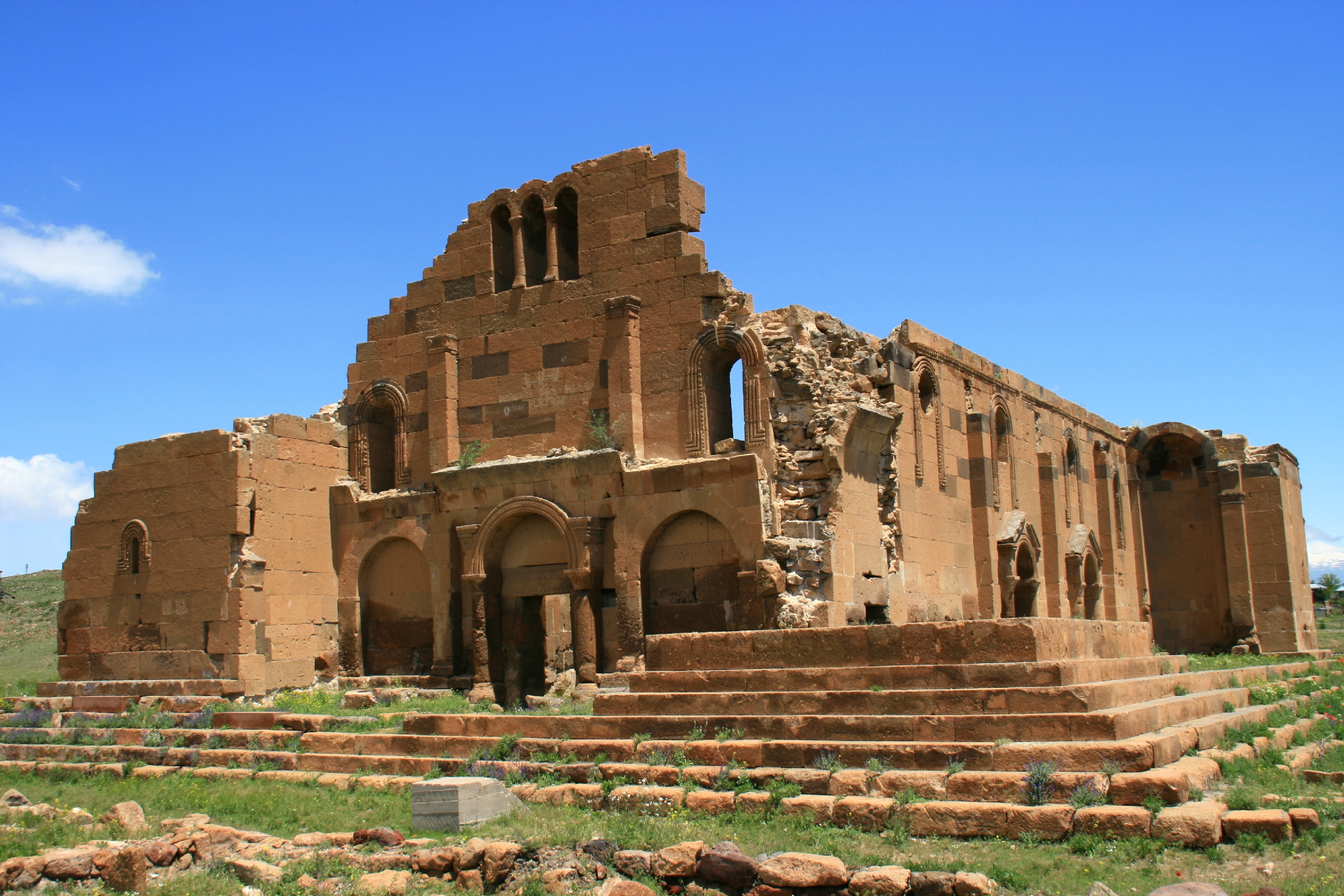
Ереруйкская базилика, V век
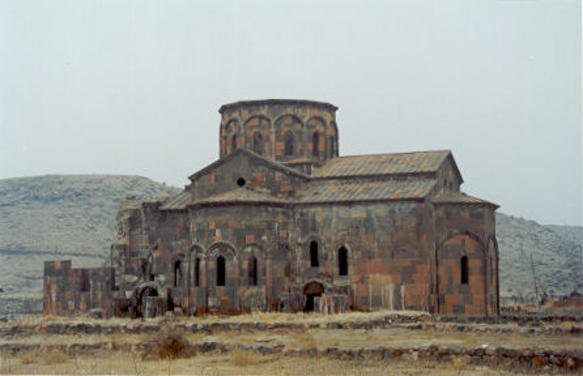
Талинский собор, VII век
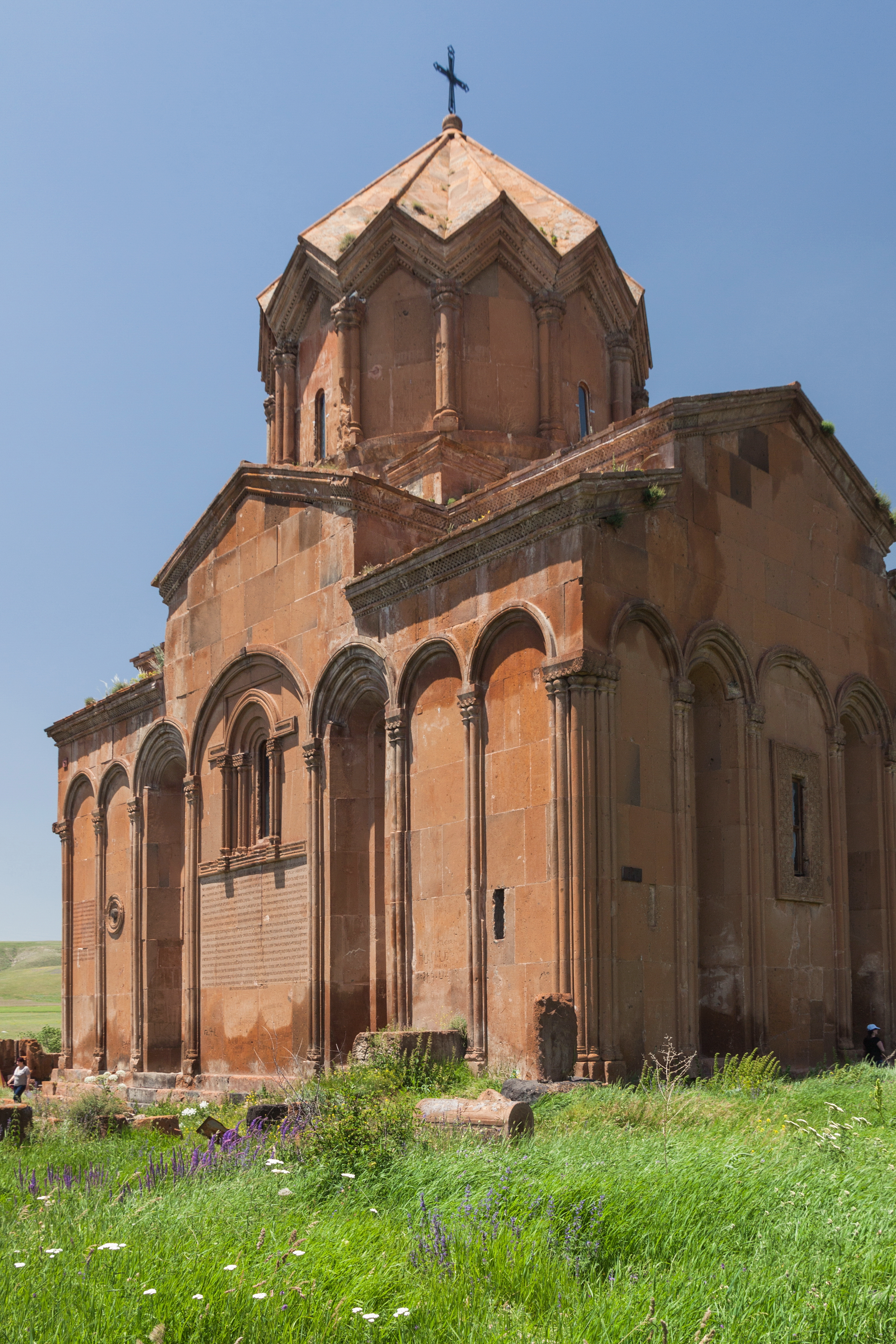
Мармашен, 988—1029 годы
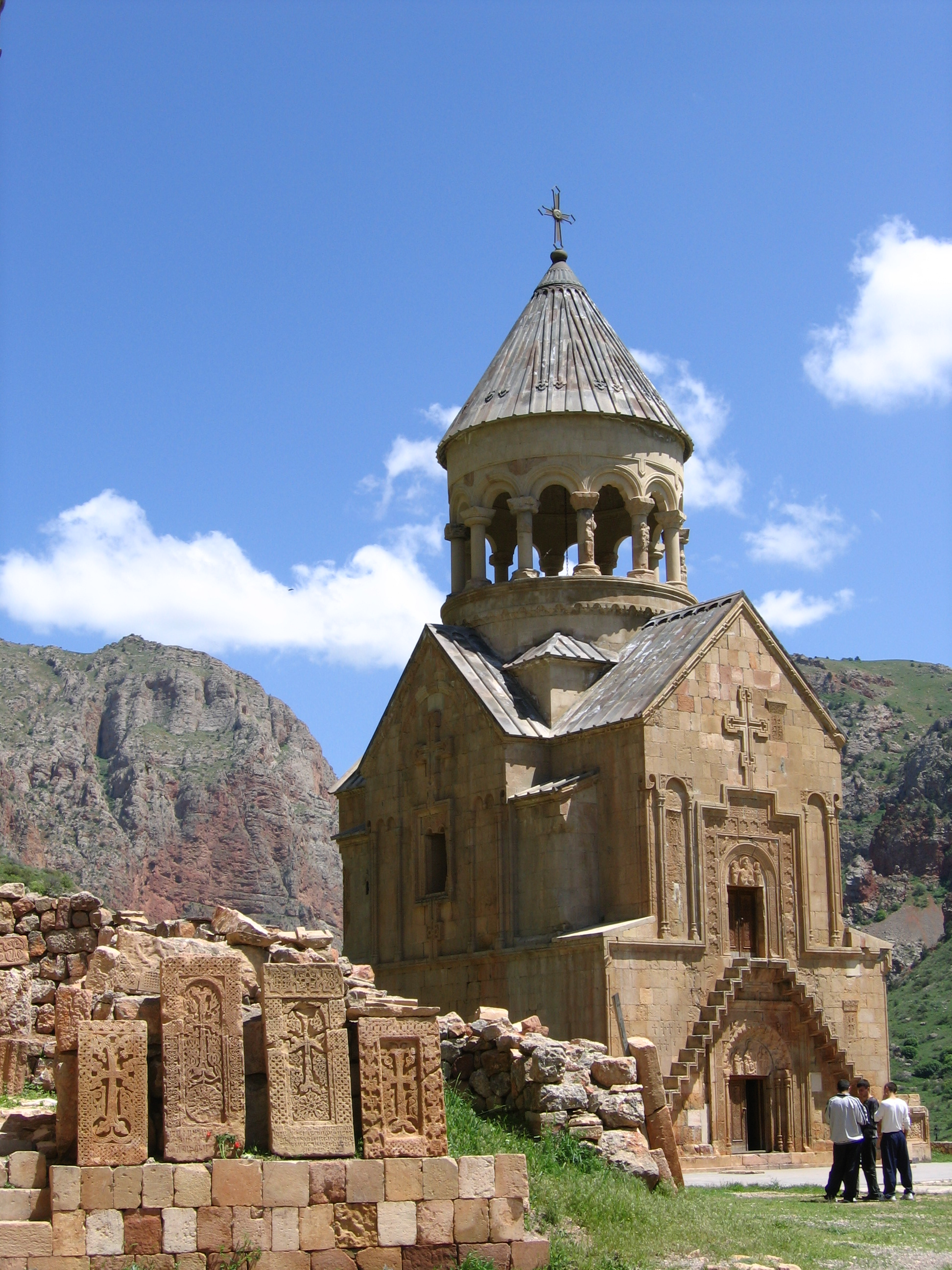
Церковь Сурб Аствацацин, Нораванк, 1339 год

## Архитектура средневековой Руси
С древнейших времён на Руси преобладало деревянное зодчество, что объяснялось обилием лесов, нехваткой и трудностью добычи в большинстве регионов строительного камня, относительной дешевизной дерева. Из дерева строились не только жилые дома крестьян, но и крепостные стены, боярские терема, княжеские дворцы, церкви. Преимущественно деревянный характер древнерусской архитектуры обусловил то печальное обстоятельство, что многие архитектурные памятники X—XVII веков оказались утраченными.
Каменное строительство получило определённое развитие с кон. X — нач. XI веков, что было связано с Крещением Руси, и первоначально преобладало в церковном зодчестве. Первой известной по летописям каменной постройкой Руси можно считать Десятинную церковь (церковь Св. Богородицы) в Киеве, сооружённую в первые годы после Крещения Руси, в 989—996 годах, и сочетающую в себе традиции и приёмы византийской и болгарской церковной архитектуры. Влияние греческих мастеров отчётливо прослеживается в архитектуре.
Особенностью ранней церковной архитектуры Древней Руси было единство интерьера, достигавшееся за счёт низких алтарных перегородок, открывавших взору верующих верхнюю часть алтарной части храма. Из византийской традиции заимствована и традиция украшения внутреннего пространства храмов мозаикой.
Наряду с каменными храмами строились деревянные церкви, которых было большинство. Из дуба, в частности, был выстроен в 1049 году и первый Софийский собор в Новгороде — предшественник белокаменной Софии. Историки архитектуры расходятся во мнениях относительно того, какими были взаимоотношения каменной и деревянной архитектуры, какая из них оказывала влияние на развитие другой. Вероятней всего, влияние было двусторонним. Небольшие сельские храмы строились по типу избы, в основе которой всегда лежит венец из четырёх бревен, образующих при соединении квадрат или прямоугольник, а вся изба представляет собой несколько венцов, наложенных друг на друга — сруб, покрытый двускатной или четырёхскатной крышей. Этот принцип сохранялся и в более сложных сооружениях — теремах, дворцах, крепостных башнях. Иногда вместо четырёхугольного сруба (четверика) сооружался восьмиугольный сруб (восьмерик). Принцип соединения четвериков и восьмериков прослеживается и в каменной архитектуре Руси вплоть до Нового времени.
Древнейшие храмы Руси часто напоминают византийские образцы, но уже в XII веке в храмовом строительстве отчетливо проявляются самобытные черты, определившие дальнейшее развитие русской архитектуры (соборы Антониева и Юрьева монастырей близ Новгорода и др.); монументальный Георгиевский собор Юрьева монастыря строил первый известный по имени русский архитектор — мастер Петр. В период раздробленности Руси в различных княжествах и землях складываются самостоятельные архитектурные школы. В Новгороде с сер. XII века преобладают небольшие четырёхстолпные одноглавые храмы (Петра и Павла на Синичьей горе, Спаса на Нередице и др.).

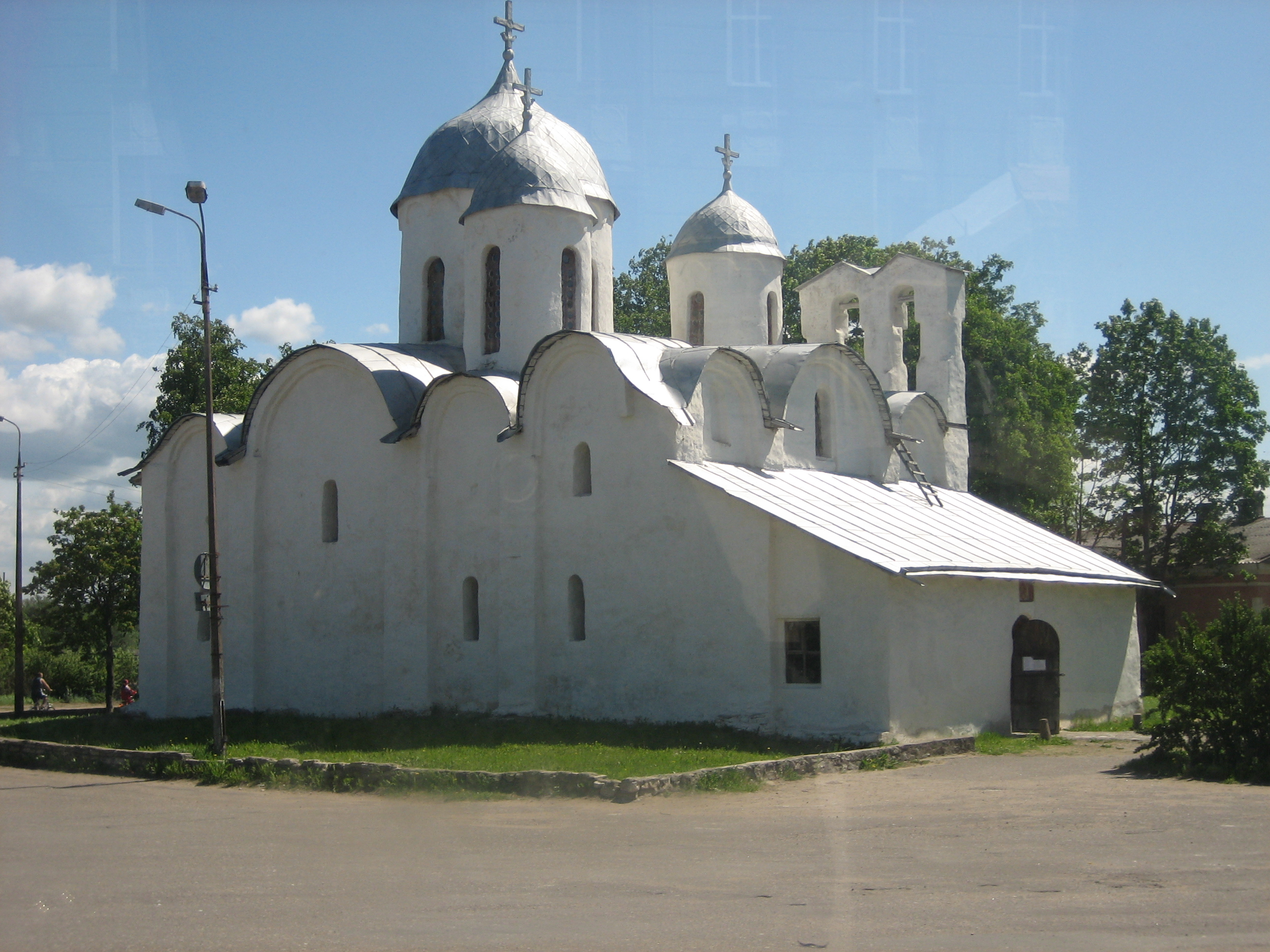
Собор Иоанна Предтечи в Пскове (XII век)
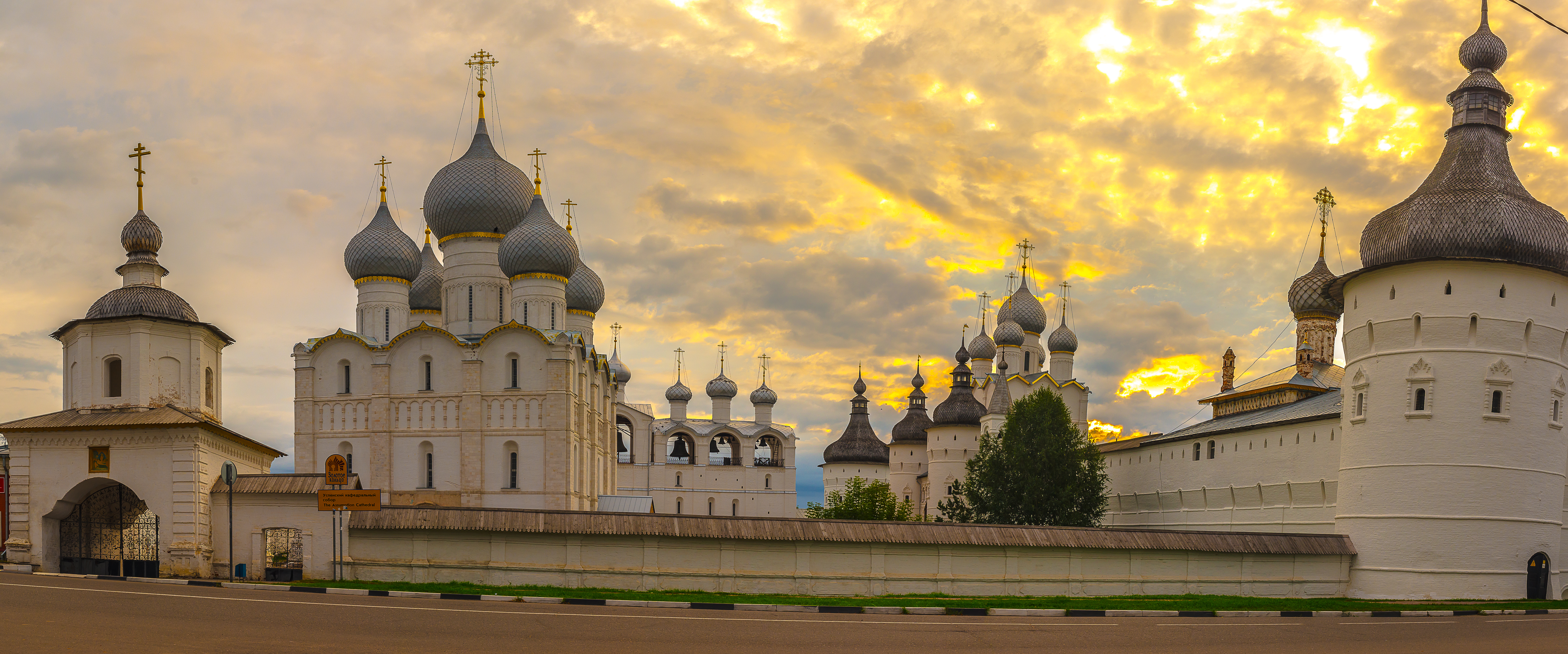
Успенский собор (Ростов), XVI век
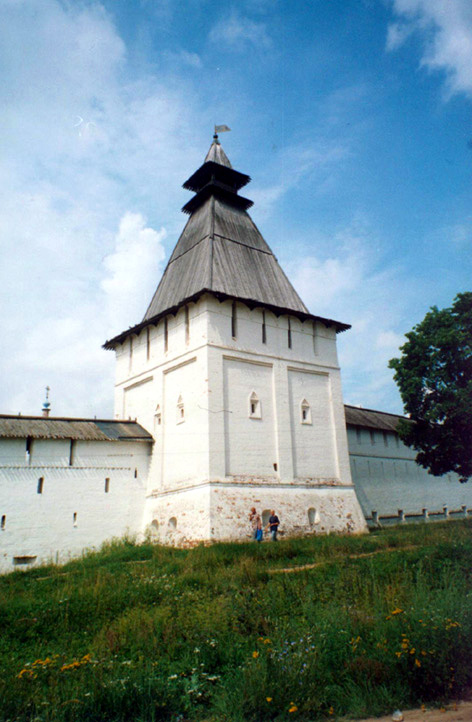
Башня и стена Пафнутьево-Боровского монастыря (XVI век)
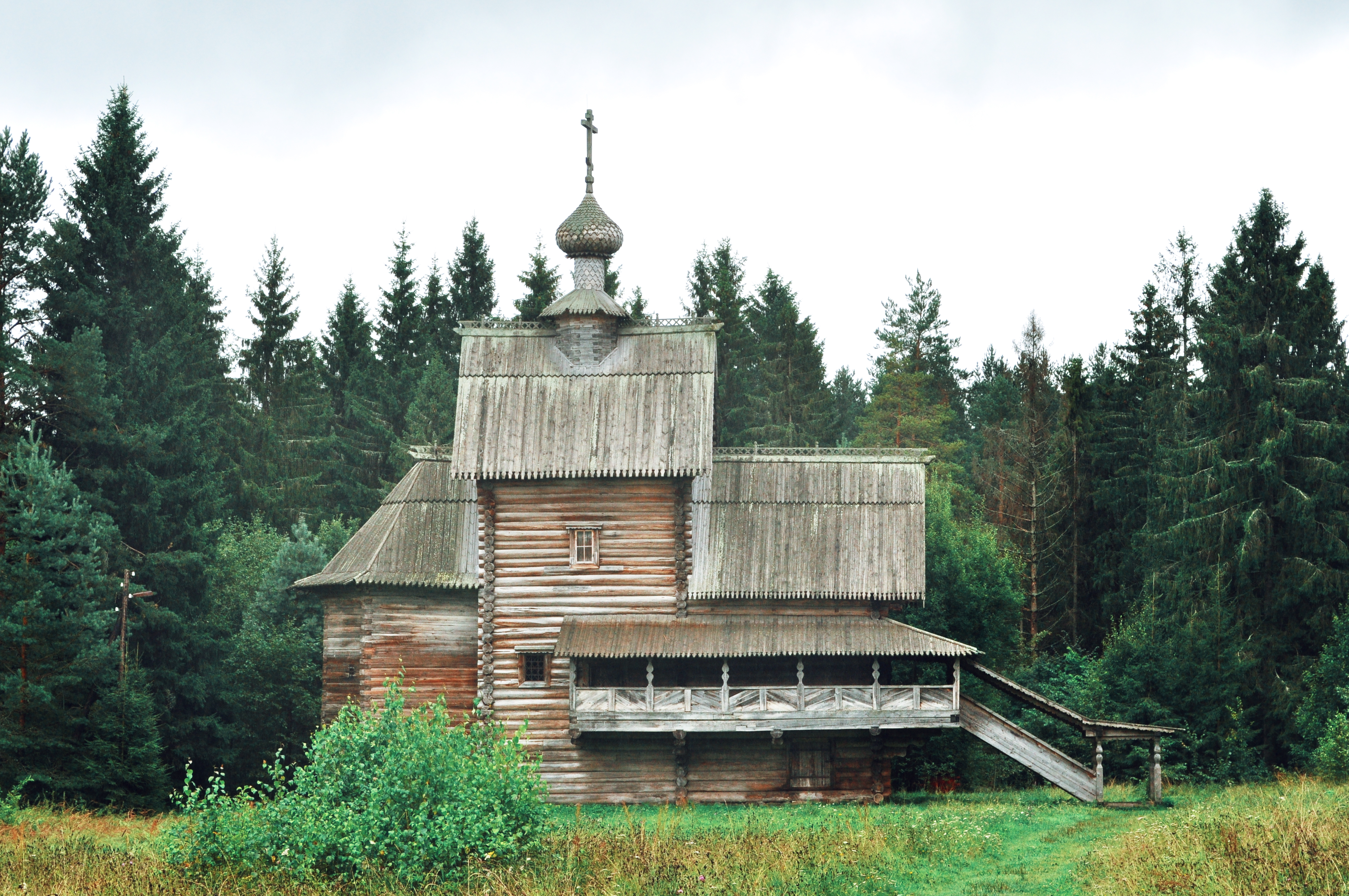
Церковь Вознесения из села Спас на Сози. Музей Василёво

## Исламская архитектура
Для исламской архитектуры характерны следующие признаки:
- Большие купола.
- Минарет — бывает отдельно или парностоящим. В больших мечетях обычно чётное число минаретов.
- Большие дворы, часто соединённые с большим молитвенным залом. Дворы обычно спроектированы как мусульманский сад, вид сада, который характеризуется чёткой и правильной геометрией, акведуками и колоннами, установленными по периметру.
- Использование геометрических форм и рептативной архитектуры — арабеск.
- Использование симметрии.
- Раковины и фонтаны для ритуального умывания.
- Михраб — ниша в стене мечети, указывающая киблу, то есть направление, где находится Кааба в Мекке.
- Использование ярких цветов.
- Внутренняя часть здания более выразительная, чем внешняя.
- Отточенные арки и арки в виде подковы.
- Сотовый свод (мукарнас) — разновидность складчатого свода из замкнутых перегороженных складок в виде ромбических гранённых впадин-гексагонов, пирамидальных углублений, похожих на восковые пчелиные соты или на сталактиты.
- Машрабия — балкон, выгравированный из дерева или состоящий из кирпичей, позволяющий смотреть на улицу, но не быть видным.

Исламская архитектура может носить черты различных архитектурных стилей. Поэтому для наглядности целесообразно представлять её не во временном развитии, а в контексте места постройки.

Примеры исламской архитектуры (с запада на восток)
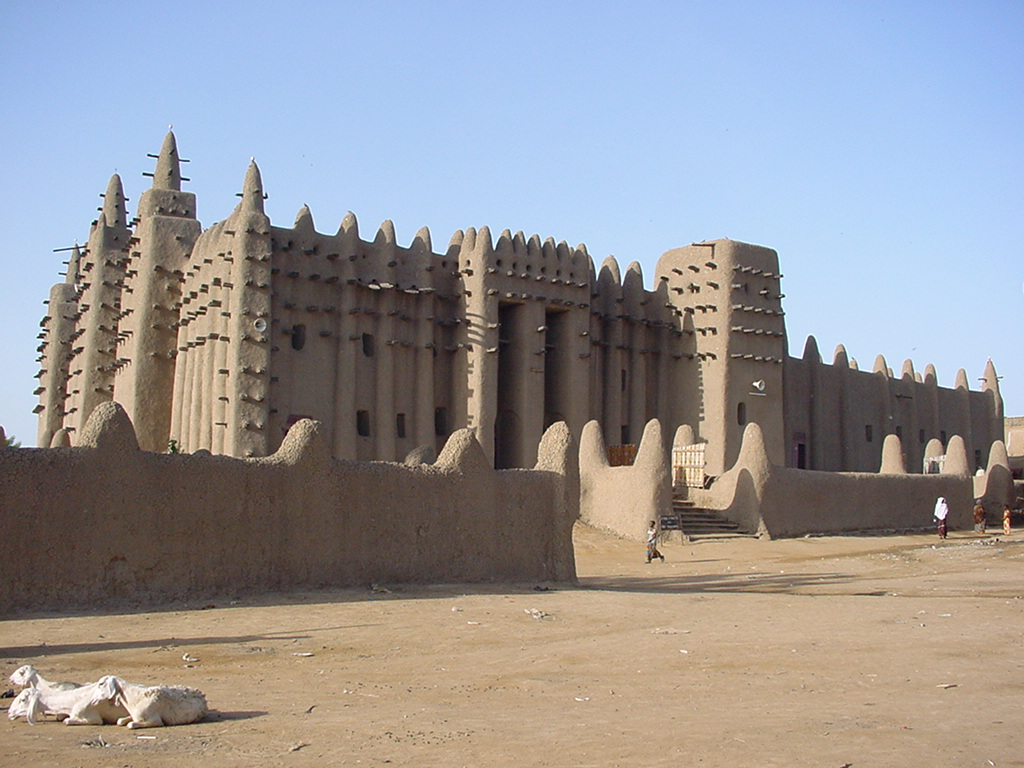
Великая мечеть Дженне, 1903, западная Африка
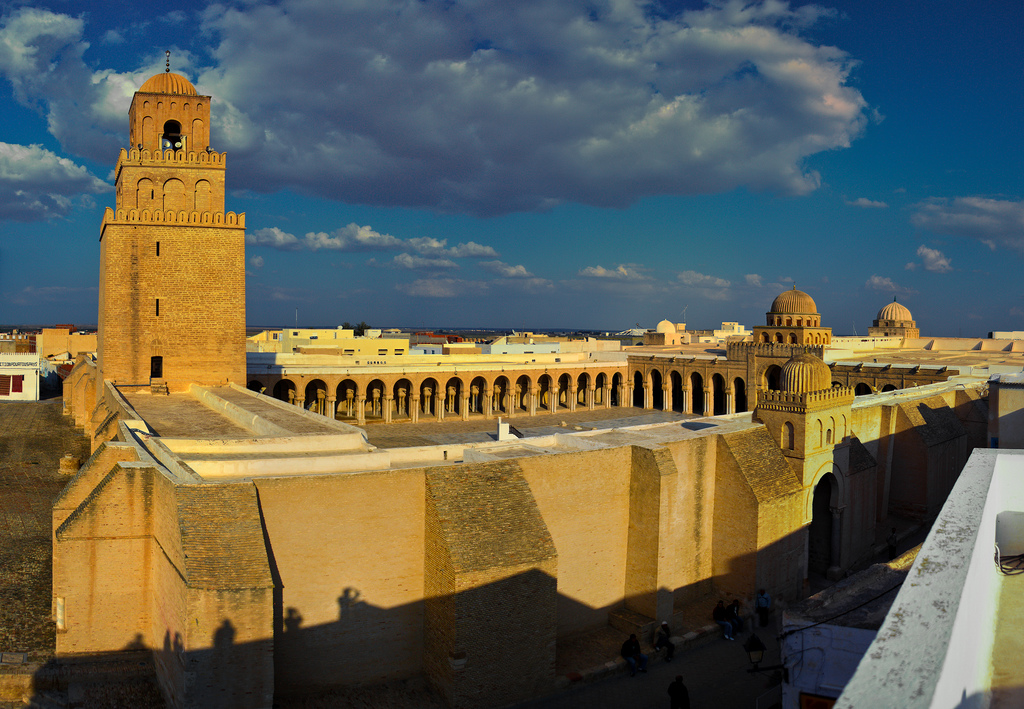
Мечеть Укба, 670, Тунис
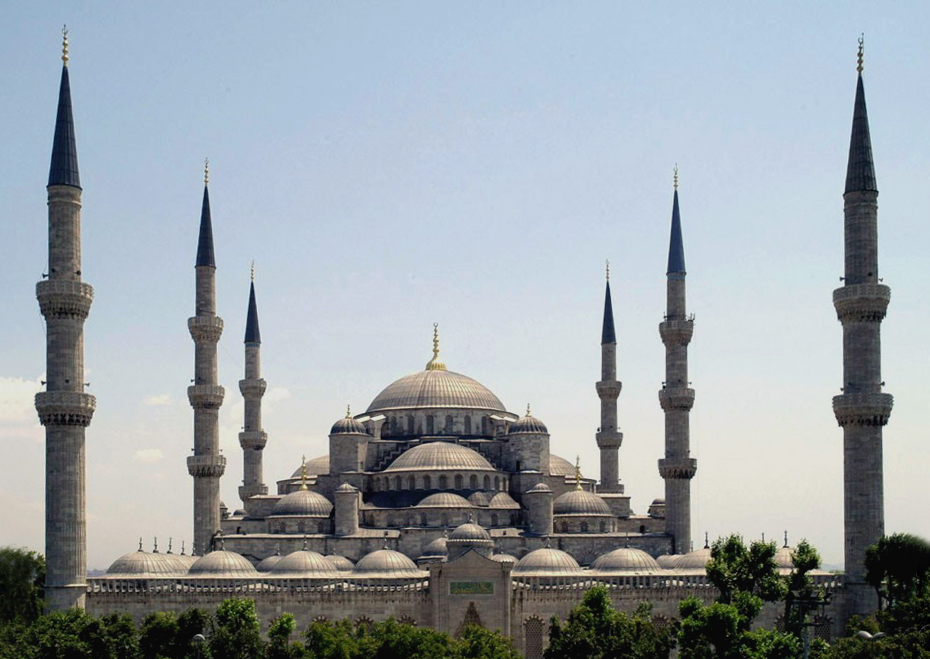
Голубая мечеть (Стамбул), 1616
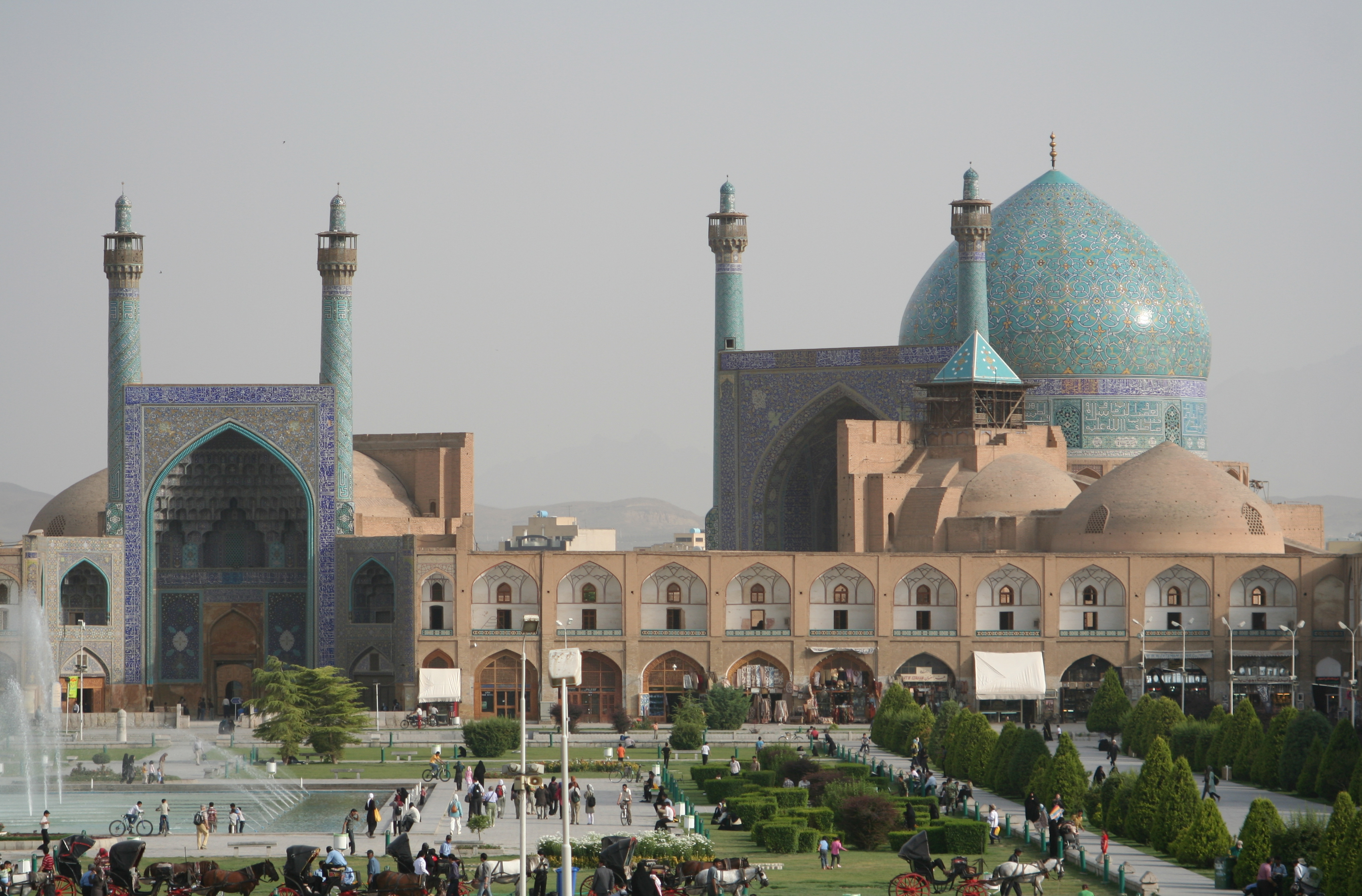
Мечеть Имама, 1629, территория современного Ирана
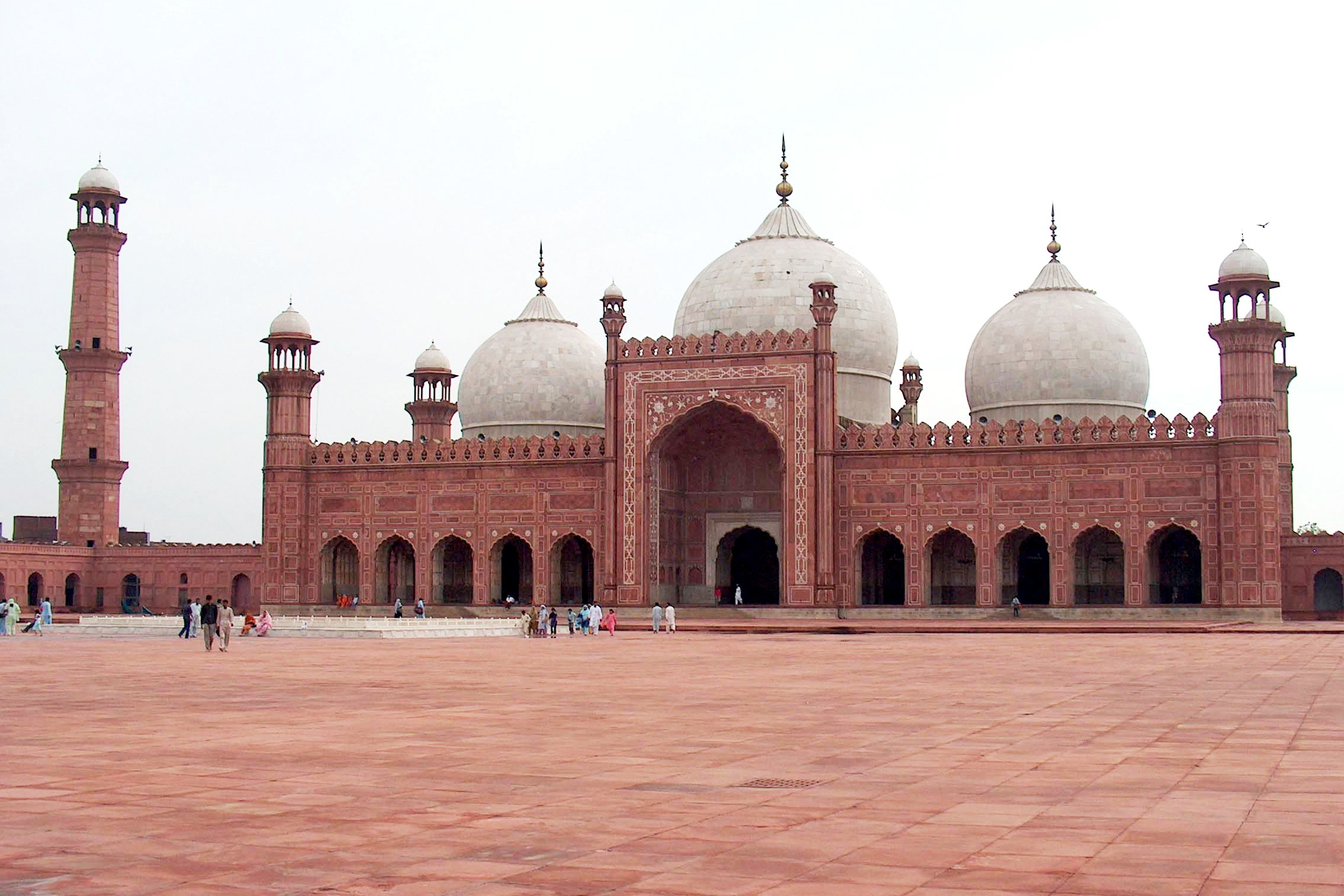
Мечеть Бадшахи, 1673, территория современного Пакистана

## Европейская архитектура X—XIX вв

### Романский стиль
Романский стиль (от лат. romanus — римский) — художественный стиль, господствовавший в Западной Европе (а также затронувший некоторые страны Восточной Европы) с сер. X века по XII век (в ряде мест — и в XIII веке), один из важнейших этапов развития средневекового европейского искусства.
Термин «романский стиль» появился только около 1820 года, когда была установлена связь архитектуры XI—XII веков с древнеримской архитектурой (в частности, использование полуциркульных арок, сводов). В целом, термин условен и отражает лишь одну, не главную, сторону искусства. Однако он вошёл во всеобщее употребление.
Основной вид искусства романского стиля — архитектура, преимущественно церковная (каменный храм, монастырские комплексы). Самые ранние дошедшие до нашего времени сооружения из камня были построены в X веке. Хотя на протяжении 300 лет архитектурные формы развивались и становились сложнее и богаче, однако они сохраняли сходство с прототипом, поэтому весь период объединен понятием — романское искусство.
Романский период на территории Европы приходится на время господства феодального строя, основой которого было сельское хозяйство. Первоначально все земли принадлежали королю, он распределял их между своими вассалами, а те, в свою очередь, раздавали её для обработки крестьянам.
Архитектурные сооружения романского периода представляют собой массивные геометрические объёмы, поверхности стен прорезаны маленькими окнами, орнамент используется редко. Основными постройками в этот период становятся храм-крепость и замок-крепость. Главным элементом композиции монастыря или замка становится башня — донжон. Вокруг неё располагались остальные постройки, составленные из простых геометрических форм — кубов, призм, цилиндров.
Для романских построек характерно сочетание ясного архитектурного силуэта и лаконичности наружной отделки — здание всегда гармонично вписывалось в окружающую природу, и поэтому выглядело особенно прочным и основательным. Этому способствовали массивные стены с узкими проёмами окон и ступенчато-углублёнными порталами.
Особенности архитектуры романского собора:
- В основе плана — раннехристианская базилика, то есть, продольная организация пространства
- Увеличение хора или восточной алтарной части храма
- Увеличение высоты храма
- Замена кессонного (кассетного) потолка каменными сводами. Своды были 2 видов: коробовые и крестовые
- Тяжёлые своды потребовали мощные стены и колонны
- Основной мотив интерьера — полуциркульные арки
- Тяжесть романского собора «угнетает» пространство
- Рациональная простота конструкции, сложенной из отдельных квадратных ячеек — травей.

Романский стиль
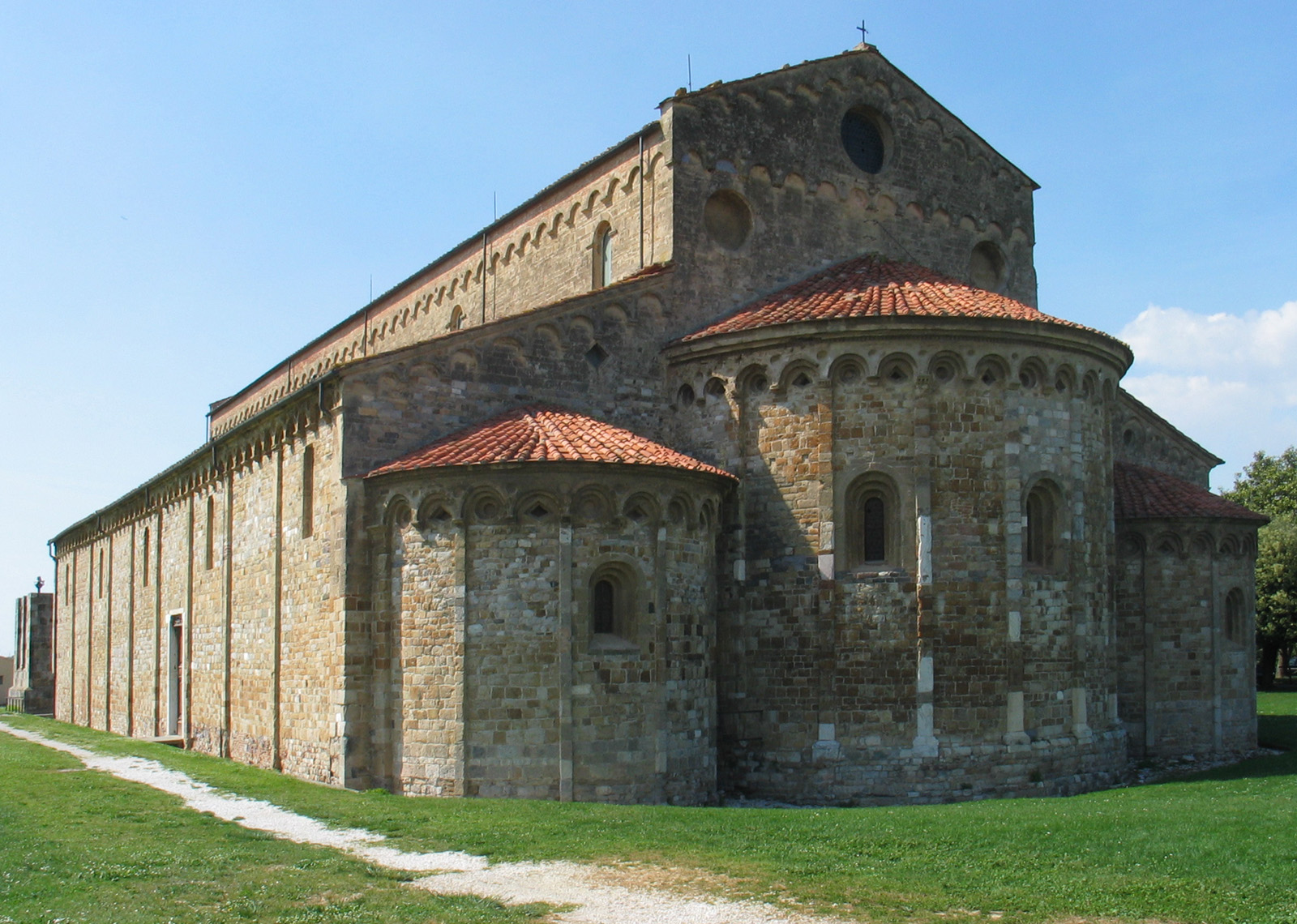
Романская базилика Сан-Пьеро-а-Градо в Пизе (X век)
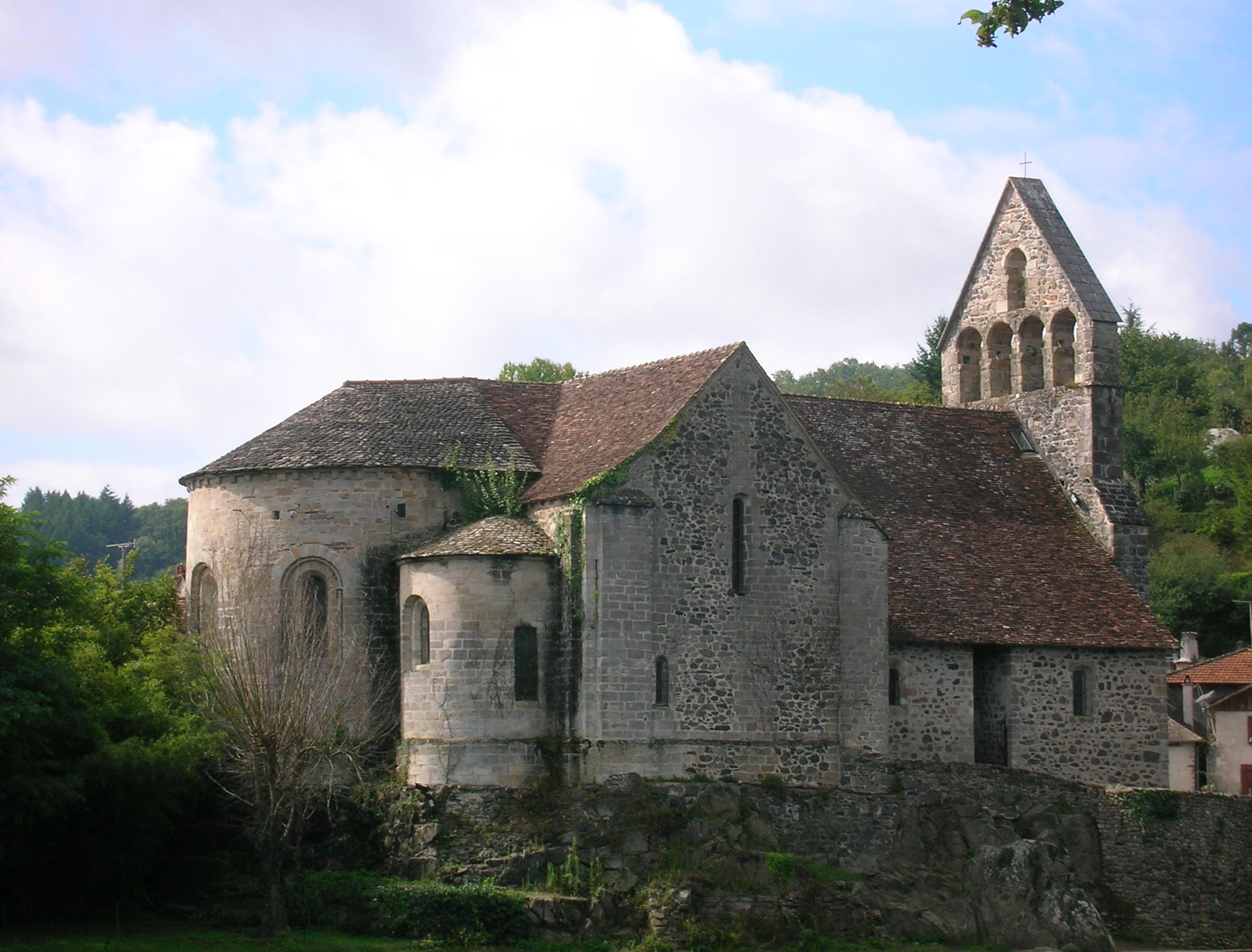
Капелла кающихся грешников. Больё-сюр-Дордонь
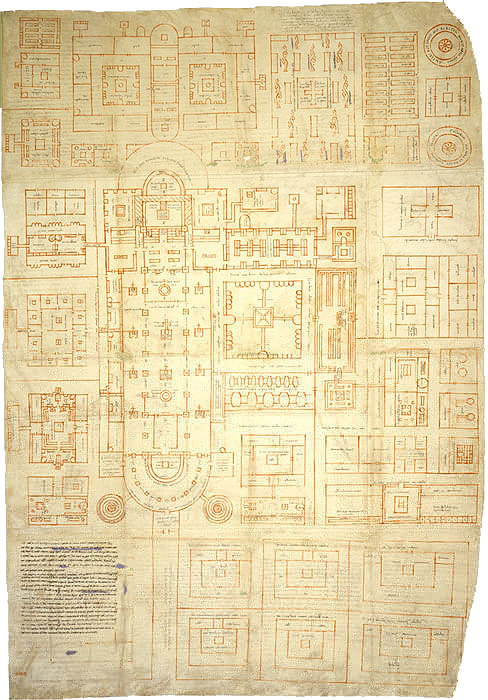
План святого Галла — средневековый рисунок идеальной модели монастыря. Нач. IX века
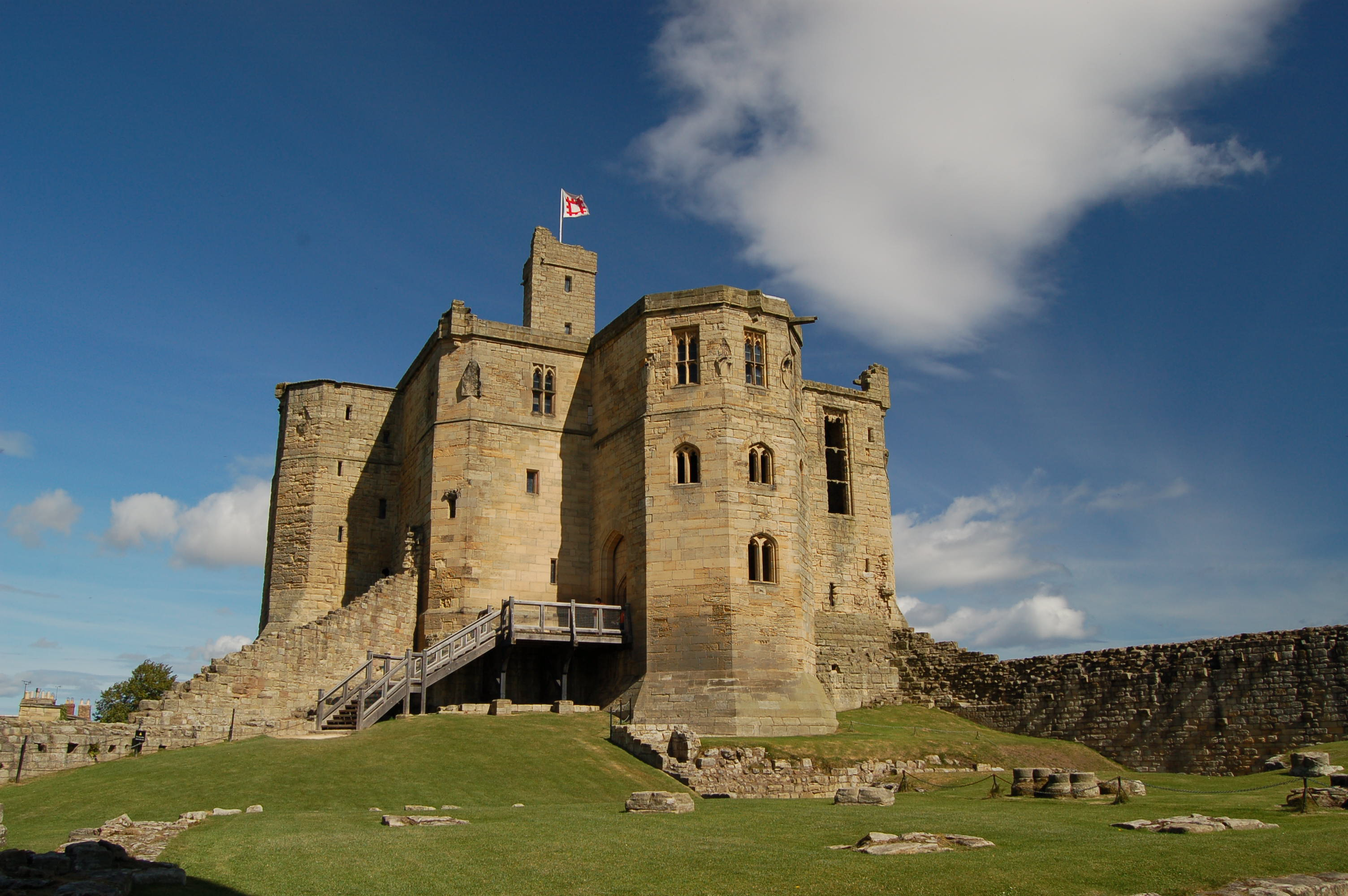
Донжон Замка Уоркуэрт

### Готика
Название «готика» предложено в XV веке итальянскими теоретиками искусства, выразившими таким образом своё отношение к казавшейся им варварской архитектуре Западной и Средней Европы.
Характерная особенность готического стиля — стрельчатый свод, состоящий из двух пересекающихся друг с другом сегментных дуг. В результате своей вариабельности стрельчатый свод по многим позициям конструктивно превосходил полуциркульный свод. Массивная каменная кладка свода в раннем средневековье сменилась ажурными каменными конструкциями, чьи подчеркнуто вертикальные опоры и колонны переносят собранные в пучок статические нагрузки на фундаменты.
Конструктивной особенностью готических зданий является приём передачи нагрузок от стен через аркбутаны на контрфорсы.
Средневековое население деревень и городов было глубоко религиозным, поэтому основное предпочтение отдавалось строительству культовых зданий. В то время, как орден цистерианцев поддерживал традицию строительства монастырей в деревнях (например, в Корине, Доберане и Одентале близ Кёльна), в городском строительстве соперничали епископы, горожане и так называемые нищенствующие ордены. Число башен в монастырях уменьшилось, правила ордена вообще запрещали монастырям строить башни, однако высота и размеры нефов соборов превосходили все известные сооружения романского периода.
Готический стиль, в основном, проявился в архитектуре храмов, соборов, церквей, монастырей. Развивался на основе романской, точнее говоря — бургундской архитектуры. В отличие от романского стиля, с его круглыми арками, массивными стенами и маленькими окнами, для готики характерны арки с заострённым верхом, узкие и высокие башни и колонны, богато украшенный фасад с резными деталями (вимперги, тимпаны, архивольты) и многоцветные витражные стрельчатые окна. Все элементы стиля подчёркивают вертикаль.
До начала XIV века преобладала форма базилики. Со временем, особенно в городах, наиболее распространённой стала зальная форма, равновеликие нефы которой сливались внутри в единое пространство. Наряду с церковными мистериями в огромных культовых помещениях проводились и народные празднества, городские собрания, театральные представления, в них велась торговля.
Развитие городов привело к возникновению новых типов сооружений. На рыночной площади появились здания ратуши, цехов и гильдий, требовались здания для торговли мясом и мануфактурой, склады и торговые дома. Возводились арсеналы, строительные дворы, школы и больницы. Но прежде всего горожане защищали себя и своё имущество от конкурирующих соседей и нападений феодалов, строя вокруг города стены и башни. Немецкий рыцарский орден строил мощные крепости для утверждения своего господства над населением завоеванных областей Северной и Восточной Европы.
В готической архитектуре выделяют 3 этапа развития: ранний, зрелый (высокая готика) и поздний (пламенеющая готика).

Планы готических соборов
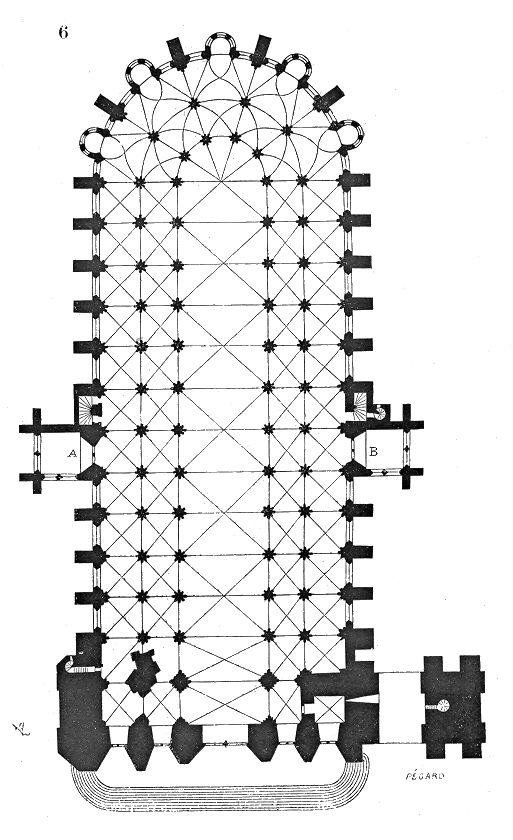
Буржский собор
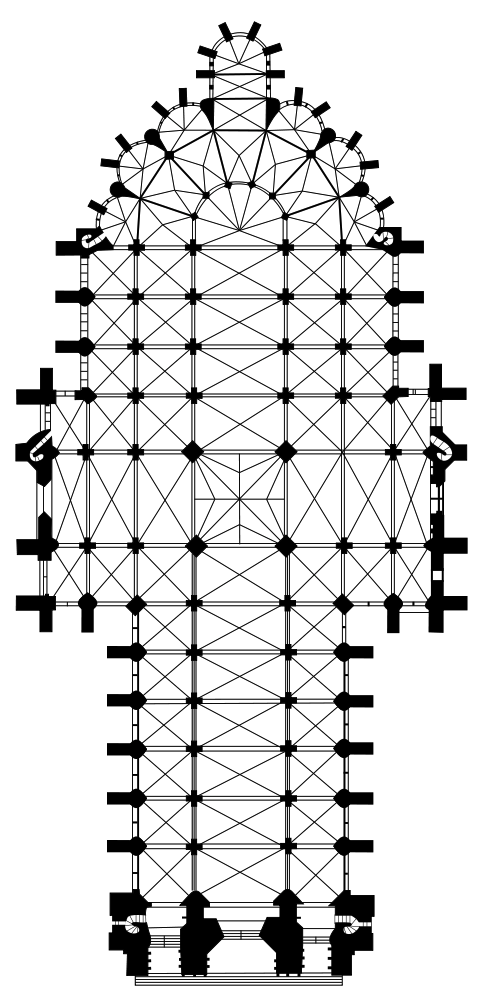
Амьенский собор
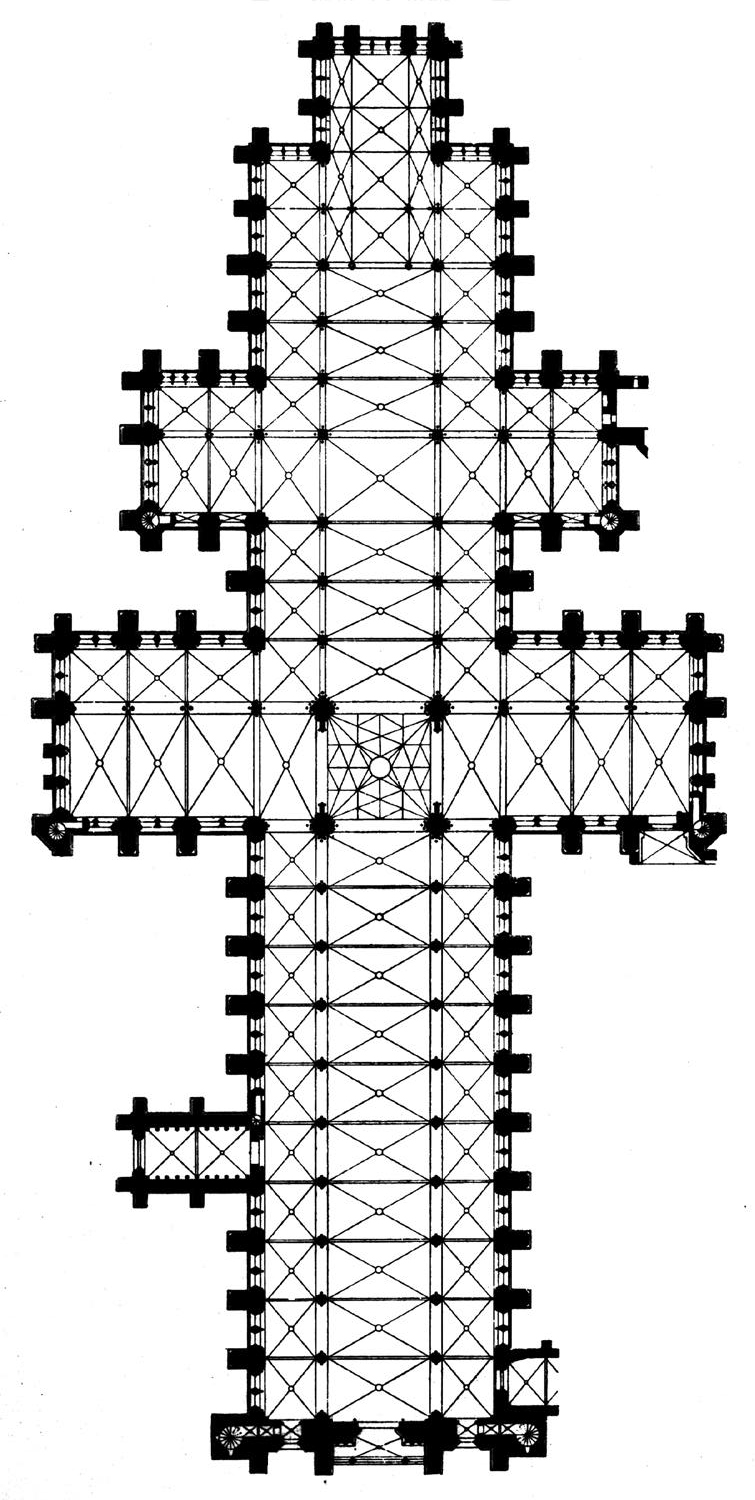
Солсберийский собор
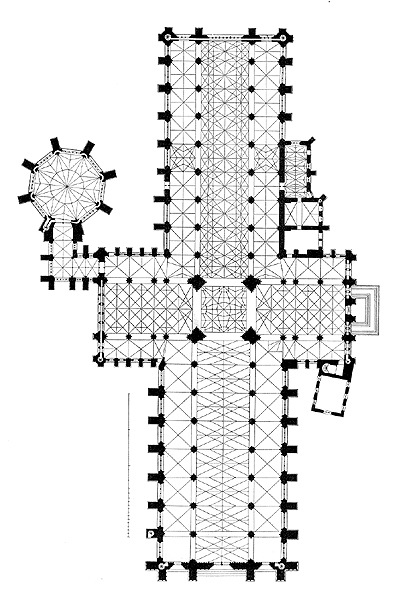
Йоркский собор
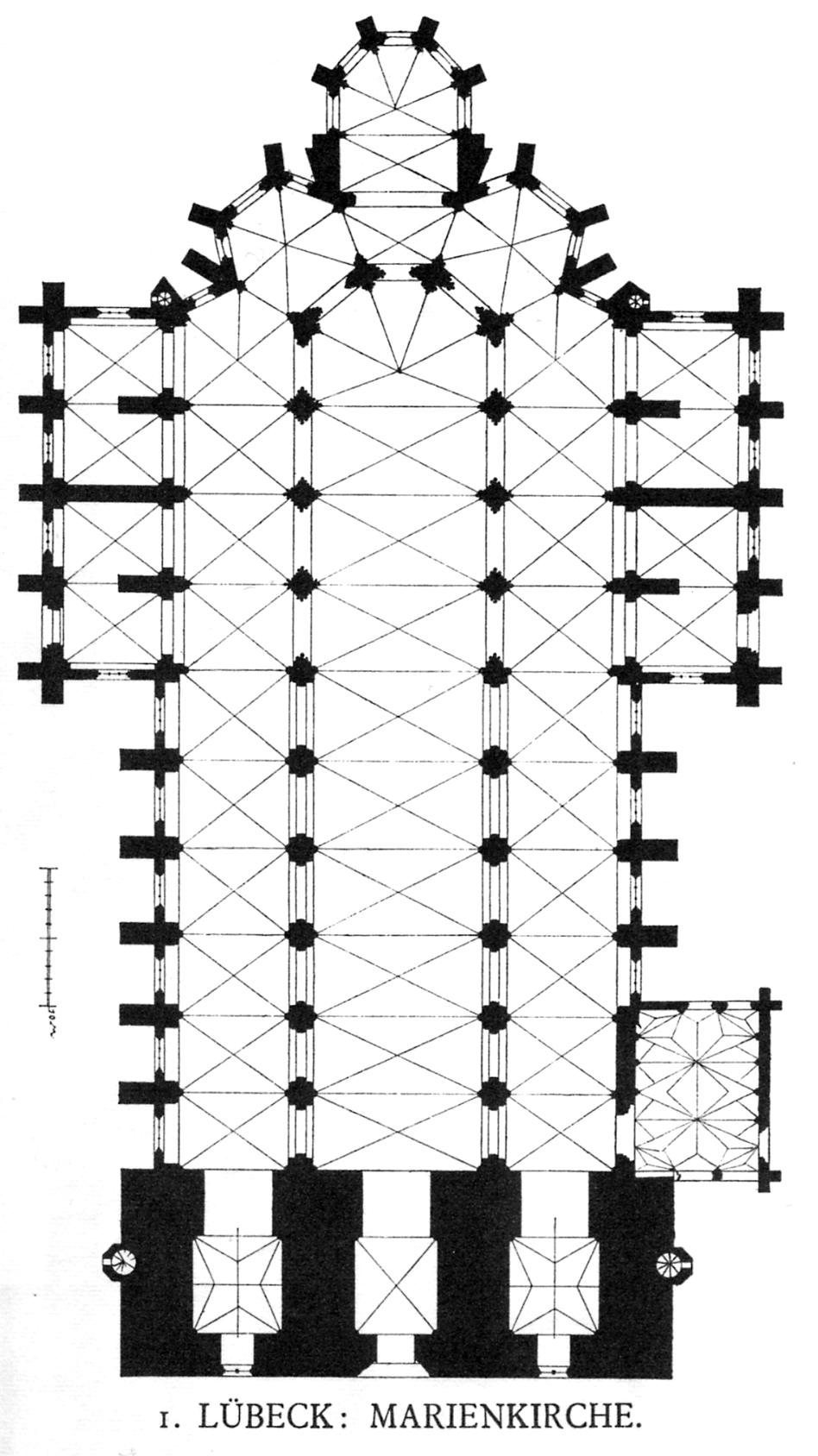
Церковь Святой Марии (Любек)
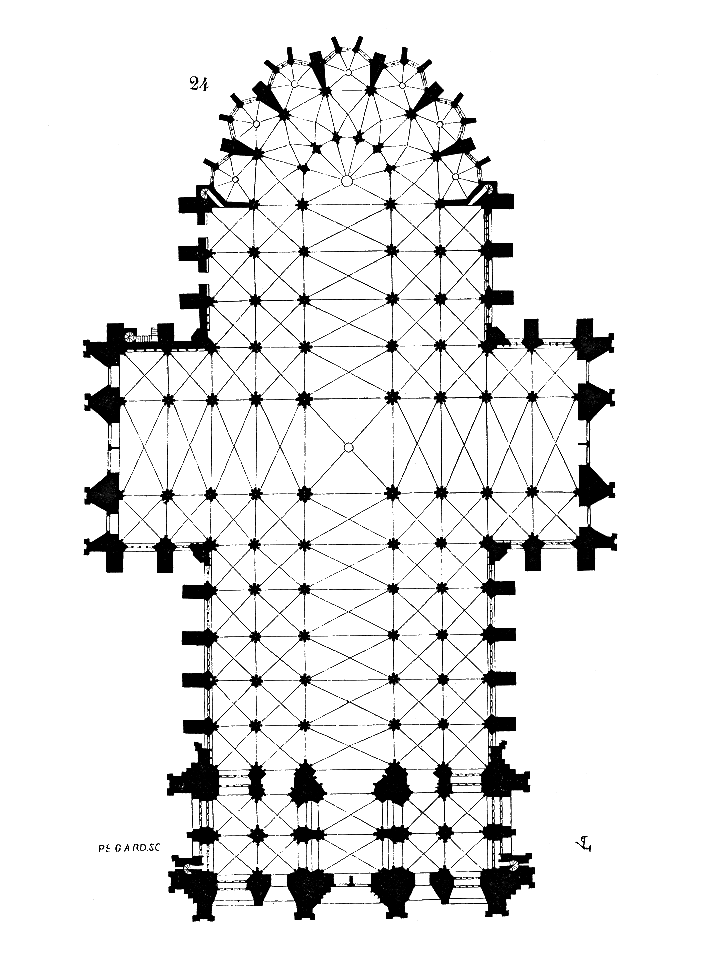
Кёльнский собор

Церковь монастыря Сен-Дени, созданная по проекту аббата Сугерия, считается первым готическим архитектурным сооружением. При её постройке были убраны многие опоры и внутренние стены, и церковь приобрела более грациозный облик по сравнению с романскими «крепостями Бога». В качестве образца в большинстве случаев принимали капеллу Сент-Шапель в Париже.
Из Иль-де-Франс (Франция) готический архитектурный стиль распространился в Западную, Среднюю и Южную Европу — в Германию, Англию и т. д. В Италии он господствовал недолго и, как «варварский стиль», быстро уступил место Ренессансу, а поскольку он пришёл сюда из Германии, то до сих пор называется «stile tedesco» — немецкий стиль.
С приходом в начале XVI века Ренессанса готический стиль утратил своё значение.

Памятники готической архитектуры
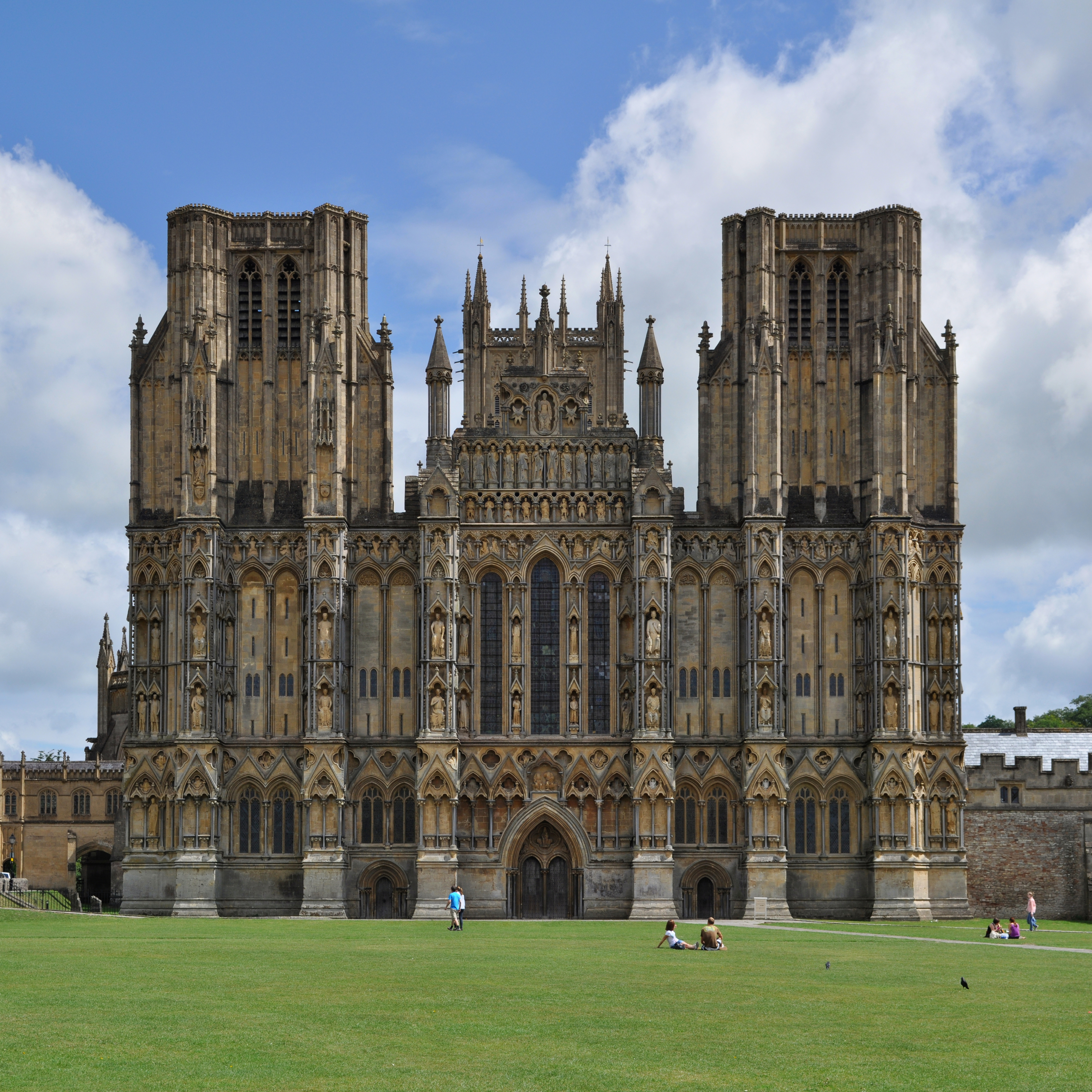
Уэлский кафедральный собор. Ранняя английская готика, 1175—1490 годы.
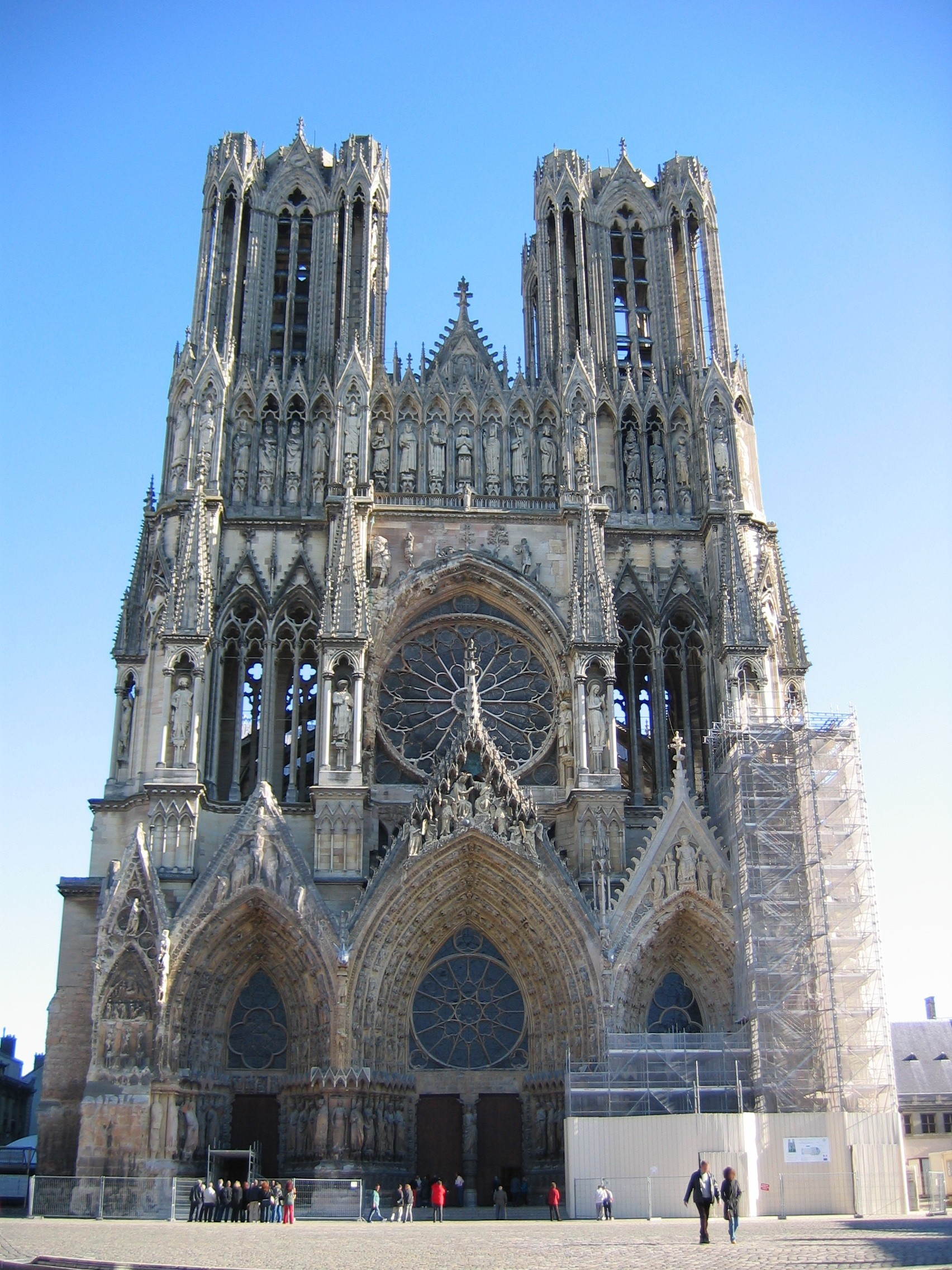
Реймсский собор, 1211—1330 годы.
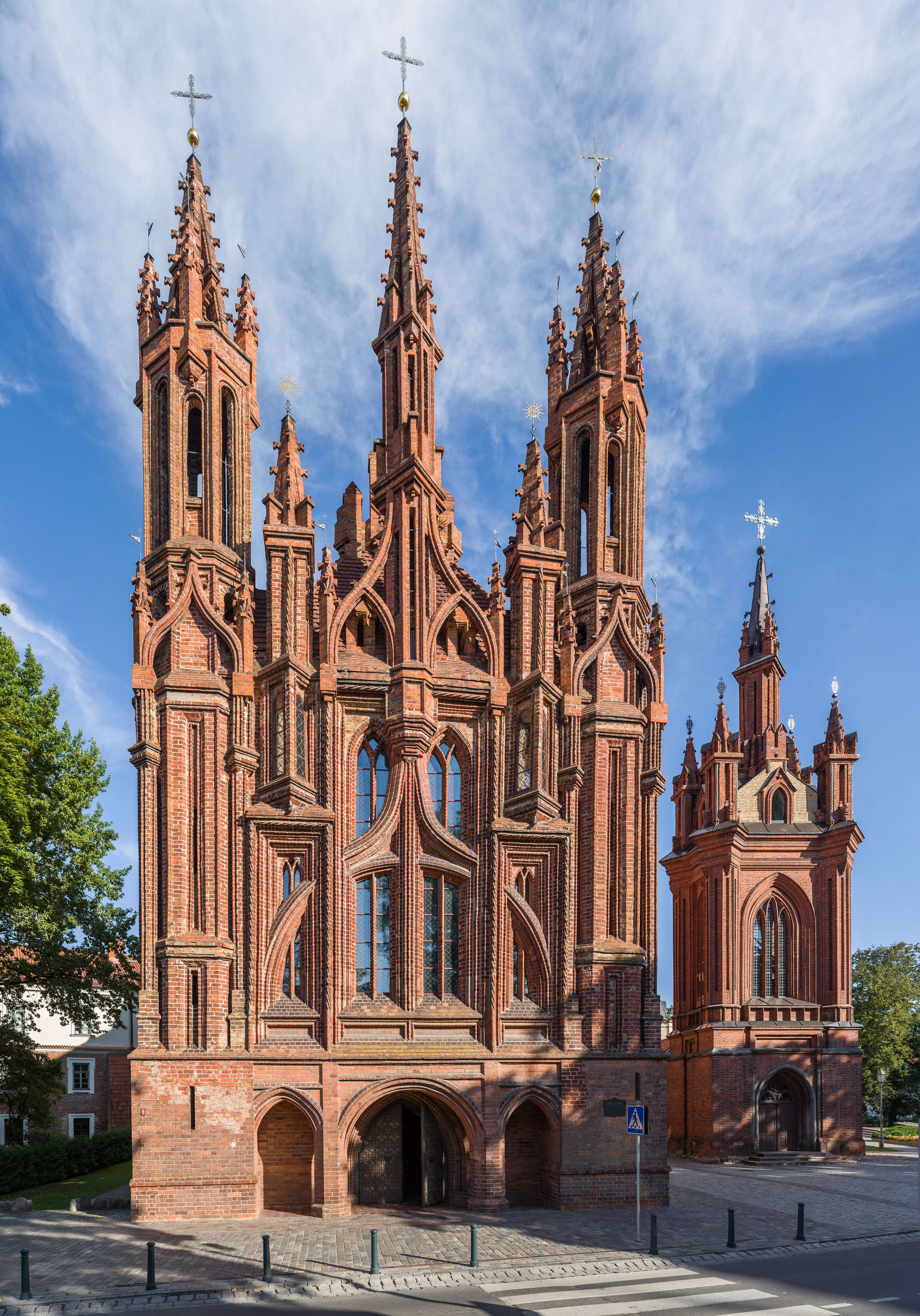
Костёл Святой Анны (Вильнюс)
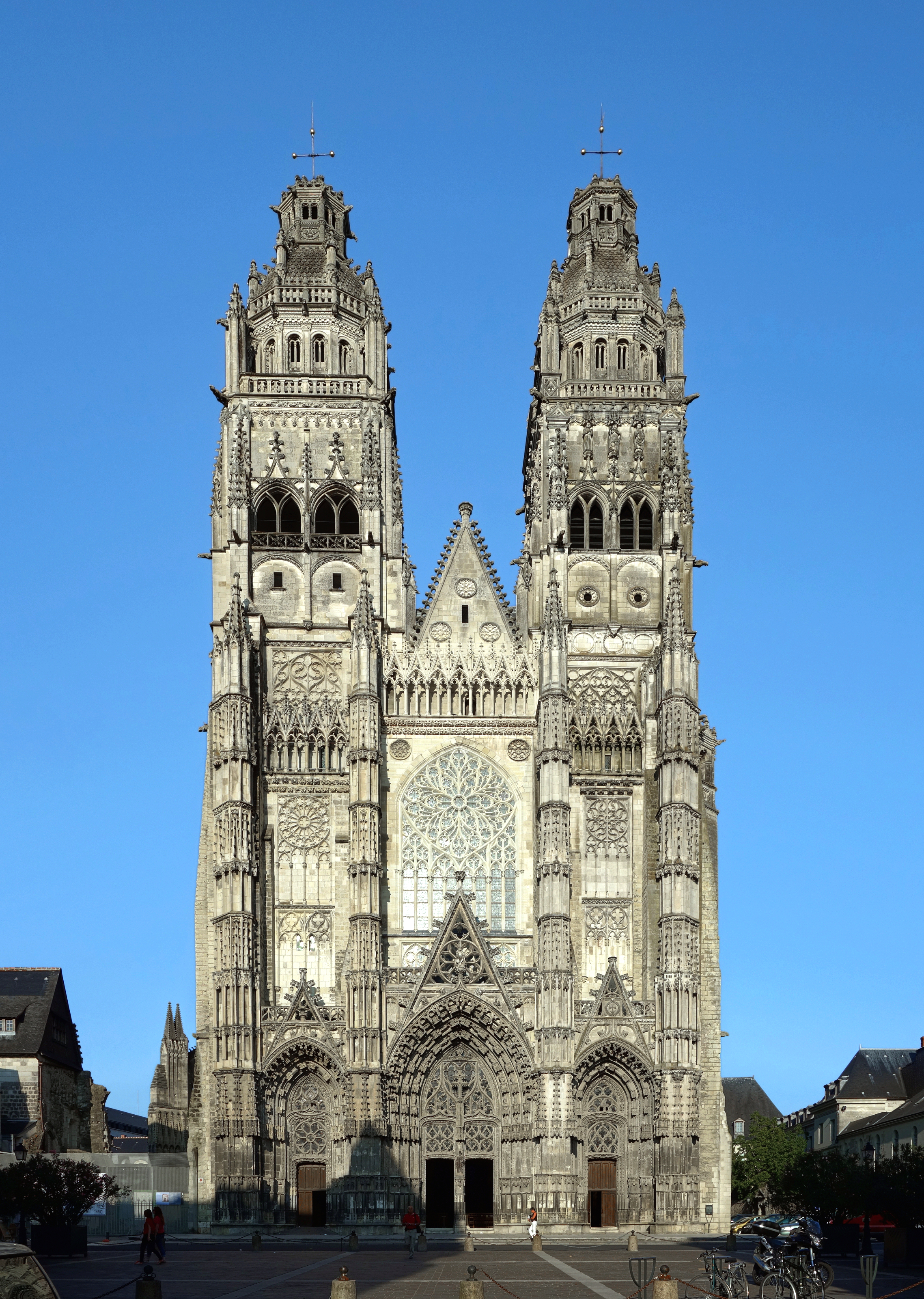
Турский собор. Пламенеющая готика

### Возрождение
Возрождение, или Ренессанс, — эпоха в истории культуры Европы, продлившаяся с начала XV до начала XVII века.
Отличительная черта эпохи Возрождения — светский характер культуры, её гуманизм и антропоцентризм (то есть интерес, в первую очередь, к человеку и его деятельности). Расцветает интерес к античной культуре, происходит её «возрождение».
В архитектуре Возрождения особенное значение придаётся формам античной архитектуры: симметрии, пропорции, геометрии и порядку составных частей, о чём наглядно свидетельствуют уцелевшие образцы римской архитектуры. Сложная композиция зданий раннего средневековья сменяется упорядоченным расположением колонн, пилястр и притолок, на смену несимметричным очертаниям приходит полукруг арки, полусфера купола, ниши, эдикулы.
В эпоху Возрождения зодчий получает право авторства на свои произведения.
Первым представителем данного стиля можно назвать Филиппо Брунеллески, работавшего во Флоренции. Затем оно распространилось в другие итальянские города, во Францию, Германию, Англию, Россию и другие страны.
Архитекторы эпохи Возрождения заимствовали внешние черты римской архитектуры. Но технические возможности и потребности общества изменились с античных времён. Римляне не строили частных домов, подобных храмам. Напротив, в эпоху Возрождения в Италии стали распространёнными частные дома палаццо, украшенные элементами ордера. В Древнем Риме возводились огромные стадионы и общественные бани, а Возрождение не испытывало потребности в таких объектах. Античные нормы изучались и воссоздавались для того, чтобы служить современным целям.
План зданий эпохи Возрождения определён прямоугольными формами, симметрией и пропорциями, основанными на модуле. В храмах модулем часто является ширина пролёта нефа. Проблему целостного единства конструкции и фасада впервые осознал Брунеллески, хотя он и не разрешил проблему ни в одной из своих работ. Впервые этот принцип проявляется в здании Леона Баттисты Альберти — Базилике ди Сант Андреа в Мантуе. Совершенствование проекта светского здания в стиле Возрождения началось в XVI веке и высшей точки достигло в творчестве Палладио.
Фасад симметричен относительно вертикальной оси. Церковные фасады, как правило, размерены пилястрами, арками и антаблементом, увенчаны фронтоном. Расположение колонн и окон передаёт стремление к центру.
Жилые здания часто имеют карниз, на каждом этаже расположение окон и сопутствующих деталей повторяется, главная дверь отмечена некоторой чертой — балконом или окружена рустом. Одним из прототипов такой организации фасада был дворец Ручеллаи во Флоренции (1446—1451) с тремя поэтажными рядами пилястр.

Собор Святого Петра в Риме
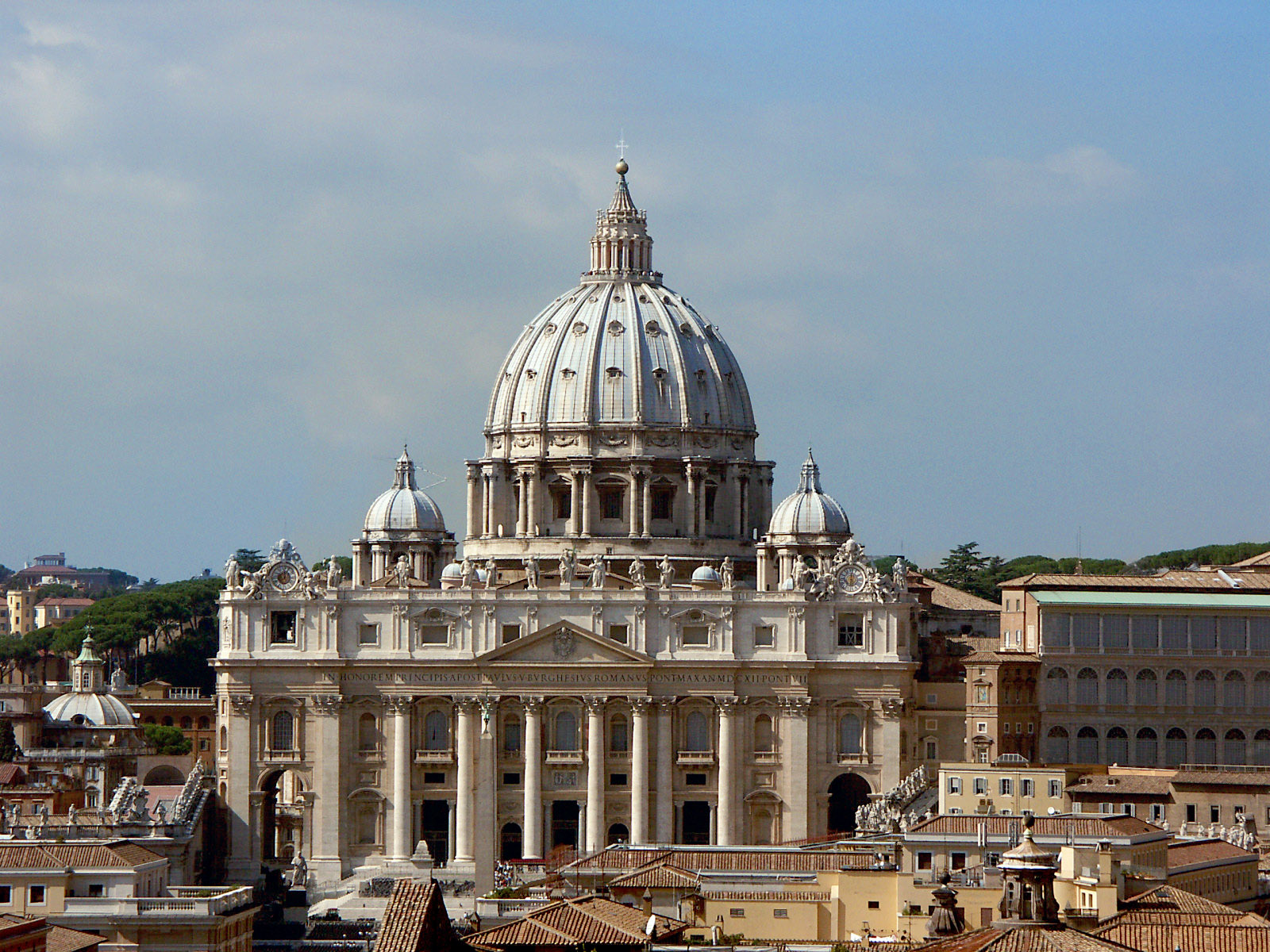
Вид от замка Святого Ангела, показывающий купол, возвышающийся за фасадом Мадерны
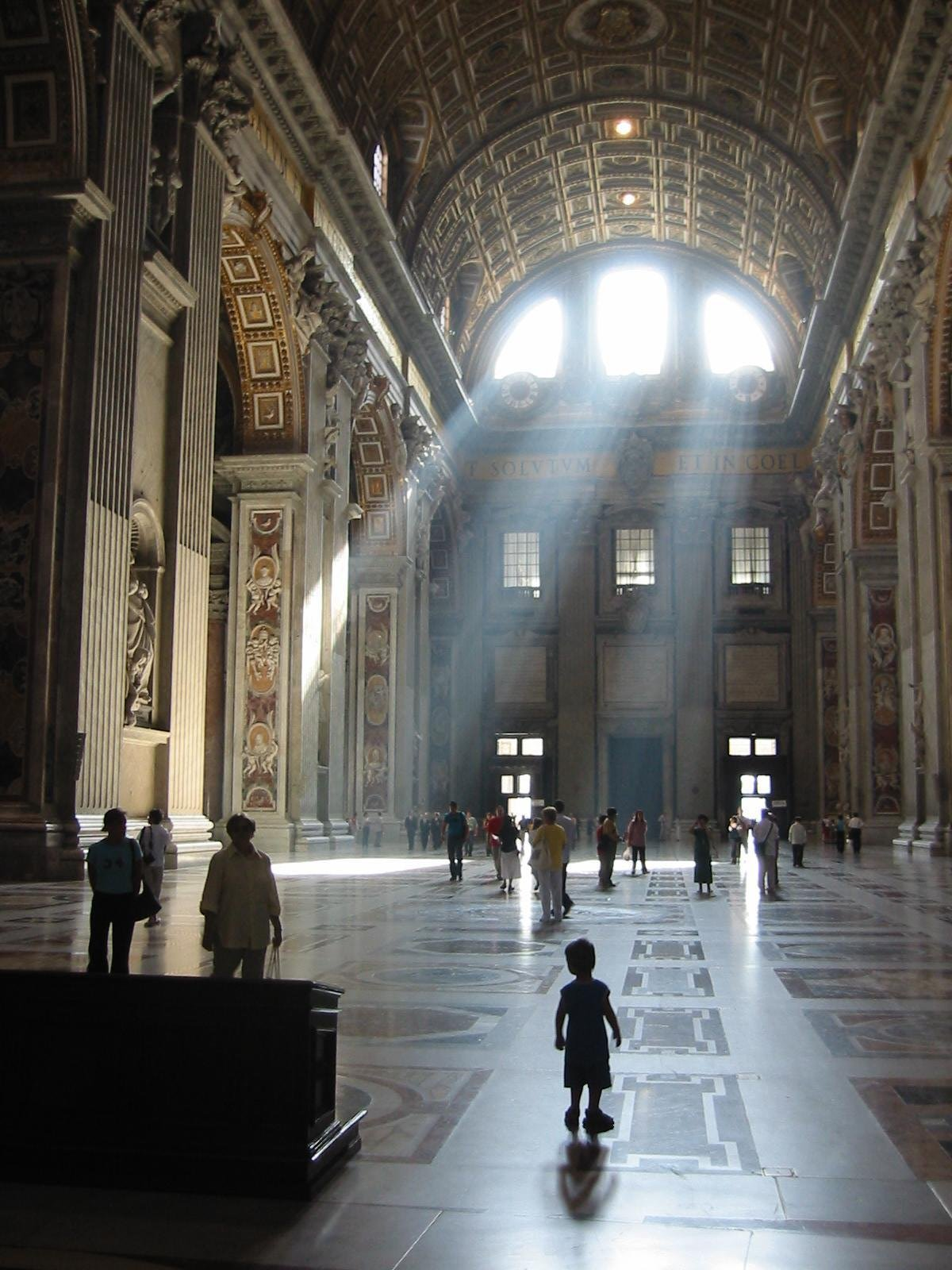
Центральный неф
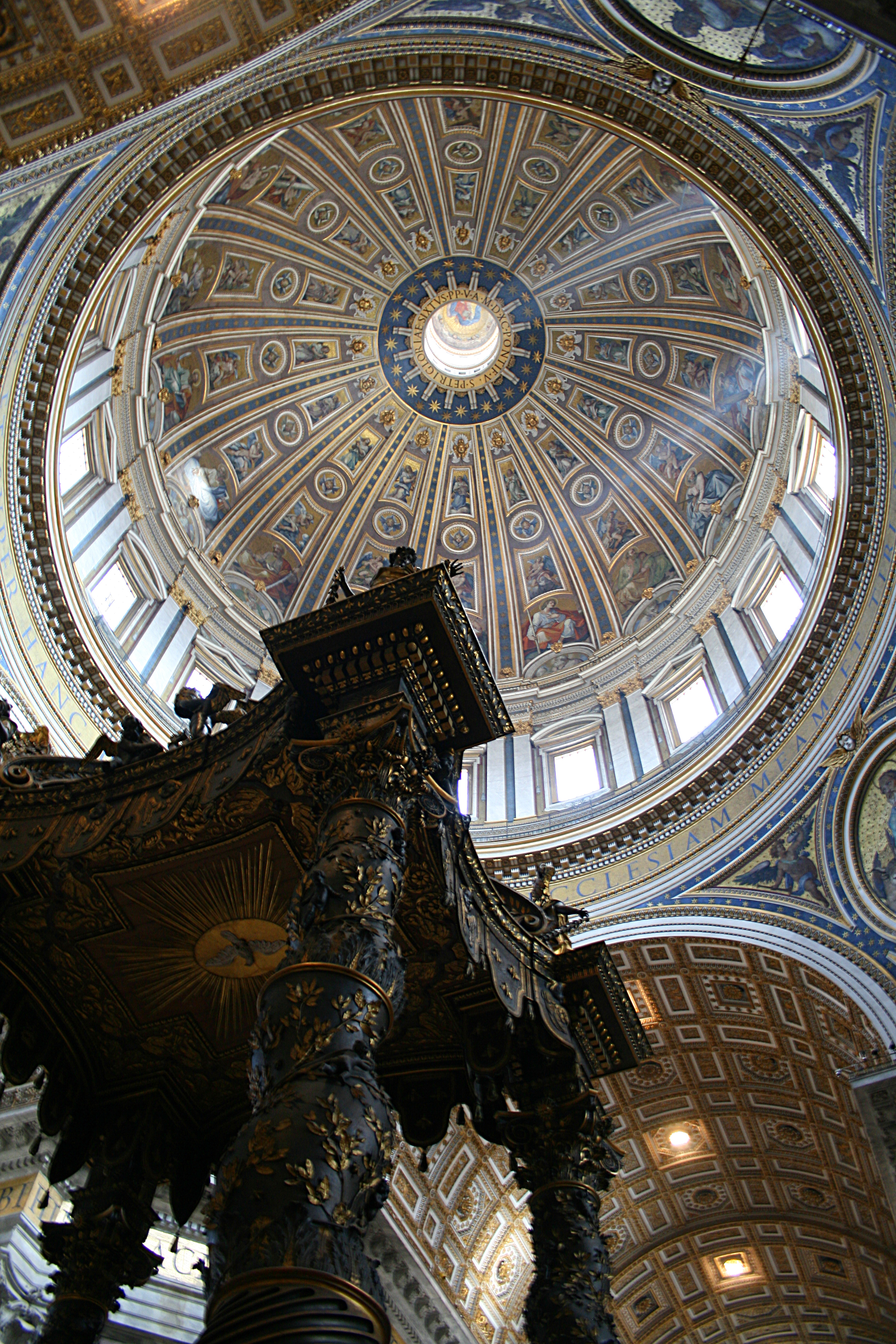
Роспись купола
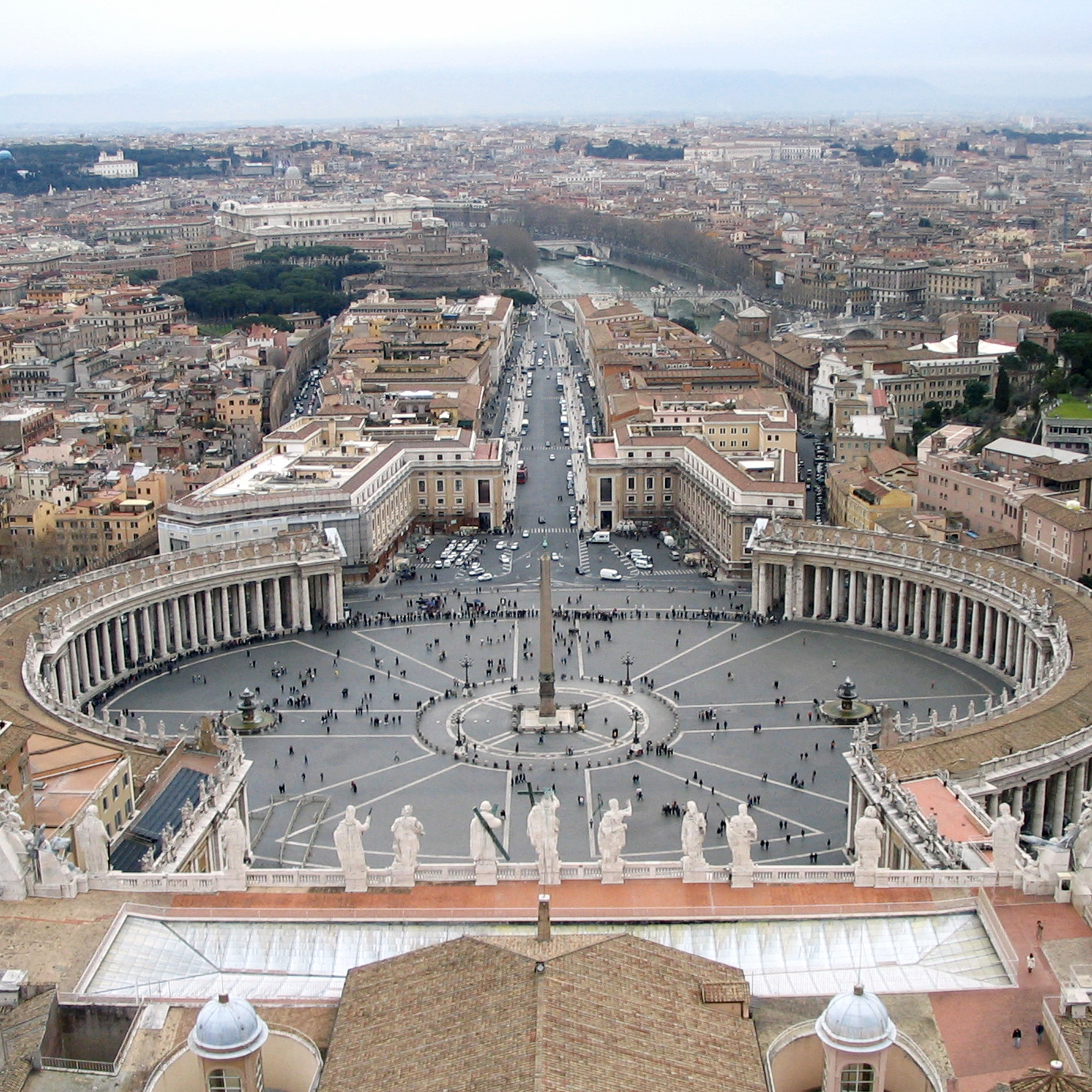
Вид на Площадь Святого Петра с купола собора

### Барокко
Архитектура барокко — период в развитии архитектуры стран Европы и Америки (особенно в Центральной и Южной), охвативший примерно 150—200 лет. Период начался в конце XVI века и завершился в конце XVIII века.
В XVII веке происходило развитие буржуазных отношений и перерастание их в капиталистические производственные отношения.
Несмотря на то что европейская архитектура XVII—XVIII веков не представляется единообразной, будучи динамичной в Италии, серьёзной во Франции, она объединена общим понятием «барокко». Это слово взято из итальянского языка и означает «причудливый».
Архитектурные формы барокко основаны на искусстве Возрождения, однако превзошли его по сложности, многообразию и живописности. Сильно раскрепованные фасады с профилированными карнизами, с колоссальными на несколько этажей колоннами, полуколоннами и пилястрами, роскошными скульптурными деталями, часто колеблющимися от выпуклого к вогнутому, придают самому сооружению движение и ритм. Ни одна деталь не является самостоятельной, как это было в период Ренессанса. Все подчинено общему архитектурному замыслу, к которому относятся оформление и украшение интерьеров, а также садово-парковой и городской архитектурной среды.
Княжеские замки и культовые здания были первоочередными объектами строительства, города-резиденции и монастыри — необходимыми дополнениями. Значительных общественных зданий зарождающийся класс буржуазии ещё не строил.

Архитектура барокко
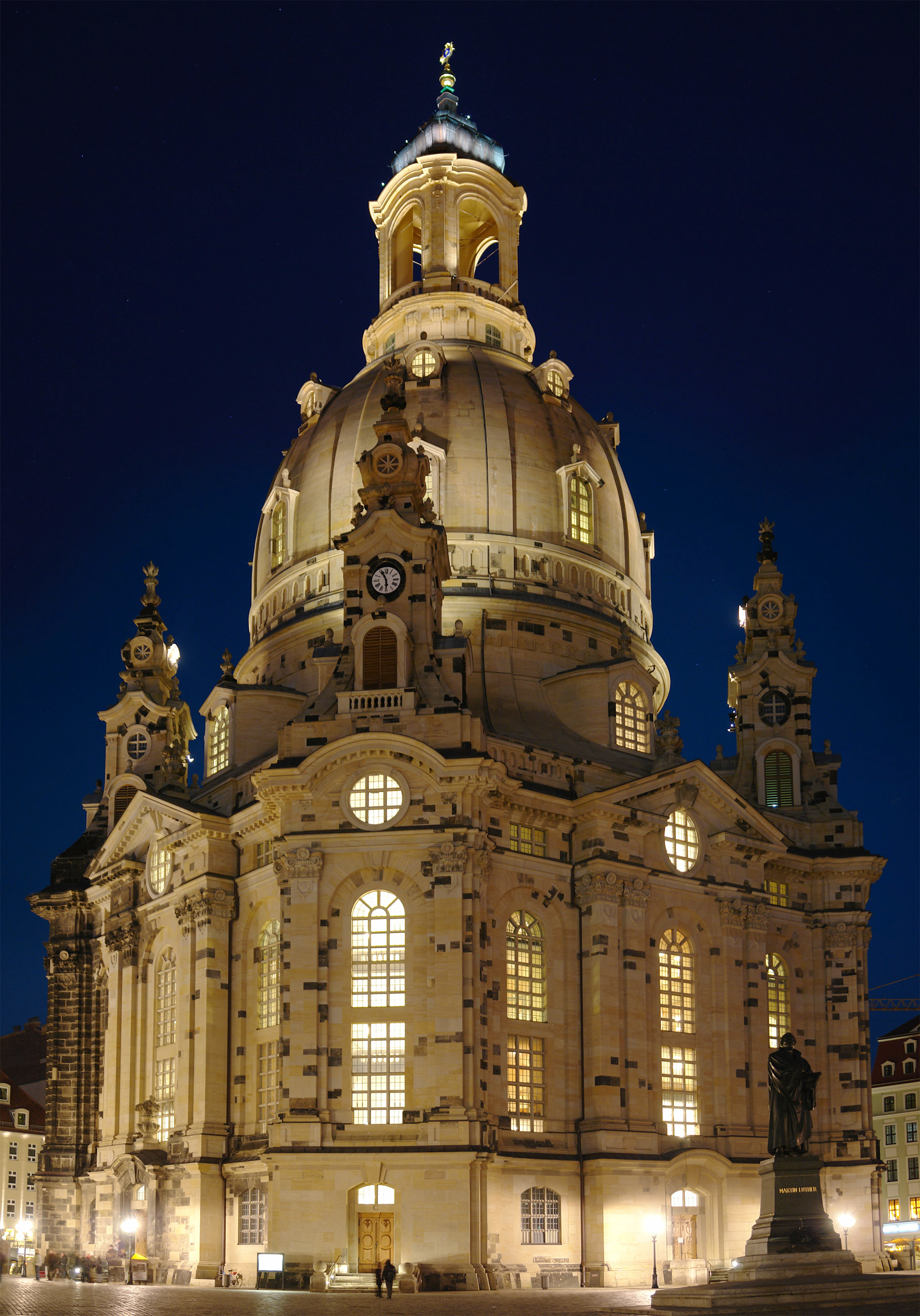
Фрауэнкирхе (Дрезден)
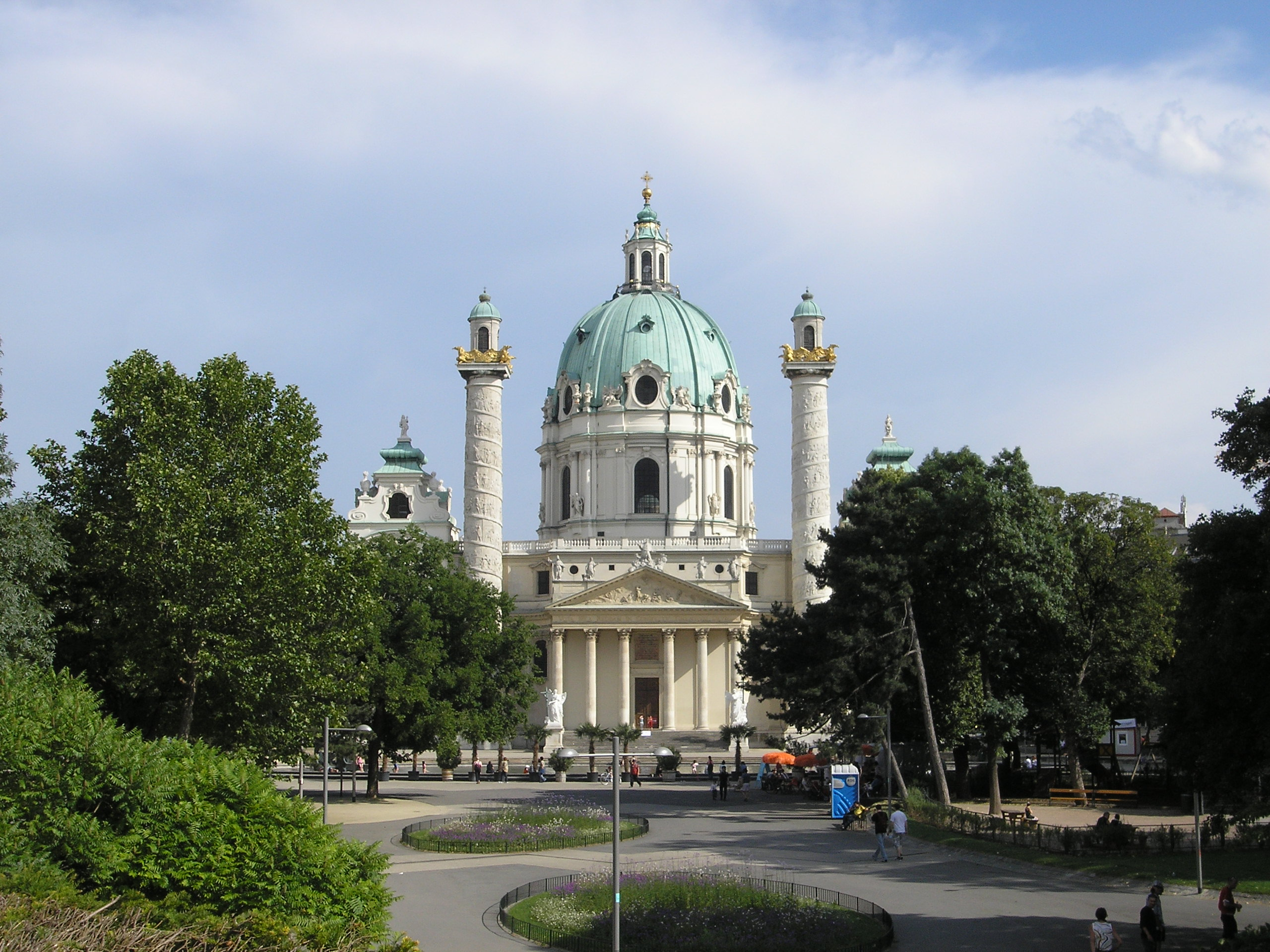
Карлскирхе (Вена)
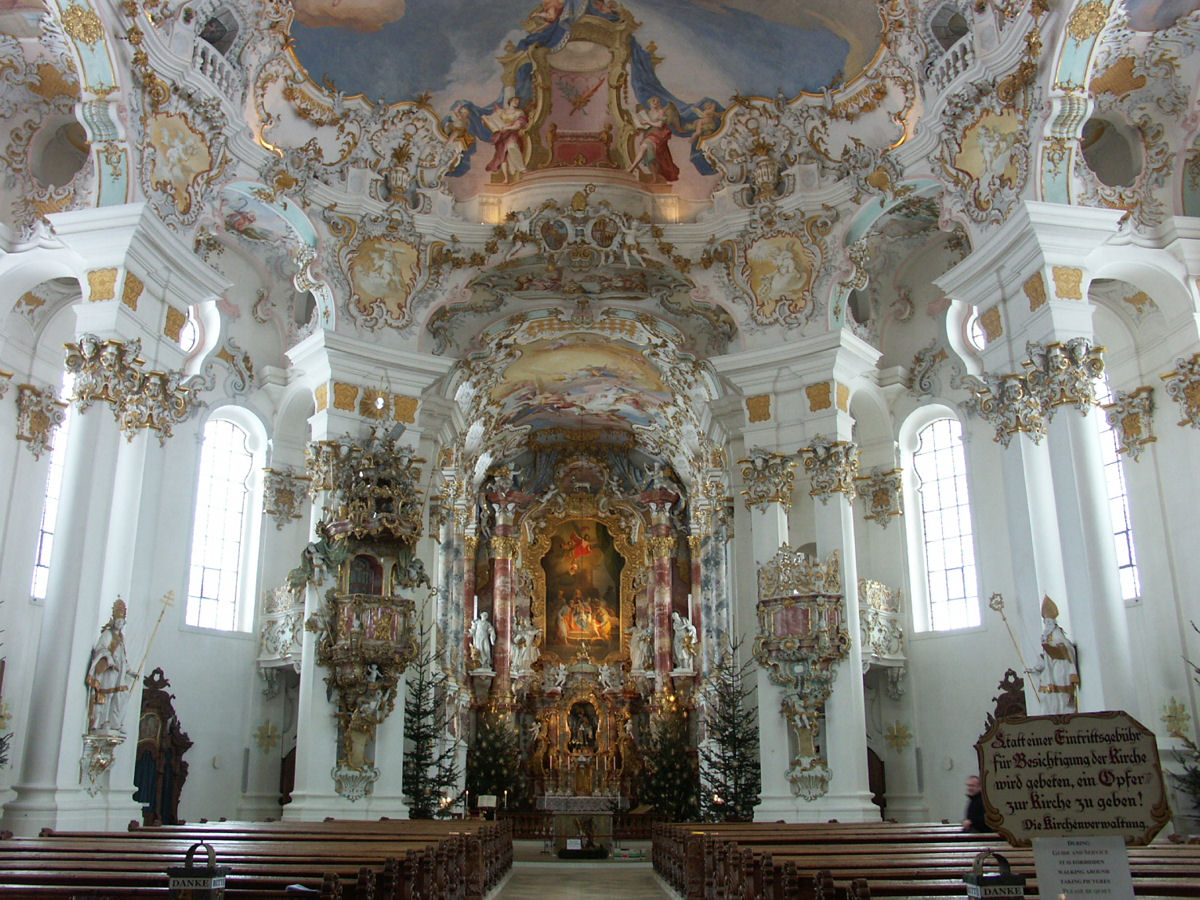
Паломническая церковь в Висе
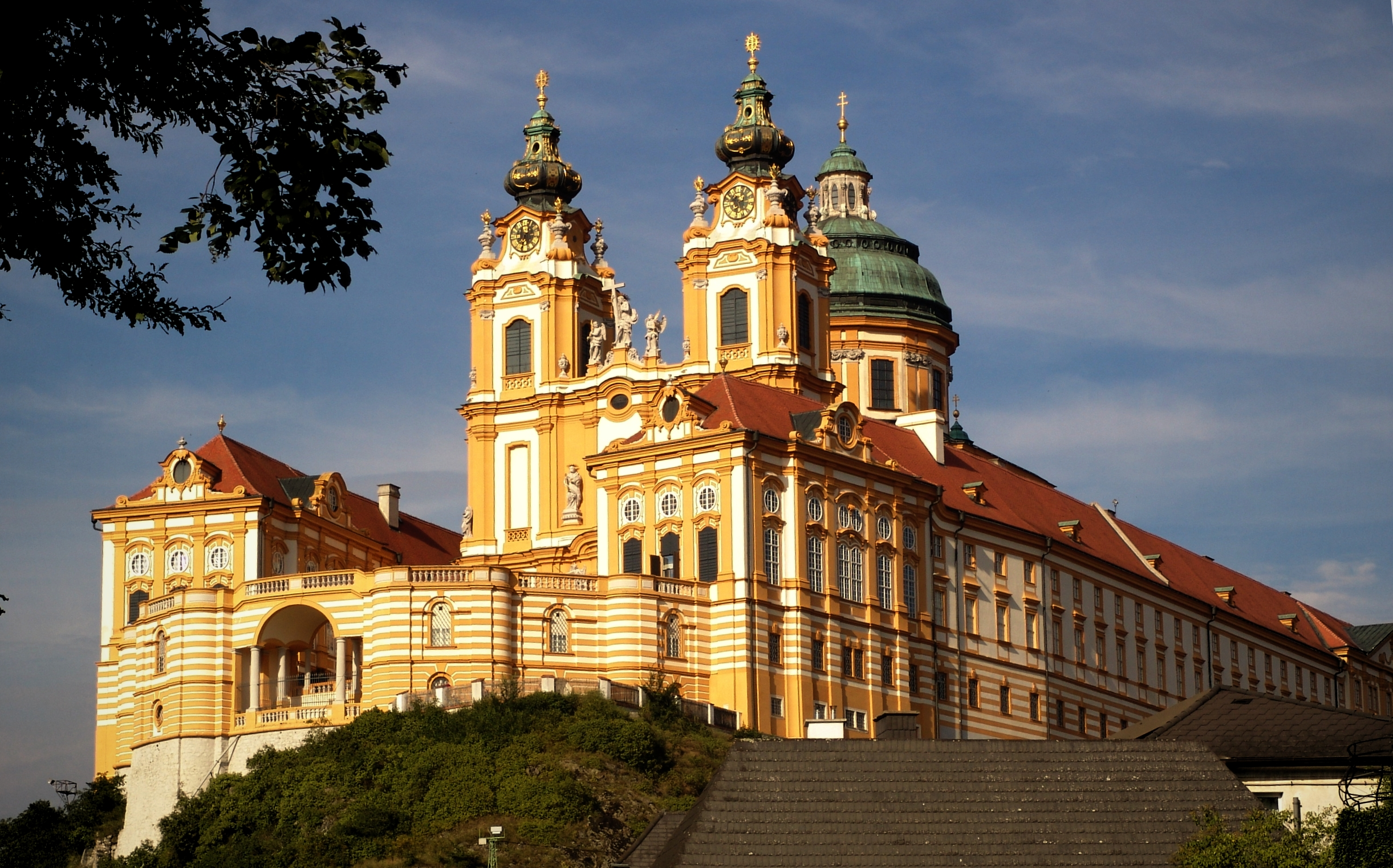
Монастырь в Мельке

### Рококо
Архитектурный стиль рококо появился во Франции в эпоху Регентства (1715—23) и достиг апогея при Людовике XV, перешёл в другие страны Европы и господствовал в ней до 1780-х годов. Стиль рококо был продолжением (видоизменением) стиля барокко, соответствовавшим жеманному, вычурному времени. Он не внёс в архитектуру никаких новых конструктивных элементов, но достиг наивысшей декоративной эффектности.
Асимметричный рокайльный орнамент этого периода дал название стилю — «рококо».
Так сложилось, что эпоха рококо прошла под знаком правления женщин. Во Франции Маркиза де Помпадур была меценаткой и активно покровительствовала искусству: «Целые отрасли художественного производства достигли высокого расцвета при её ближайшем участии (например, она взяла под свою опеку завод по производству фарфора в Севре), не говоря уже о личном покровительстве маркизы ведущим мастерам эпохи». Элементы рококо появились в ансамбле Большого Екатерининского дворца, заложенном при Екатерине I и расширенном при Елизавете Петровне. В Австрии по указанию императрицы Марии Терезии построен ансамбль Шёнбруннского дворца.
В 1850-х годах стиль рококо подвергается критике за манерность, излишнюю декоративность, вычурность. Этот стиль не соответствовал идеям радикализма, ставшего популярным во французском обществе середины XVIII века. Внимание архитекторов вновь привлекают спокойные и уравновешенные формы античной архитектуры.

Архитектура рококо
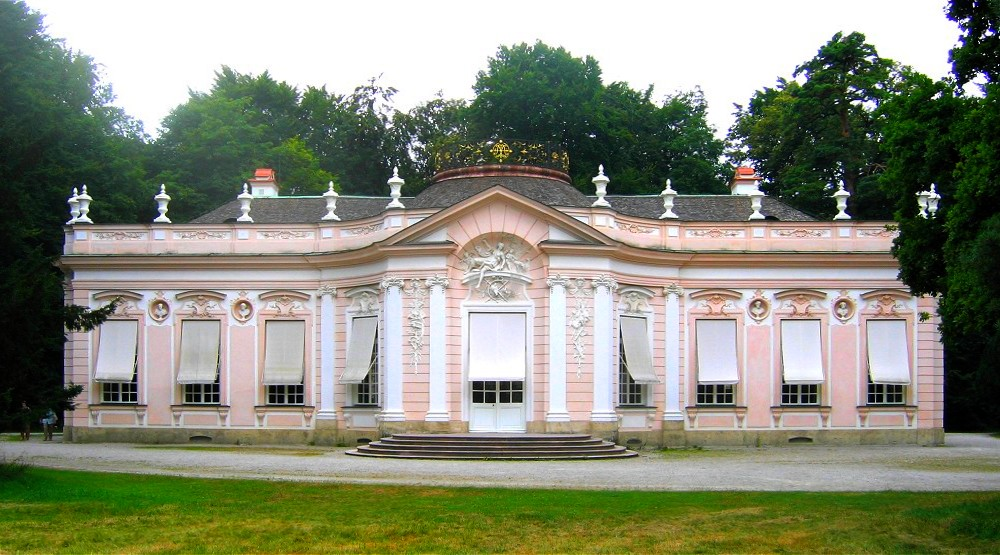
Французское рококо: Амалиенбург под Мюнхеном
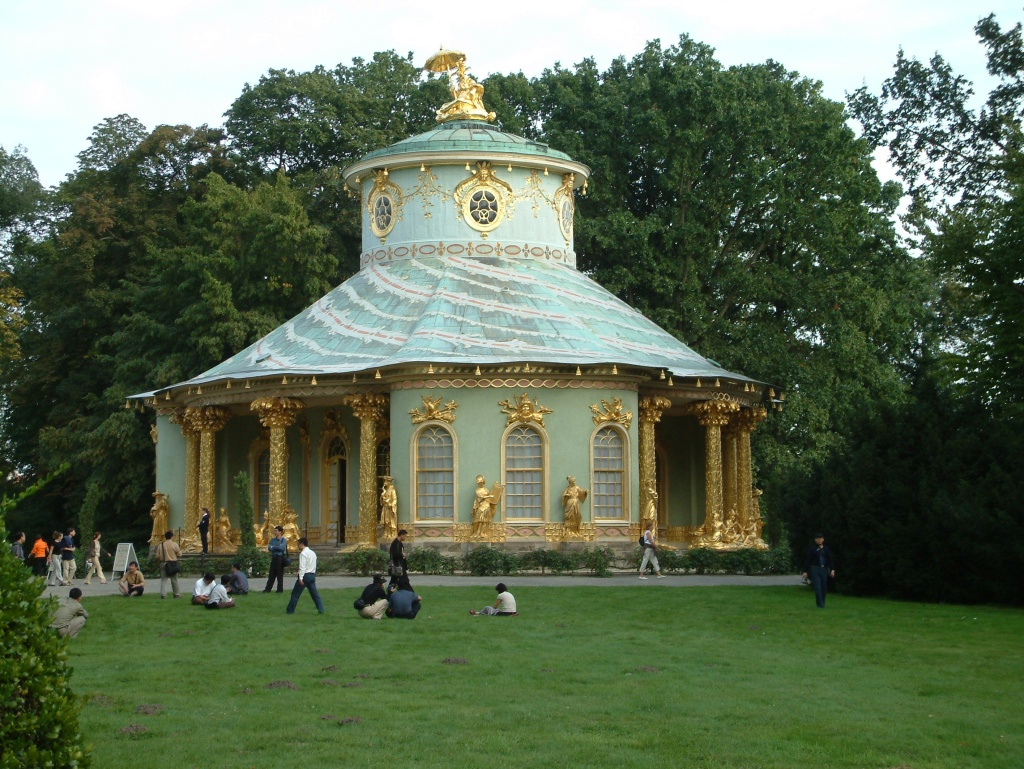
Фридерицианское рококо с использованием шинуазри (китайских мотивов): Китайский домик в Потсдаме
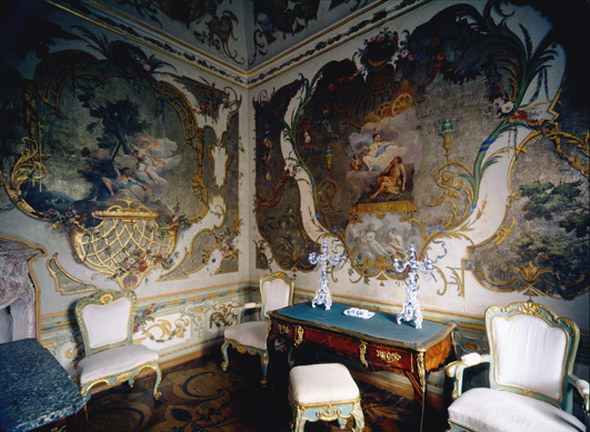
Елизаветинское рококо: интерьер Китайского дворца в Ораниенбауме
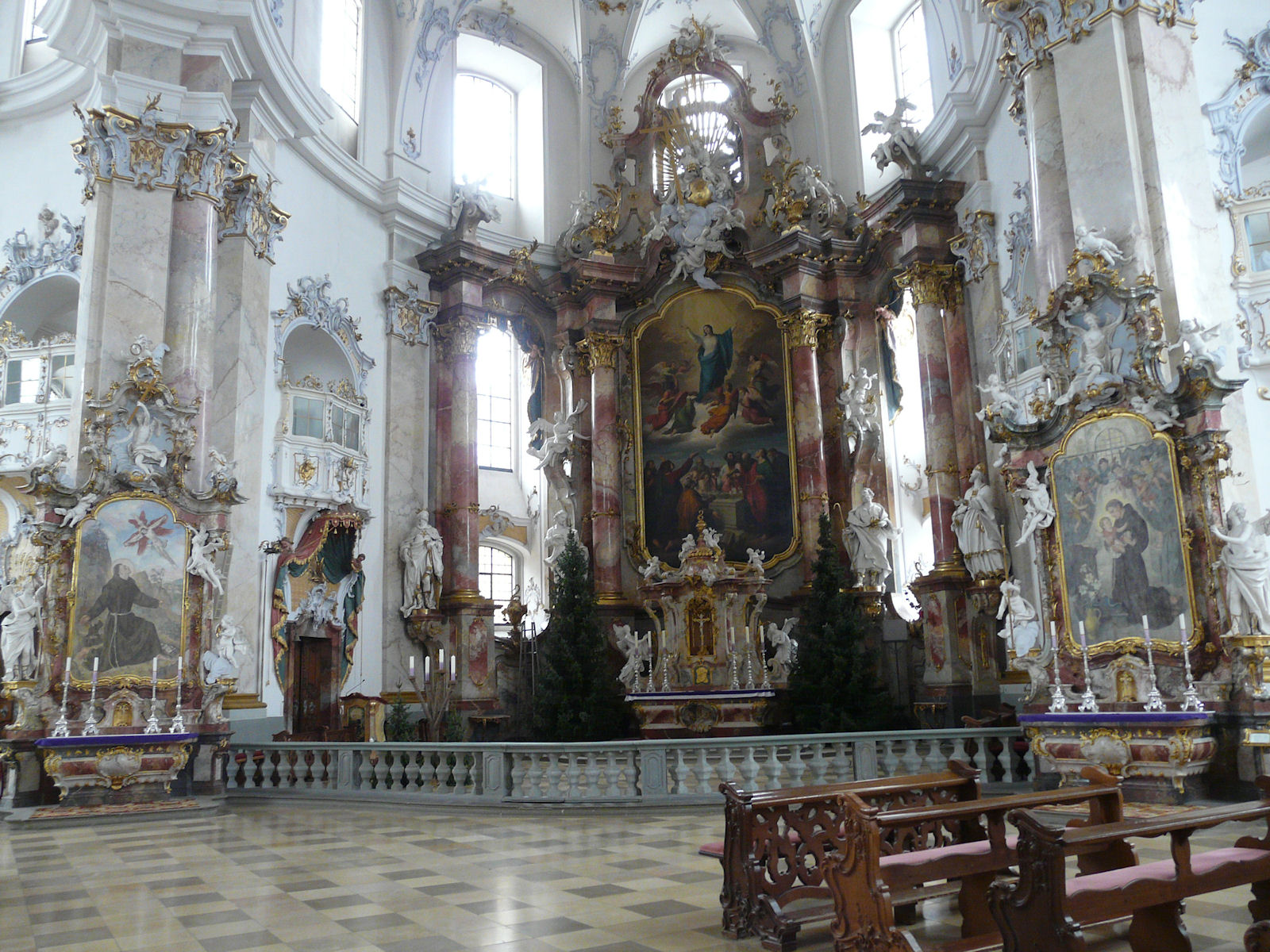
Баварское рококо: базилика Фирценхайлиген.
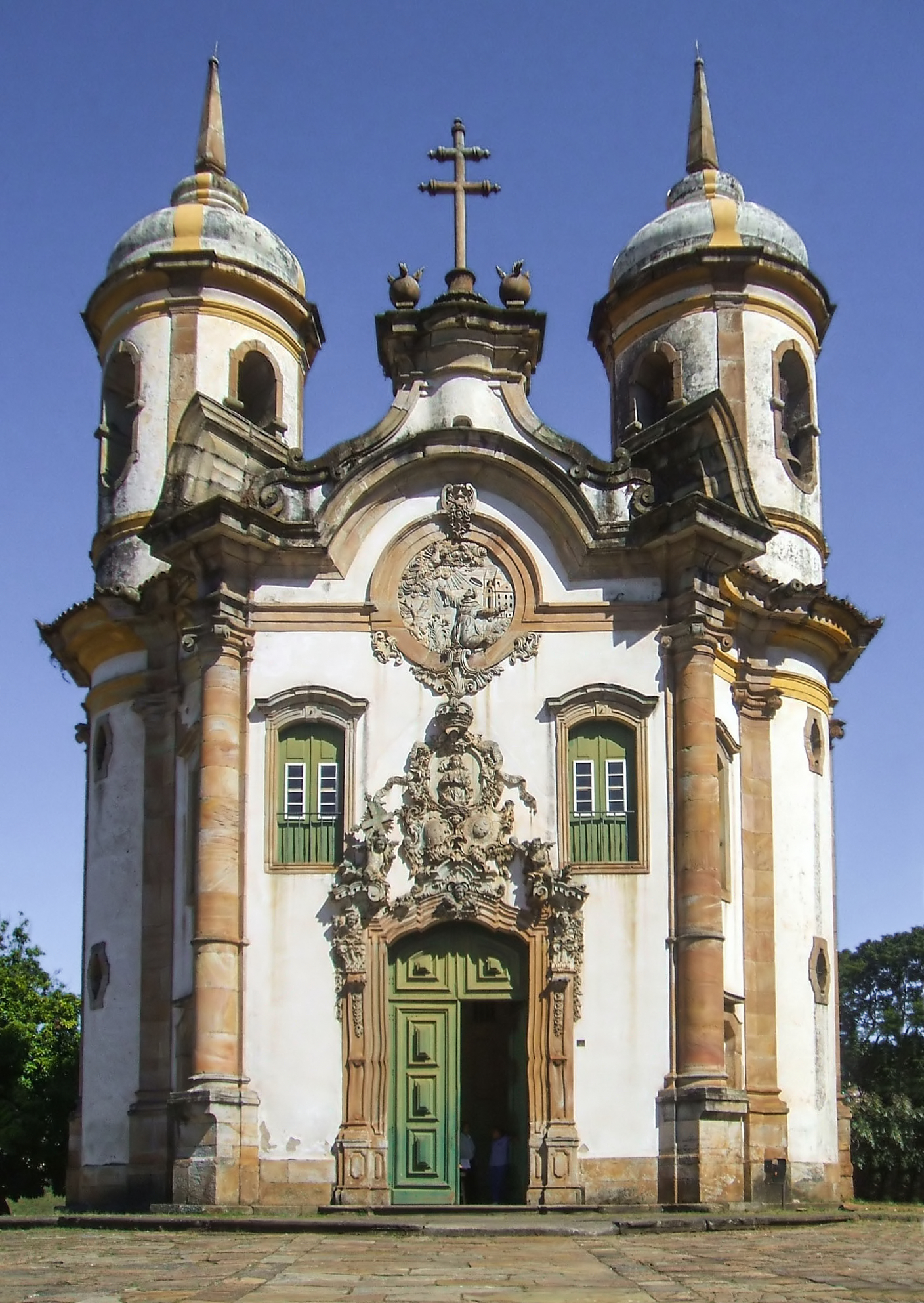
Португальское рококо: церковь Франциска Ассизского в Оуру-Прету работы Алейжадинью

### Классицизм
Главной чертой архитектуры классицизма было обращение к формам античного зодчества как к эталону гармонии, простоты, строгости, логической ясности и монументальности. Архитектуре классицизма в целом присуща регулярность планировки и чёткость объёмной формы. Основой архитектурного языка классицизма стал ордер, в пропорциях и формах близкий к античности. Для классицизма свойственны симметрично-осевые композиции, сдержанность декоративного убранства, регулярная система планировки городов.
Архитектурный язык классицизма был сформулирован на исходе эпохи Возрождения великим венецианским мастером Палладио и его последователем Скамоцци. Принципы античного храмового зодчества венецианцы абсолютизировали настолько, что применяли их даже при строительстве таких частных особняков, как вилла Капра. Иниго Джонс перенёс палладианство на север, в Англию, где местные архитекторы-палладианцы с разной степенью верности следовали заветам Палладио вплоть до середины XVIII века.
К тому времени пресыщение «взбитыми сливками» позднего барокко и рококо стало накапливаться и у интеллектуалов континентальной Европы. Рождённое римскими зодчими Бернини и Борромини барокко истончилось в рококо, преимущественно камерный стиль с акцентом на отделке интерьеров и декоративно-прикладном искусстве. Для решения крупных градостроительных задач эта эстетика была малоприменима. Уже при Людовике XV (1715-74) в Париже строятся градостроительные ансамбли в «древнеримском» вкусе, такие как площадь Согласия (арх. Жак-Анж Габриэль) и церковь Сен-Сюльпис, а при Людовике XVI (1774-92) подобный «благородный лаконизм» становится уже основным архитектурным направлением.
В 1755 году Иоганн Иоахим Винкельманн писал в Дрездене: «Единственный путь для нас стать великими, а если возможно и неподражаемыми, — это подражать древним».
Этот призыв обновить современное искусство, пользуясь красотой античности, воспринимаемой как идеал, нашёл в европейском обществе активную поддержку. Прогрессивная общественность видела в классицизме необходимое противопоставление придворному барокко. Но и просвещённые феодалы не отвергали подражание античным формам. Эпоха классицизма совпала по времени с эпохой буржуазных революций — английской в 1688 году, французской — через 101 год. В Германии этот процесс задержался до середины XIX века, чему способствовала раздробленность страны на мелкие княжества.
Стремление претворить в современное строительство благородную простоту и спокойное величие античного искусства вели к желанию полностью скопировать античную постройку. То, что у Фридриха Жилли осталось как проект памятника Фридриху II, по приказу Людвига I Баварского было осуществлено на склонах Дуная в Регенсбурге и получило название Вальхалла (Walhalla — Чертог мертвых).
Центрами строительства в стиле классицизма стали княжеские дворцы-резиденции. Но дворцы уже не были главным объектом строительства. Виллы и загородные дома уже невозможно было от них отличить. В сферу государственного строительства были включены общественные сооружения — театры, музеи, университеты и библиотеки. К ним добавились здания социального назначения — больницы, дома для слепых и глухонемых, а также тюрьмы и казармы. Картину дополняли загородные поместья аристократии и буржуазии, ратуши и жилые дома в городах и деревнях.
Строительство церквей уже не играло первоочередной роли, однако в Карлсруэ, Дармштадте и Потсдаме были созданы замечательные сооружения, хотя при этом и велась дискуссия, подходят ли языческие архитектурные формы для христианской обители.

Классицизм
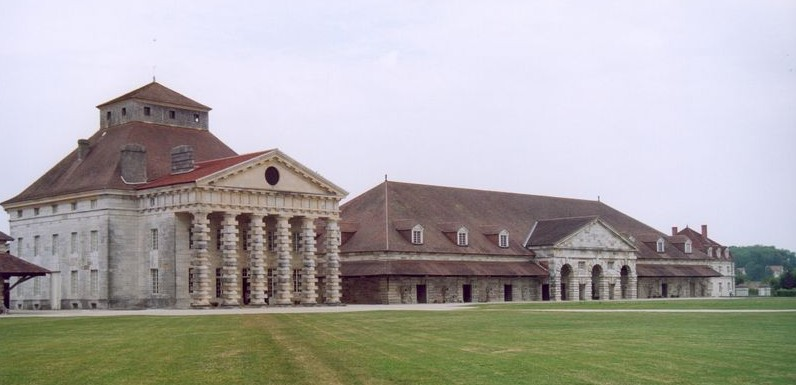
Королевская солеварня в Арк-э-Сенан
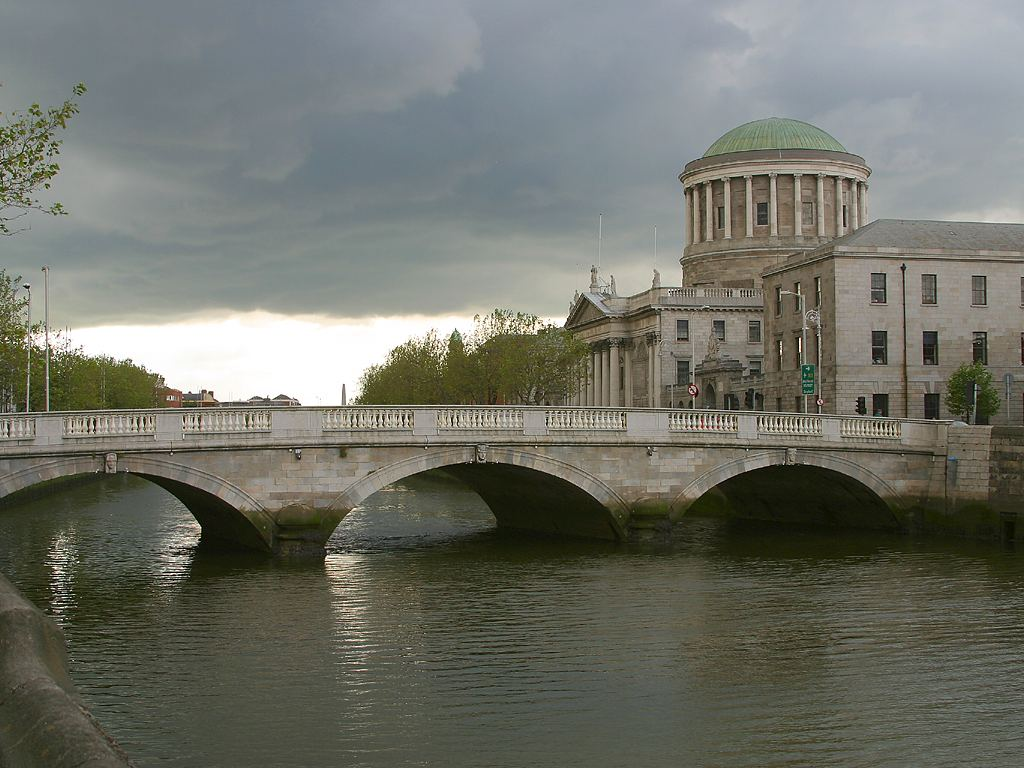
Здание четырёх судов. Дублинский классицизм
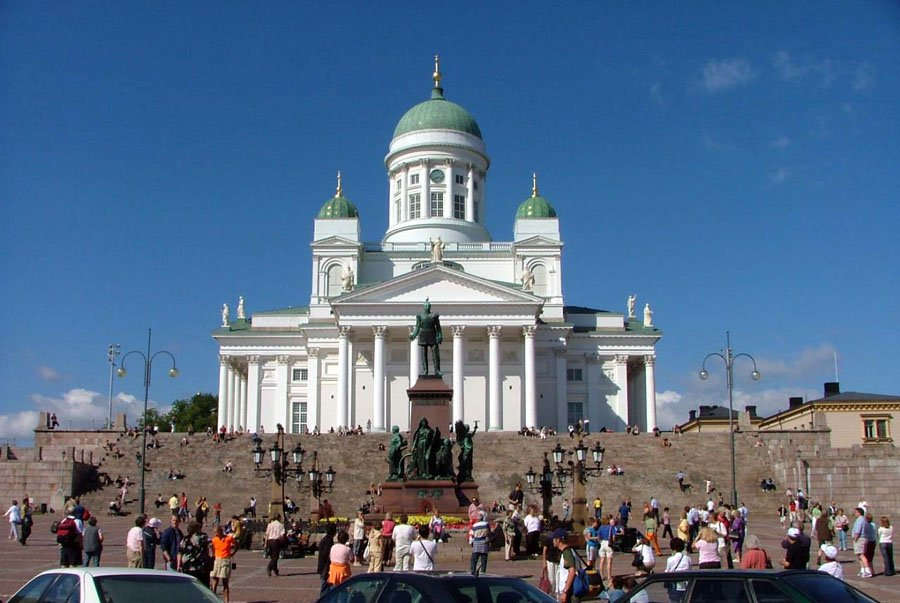
Кафедральный собор на Сенатской площади в Хельсинки
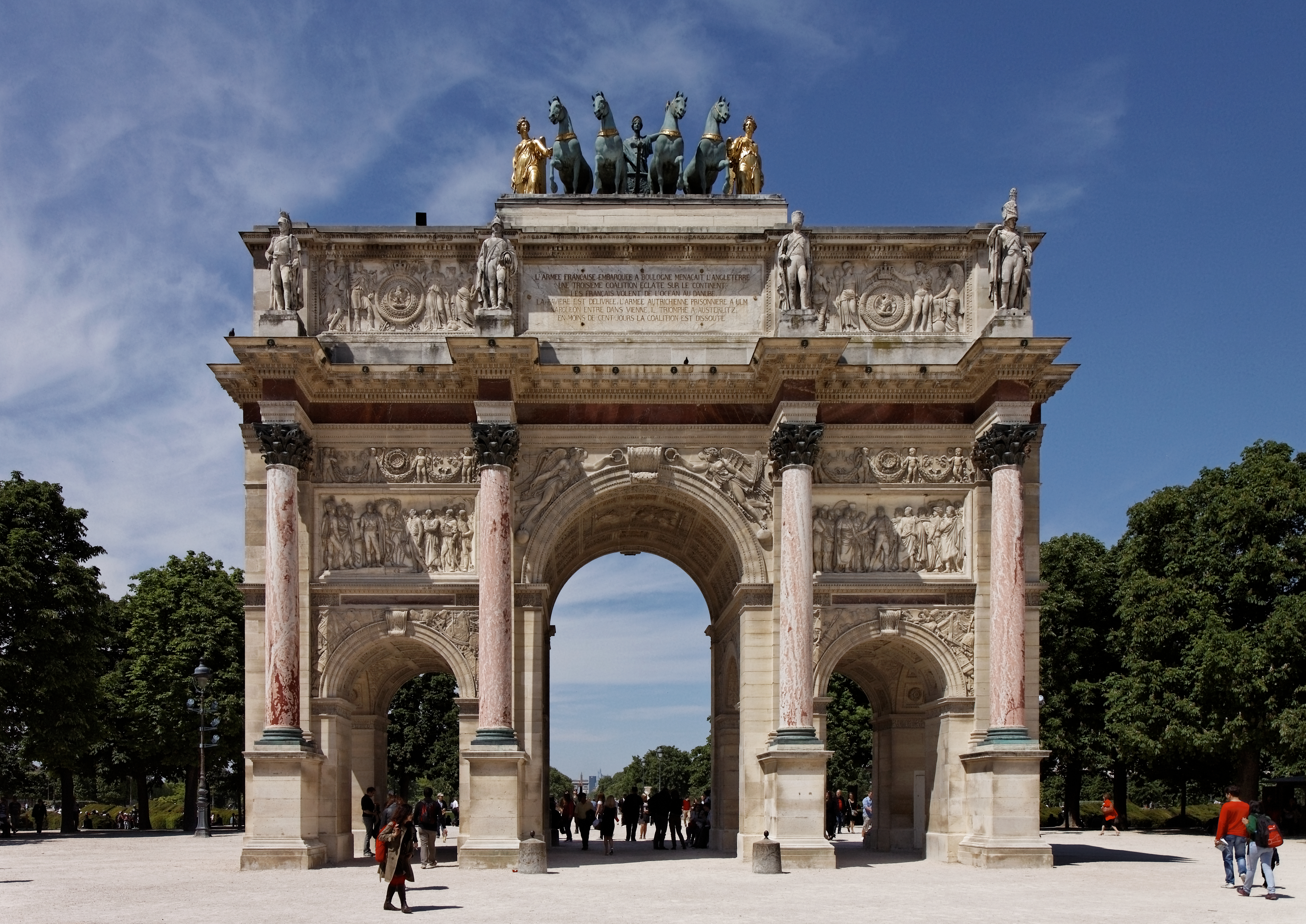
Арка на площади Каррузель, Париж

### Историзм и Эклектика
Историзм начал складываться в конце XVIII века, как результат обращённого внимания общества на другие эпохи прошлого, репрезентирующиеся своими стилями. Подвидами стиля историзма выступают неороманский, неоготика, неогреческий, египтизирующий, неоренессанс, необарокко, неорусский и многие другие. Распространение стиля историзма в архитектуре связано с развитием капитализма в Европе и подъёмом буржуазии. Временные рамки развития историзма определяются годами от 1850 до начала Первой мировой войны, но и позже историзм использовался для возведения зданий на разных континентах или оказывал влияние на появляющиеся новые стили.
Порою в архитектуре здания смешивались несколько стилей, что получило во второй половине XIX века название эклектика. Существование эклектики в лёгкой форме появилось ещё в Римский период, где заимствовались архитектурные элементы Греции, Египта, передней Азии. Обычно появляется в период смены больших художественных систем. Эклектика искусства обычно служит эффектной декорацией для материальной культуры нового типа, ещё не выработавшей собственного стиля. Свобода выбора и размещения мотивов в эклектической архитектуре подготовляла свободное изобретение мотивов в последующие периоды.

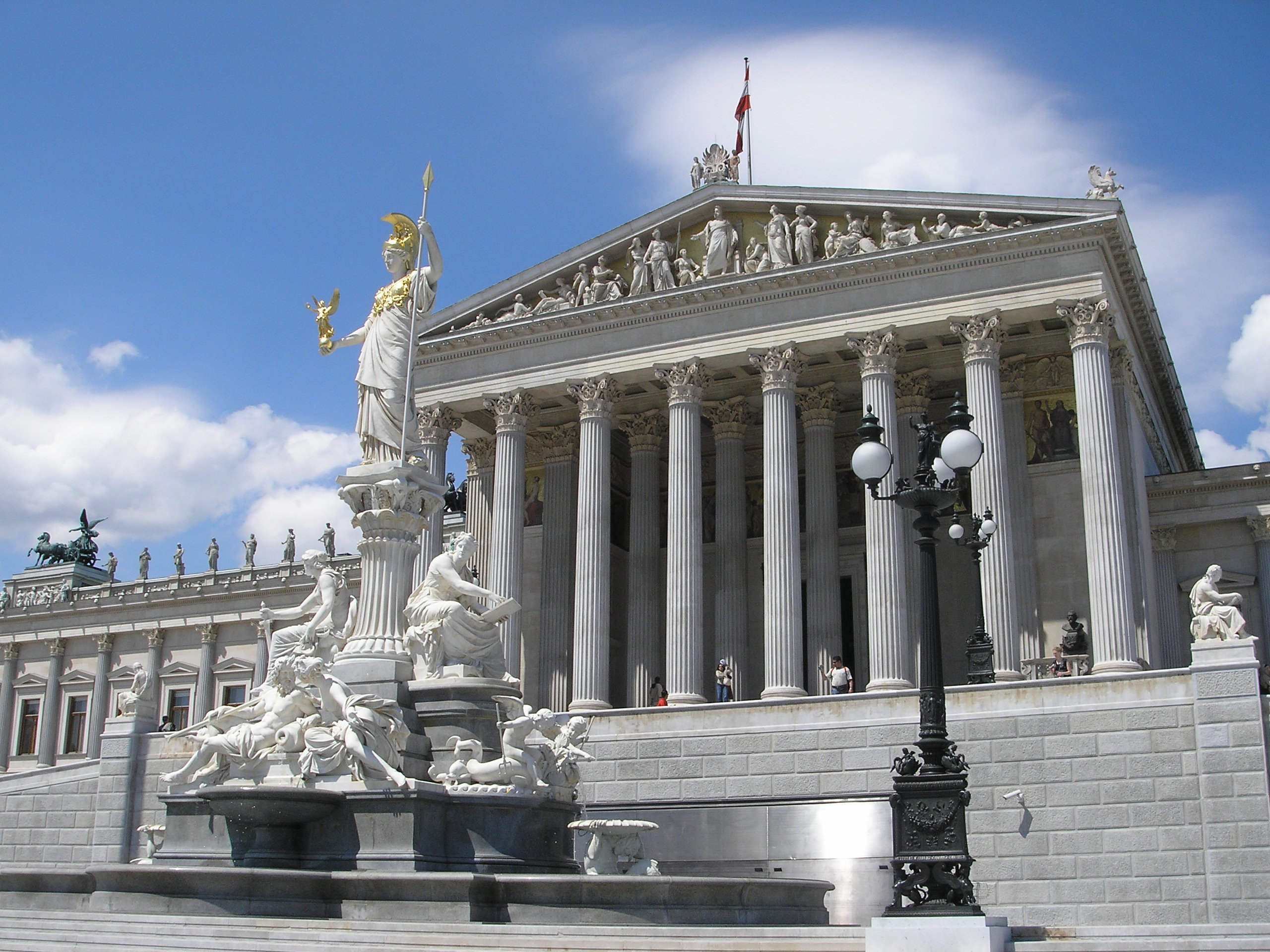
Здание парламента (Вена). Арх. Теофил фон Хансен, в неогреческом стиле (1874—1883)
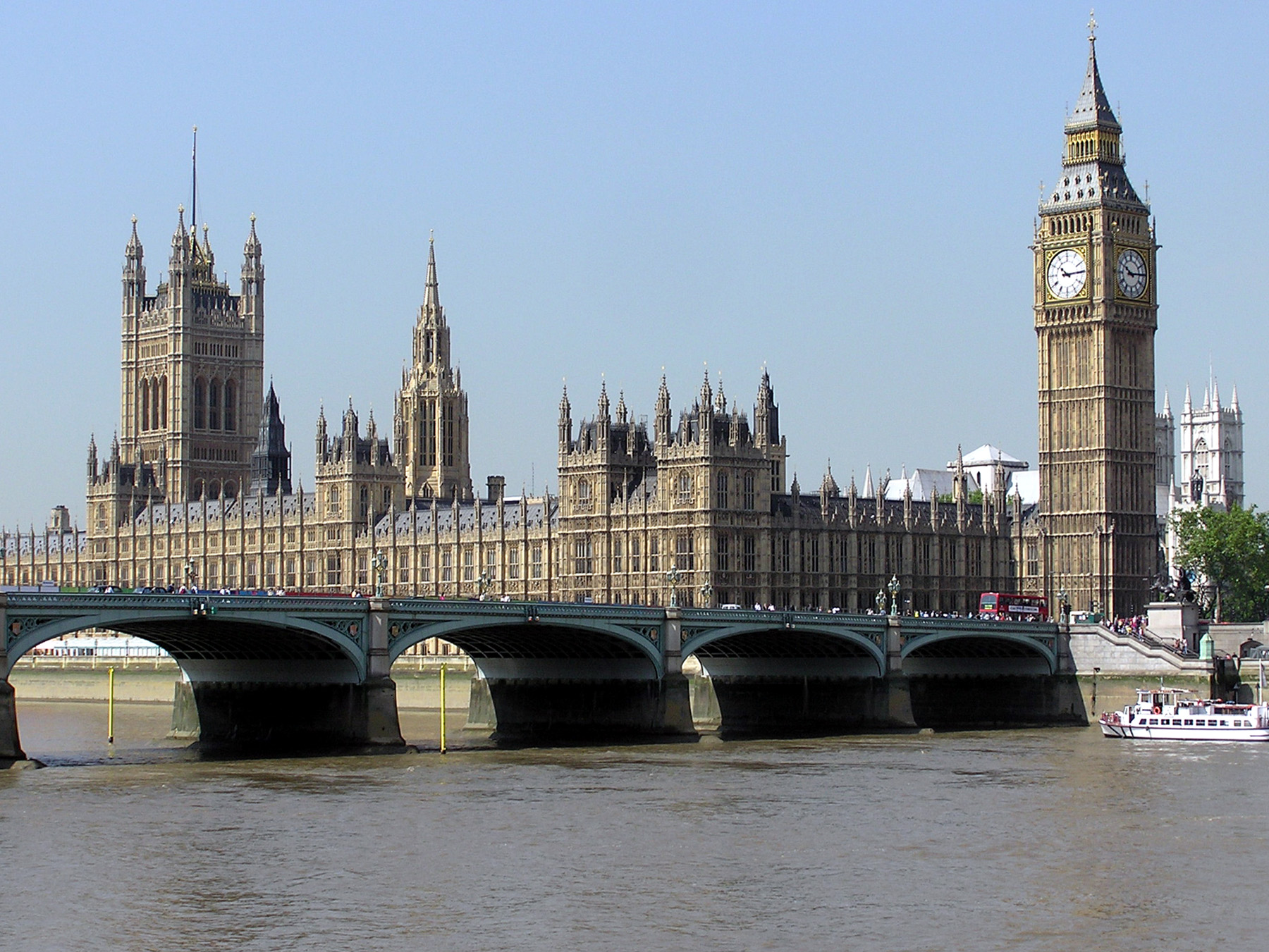
Вестминстерский дворец — неоготика (1840—1860 )
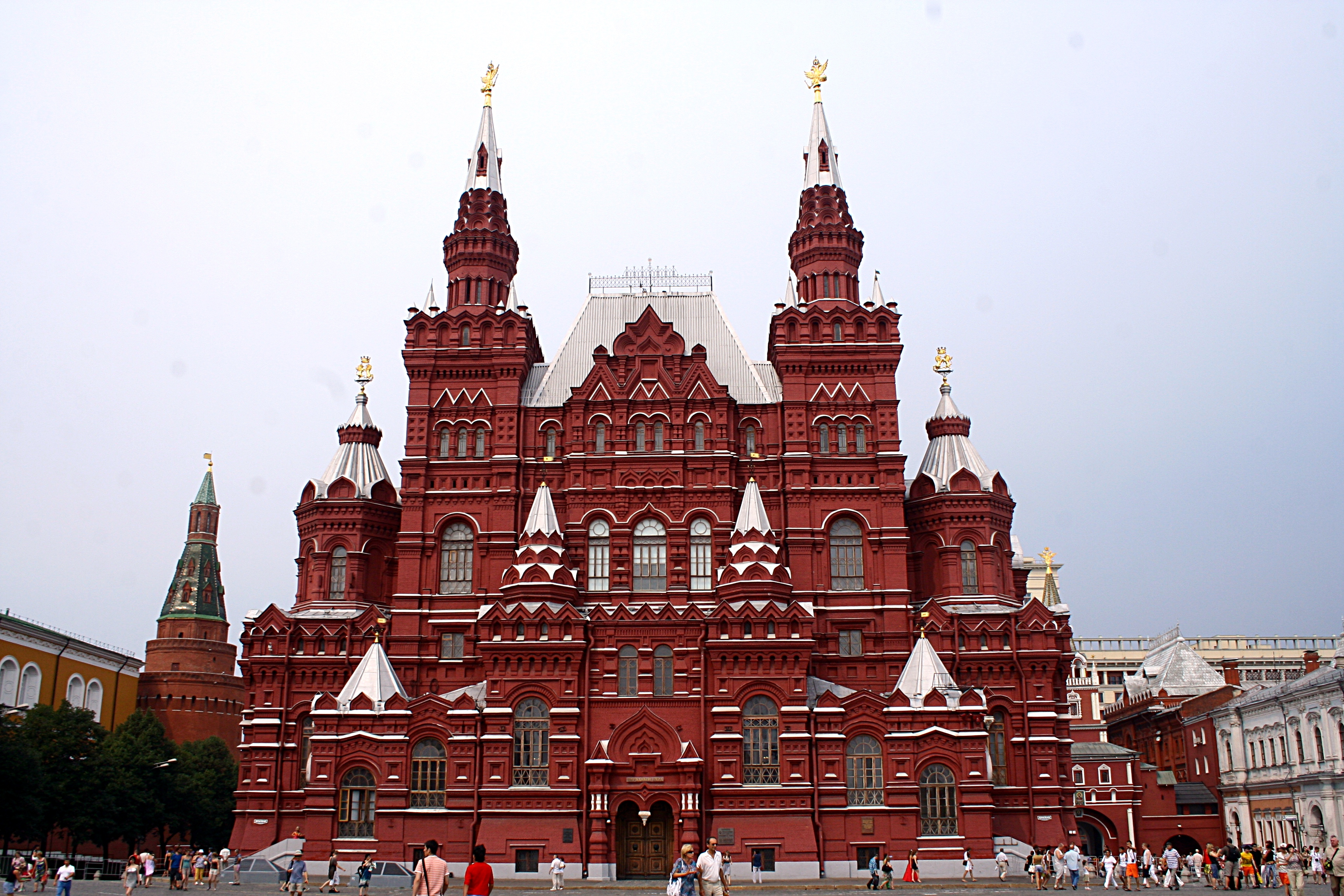
Государственный исторический музей в Москве — пример русского стиля (1875—1881)
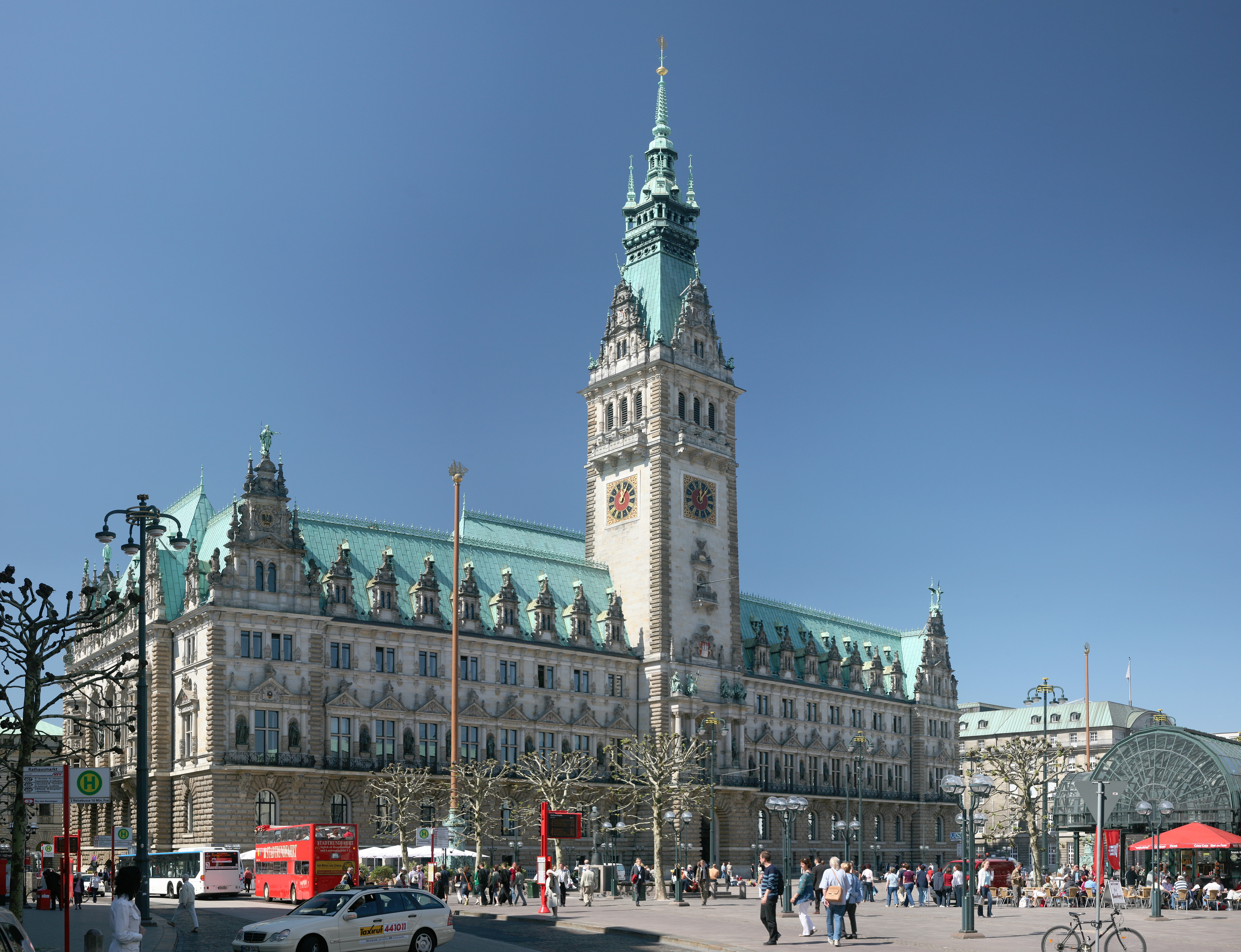
Ратуша Гамбурга в стиле неоренессанса (1884—1887)

## Мировая архитектура XX века
Революционные научные открытия XIX века привели к возникновению новой архитектуры.
Масштаб зданий увеличился благодаря освоению промышленного производства стальных конструкций, а также железобетона и стекла. Произошло разделение конструкций на несущие, ограждающие, утепляющие и декоративные. Лёгкие и прочные конструкции обеспечили большую высоту и площадь зданий.
Здание превратилось в сложную инженерную систему. Электричество позволило освещать улицы и здания. Изобретение электродвигателей сделало возможным применение лифтов, а также насосов для прокачки воды и воздуха. Развились городские сети водоснабжения и водоотведения, тепло- и газоснабжения.
Изменение функции и конструкции зданий сказалось на их облике. Новый масштаб зданий изменил приоритет средств архитектурной композиции. Античный и классический декор утратил актуальность. Важнейшими средствами стали объём и пространство, пропорции, шаг, метр и ритм, цвет и фактура материалов.

### Модерн
Архитектуру модерна отличает отказ от прямых линий и углов в пользу более естественных, «природных» линий, использование новых технологий (металл, стекло).
Данный стиль в англо- и франкоязычных источниках называется Art Nouveau. В немецких — Jugendstil.
Как и ряд других стилей, архитектуру модерна отличает также стремление к созданию одновременно и эстетически красивых, и функциональных зданий. Большое внимание уделялось не только внешнему виду зданий, но и интерьеру, который тщательно прорабатывался. Все конструктивные элементы: лестницы, двери, столбы, балконы — художественно обрабатывались.
Одним из первых архитекторов, работавших в стиле модерн, был бельгиец Виктор Орта (1861—1947). В своих проектах он активно использовал новые материалы, в первую очередь, металл и стекло. Несущим конструкциям, выполненным из железа, он придавал необычные формы, напоминающие какие-то фантастические растения. Лестничные перила, светильники, свисающие с потолка, даже дверные ручки — все тщательно проектировалось в едином стиле. Во Франции идеи модерна развивал Эктор Гимар, создавший, в том числе, входные павильоны парижского метро.
Ещё дальше от классических представлений об архитектуре ушёл Антонио Гауди. Здания, сооружённые им, настолько органически вписываются в окружающий пейзаж, что кажутся делом рук природы, а не человека.

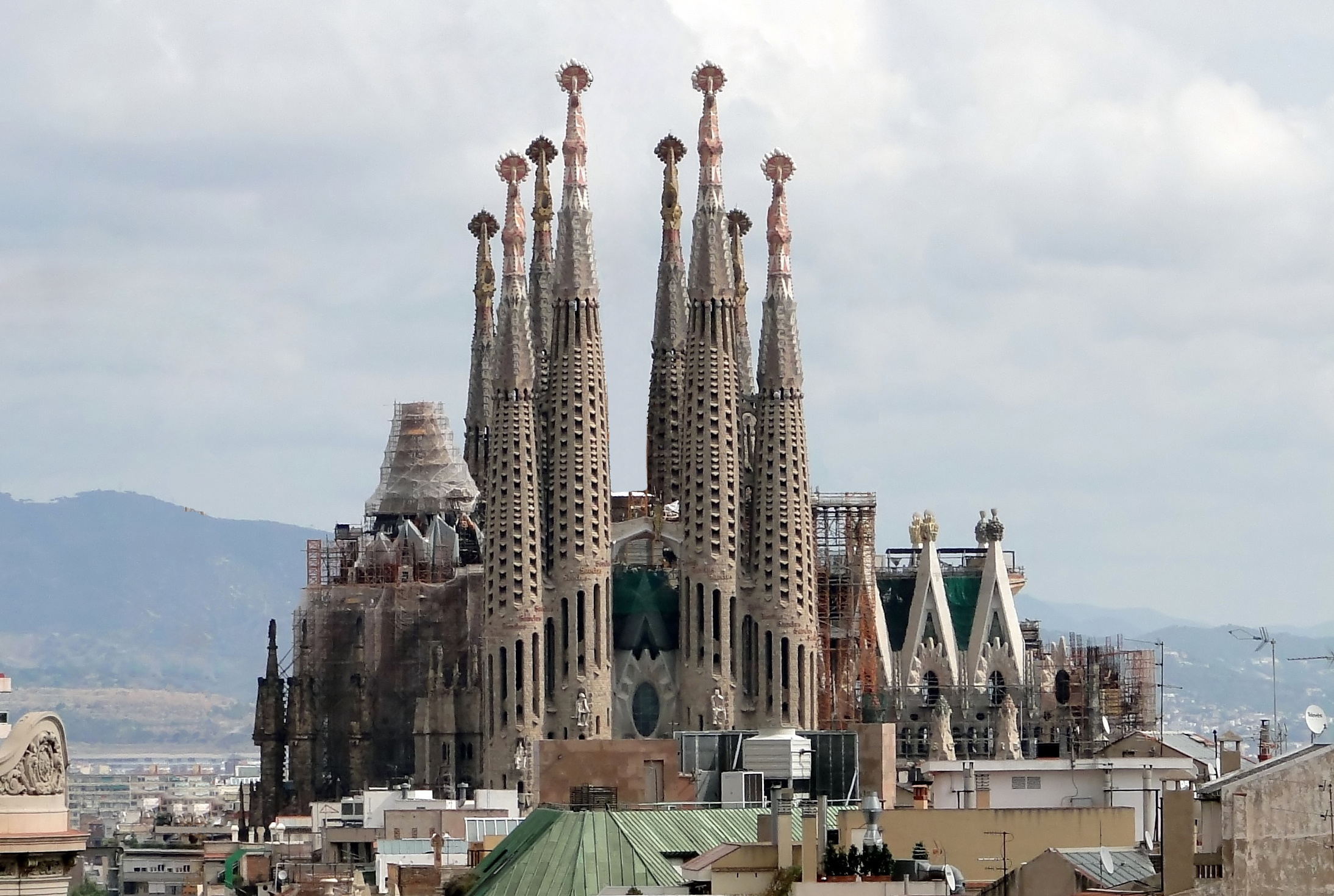
Sagrada Familia Арх. Антонио Гауди), строится с 1882 года
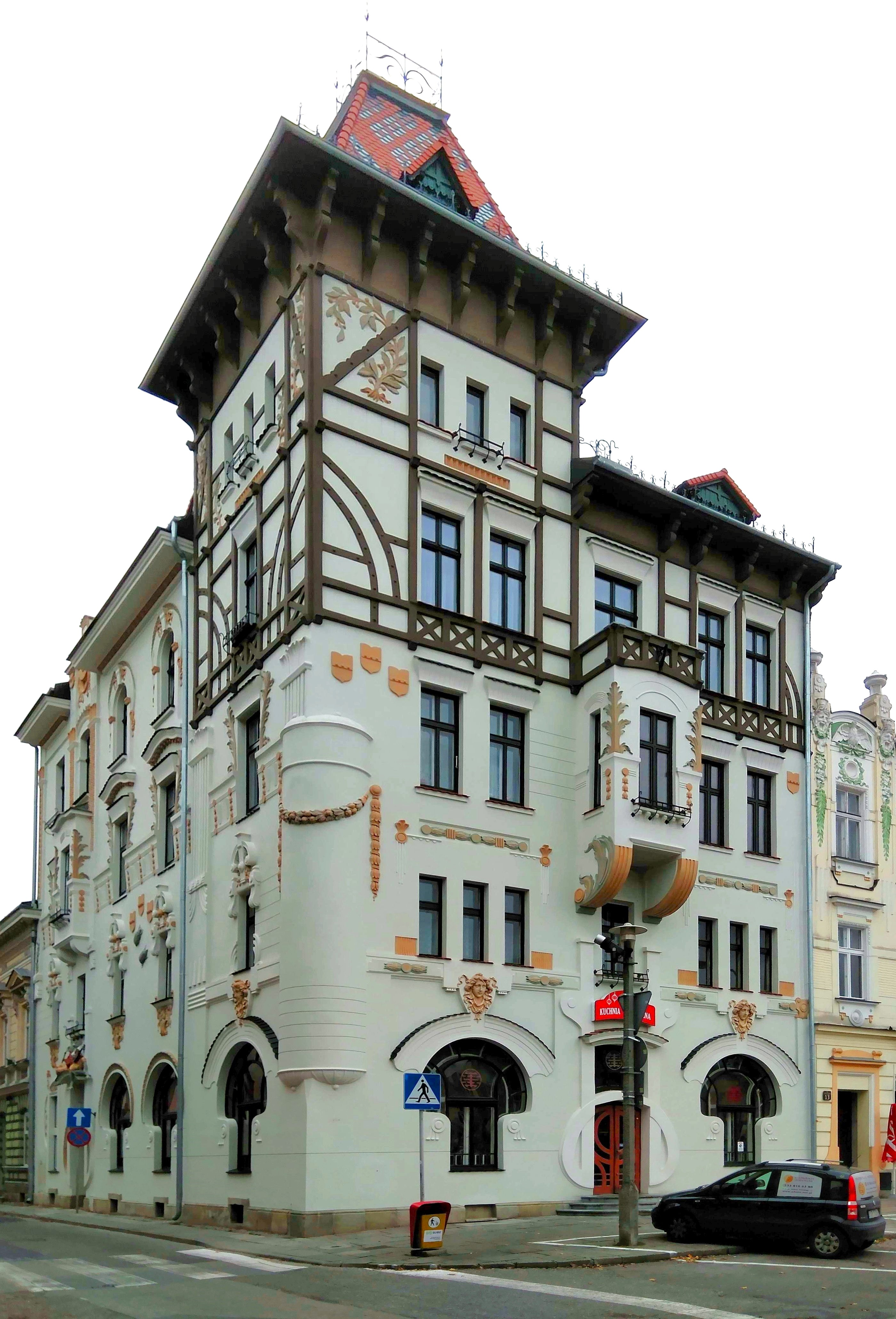
«Дом с лягушками» Бельско-Бяла, Польша, 1903 год
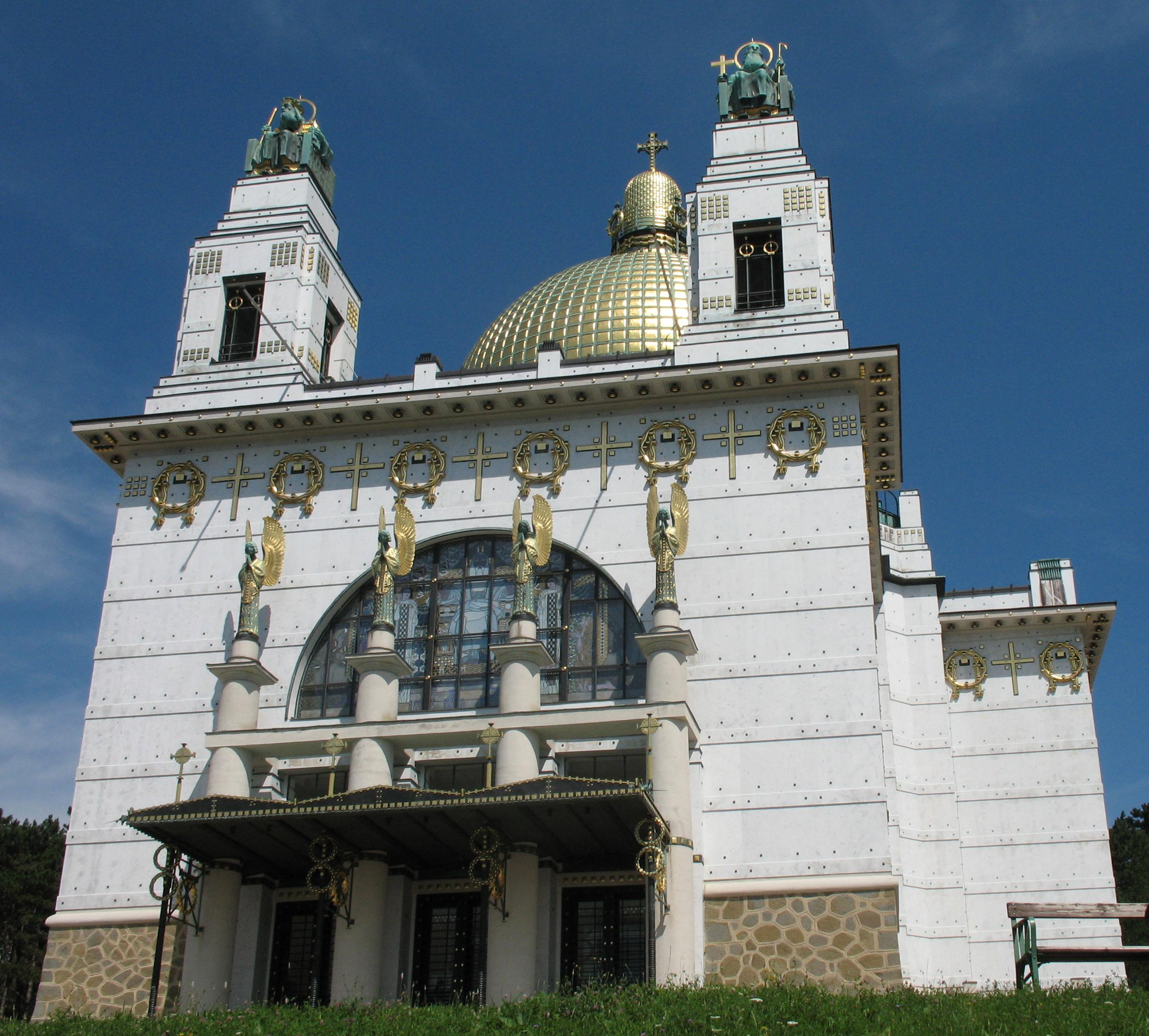
Католическая Церковь Ам-Штайнхоф. Архитектор Отто Вагнер, Вена, 1907 год
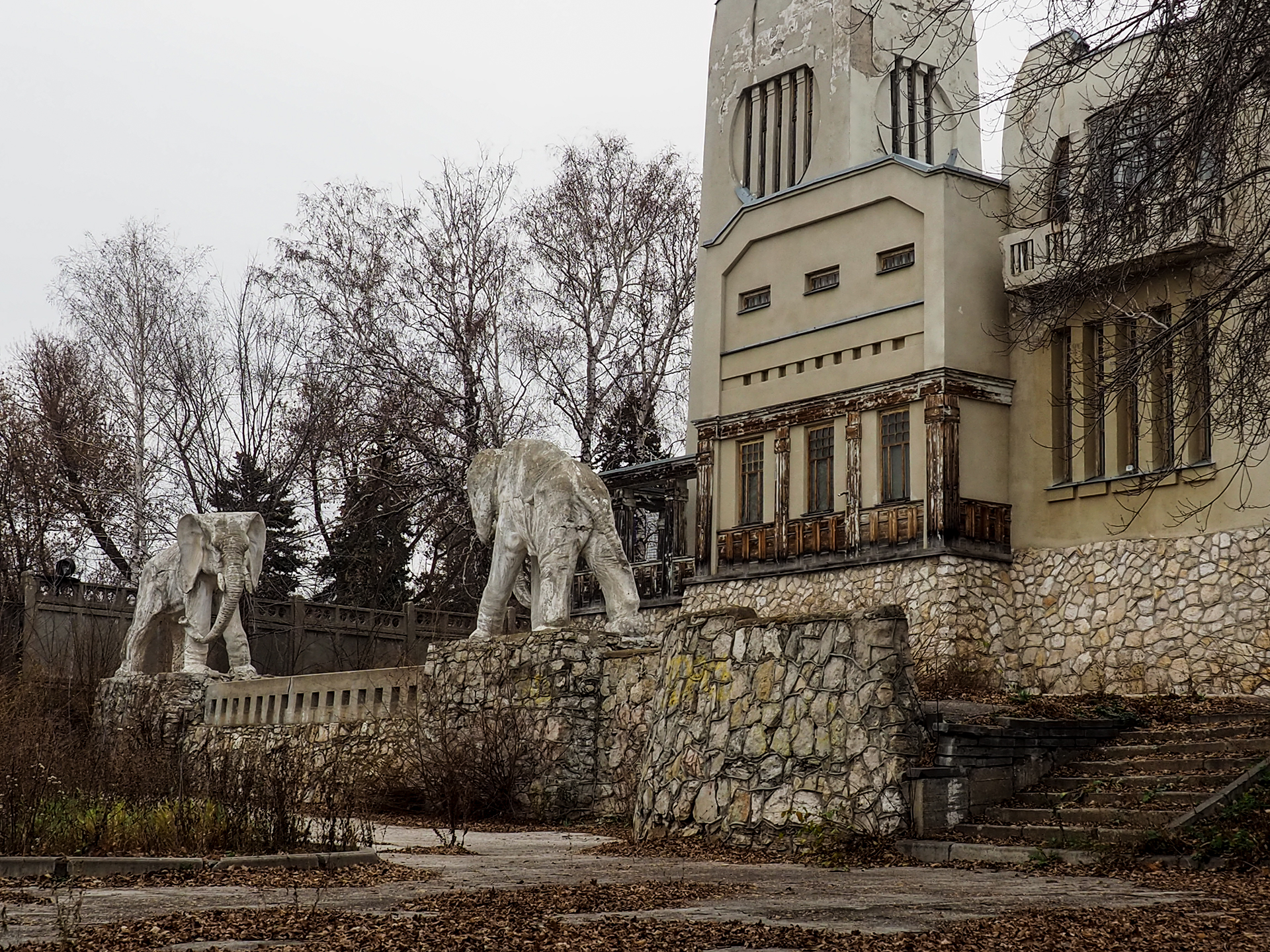
«Дом со слонами» Арх. К. П. Головкин, В. В. Тепфер, 1908—1909 годы

### Экспрессионизм
Экспрессионизм — архитектура Первой мировой войны и 1920-х годов в Германии («кирпичный экспрессионизм»), Нидерландах (амстердамская школа) и сопредельных странах, для которой свойственно искажение традиционных архитектурных форм с целью достижения максимального эмоционального воздействия на зрителя. Предпочтение нередко отдаётся архитектурным формам, вызывающим в памяти природные ландшафты (горы, скалы, пещеры, сталактиты и т. п.).
Ввиду тяжёлого финансового состояния Веймарской республики наиболее смелые проекты сооружений в духе экспрессионизма остались на бумаге. Вместо строительства реальных зданий многим архитекторам приходилось довольствоваться разработкой временных павильонов для выставок, а также декораций театральных и кинематографических постановок.

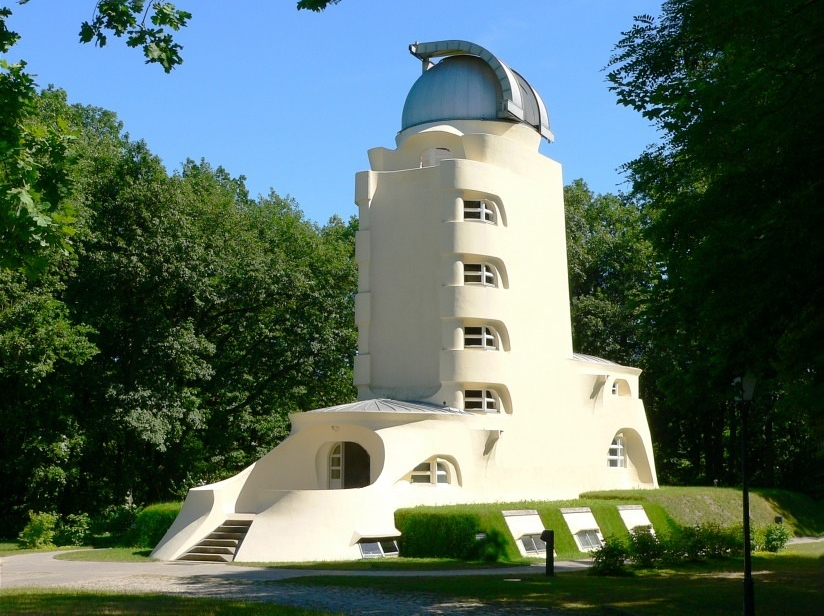
Башня Эйнштейна в Потсдаме. Арх. Эрих Мендельсон
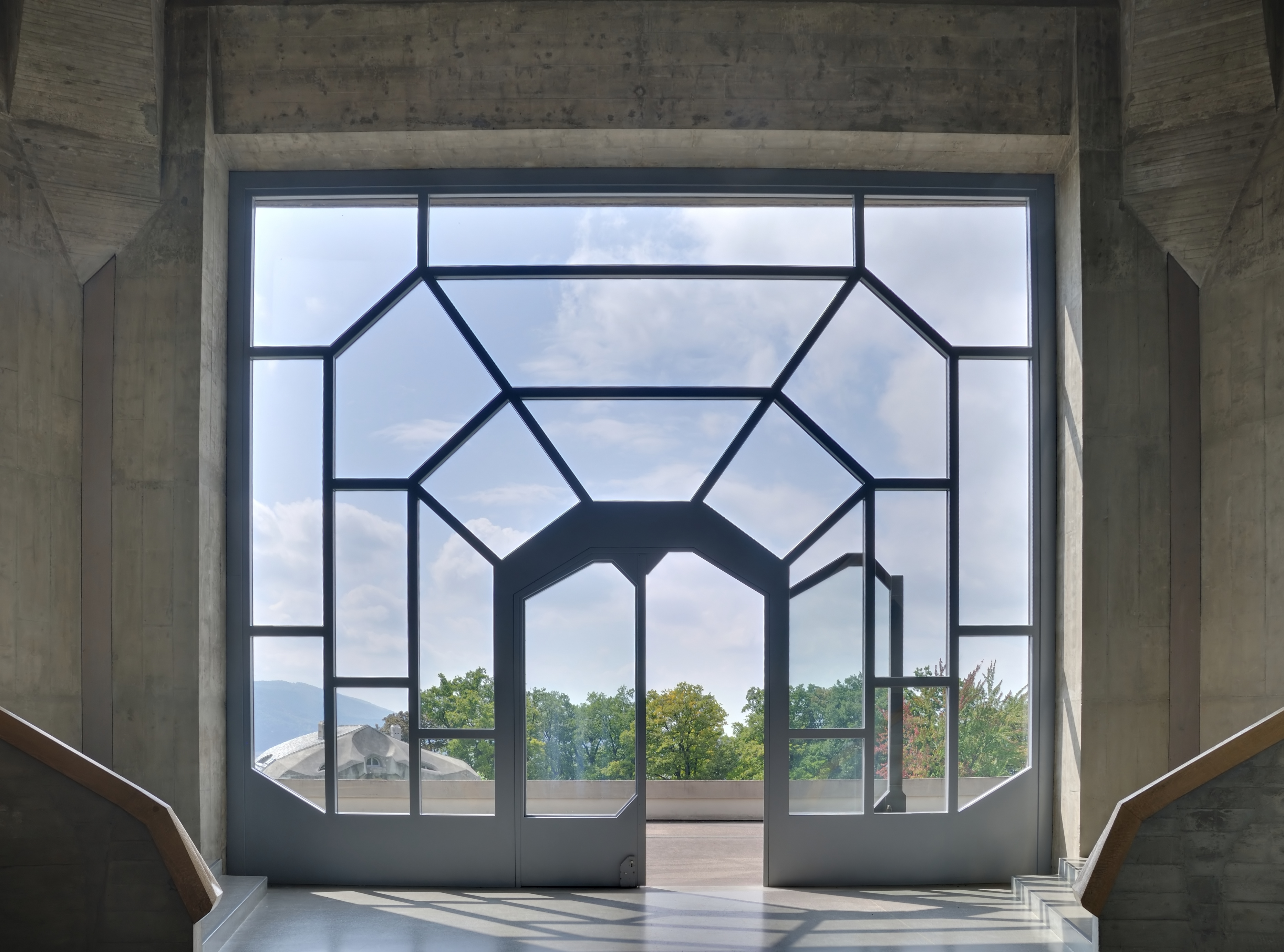
Гётеанум Р. Штейнера
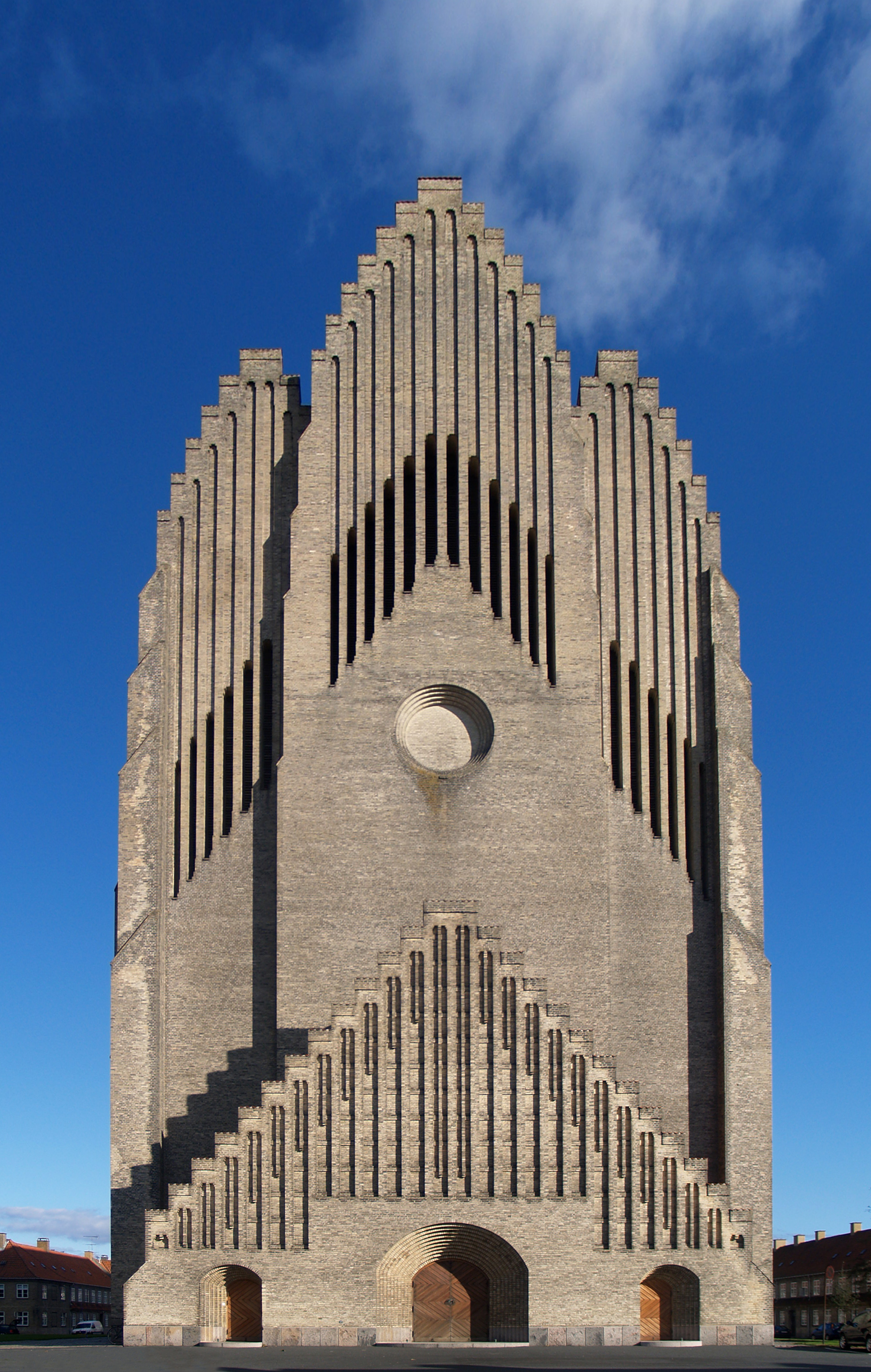
Церковь Грундтвига (Копенгаген)
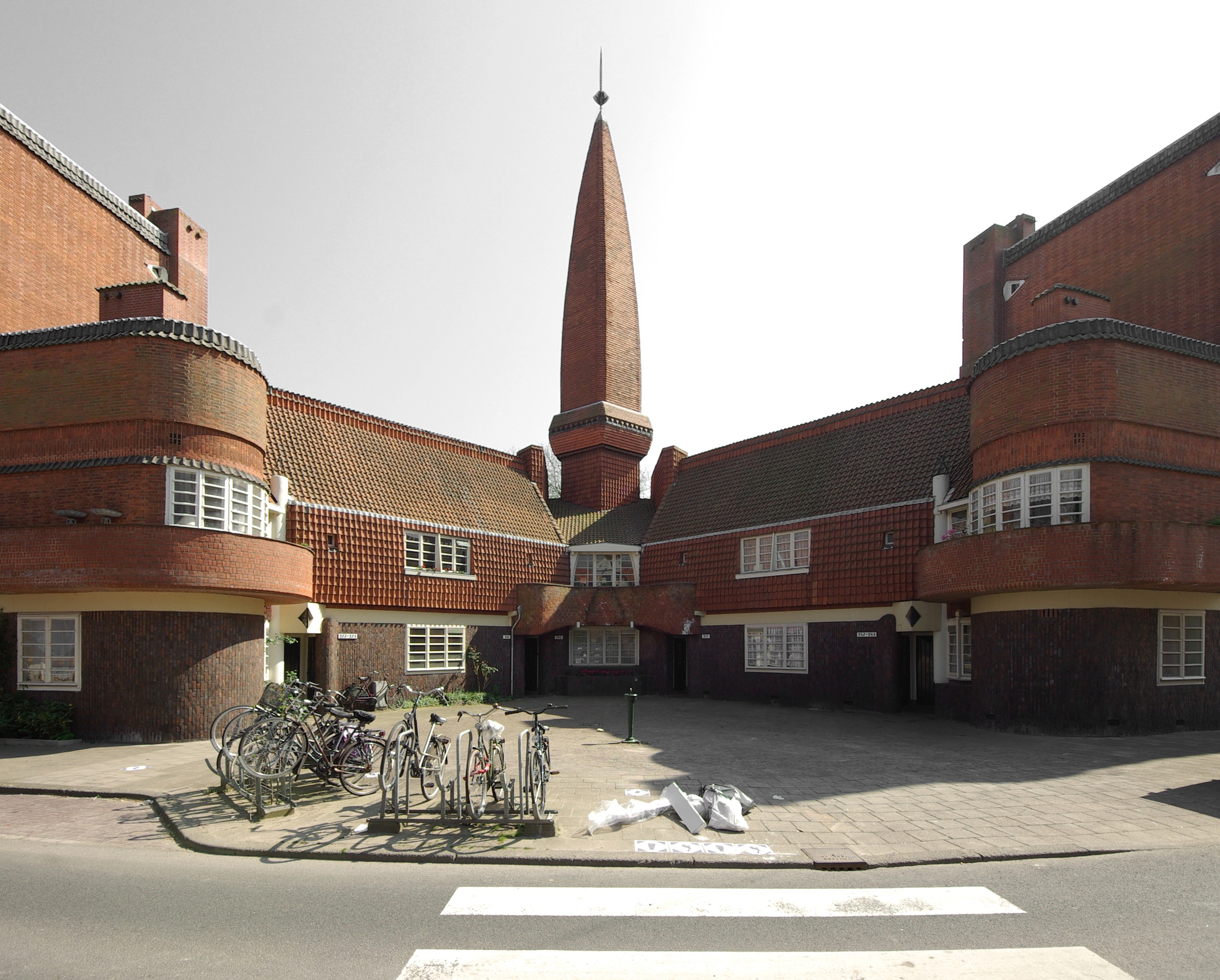
Корабль (дом в Амстердаме)

### Модернизм
Архитектурный модернизм (фр. modernisme, от фр. moderne — новейший, современный; «англ. modern» — современный, новый) — движение в архитектуре двадцатого века, переломное по содержанию, связанное с решительным обновлением форм и конструкций, отказом от стилей прошлого. Охватывает период с начала 1900-х годов по 1970—80-е годы (в Европе), когда в архитектуре возникли новые тенденции.
Используемому в отечественной литературе термину «архитектурный модернизм» соответствует английский термин «en:modern architecture», а также «modern movement» и «modern», употребляемые в том же контексте.
Развитие промышленности в XIX веке открыло возможность масштабного применения стали, бетона и стекла. Использование стального или железобетонного каркаса означает отделение несущего остова здания от ограждающих конструкций. Воспроизводить элементы архитектурного ордера на самонесущем или навесном фасаде стало нецелесообразно. Поэтому к началу XX века возникла потребность в новой эстетике.
В 1920-е годы Ле Корбюзье сформулировал «Пять отправных точек архитектуры»:
1. Столбы-опоры. Дом приподнят над землёй на железобетонных столбах-опорах, при этом освобождается место под жилыми помещениями — для сада или стоянки автомобиля.
2. Плоские крыши-террасы. Вместо традиционной наклонной крыши с чердаком под ней, Корбюзье предлагал устраивать плоскую крышу-террасу, на которой можно было бы развести небольшой сад или создать место для отдыха.
3. Свободная планировка. Поскольку стены больше не являются несущими (в связи с применением ж/б каркаса), внутреннее пространство полностью от них освобождается. В результате внутреннюю планировку можно организовать с гораздо большей эффективностью.
4. Ленточные окна. Благодаря каркасной конструкции здания и отсутствию, в связи с этим, несущих стен, окна можно сделать практически любой величины и конфигурации, в том числе свободно протянуть их лентой вдоль всего фасада, от угла до угла.
5. Свободный фасад. Опоры устанавливаются вне плоскости фасада, внутри дома (буквально у Корбюзье: свободно расположены внутри помещений). Наружные стены могут при этом быть из любого материала — лёгкого, хрупкого или прозрачного, и принимать любые формы[50][51].

Архитектурный модернизм
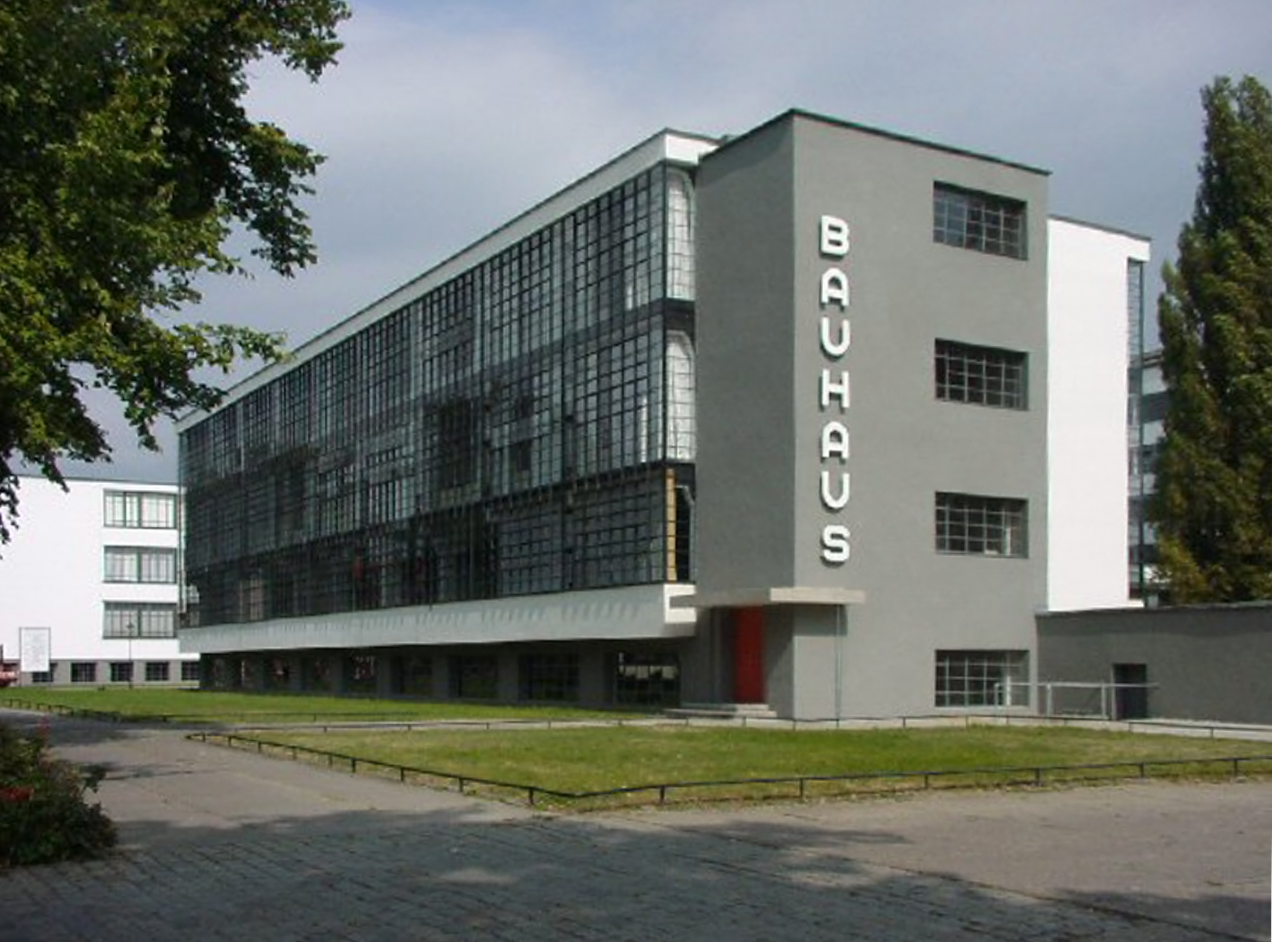
Здание школы Баухаус в Дессау. Арх. Вальтер Гропиус, 1926 год
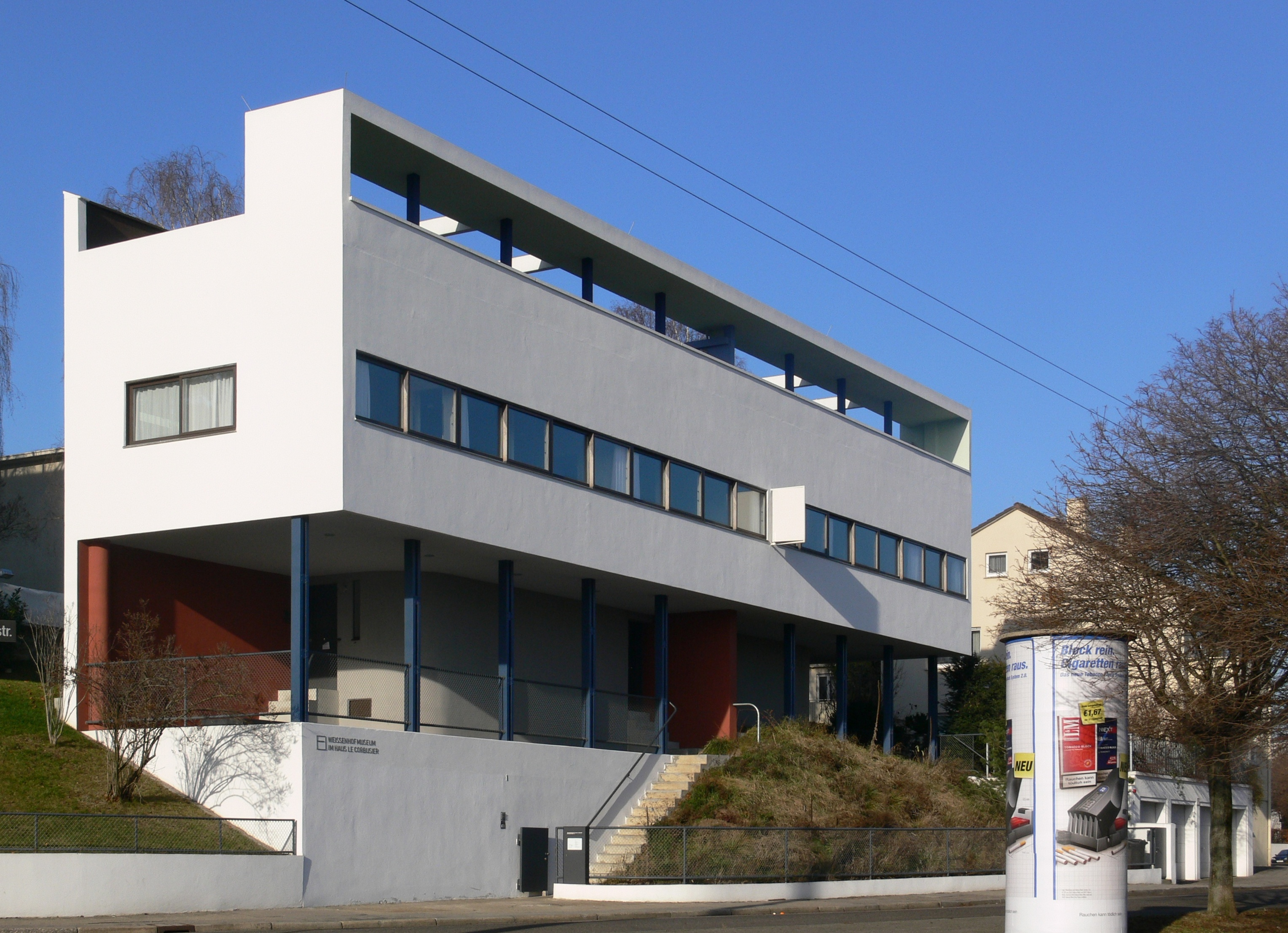
Жилой дом в посёлке Вайсенхоф. Арх. Ле Корбюзье и П. Жаннере, 1927 год

### Конструктивизм
Конструктивизм — советский авангардистский метод (стиль, направление) в изобразительном искусстве, архитектуре, фотографии и декоративно-прикладном искусстве, получивший развитие в 1920 — нач. 1930 годов.
Характеризуется строгостью, геометризмом, лаконичностью форм и монолитностью внешнего облика. В 1924 году была создана официальная творческая организация конструктивистов — ОСА, представители которой разработали так называемый функциональный метод проектирования, основанный на научном анализе особенностей функционирования зданий, сооружений, градостроительных комплексов. Характерные памятники конструктивизма — фабрики-кухни, Дворцы труда, рабочие клубы, дома-коммуны указанного времени.

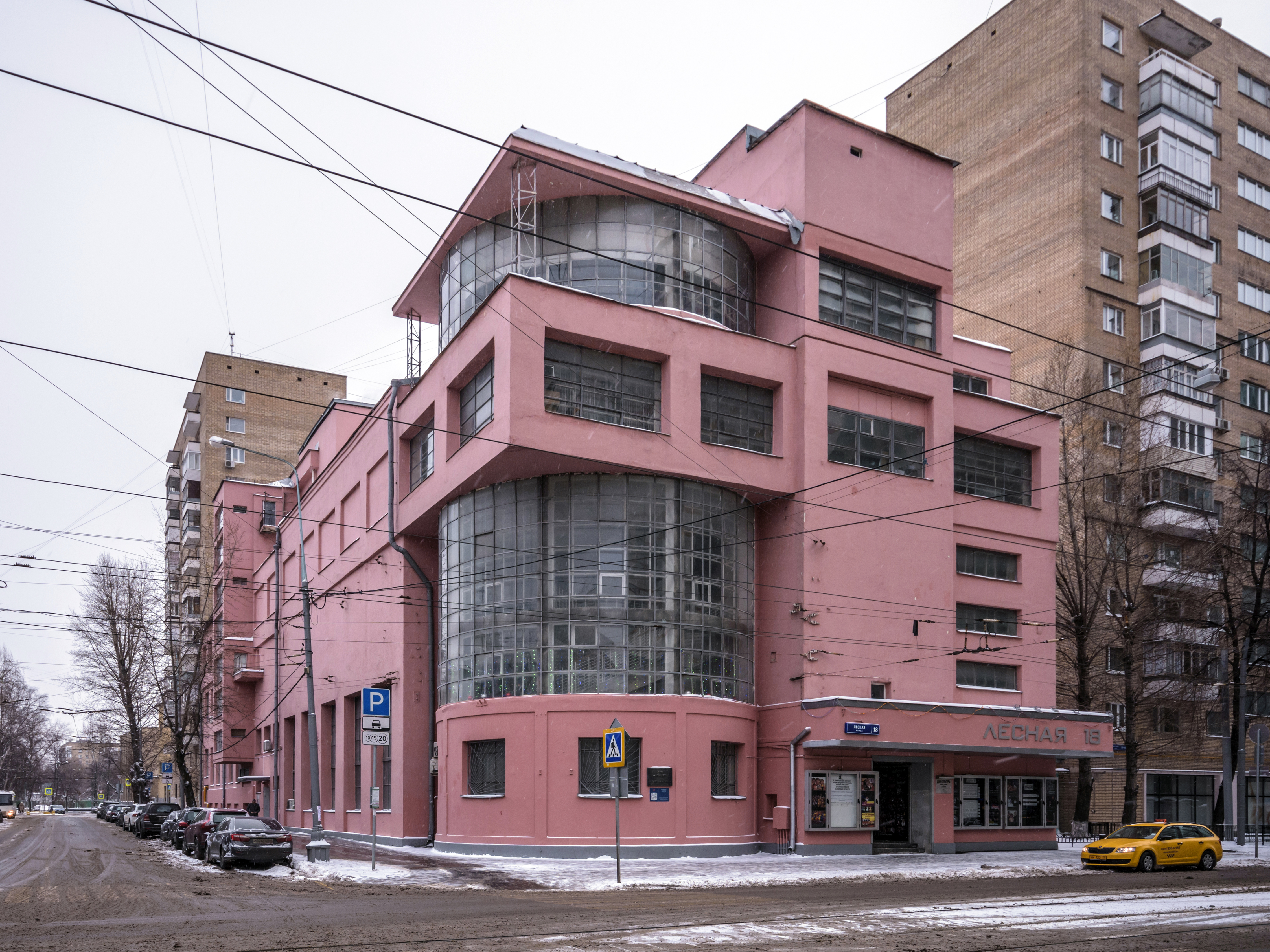
Дом культуры имени Зуева. Арх. Илья Голосов, 1927—1929 годы
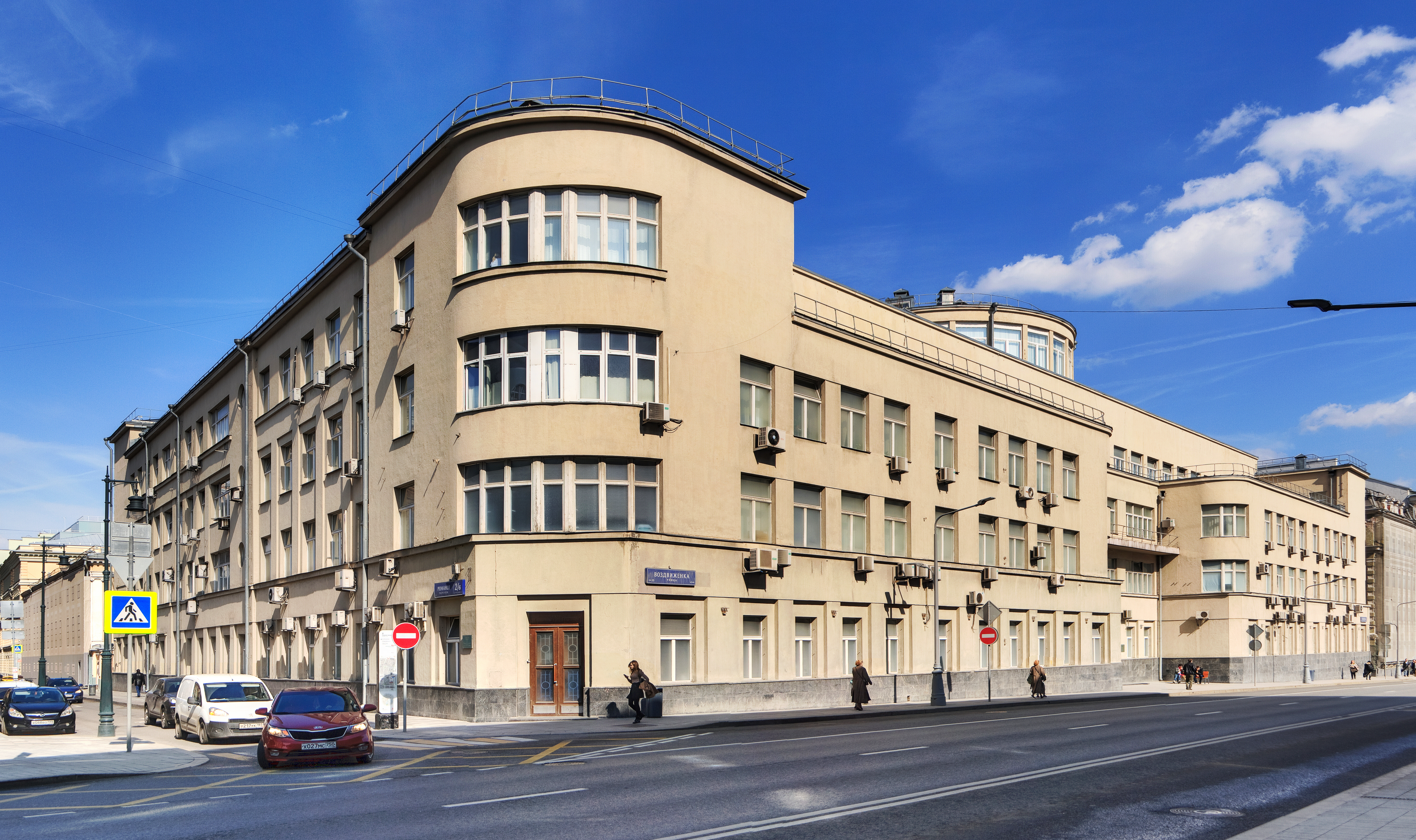
Здание Кремлёвской поликлиники на Воздвиженке, 1928—1929 годы
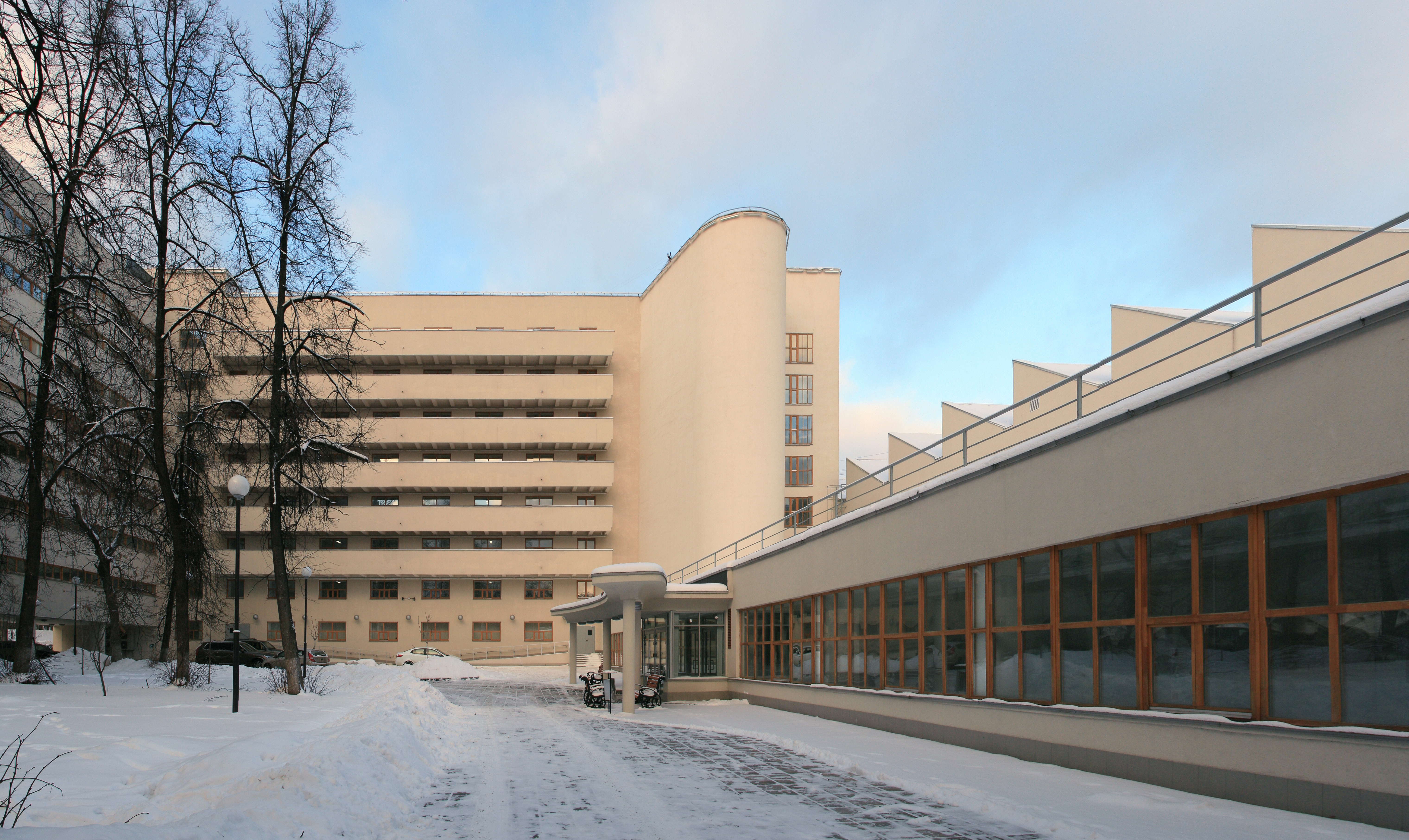
Дом-коммуна на улице Орджоникидзе, Москва. Арх. И.С. Николаев, 1929—1930 годы

### Органическая архитектура
Органическая архитектура — течение архитектурной мысли, впервые сформулированное Луисом Салливеном на основе положений эволюционной биологии в 1890-х годах и нашедшее наиболее полное воплощение в трудах его последователя Фрэнка Ллойда Райта в 1920—1950 годах.
В противоположность функционализму, органическая архитектура видит свою задачу в раскрытии свойств естественных материалов и органичном взаимодействии здания с окружающей средой.
В Европе наиболее влиятельным представителем органической архитектуры в Европе был Алвар Аалто. Индивидуализм органической архитектуры неизбежно вступал в противоречие с потребностями современного урбанизма.
В 1950-е годы и Аалто, и Райт стали отходить от органической архитектуры и в целом перешли к проектированию зданий в более универсальном, интернациональном стиле.

Органическая архитектура
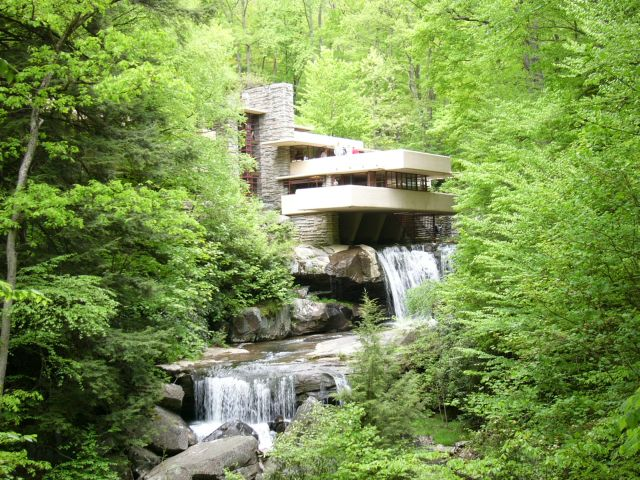
«Дом над водопадом». Арх. Ф. Л. Райт, 1935 год
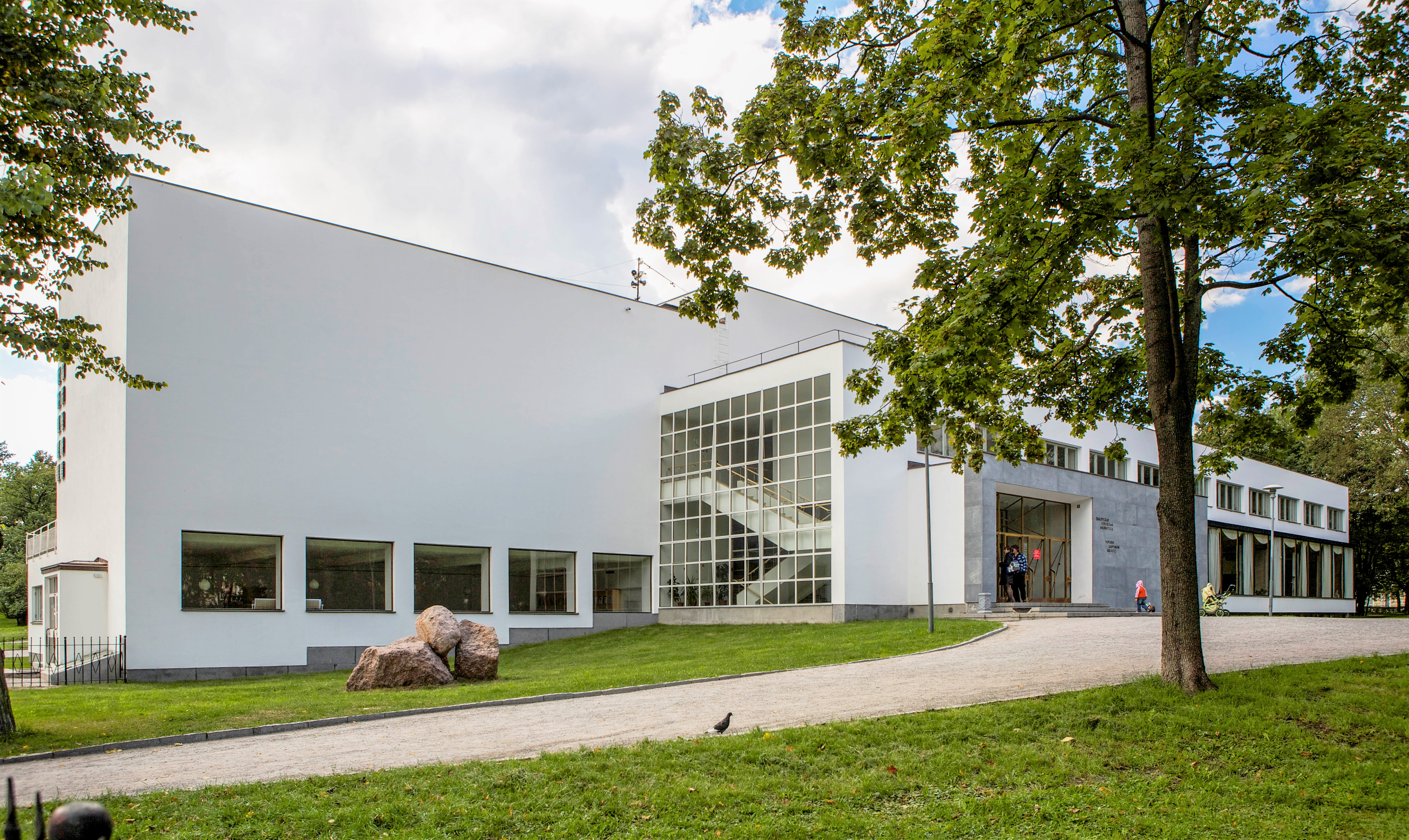
Библиотека Алвара Аалто в Выборге, 1927 год

### Интернациональный стиль
Интернациональный стиль получил распространение в 1930—1960 годах и был основан на идеях модернизма.
Инициаторами направления были архитекторы, использовавшие принципы функционализма: например, Вальтер Гропиус, Петер Беренс и Ханс Хопп, а также Ле Корбюзье (Франция), Мис ван дер Роэ (Германия — США), Фрэнк Ллойд Райт (США) Якобус Ауд (Нидерланды), Алвар Аалто (Финляндия).

Интернациональный стиль
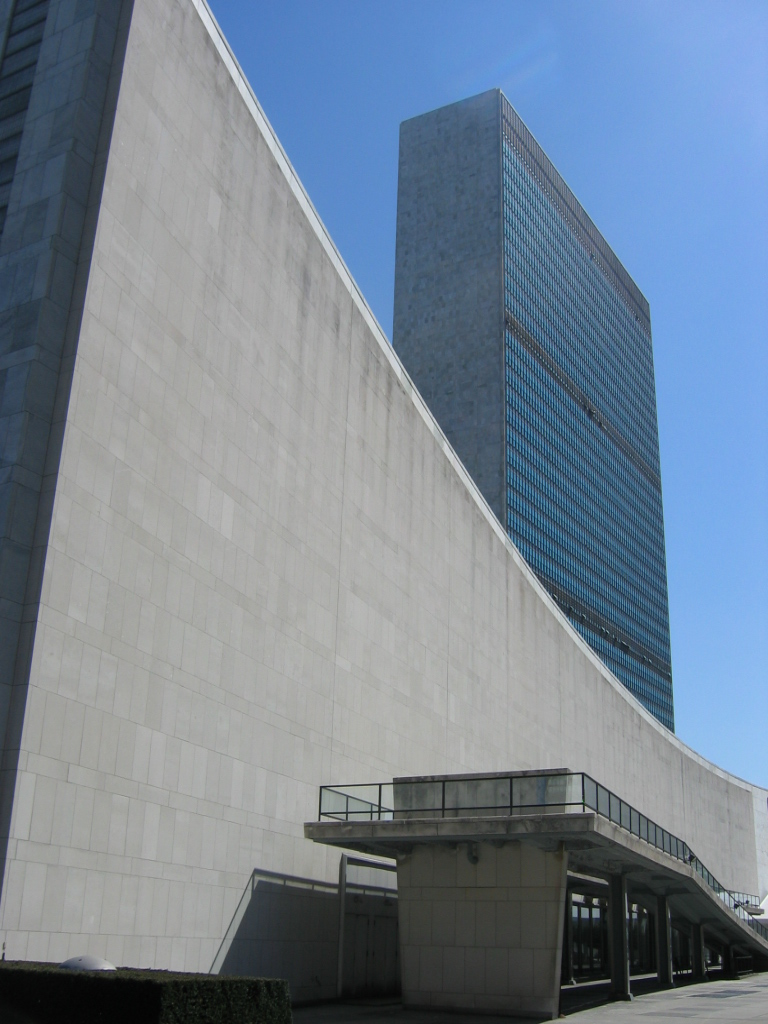
Штаб-квартира ООН (коллектив авторов, 1950)
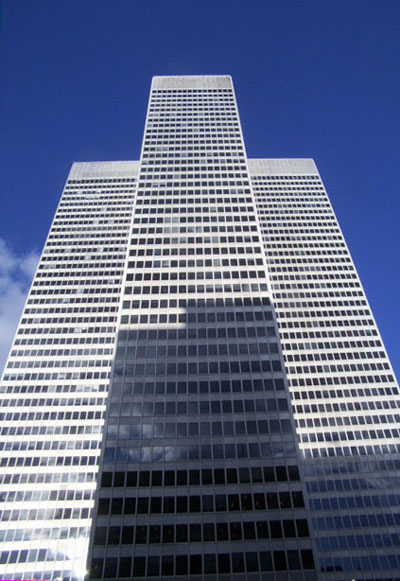
Пляс Виль-Мари (Бэй Юймин, 1962)
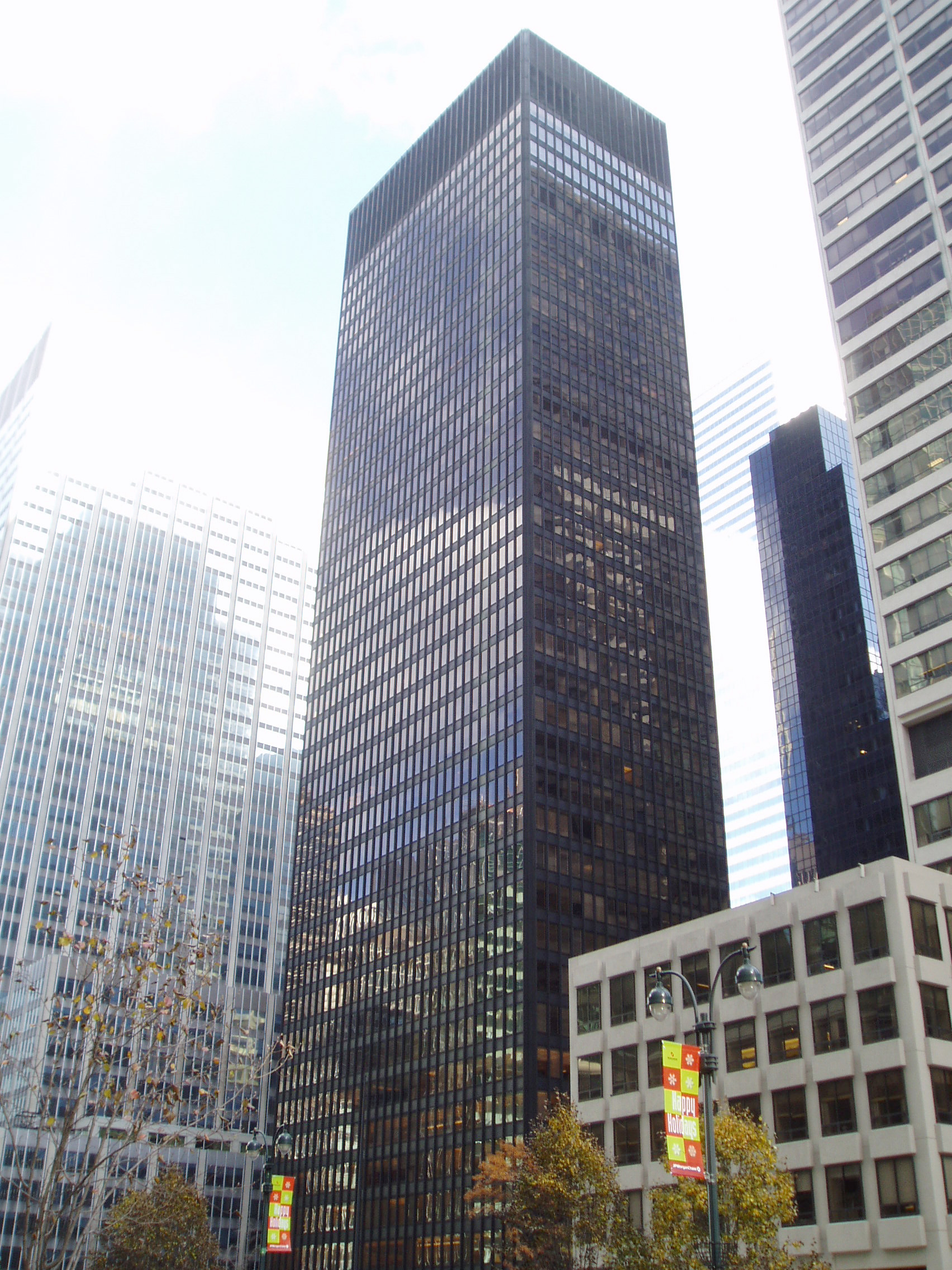
Сигрэм-билдинг (Мис ван дер Роэ и Филип Джонсон, 1958)
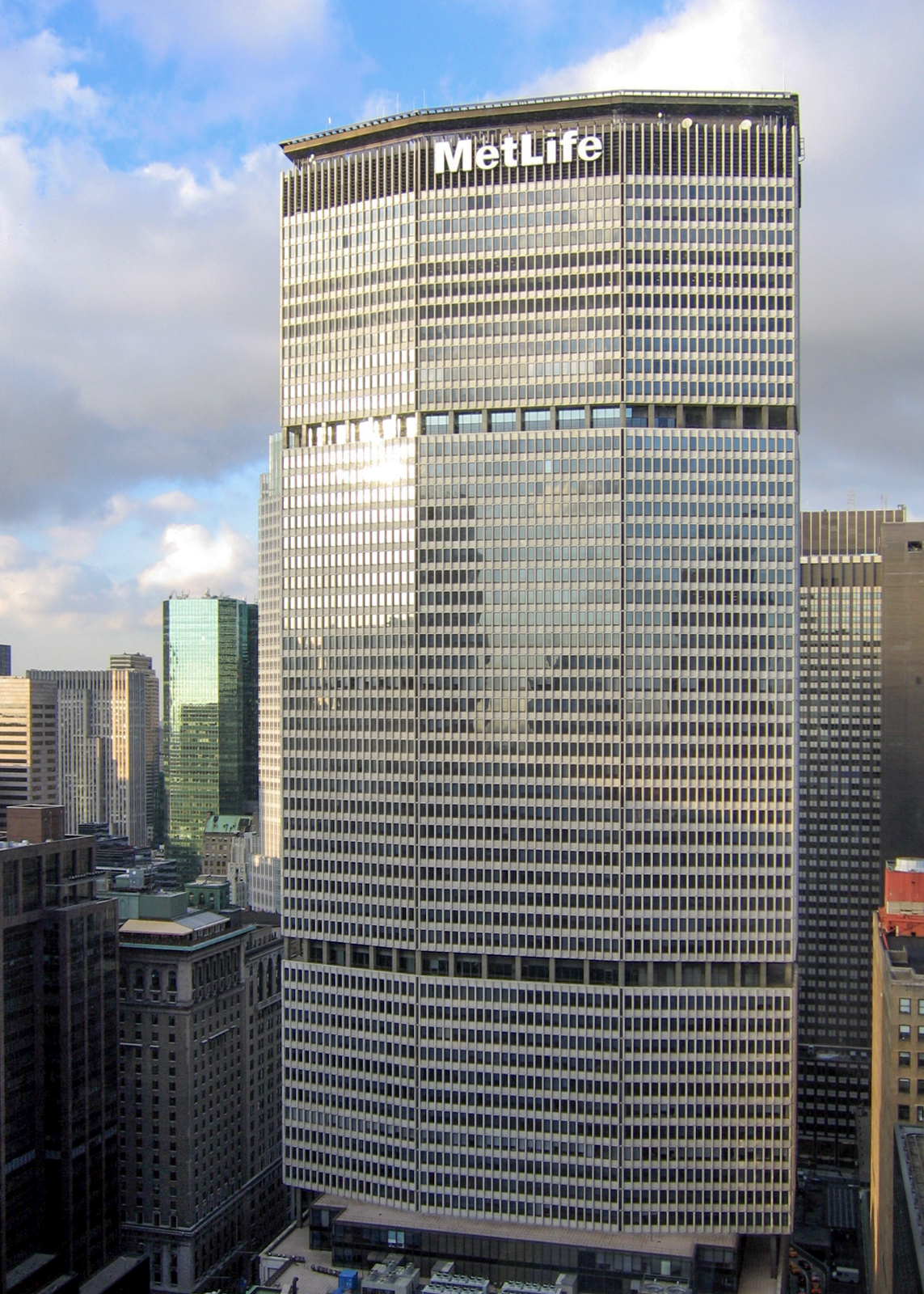
Метлайф-билдинг (Гропиус и др., 1963)

### Постмодернизм
Архитектурный постмодернизм зародился в США как протест против модернизма. Основой послужил язык коммерческой рекламы, который несёт информацию для обывателей, работает на задачи постиндустриального общества. В Европе постмодернизм (в том числе и архитектурный постмодернизм) возник в результате изменения отношения к историческому наследию.
Точкой отсчёта стала монография Роберта Вентури «Сложность и противоречия в архитектуре» (1966). В Европе биеннале, посвящённое постмодернизму.
Отрицание модернизма. Чарльз Дженкс зафиксировал время и место гибели модернизма — 15 июля 1972 года в 15 часов 32 минуты в Сент-Луисе, Миссури, США, на месте взрыва жилого комплекса «Прюит-Игоу», состоявшего из трёх десятков жилых высоток архитектора Минору Ямасаки.
Архитектура — средство духовной коммуникации; опирание архитектуры на многозначность современного опыта.
Использование принципа декорированного сарая. Накладки любого стиля на здания.
В градостроительстве это отказ от свободной и предпочтение регулярной системе застройки. Отказ от плоских крыш. Возрождение понятий ансамбля среды и фасада, желание найти местное региональное своеобразие; новое отношение к пространству. Оно становится традиционным, бесконечным, интегрированным. Типы построения: симметрия, пропорциональность и перспектива. Вырабатывается новое отношение к цвету, использование символов. Воспроизведение исторических прототипов. Метафизическая метафора индивидуальности человека.
Течения: постмодернизм, историзм (усиление исторического течения).
13 позиций архитектуры постмодернизма
В 1996 году Чарльз Дженкс сформулировал 13 позиций архитектуры постмодернизма:
Основные ценности:
1. Амбивалентность предпочтительней одновалентности, воображение предпочтительней вкуса.
2. «Сложность и противоречивость» предпочтительней сверхпростоты и «минимализма».
3. Теория сложности и теория хаоса являются более основательными в объяснении природных явлений, чем линейная динамика; это значит, что «истинно природное» в своём поведении скорее нелинейно, чем линейно.
4. Память и история органически связаны с нашим генетическим кодом, нашим языком, нашим стилем и нашими городами и потому являются ускорителями нашей изобретательности.

Лингвистика и эстетика:
1. Вся архитектура изобретается и воспринимается с помощью кодов, отсюда — «языки» архитектуры, отсюда — символическая архитектура, отсюда — двойное кодирование.
2. Все коды испытывают влияние семиотической общности и различных типов культур, отсюда — необходимость плюралистической культуры для проектирования, основанного на принципах радикального эклектизма.
3. Архитектура — «язык» для публики, отсюда — необходимость в появлении постмодернистского классицизма, который отчасти основан на архитектурных универсалиях, отчасти на образах прогрессирующей технологии.
4. Архитектуре требуется орнаментализация (придание образных черт, паттернализация), которая должна быть либо символической, либо «симфонической»; отсюда — уместность обращения к современным информационным теориям.
5. Архитектуре требуется метафоричность, которая должна приблизить нас и к природным, и к культурным проблемам; отсюда — использование зооморфной образности, домов с «человеческими лицами», отсюда же — иконография высокой технологии. Всё это — вместо метафоры «машина для жилья».

Урбанистика, политика, экология:
1. Архитектура должна формировать город, отсюда — контекстуализм, коллажность, неорационализм, мелкоквартирное планирование, смешение типов пользователей и типов строений.
2. Архитектура должна кристаллизовать социальную реальность в современном городе глобального типа — гетерополисе, что очень важно для плюралистичности этнических групп, отсюда — партиципационный подход к проектированию и адхокизм.
3. Архитектура должна учитывать экологическую реальность нашего времени и уметь поддерживать своё развитие, зелёную архитектуру и космический символизм.
4. Мы живём в удивительной, творящей, самоорганизующейся Вселенной, которая ещё только готовится к различным вариантам определённости, отсюда — необходимость в космогенной архитектуре, которая прославляет критицизм, процессуальность и иронию[53].

Архитектура постмодернизма
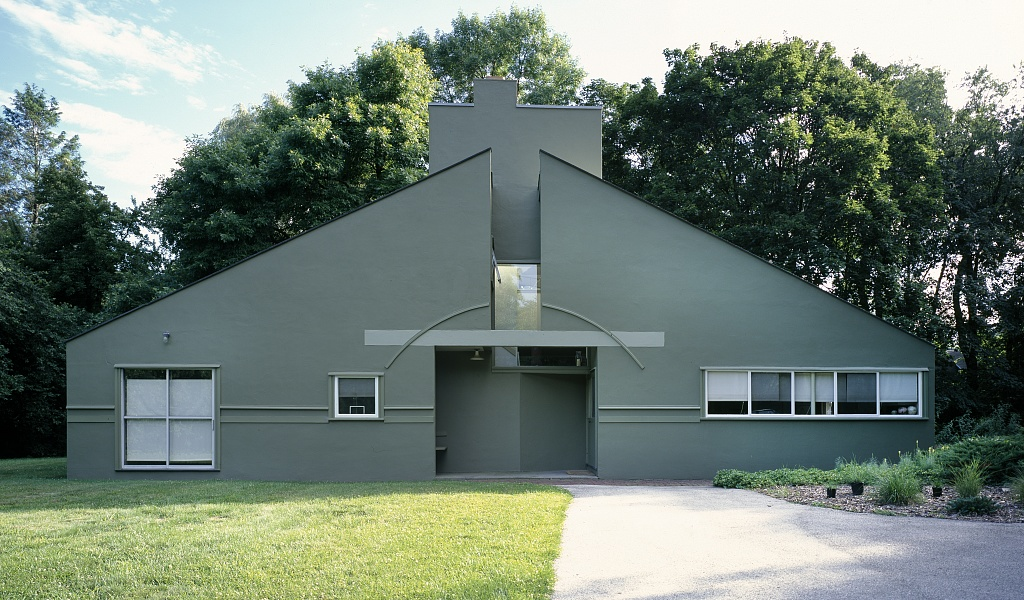
en:Vanna Venturi House, Филадельфия, штат Пенсильвания, США. Арх. Роберт Вентури, 1964 год
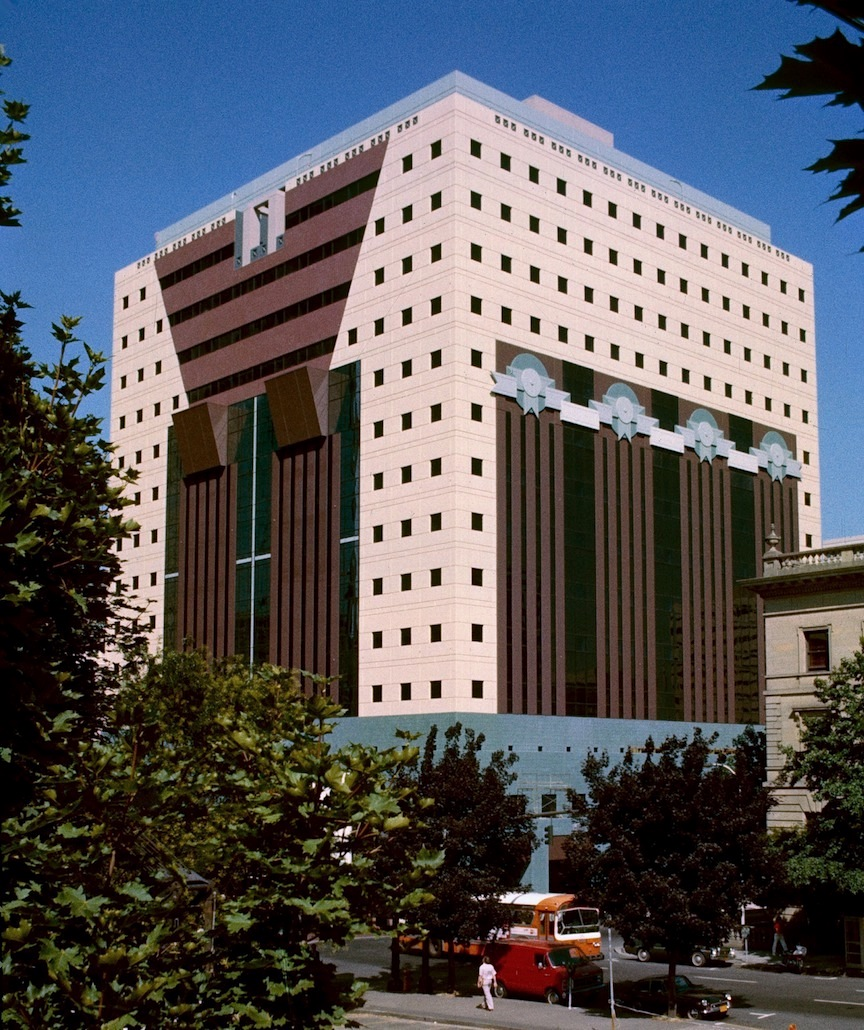
en:Portland Building, штат Орегон, США. Арх. Майкл Грейвс, 1982 год
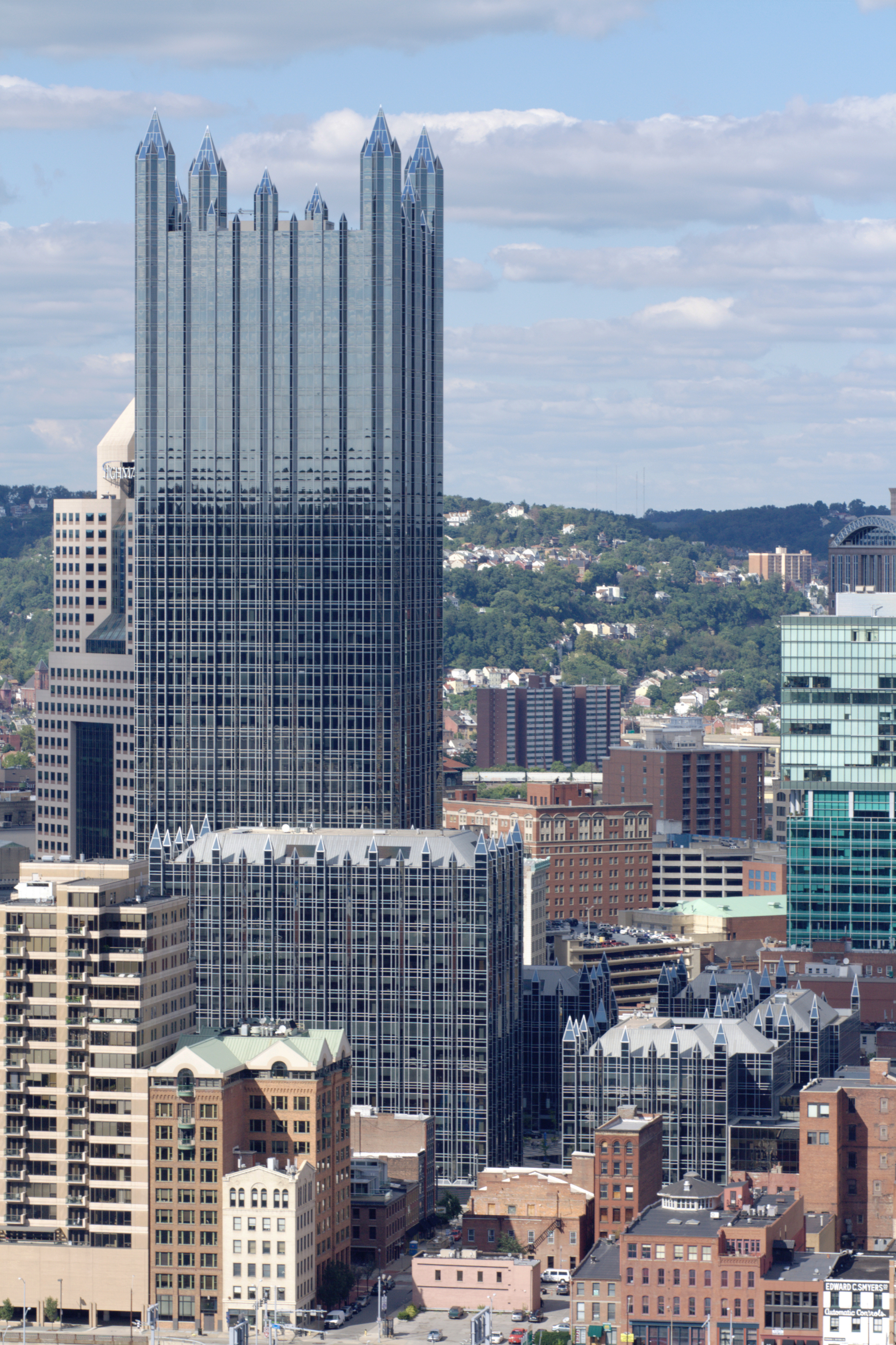
en:PPG Place
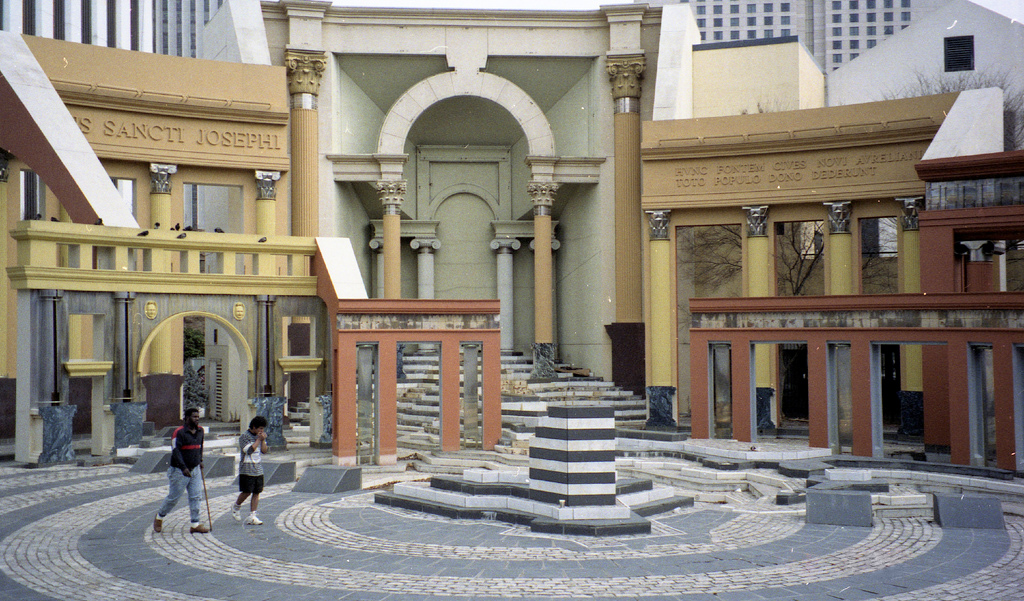
Площадь Италии. Арх. en:Charles Moore (architect)

### Хай-тек
Стиль хай-тек представляет собой символическое отражение века «высоких технологий». Происходит радикальное обновление языка архитектуры под влиянием технического прогресса. Демонстративный супертехницизм:
- Индустриальный хай-тек — вынос коммуникаций, индустриальные элементы, перекрытия.
- Геометрический хай-тек: поиск новых несущих конструкций зданий, стремление к одной точке опоры здания, вантовые конструкции, тросы, мембраны, мягкие оболочки.
- Бионический хай-тек: научные основы, законы и формы живой природы, создание микроклимата.
- Слик-тек: глянцевый (преимущественно стеклянный) блеск фасадных поверхностей.

Для стиля хай-тек характерно:
- образ здания-машины;
- введение символических форм в промышленность и технологию;
- создание большого количества индивидуальных объектов, использование работающих технических устройств как знаков;
- вынос коммуникаций и конструкций на фасад, структурные плиты, металлические арки, купола, висячие и подвесные системы;
- полностью стеклянные фасады и сочетание светопрозрачных элементов с непрозрачными;
- функциональность пространства; залы, атриумы, имеющие большие площади и объёмы;
- движущиеся конструкции: эскалаторы, траволаторы, панорамные лифты, раздвижные крыши.

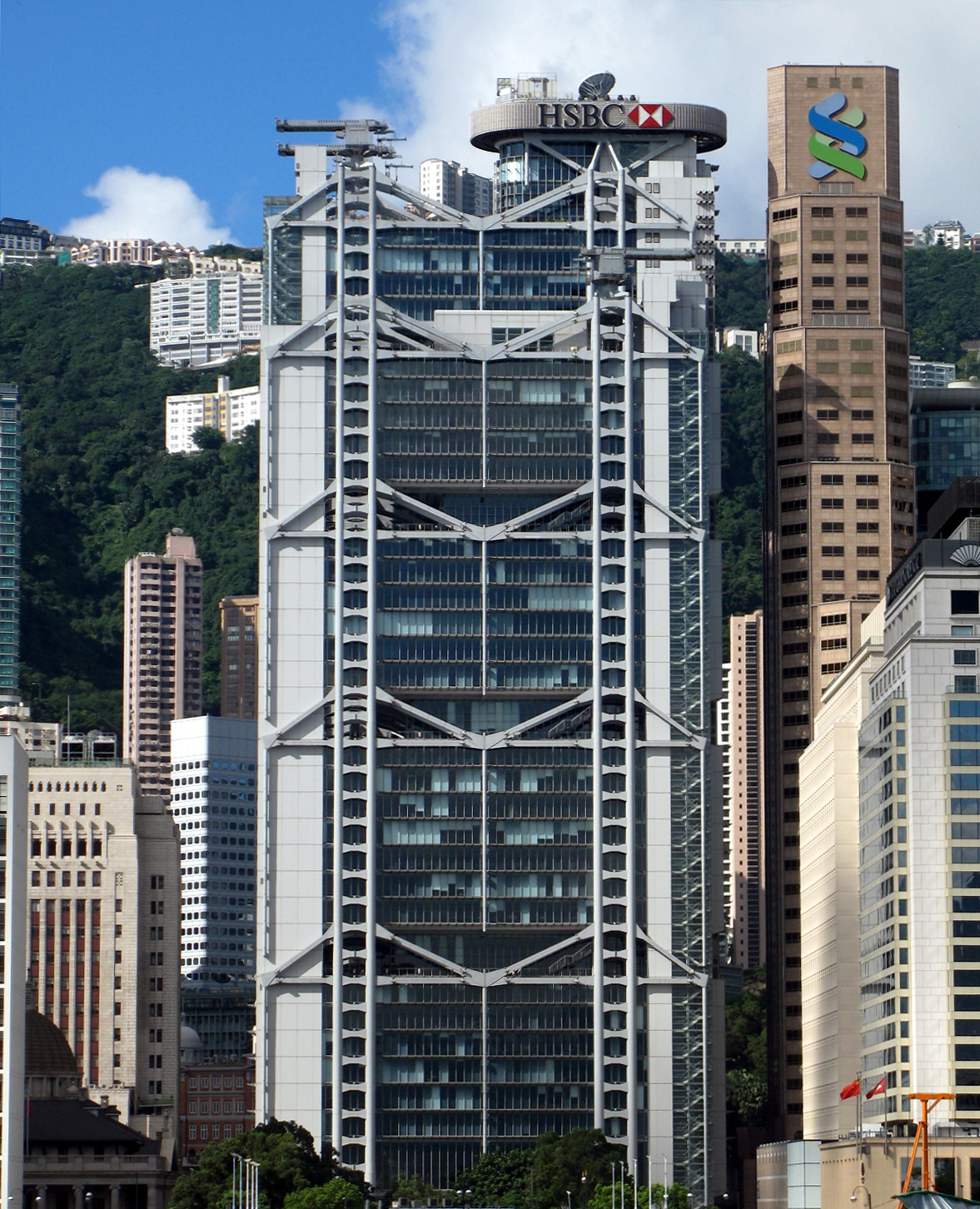
Здание банка HSBC (Гонконг)
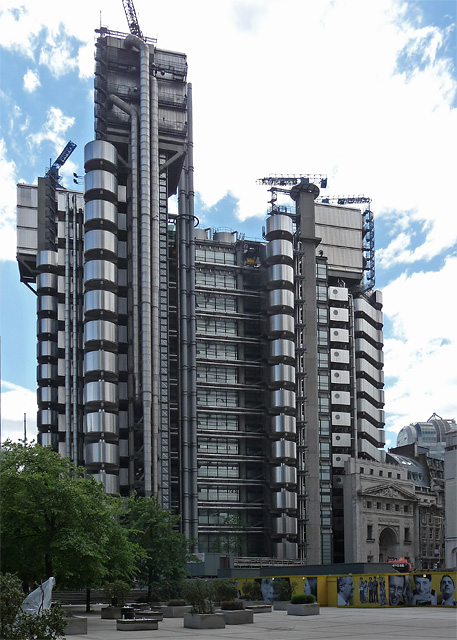
en:Lloyd's building
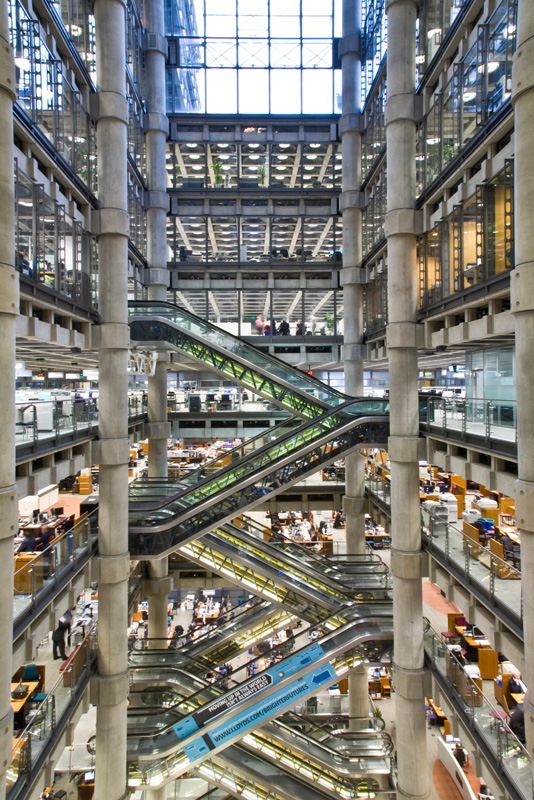
en:Lloyd's building

### Деконструктивизм
Манифест деконструктивизма — 1988 год.
Термин «деконструкция» введён французским философом Жаком Дерридой (1930—2004) в его работе «О грамматологии» (1967).
Деконструктивизм возник как литературно-критическое направление Йельской школы в 1979 и позже был распространён на сферы науки, религии, искусства. В 1988 году в Нью-Йорке проведена выставка «Архитектурный деконструктивизм» и провозглашён манифест деконструктивистов. Основателем направления стал Питер Айзенман, участниками стали Фрэнк Гери, Даниэль Либескинд, Рем Коолхаас, Заха Хадид, Бернар Чуми, группа Coop Himmelb(l)au. В архитектуре декона в значительной мере используется опыт российского авангарда 1920-х годов.
Преобладание пространства, а не массы. Наложение планов и карт различного масштаба, различных направлений планировочной сетки. Разрушение «идеи места». Декон — это автономное архитектурное мышление, попытка освободить архитектуру от материальности — гегемонии функциональности, тектоники, стоечно-балочной структуры.
Наложение сетки. Атектоничность. Децентрализация. Фрагментация. Незавершённость. Криволинейность. Случайность. Пространство как материал архитектуры. Создание драматичных, иррациональных пространств.

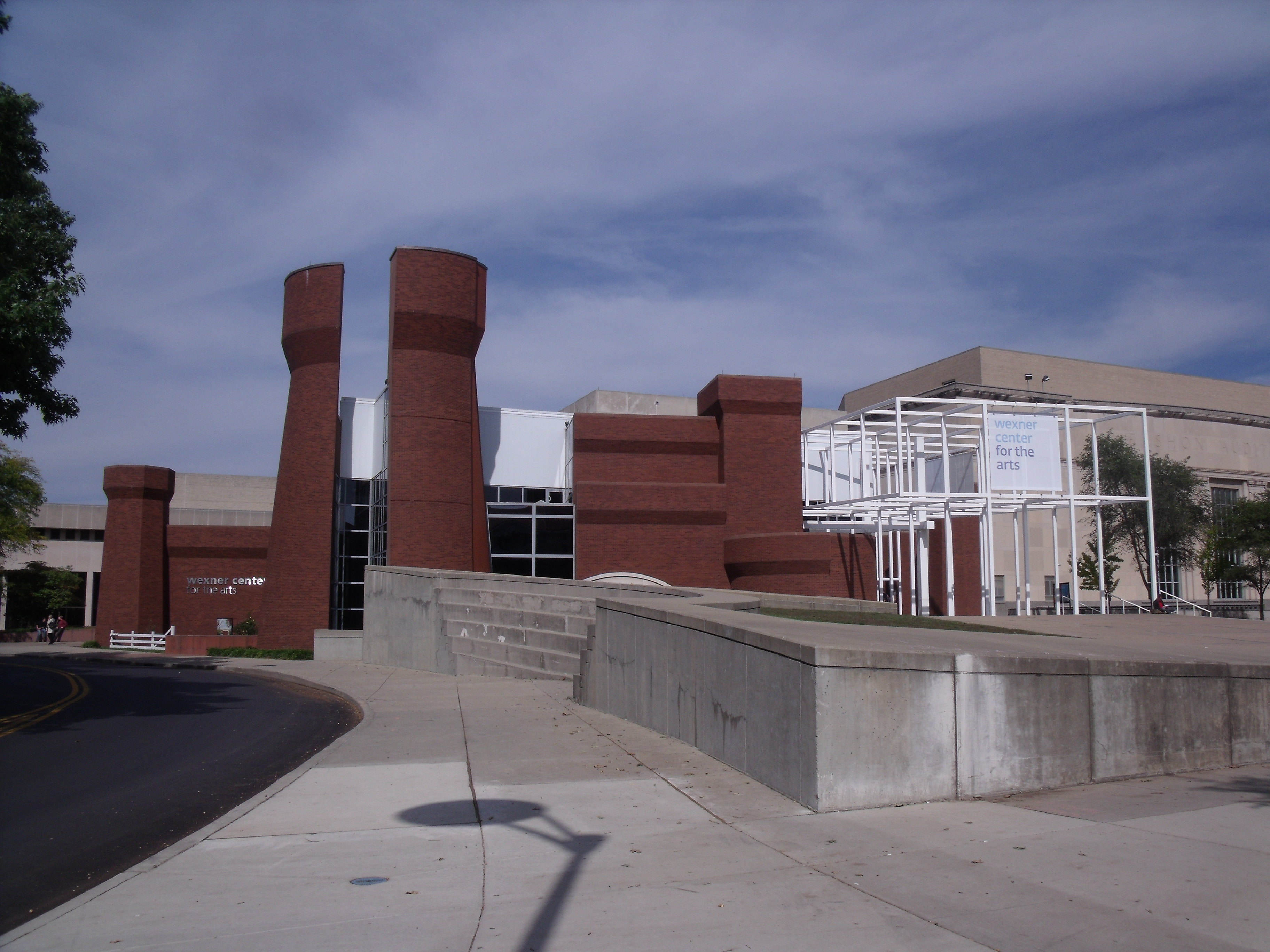
en:Wexner Center for the Arts. Арх. Петер Эйзенман. 1989 год
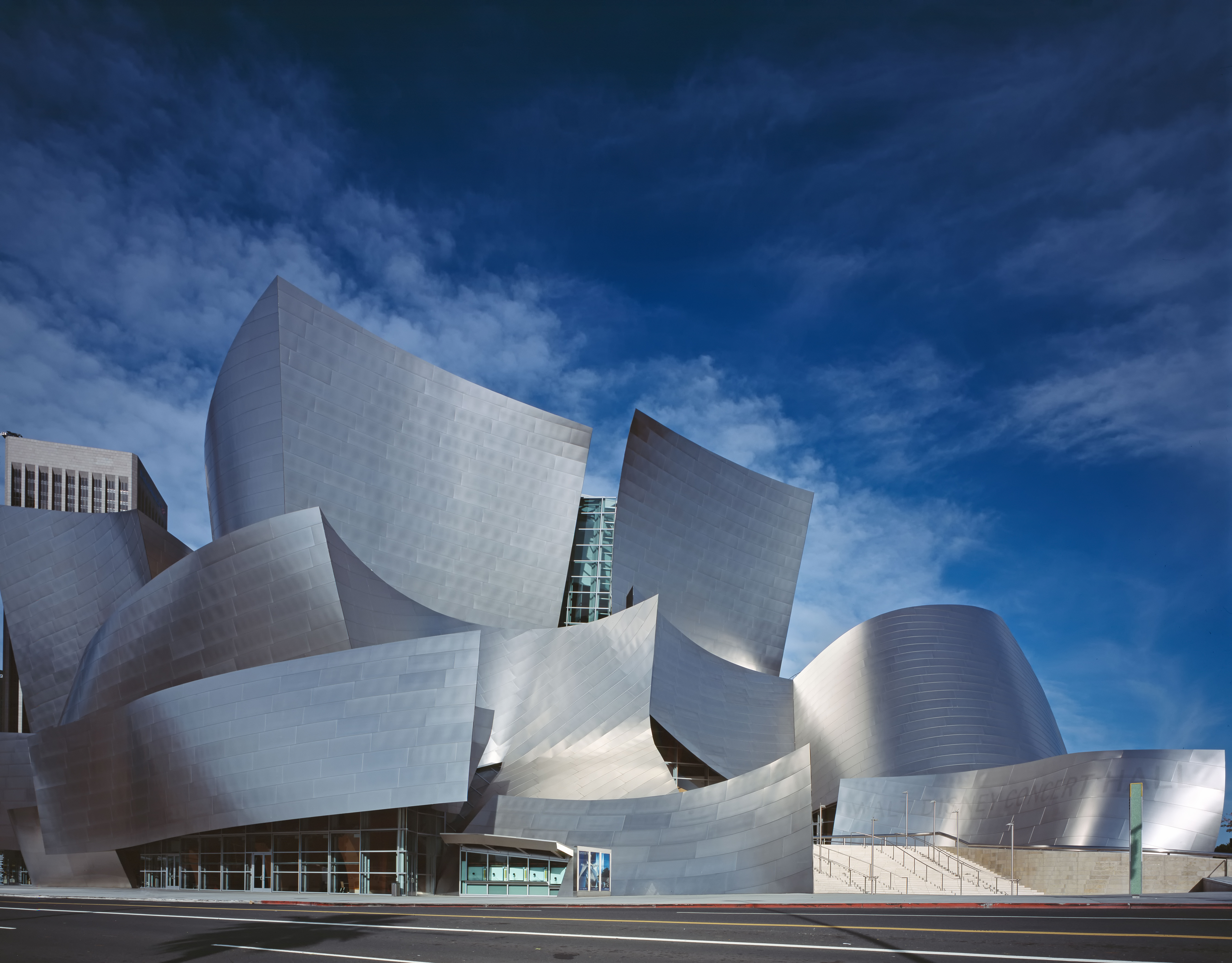
Концертный зал имени Уолта Диснея. Арх. Фрэнк Гери
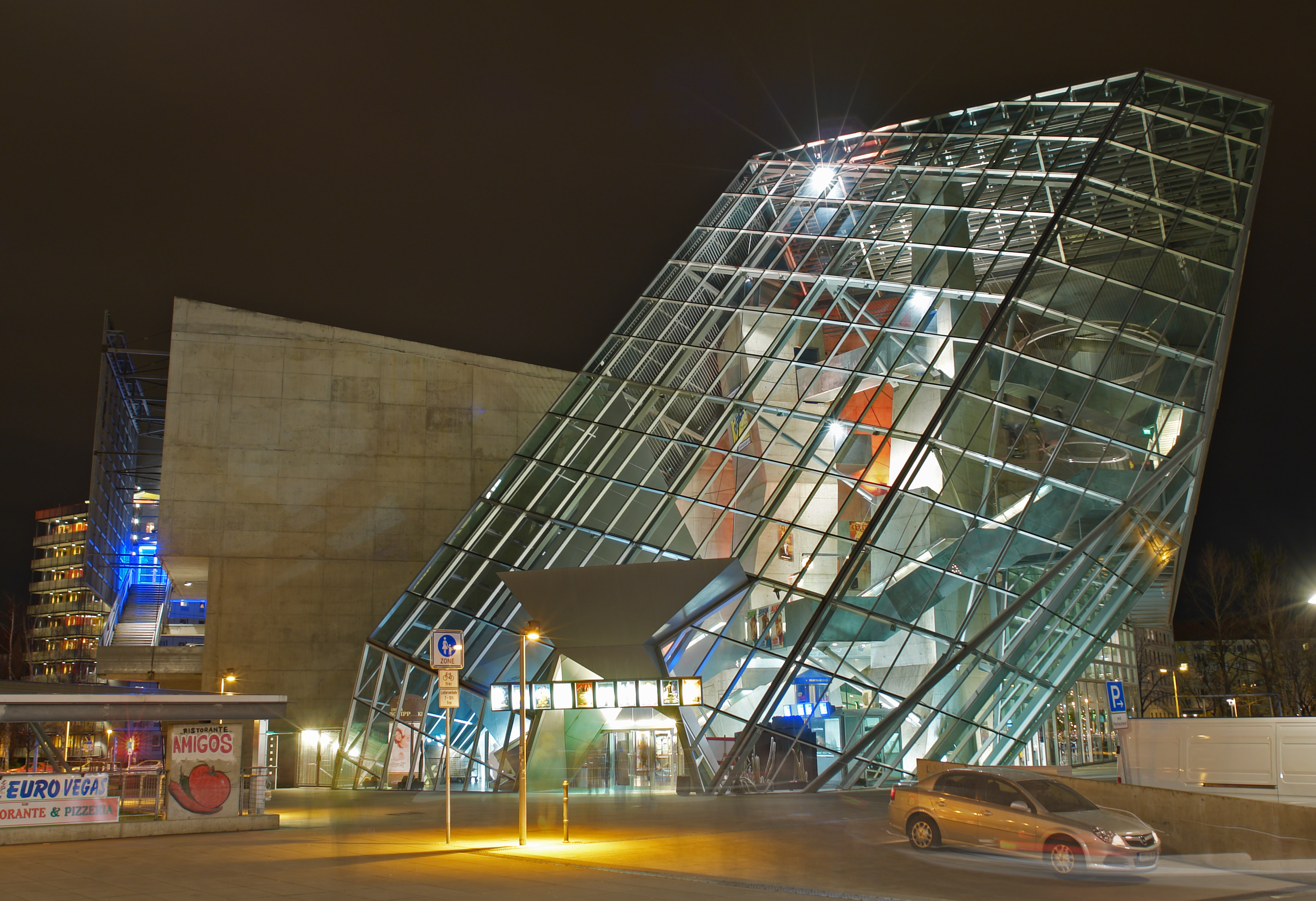
Кинотеатр UFA-Palast в Дрездене. Арх. Coop Himmelb(l)au. 1998 год
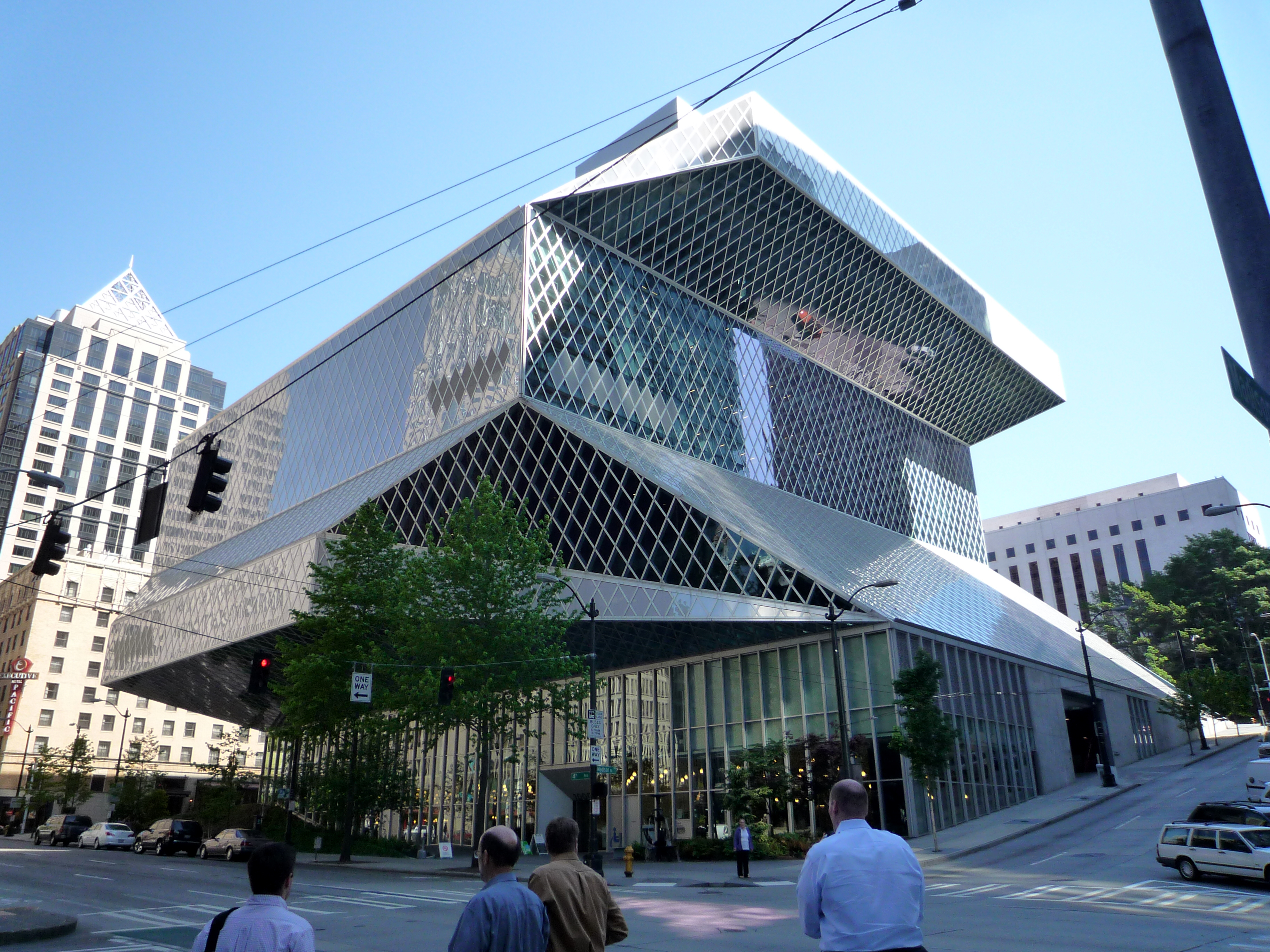
Сиэтл, центральная библиотека. Арх. Рем Колхас

## Архитектура XXI века
С 1990-х годов происходят поиски нового образа. Дигитальная архитектура отрицает фрагменты, симметрию. Архитекторы опираются на развитие науки. Целостность эфемерна. Для создания выразительного архитектурного образа используют фактуру, текстуру, технологии.
Форма, которая не вписывается в декартову систему координат, не описывается изометрически. Нелинейная архитектура. Эффект нестабильности, неравномерности.
Здание трактуется как живой организм. Архитектура отрывается от контекста. Иллюзии, образы. Концепция движения, процесс проектирования — характер анимации (пространственно-временной). Необходимость ориентироваться на новейшие дигитальные технологии. Описание формы через категории времени.
Теория складки — идея движения через пространство. Лента Мёбиуса: одна поверхность образует открытое и закрытое пространство. Теория потоков — новый порядок, основанный не на форме, а на ментальности (поток людей, транспорта, информации).
Аморфность форм, неравномерность. Трактовка объекта как живого организма. Концепция движения, потоков. Постоянное изменение объекта.
| |  |  |  |
| Слева направо: Центр Гейдара Алиева с западной, южной, восточной и северной стороны. Архитектор Заха Хадид |  |  |  |